# Liste von Sakralbauten in Berlin
Es gibt in Berlin eine große Zahl von Kirchen und anderen Sakralbauten, es sollten deshalb hier vorrangig jene aufgenommen werden, die kirchengeschichtlich, stadtgeschichtlich oder architektonisch von besonderer Bedeutung sind.

## Kirchen und Kapellen

### Bezirk Mitte

#### Ortsteil Gesundbrunnen
- Augustanakirche – Usedomer Straße, erster Bau 1894, Neubau 1950 und 1963, altlutherisch
- Friedenskirche Zum Heiligen Sava – Ruppiner Straße, 1888–1891 als „Friedenskirche“, Baudenkmal, früher evangelisch, heute serbisch-orthodox
- Himmelfahrtkirche der Kirchengemeinde am Humboldthain – Gustav-Meyer-Allee, 1954–1956, Baudenkmal, evangelisch, mitgenutzt von der syrisch-orthodoxen Gemeinde St. Izozoel
- Maria Regina – Residenzstraße, 1964, katholisch
- Martin-Luther-Kirche – Wollankstraße, 1962–1963, evangelisch, 2004 abgerissen
- St.-Afra-Kirche – Graunstraße, 1898, Baudenkmal, katholisch
- St.-Pauls-Kirche – Badstraße/Pankstraße, 1832–1835, Baudenkmal, evangelisch
- St.-Petrus-Kirche – Bellermannstraße, 1906–1908, Baudenkmal, katholisch
- St.-Sebastian-Kirche – Gartenplatz, Baudenkmal, 1890–1893, katholisch
- Stephanus-Kirche – Prinzenallee/Soldiner Straße, 1902–1904, Baudenkmal, evangelisch

#### Ortsteil Hansaviertel
- Kaiser-Friedrich-Gedächtniskirche – Händelallee, erster Bau 1892–1895, Neubau 1956–1957, Baudenkmal, evangelisch
- St.-Ansgar-Kirche – Klopstockstraße/Altonaer Straße, erster Bau 1926, Neubau 1956–1957, Baudenkmal, katholisch

#### Ortsteil Mitte
- Baptistenkirche – Neue Jakobstraße (zuvor: Schmidstraße), erster Bau 1847–1848, Neubau 1891, baptistisch, 1945 zerstört
- Berliner Dom – Am Lustgarten, erster Bau 1747–1750, zweiter Bau 1842–1848 und 1849–1858, Neubau 1894–1905, Baudenkmal, evangelisch
- Bethlehemskirche, auch: „Böhmische Kirche“ – Bethlehemkirchplatz, 1735–1737, evangelisch, 1943 zerstört
- Christus-Kirche – Anklamer Straße, vor 1895–1898, Baudenkmal, früher evangelisch, seit 1992 Pfingstgemeinde
- Dominikanerkirche – Anfang des 14. Jahrhunderts, Klosterkirche der Dominikaner, katholisch, nach Klosteraufhebung infolge der Reformation evangelisch, ab 1536 Domkirche der Hohenzollern in Verbindung mit dem benachbarten Stadtschloss, 1747 wegen Baufälligkeit abgerissen
- Dorotheenstädtische Kirche – Neustädtischer Kirchplatz, erster Bau 1687, an Neubau grenzender Umbau 1861–1863, zunächst frz.-calvinistisch/dt.-lutherisch/dt.-reformiert/ (Simultankirche), zuletzt evangelisch, Juni 1944 ausgebrannt, Ruine 1965 abgetragen
- Dreifaltigkeitskirche – Mohrenstraße, 1737–1739, evangelisch, 1943 zerstört
- Elisabethkirche – Invalidenstraße, 1830–1835, Baudenkmal, seit 1945 Ruine, 1990 bis 2001 restauriert, seither kulturelle Nutzung, evangelisch
- Erlöserkirche – Schröderstraße, bis 1905, Baudenkmal, evangelisch-methodistisch
- Evangelisch-Lutherische Kirche Berlin, auch: „Annenkirche“ – Annenstraße, 1855–1857, Baudenkmal, altlutherisch
- Franziskanerkirche – Klosterstraße/Littenstraße, um 1250, Baudenkmal, erbaut als Klosterkirche der Franziskaner, katholisch, nach der Reformation evangelisch, 1945 zerstört, Ruine bis 1963 gesichert, seit 2004 Nutzung der Ruine für kulturelle Veranstaltungen
- Französische Friedrichstadtkirche – Gendarmenmarkt, 1701–1705 als „Französische Kirche“, Baudenkmal, evangelisch
- Friedrichswerdersche Kirche – Werderscher Markt, erster Bau 1701, Neubau 1824–1830, Baudenkmal, früher evangelisch, dann Museum, seit 2012 ungenutzt
- Garnisonkirche – Garnisonkirchplatz, erster Bau 1701–1703, Neubau 1720–1722, evangelisch, 1943 ausgebrannt, Ruine 1962 abgetragen
- Georgenkirche – Georgenkirchplatz, 1894–1898, evangelisch, im Zweiten Weltkrieg zerstört
- Gertraudenkirche, auch: „Spittelkirche“ – Spittelmarkt, Anfang des 15. Jahrhunderts, Neubau bis 1655, an Neubau grenzender Umbau bis 1739, zunächst katholisch, seit der Reformation evangelisch, bis 1882 abgerissen
- Gnadenkirche – im Invalidenpark an der Invalidenstraße, evangelisch, im Zweiten Weltkrieg zerstört, Ruine 1967 abgetragen
- Golgatha-Kirche – Borsigstraße, 1898–1900, Baudenkmal, evangelisch
- Heilig-Geist-Kapelle – Spandauer Straße, um 1390, Baudenkmal, 1655–1703 Ev. Garnisonskirche, katholisch, zwischenzeitlich evangelisch, 1906 säkularisiert, heute Festsaal der Humboldt-Universität
- Kapelle der Versöhnung – Bernauer Straße, 1999–2000, evangelisch
- Kapelle im Invalidenhaus
- Luisenstadt-Kirche – Alte Jakobstraße, erster Bau 1695, Neubau 1753, evangelisch, 1945 ausgebrannt, Ruine 1964 abgetragen, heute gärtnerische Gedenkanlage
- Marienkirche – Karl-Liebknecht-Straße, um 1270–1300, Baudenkmal, katholische Pfarrkirche, seit der Reformation evangelisch
- Neue Kirche – Gendarmenmarkt am Deutschen Dom, erster Bau 1701–1708, Neubau 1881–1882, Baudenkmal, früher evangelisch, heute Ausstellungsbau
- Nikolaikirche – Nikolaikirchplatz/Poststraße, um 1230, Baudenkmal, katholische Pfarrkirche, nach der Reformation evangelisch, heute Museum
- Parochialkirche – Klosterstraße/Parochialstraße/Waisenstraße, 1695–1705, Baudenkmal, evangelisch
- Petrikirche – Petriplatz, um 1230 erbaut, katholische Pfarrkirche von Cölln, nach der Reformation evangelisch, nach mehreren Bauschäden 1847 neugebaut, seit 1945 Ruine, bis 1964 abgerissen
- St.-Adalbert-Kirche – Torstraße/Linienstraße, 1932–1933, Baudenkmal, katholisch
- St. George’s Church, auch: „Englische Kirche“ – Monbijoupark, 1884–1885, anglikanisch, 1943/1944 bei Luftangriffen beschädigt, mit den Ruinen von Schloss Monbijou 1959 abgetragen
- St.-Hedwigs-Kathedrale – Bebelplatz/Behrenstraße/Hinter der Katholischen Kirche, 1747–1773, Baudenkmal, katholisch
- St.-Johannes-Evangelist-Kirche – Auguststraße, 1895–1900, Baudenkmal, evangelisch
- St.-Maria-Viktoria-Kirche, Kapelle der St.-Maria-Viktoria-Heilanstalt – Reinhardtstraße, 1908–1912, katholisch, 1939 abgerissen
- St.-Markus-Kirche, Weberstraße, Standort heute von der Weydemeyerstraße überbaut, 1848–1855, evangelisch, 1944 bei Luftangriff weitgehend zerstört, Ruine 1957 abgetragen
- St.-Michaels-Kirche – Michaelkirchplatz, 1850–1861, seit dem Zweiten Weltkrieg Ruine, Baudenkmal, katholisch
- St.-Philippus-Apostelkirche, Philippstraße, 1852, evangelisch, 1945 ausgebrannt, in den 1960er-Jahren abgetragen
- St. Thomas von Aquin (Akademiekirche) – Hannoversche Straße, auf dem Gelände der Katholischen Akademie, 1999 geweiht, katholisch[1]
- Sophienkirche, zeitweilig auch: „Spandauische Kirche“ – Große Hamburger Straße, 1712–1713, Baudenkmal, evangelisch
- Versöhnungskirche – Bernauer Straße, 1892–1894, evangelisch, 1985 gesprengt
- Zionskirche – Zionskirchplatz, 1866–1873, Baudenkmal, evangelisch

Berliner Dom
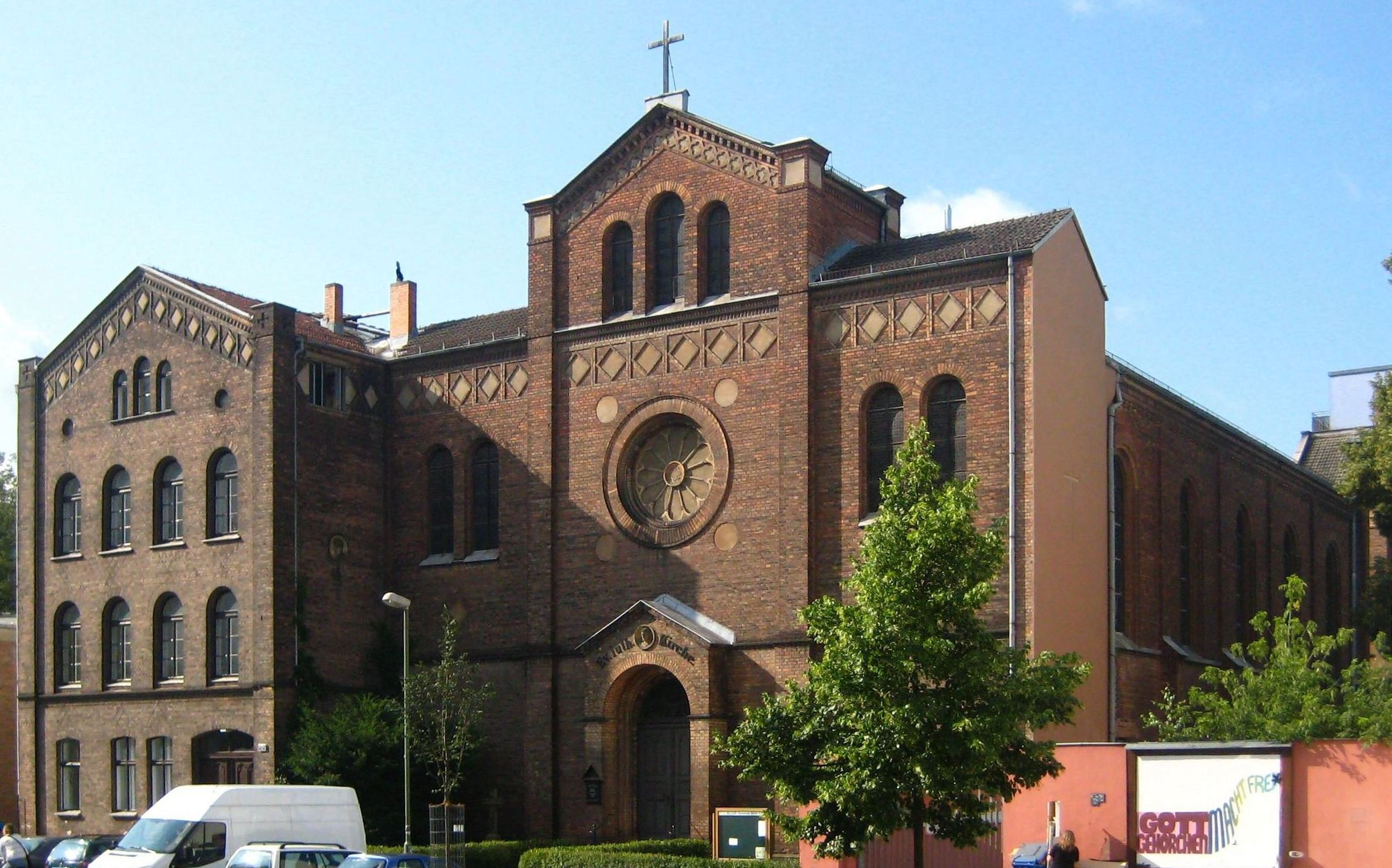
Evangelisch-Lutherische Kirche
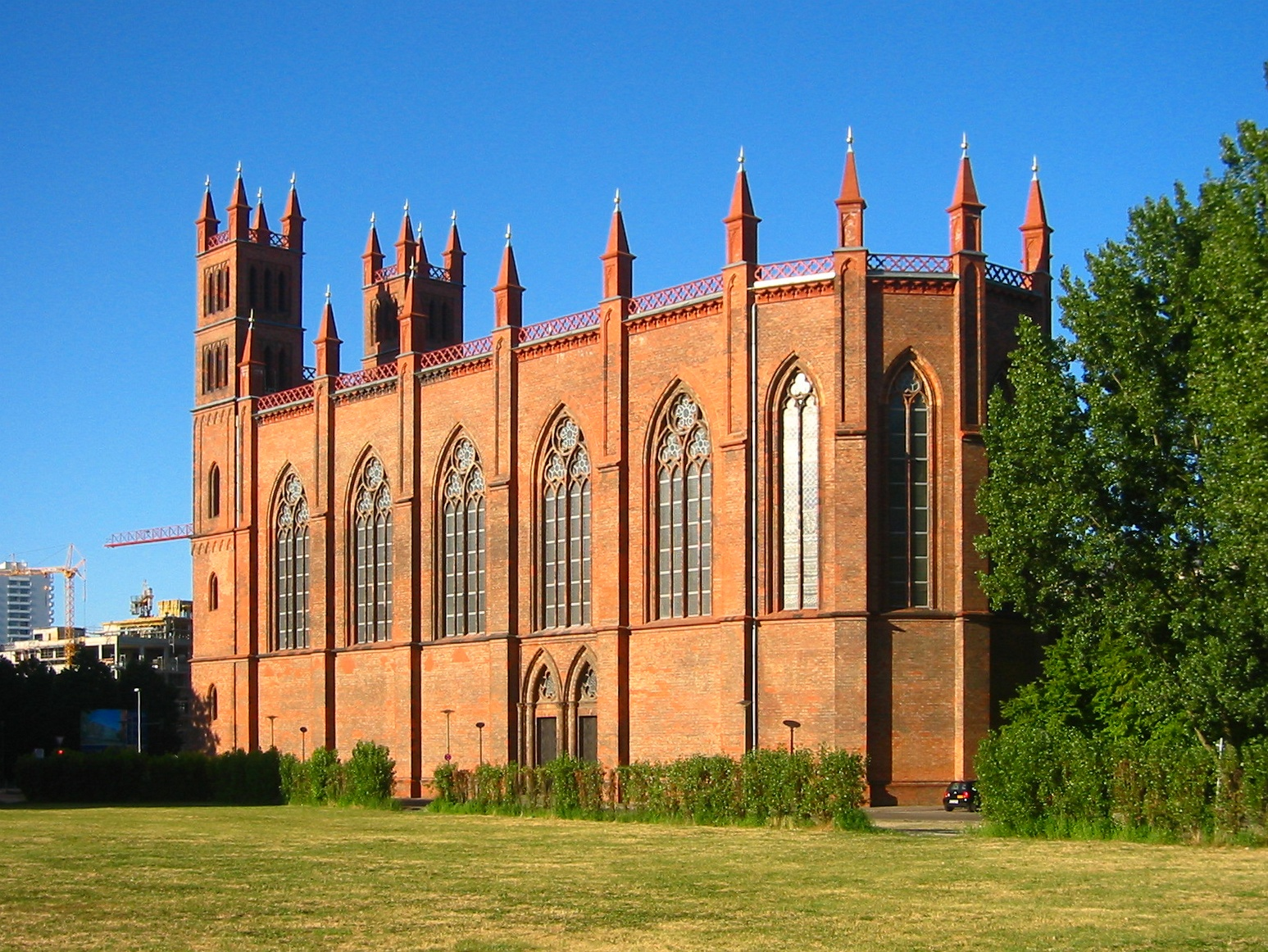
Friedrichswerdersche Kirche
Französischer Dom
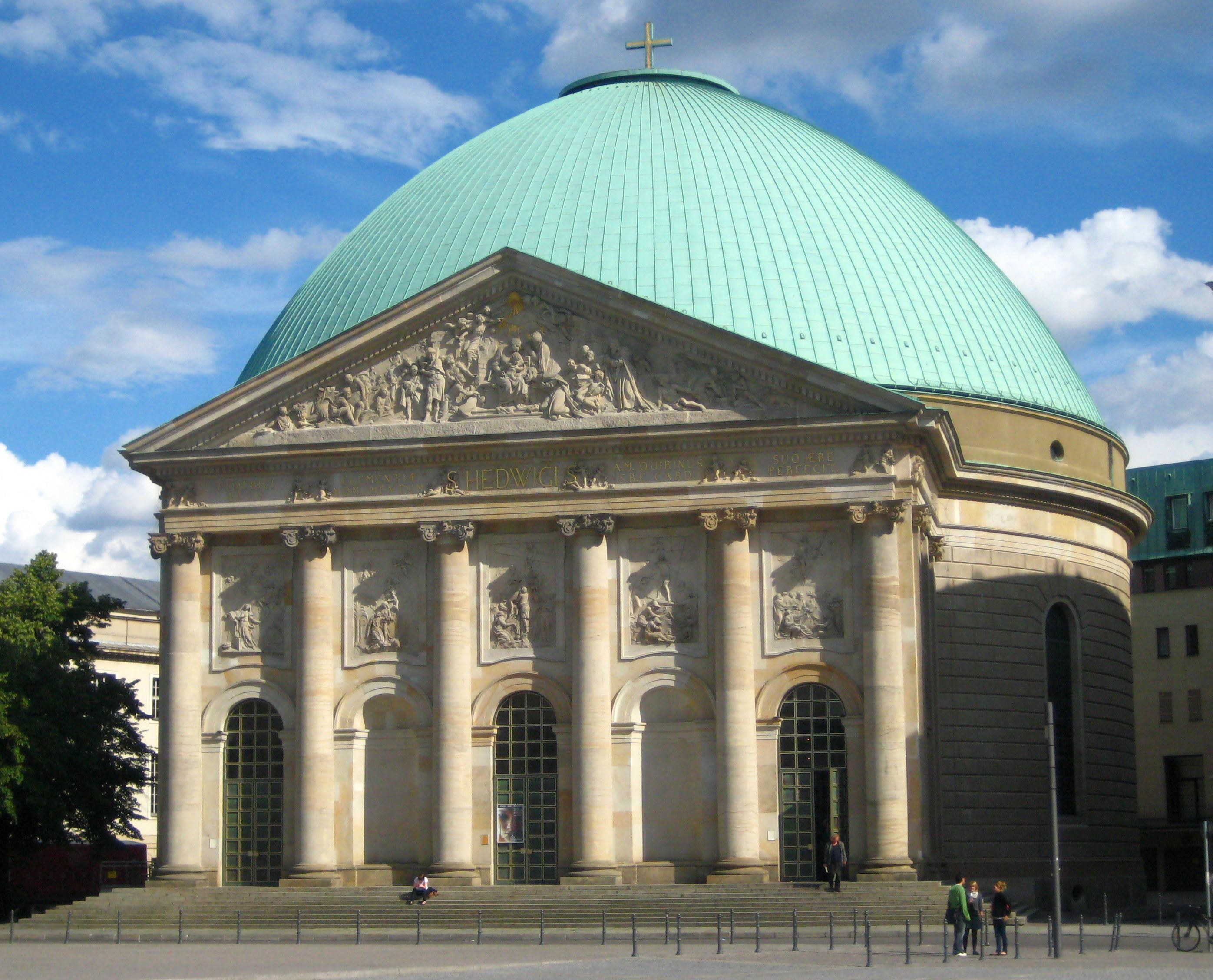
Hedwigskathedrale
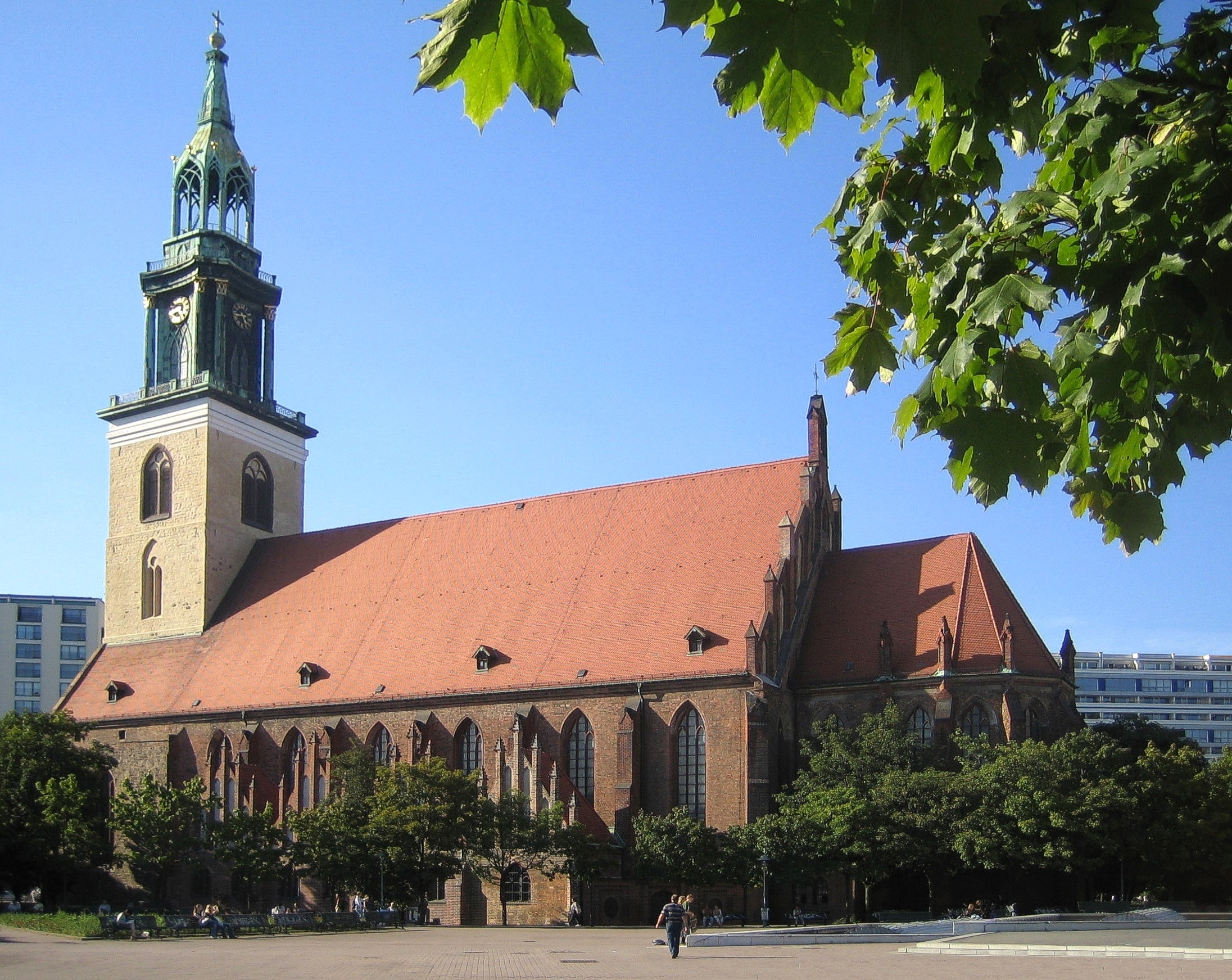
Marienkirche
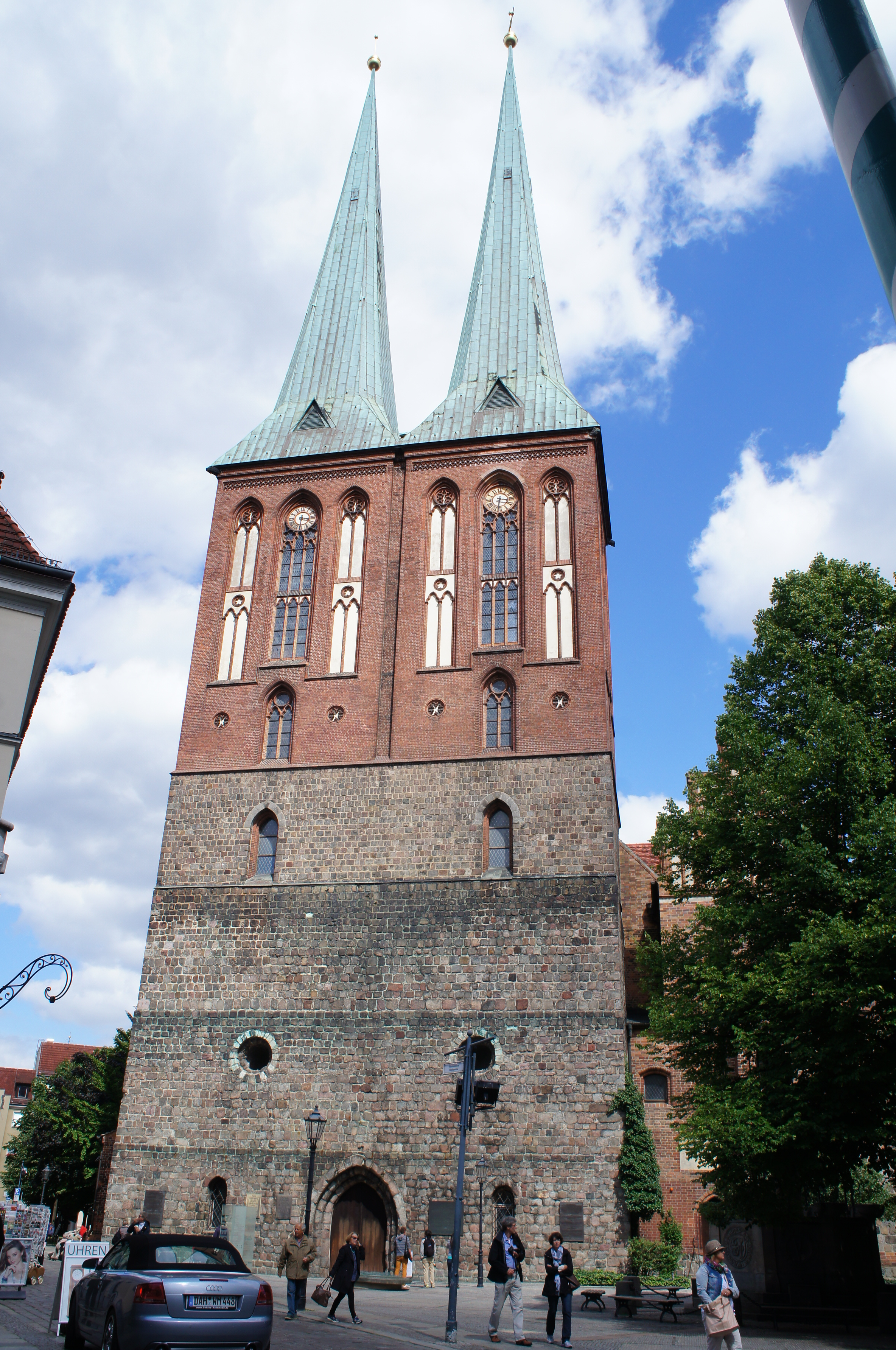
Nicolaikirche
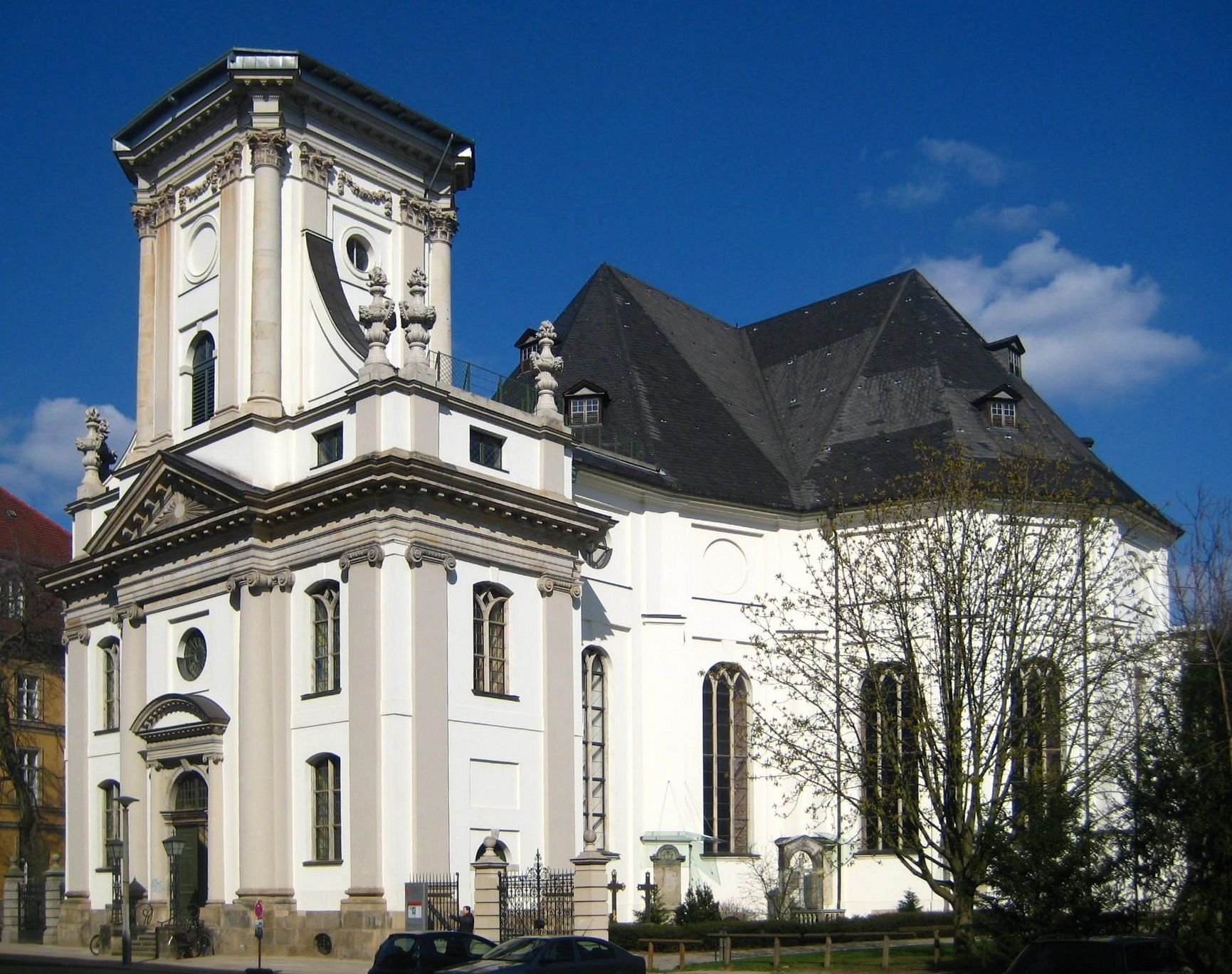
Parochialkirche
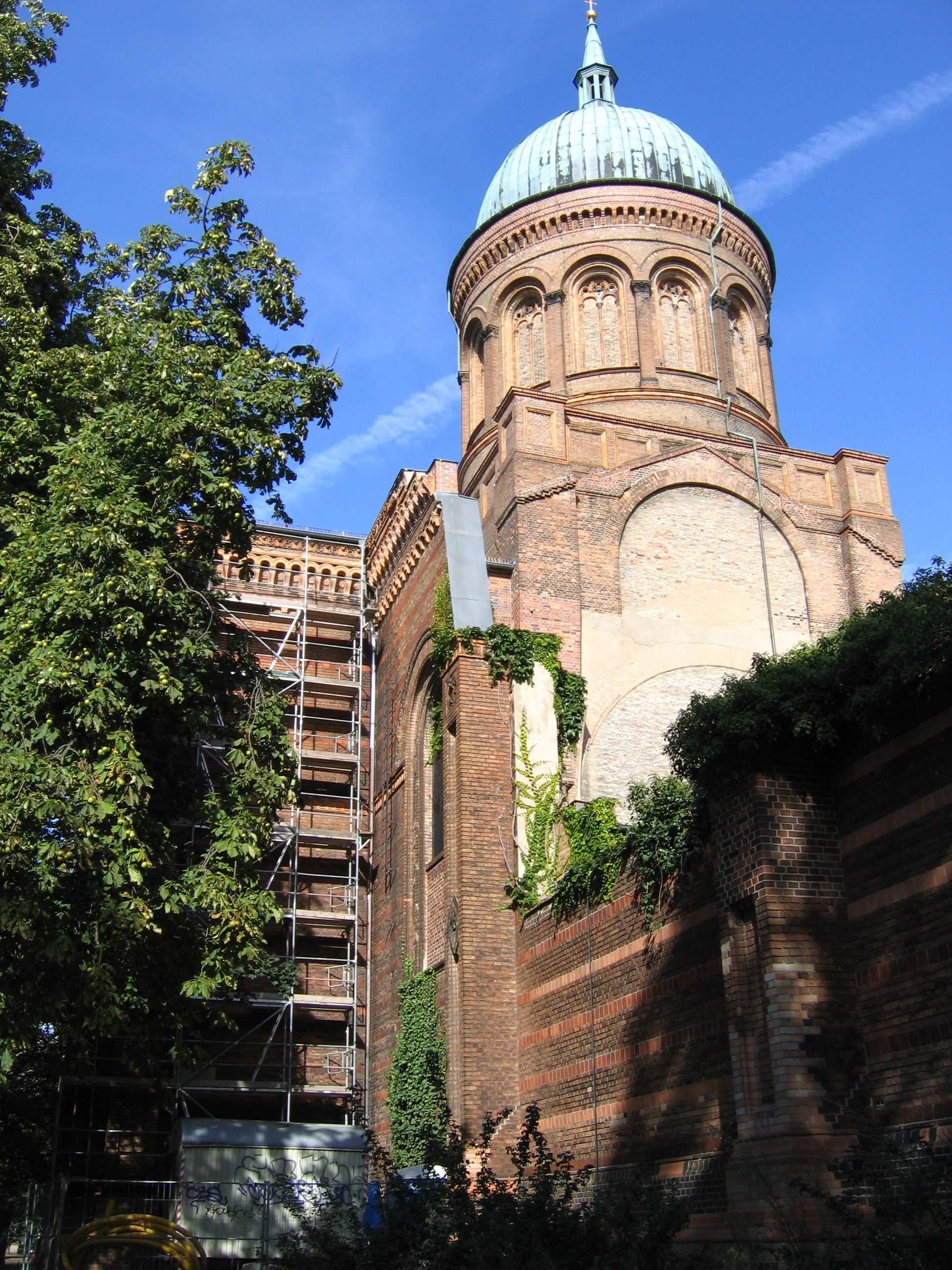
St.-Michaels-Kirche
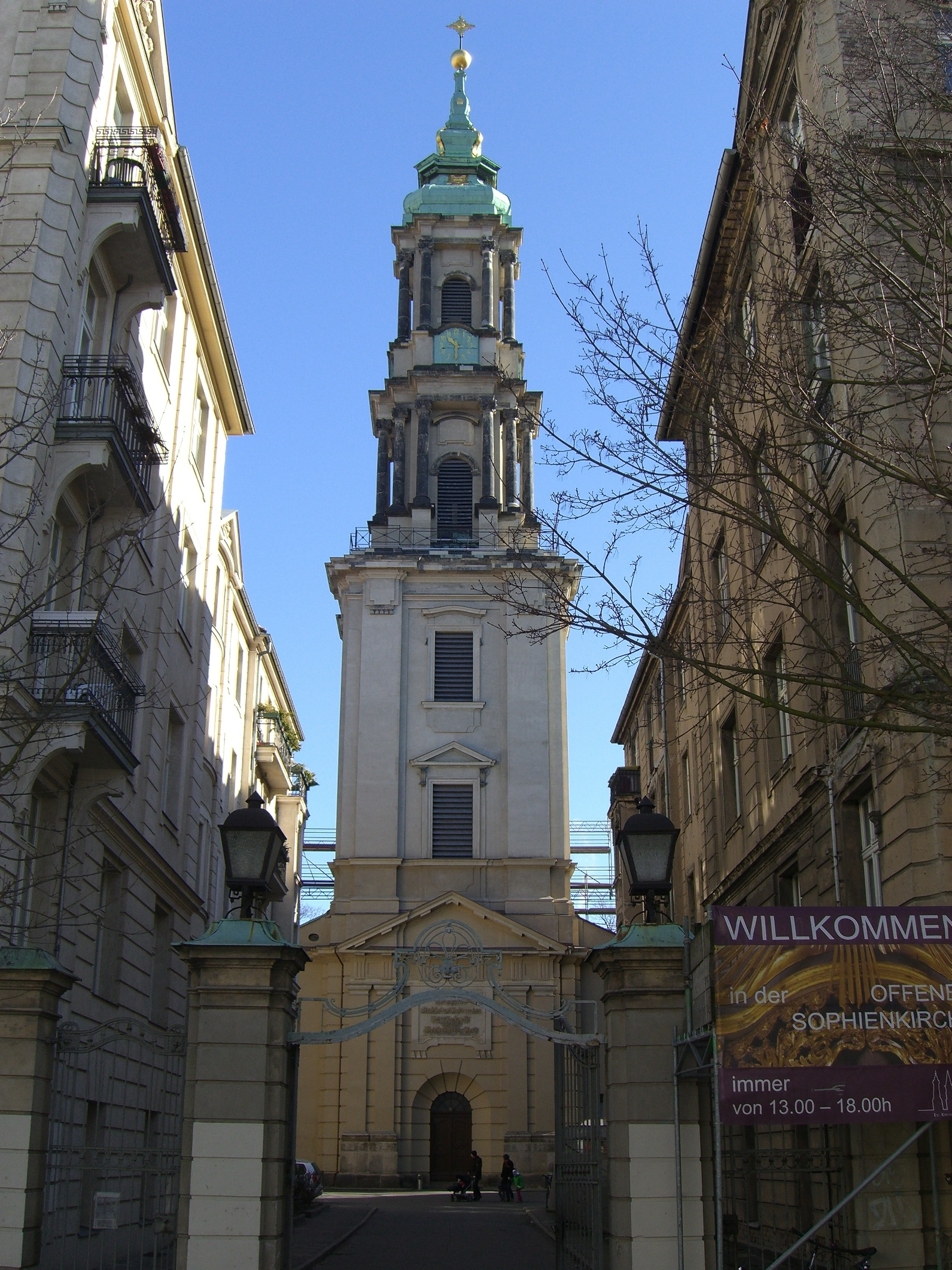
Sophienkirche
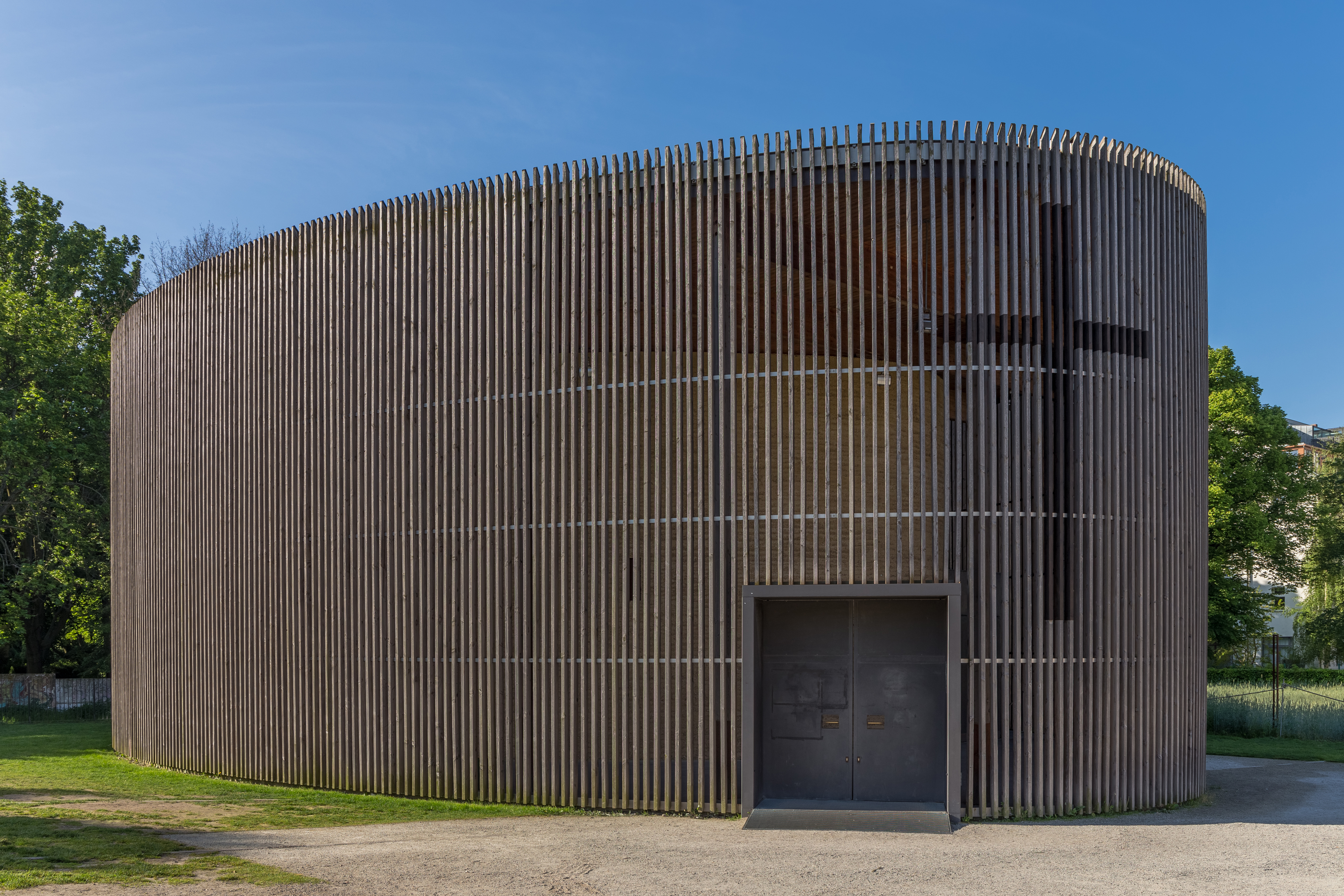
Kapelle der Versöhnung
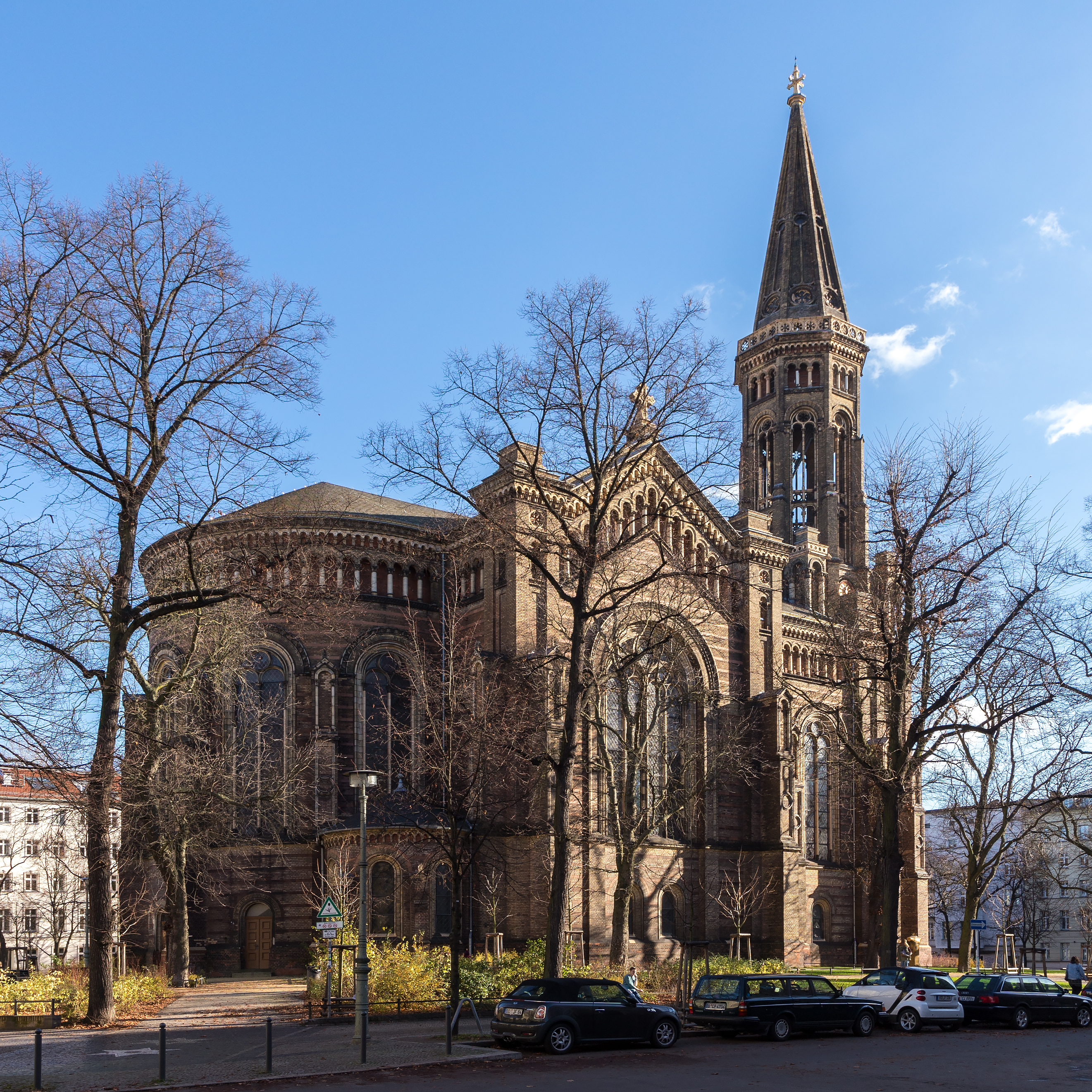
Zionskirche

#### Ortsteil Moabit
- Erlöserkirche – Wikingerufer/Levetzowstraße, 1909–1912, Baudenkmal, evangelisch
- Heilandskirche – Thusnelda-Allee, 1892–1894, evangelisch
- Heilige-Geist-Kirche – Perleberger Straße/Birkenstraße, 1905–1910 als „Neue Johanneskirche“, neuer Name ab 1907, Baudenkmal, evangelisch
- Johanniskirche – Alt-Moabit, 1832–1835, Baudenkmal, evangelisch
- Reformationskirche – Beusselstraße/Wiclefstraße, 1905–1907, Baudenkmal, evangelisch
- Schiffer- und Hafenkirche – Westhafenstraße, 1968, evangelisch
- St.-Laurentius-Kirche – Bandelstraße, erster Bau 1914, Neubau 1952, ehemals katholisch, seit 2007 Christ Embassy Church
- St.-Paulus-Kirche – Oldenburger Straße/Waldenserstraße, 1892–1893, Baudenkmal, katholisch

#### Ortsteil Tiergarten
- Katholisch-Apostolische Kirche – Pohlstraße, 1894, katholisch-apostolisch
- Kirche Jesu Christi der Heiligen der letzten Tage – Klingelhöferstraße, 1972–1973, mormonisch
- St. Jakob – Potsdamer Straße, erster Bau 1868 als St. Matthias-Kirche, ab 1924 umgeweiht als St. Ludgerus, Umgestaltung 1959, früher katholisch, seit 1985 syrisch-orthodox
- St.-Matthäus-Kirche – Matthäikirchplatz, 1844–1846, Baudenkmal, evangelisch

#### Ortsteil Wedding
- Baptistenkirche Wedding – Müllerstraße, baptistisch
- Dankeskirche – Weddingplatz, 1970–1972, Baudenkmal, evangelisch
- Kapernaumkirche – Seestraße/Antwerpener Straße, 1901–1902, Baudenkmal, evangelisch
- Korneliuskirche – Edinburger Straße 78, 1950er Jahre, evangelisch
- Alte Nazarethkirche – Leopoldplatz, 1832–1834, Baudenkmal, evangelisch
- Neue Nazarethkirche – Leopoldplatz, 1889–1893, Baudenkmal, früher evangelisch, heute freikirchlich
- Osterkirche – Sprengelstraße/Samoastraße, 1910–1911, Baudenkmal, evangelisch
- St.-Aloysius-Kirche – Schwyzer Straße/Barfußstraße, 1956, Baudenkmal, katholisch
- St.-Joseph-Kirche – Müllerstraße, 1907–1909, Baudenkmal, katholisch
- St.-Louis-Kirche – Kurt-Schumacher-Damm, 1952–1953 und 1955, Baudenkmal, katholisch

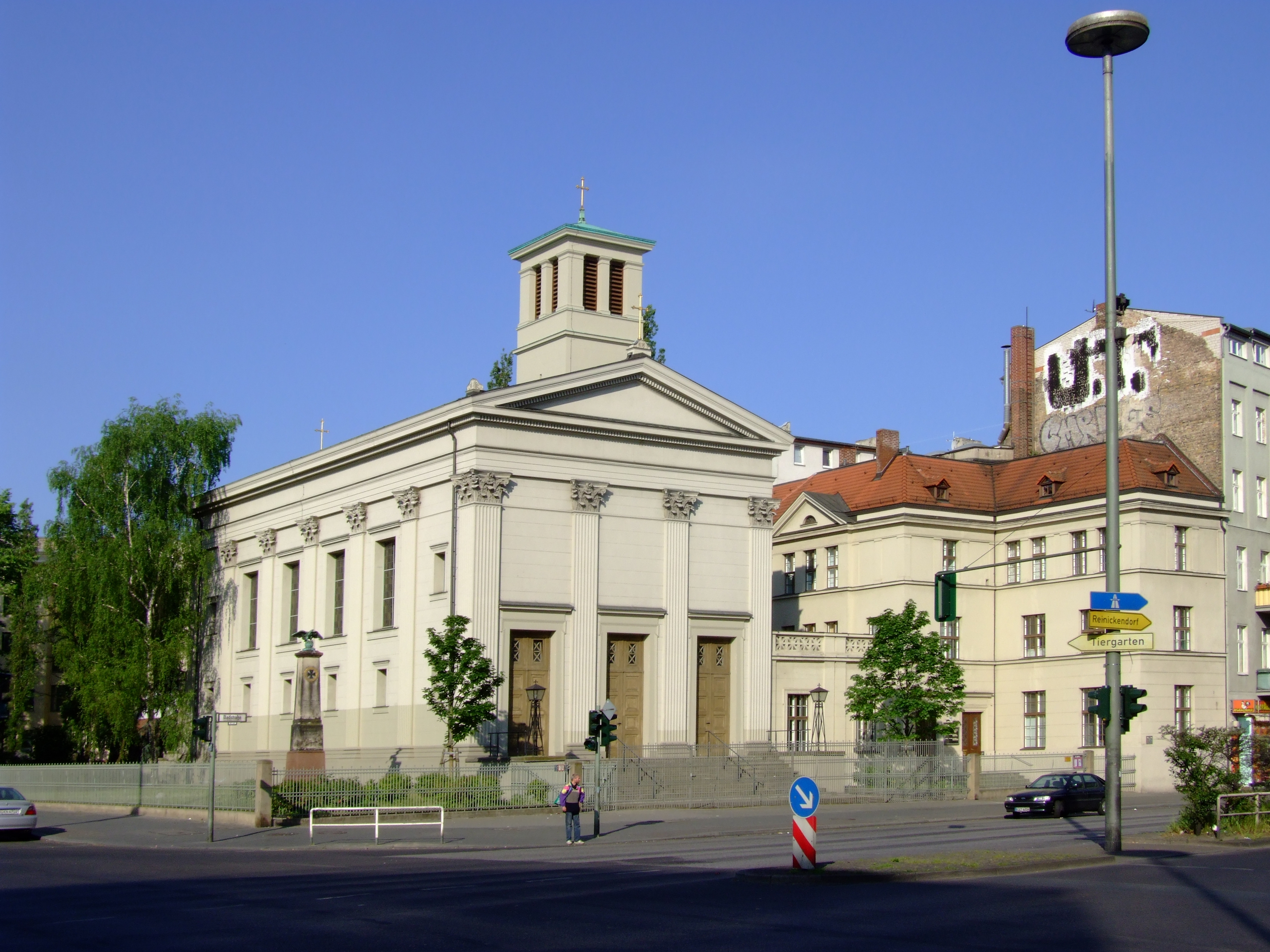
St.-Pauls-Kirche, Gesundbrunnen
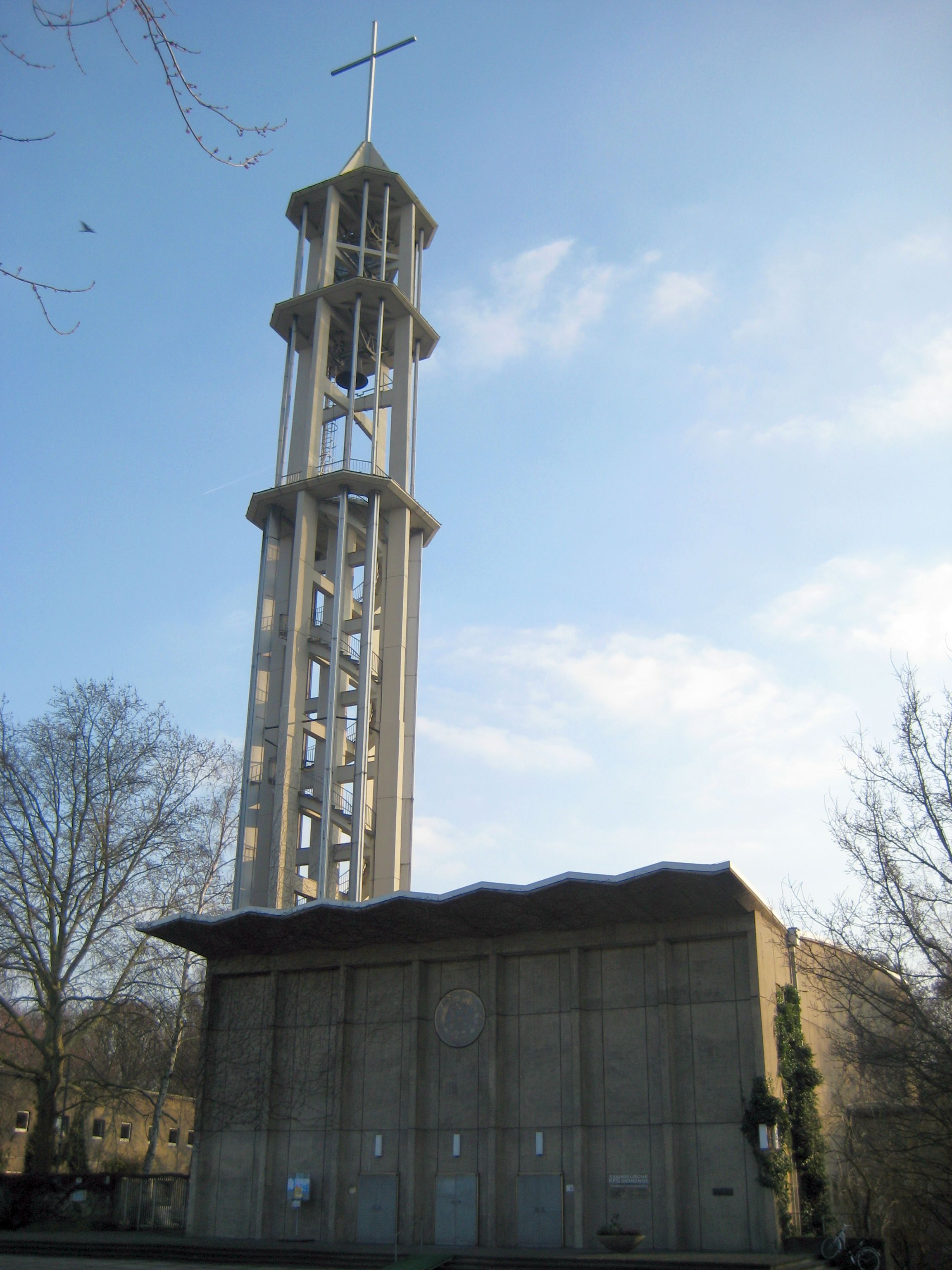
Kaiser-Friedrich-Gedächtniskirche, Hansaviertel
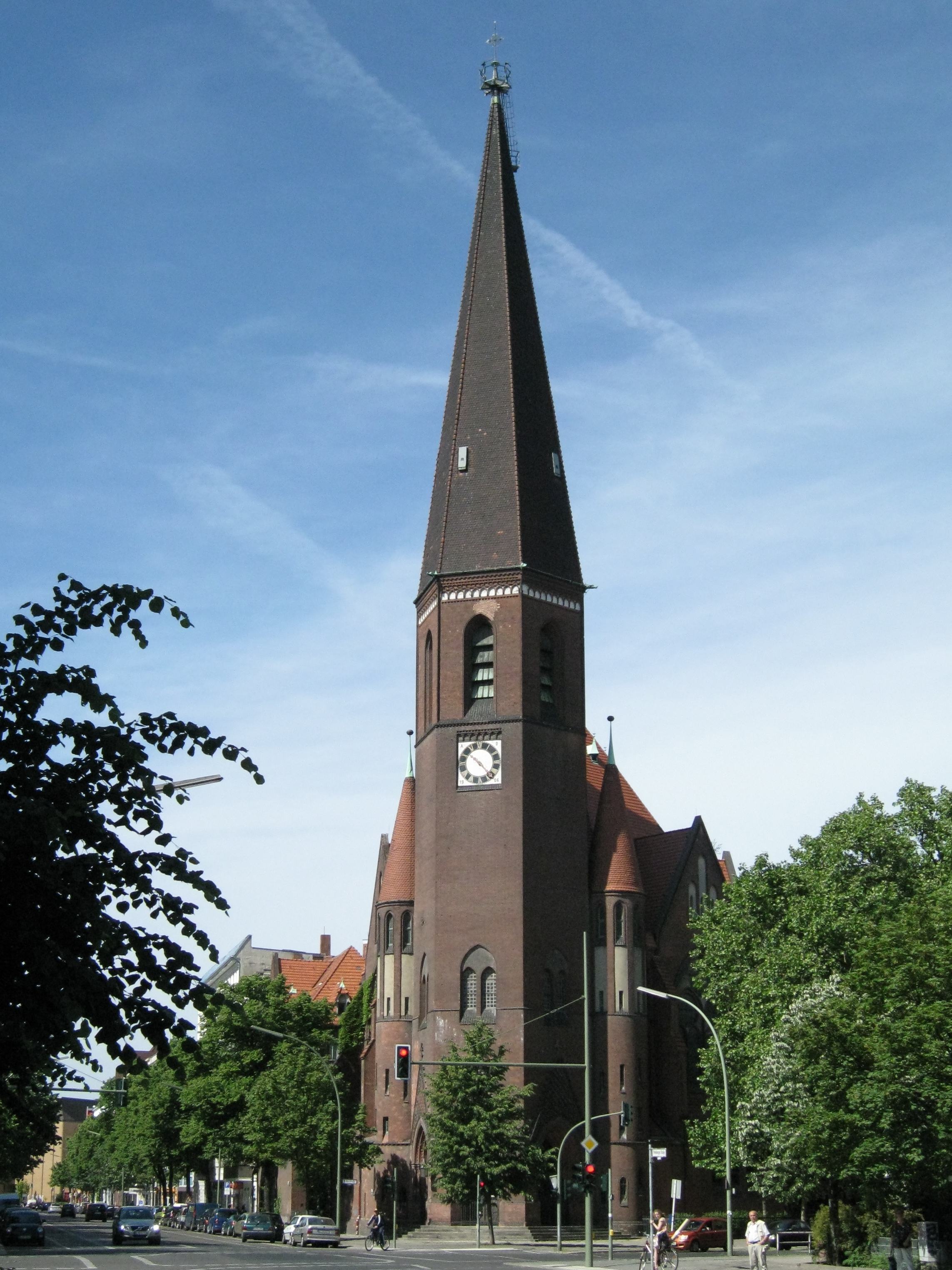
Heilige-Geist-Kirche, Moabit
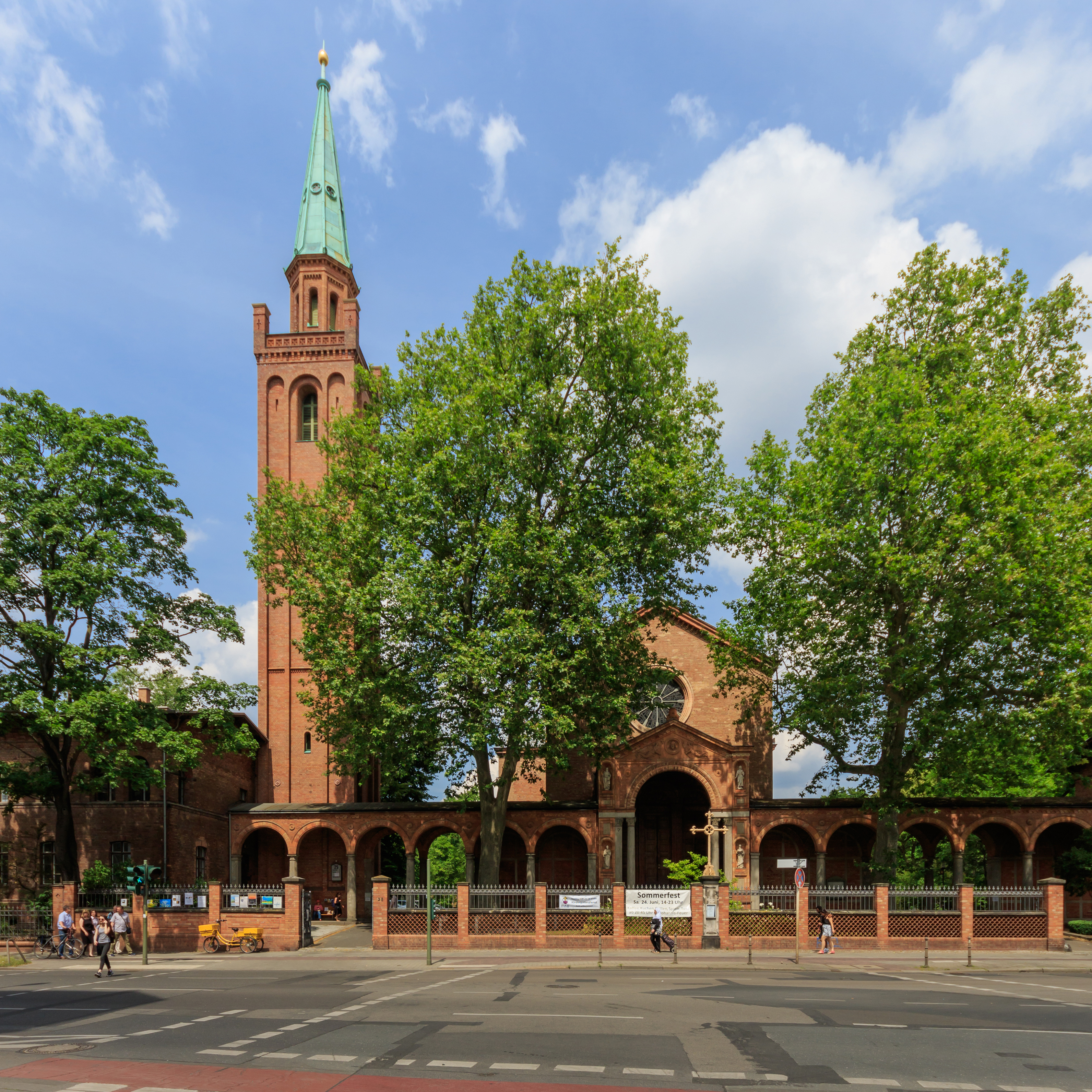
Johanniskirche, Moabit
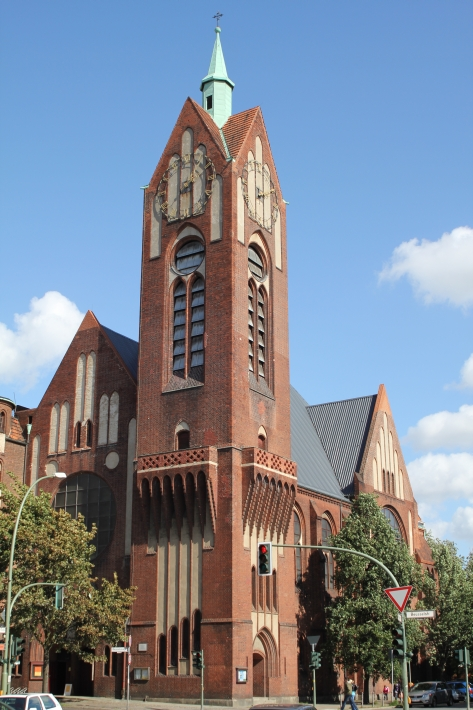
Reformationskirche, Moabit
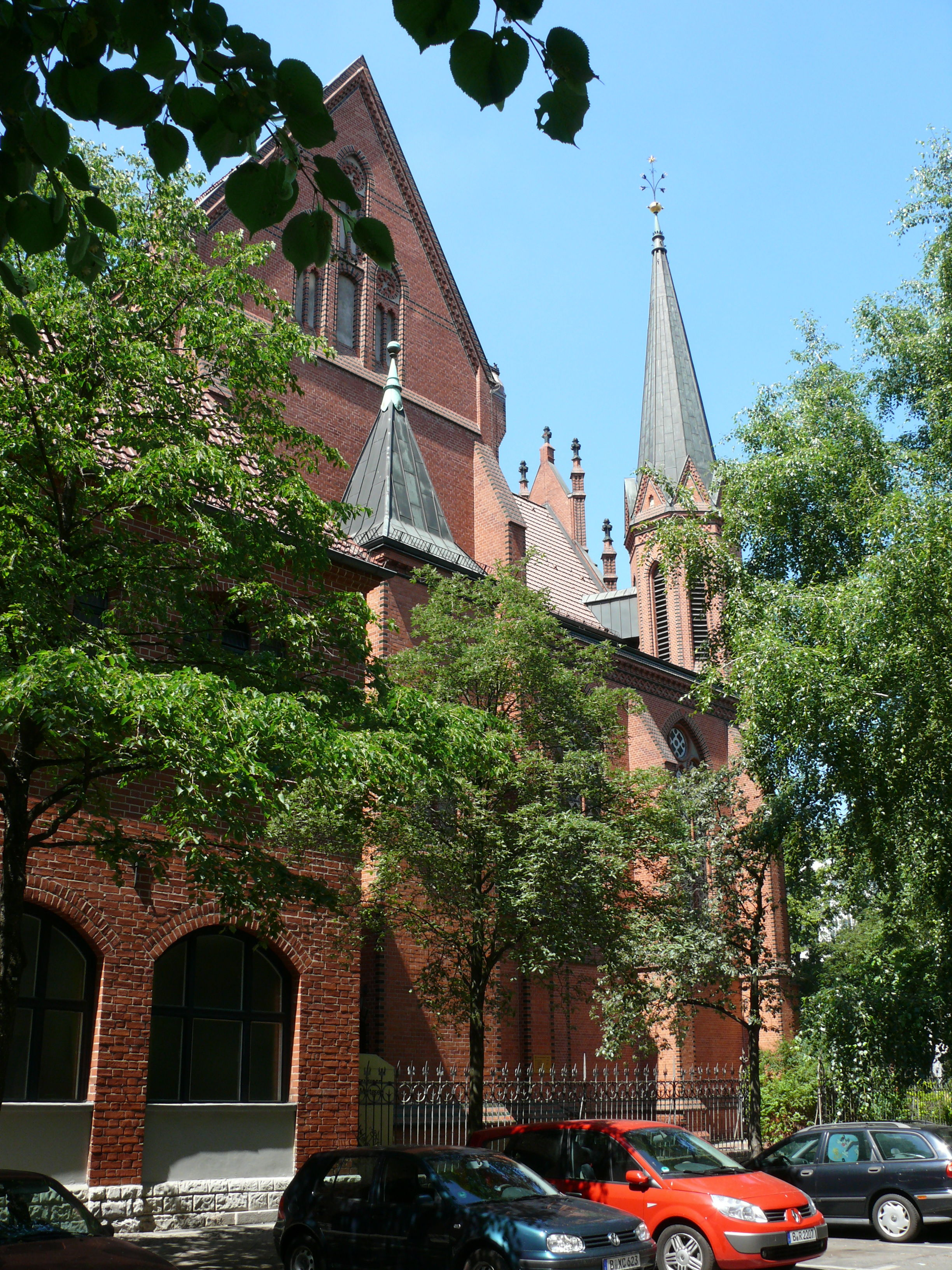
Sankt-Paulus-Kirche, Moabit
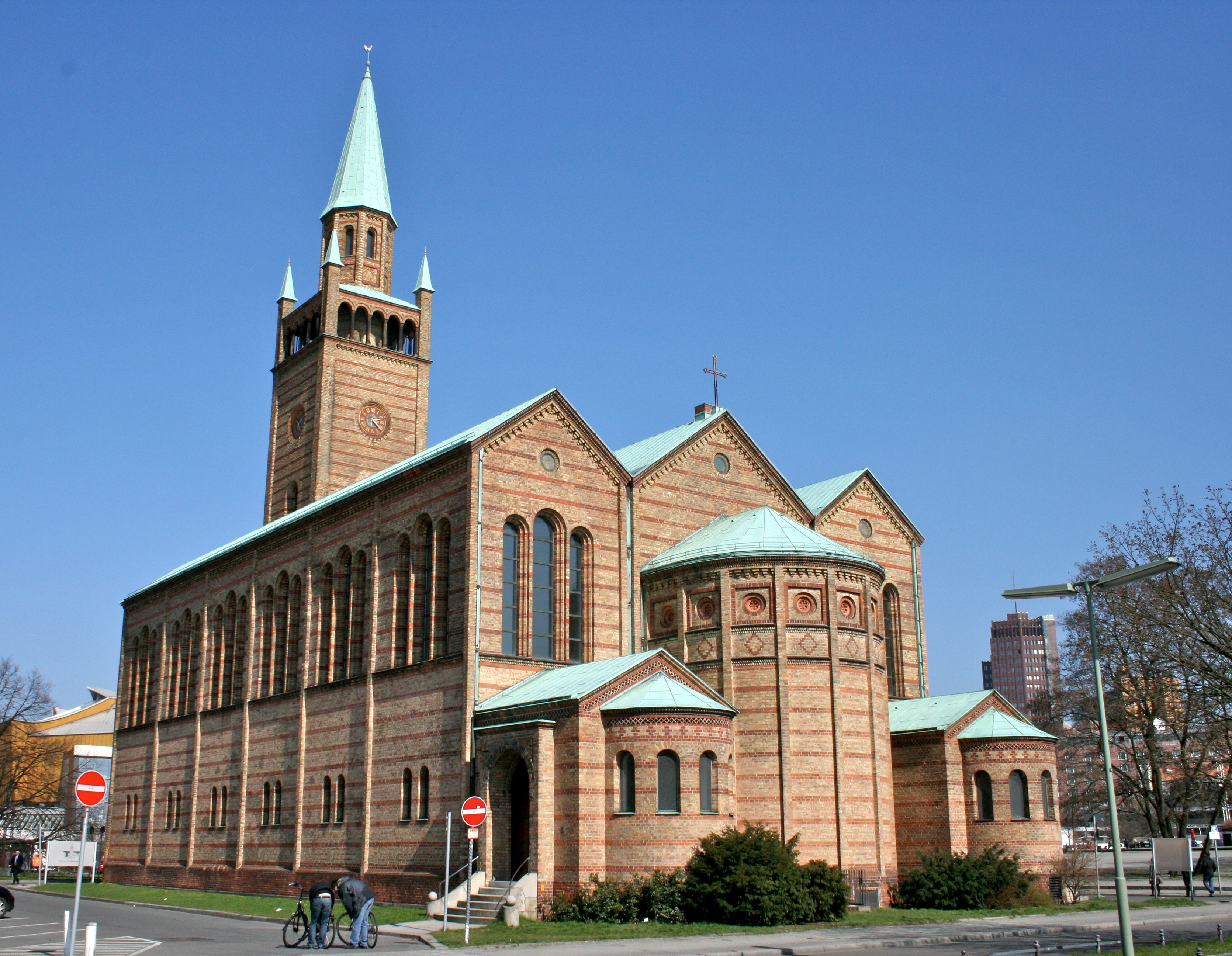
St.-Matthäus-Kirche, Tiergarten
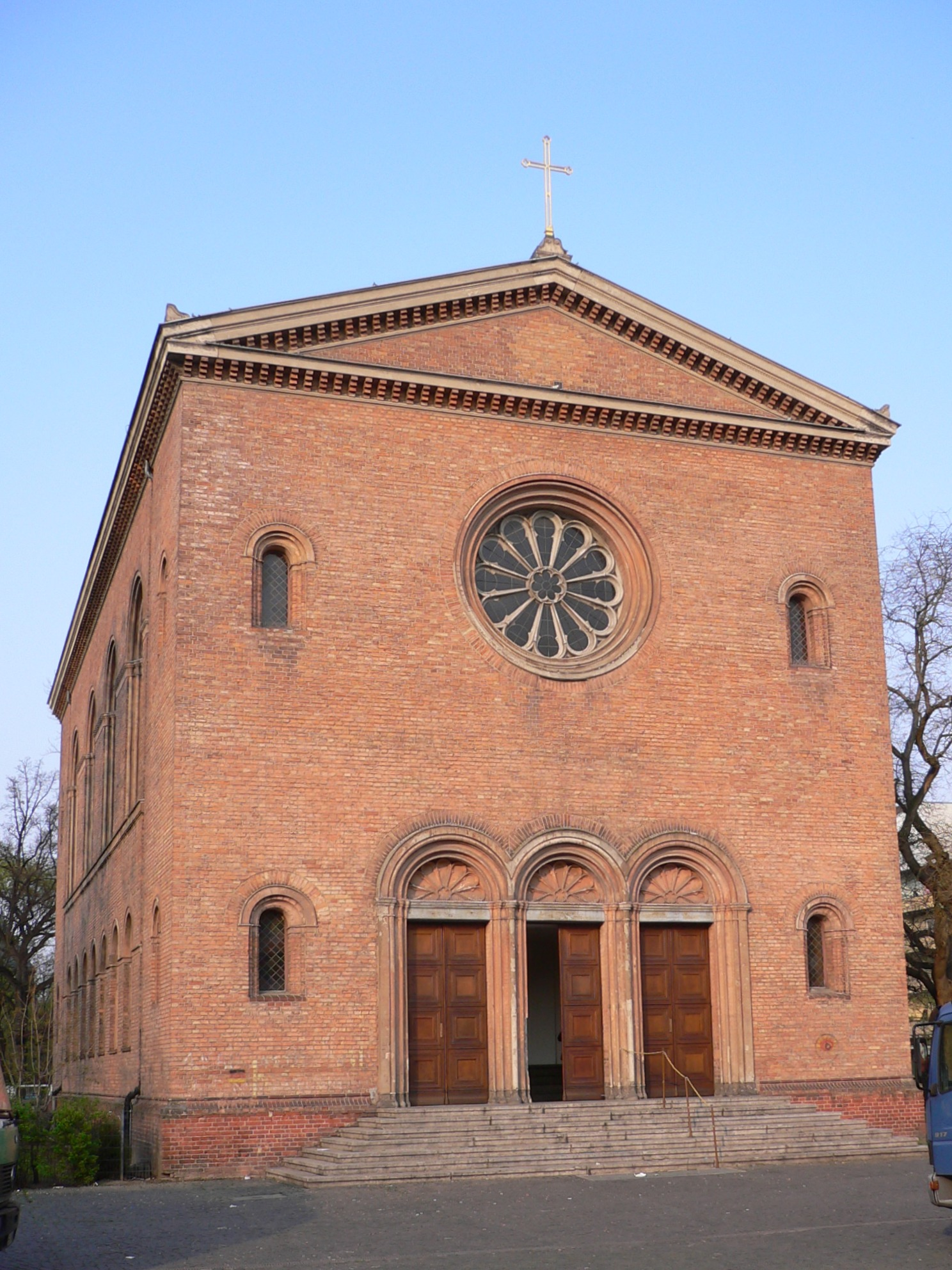
Alte Nazarethkirche, Wedding
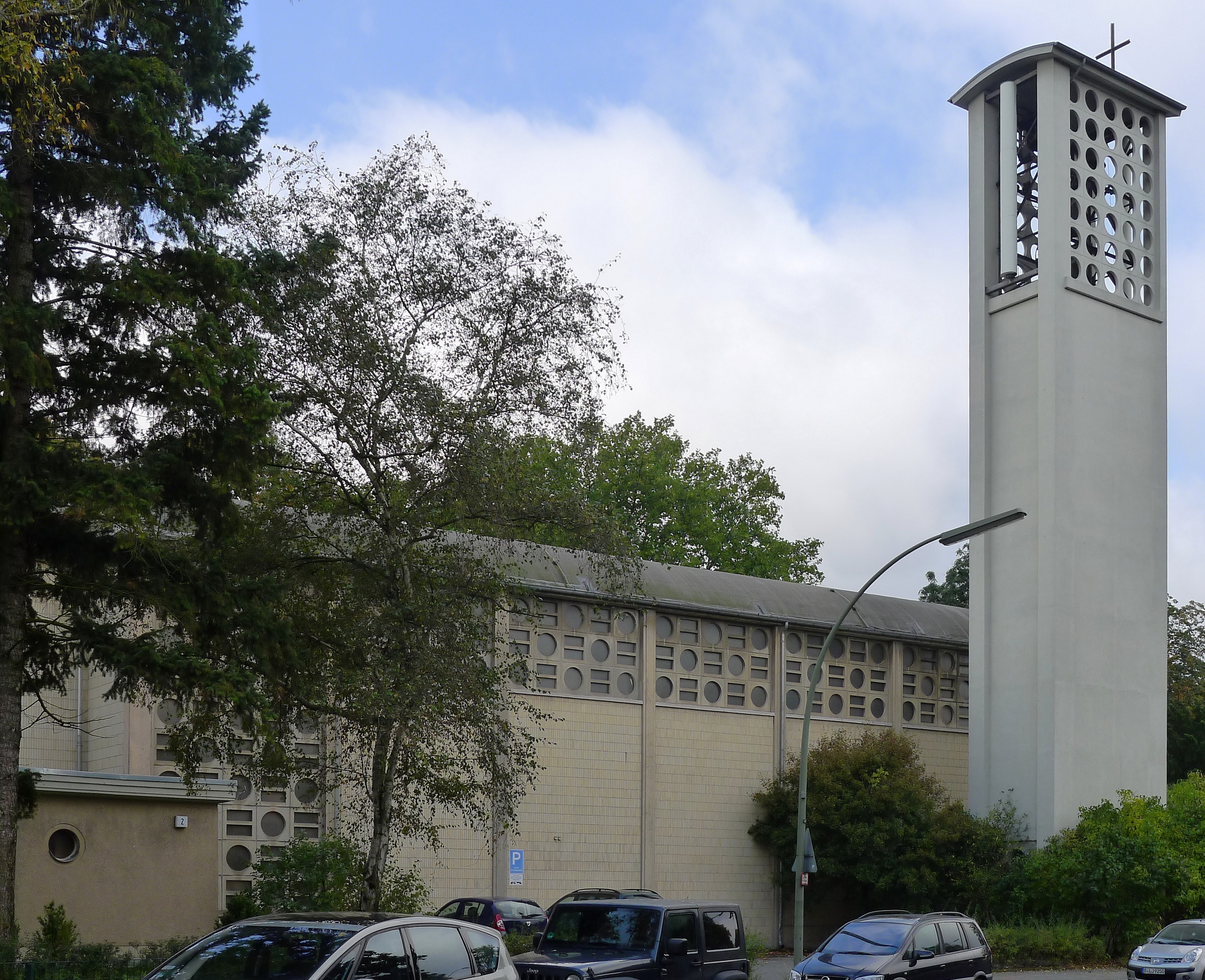
St.-Aloysius-Kirche, Wedding
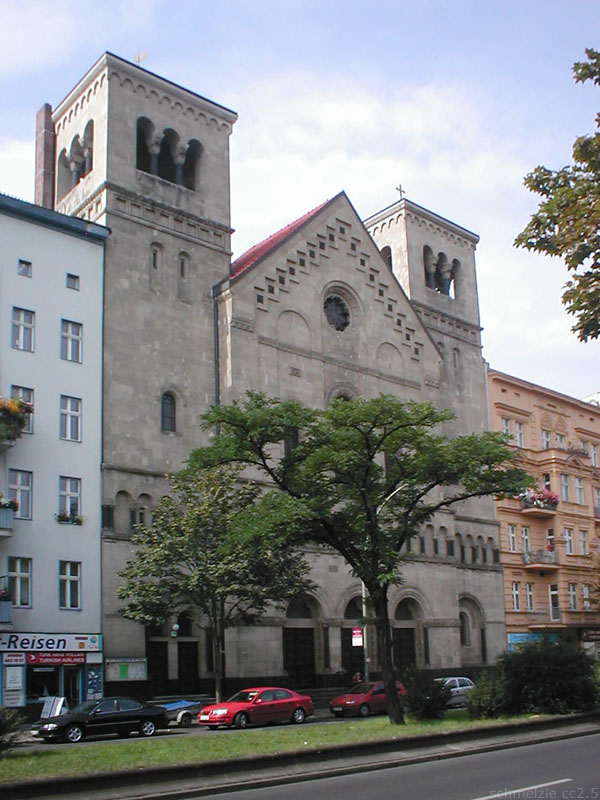
St.-Joseph-Kirche, Wedding

### Bezirk Friedrichshain-Kreuzberg

#### Ortsteil Friedrichshain
- Auferstehungskirche – Friedenstraße, 1892–1895, Baudenkmal, evangelisch
- Christus-Kirche – Richard-Sorge-Straße, 1948 als Notkirche, Baudenkmal, methodistisch
- Dorfkirche Stralau – Tunnelstraße, 1459–1464, Baudenkmal, evangelisch
- Galiläakirche – Rigaer Straße, 1909–1910, Baudenkmal, evangelisch
- Dreifaltigkeitskirche – Böcklinstraße, 1912–1915, Baudenkmal, katholisch
- Lazaruskirche – Grünberger Straße, erster Bau 1892, 1905 abgetragen und in Lobetal, heute Ortsteil von Bernau bei Berlin, wieder aufgebaut (dort erhalten als Begegnungszentrum der Hoffnungstaler Stiftung Lobetal), zweiter Bau 1905–1907 als „Dom des Ostens“ bezeichnet, evangelisch, 1945 nach Luftangriff ausgebrannt, Ruine 1949 gesprengt
- Offenbarungskirche – Simplonstraße, 1948–1949, Baudenkmal, evangelisch
- Pfingstkirche – Petersburger Platz, 1906–1908, Baudenkmal, evangelisch
- Samariterkirche – Samariterplatz, 1892–1894, Baudenkmal, evangelisch
- St.-Andreas-Kirche – Andreasstraße, 1853–1856, evangelisch, im Zweiten Weltkrieg ausgebrannt, Ruine 1949 gesprengt
- St.-Antonius-Kirche – Rüdersdorfer Straße, 1897–1898 als Kapelle des Leo-Hospizes, 1909–1914 Umbau zur Kirche, Baudenkmal, katholisch
- St.-Bartholomäus-Kirche – Friedenstraße/Otto-Braun-Straße, 1854–1858, Baudenkmal, evangelisch
- St. Nikolaus – Hildegard-Jadamowitz-Straße 25, 1898, katholisch[2]
- St.-Pius-Kirche – Palisadenstraße, 1893–1894, Baudenkmal, katholisch
- Verheißungskirche – Boxhagener Straße, 1879 als Friedhofskapelle, 1948 Umbau zur Kirche, Baudenkmal, evangelisch
- Zwingli-Kirche – Rudolfstraße/Danneckerstraße, 1905–1908, Baudenkmal, evangelisch

#### Ortsteil Kreuzberg
- Christus-Kirche – Dieffenbachstraße, 1905–1908, Baudenkmal, methodistisch
- Christus-Kirche – Hornstraße, 1963–1964, evangelisch
- Emmauskirche – Lausitzer Platz, erster Bau 1891–1893, Neubau 1957–1959, evangelisch
- Heilig-Kreuz-Kirche – Blücherstraße/Zossener Straße, 1884–1888, Baudenkmal, evangelisch
- Jerusalemkirche – Lindenstraße, 1968, evangelisch
- Jesus-Kirche – Kreuzbergstraße, 1960–1961, evangelisch
- Katholisch-Apostolische Kirche – Wilmsstraße, 1898–1899, Baudenkmal, katholisch-apostolisch
- Kirche am Südstern – Südstern, 1893–1897 als „Neue Garnisonskirche“, Baudenkmal, früher evangelisch, heute freikirchlich
- Kirche im Bethanienkrankenhaus – Mariannenplatz, 1845–1847, früher evangelisch, heute Ausstellungsraum im Baudenkmal Bethanienkrankenhaus
- Neuapostolische Kirche – Baruther Straße, 1969, neuapostolisch
- Martha-Kirche – Glogauer Straße, 1902–1904 und 1909–1911, Baudenkmal, evangelisch
- Melanchthonkirche – Planufer 84, am Urbanhafen, erbaut 1904–1906, nach Kriegszerstörung abgerissen, 1954–55 neu errichtet, evangelisch
- Ölbergkirche – Paul-Lincke-Ufer, 1922, evangelisch
- Passionskirche – Marheinekeplatz, 1904–1907, Baudenkmal, evangelisch
- St.-Agnes-Kirche – Alexandrinenstraße, 1965–1966, früher katholisch, heute Galeriegebäude
- St.-Bonifatius-Kirche – Yorckstraße, 1906–1907, Baudenkmal, katholisch
- St. Clemens (Berlin) – Stresemannstraße, 1911, katholisch
- St.-Jacobi-Kirche – Oranienstraße, 1844–1845, Baudenkmal, evangelisch
- St.-Lukas-Kirche – Bernburger Straße, 1859–1861, Baudenkmal, evangelisch
- St. Marien Liebfrauen, auch „Liebfrauenkirche“ – Wrangelstraße, 1904–1906, Baudenkmal, katholisch
- St. Michael – Waldemarstraße, 1965, katholisch
- St.-Simeon-Kirche – Wassertorstraße, 1894–1896, Baudenkmal, evangelisch
- St.-Thomas-Kirche – Mariannenplatz, 1864–1869, Baudenkmal, evangelisch
- Tabor-Kirche – Taborstraße, 1902–1905, Baudenkmal, evangelisch

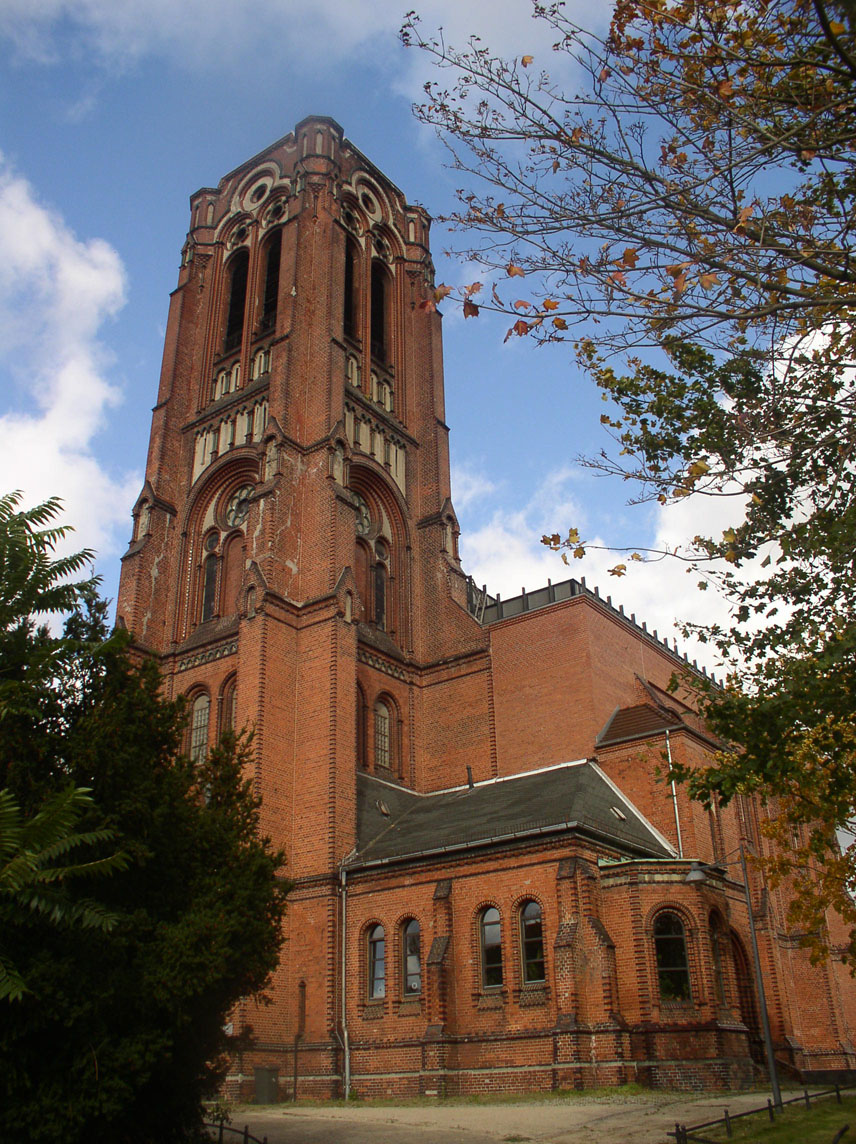
Auferstehungskirche, Friedrichshain
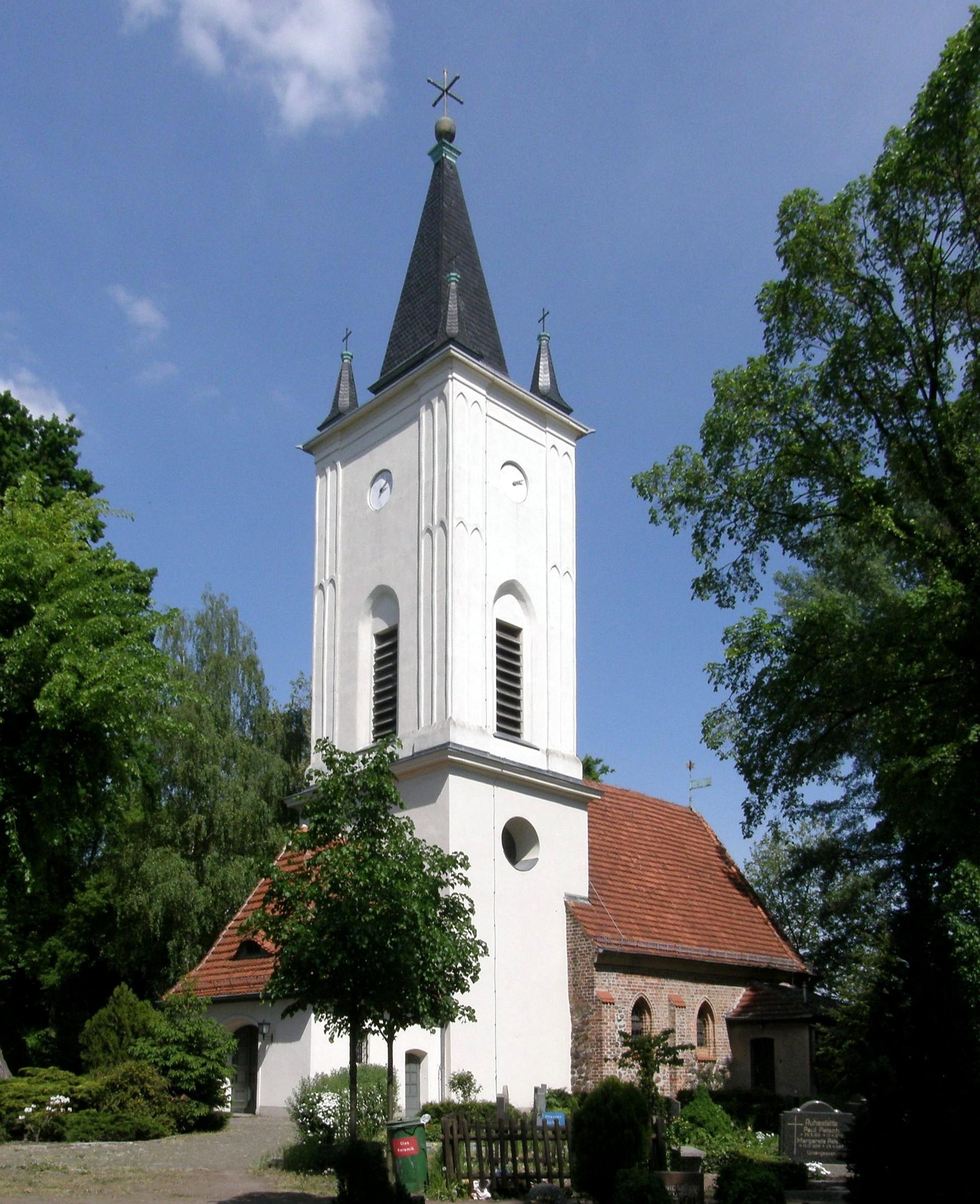
Dorfkirche Stralau, Friedrichshain
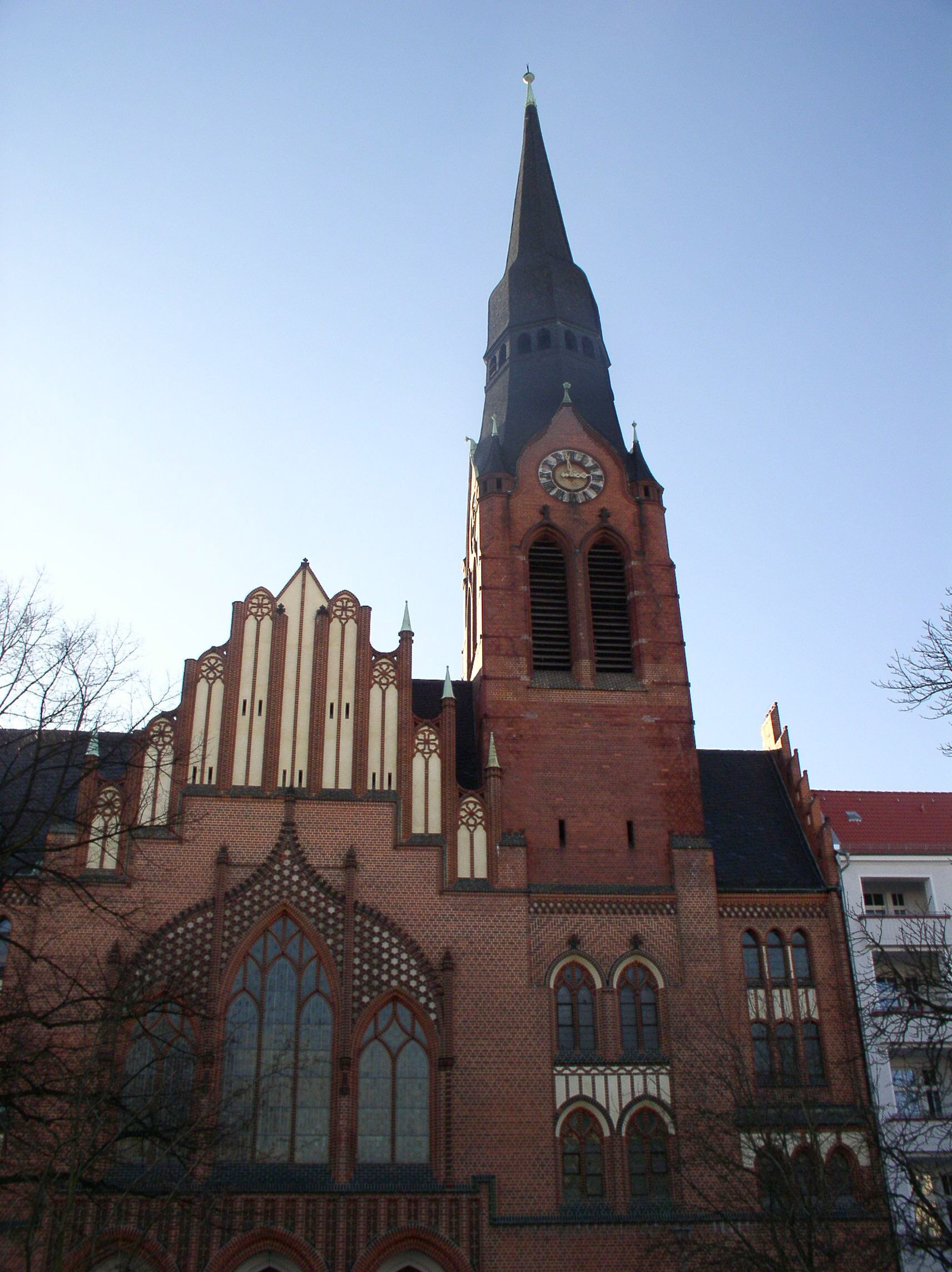
Pfingstkirche, Friedrichshain
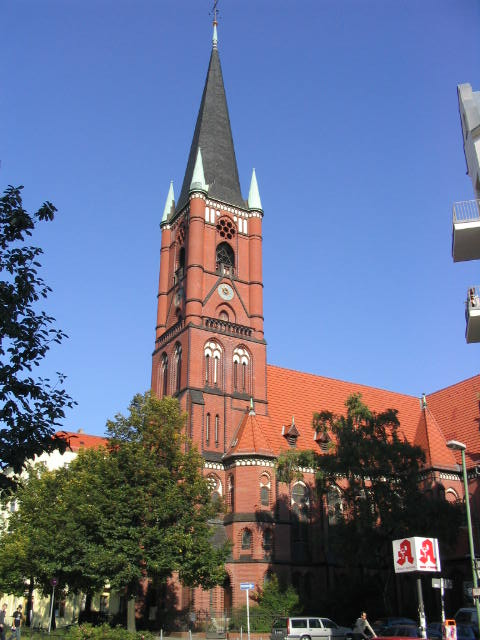
Samariterkirche, Friedrichshain
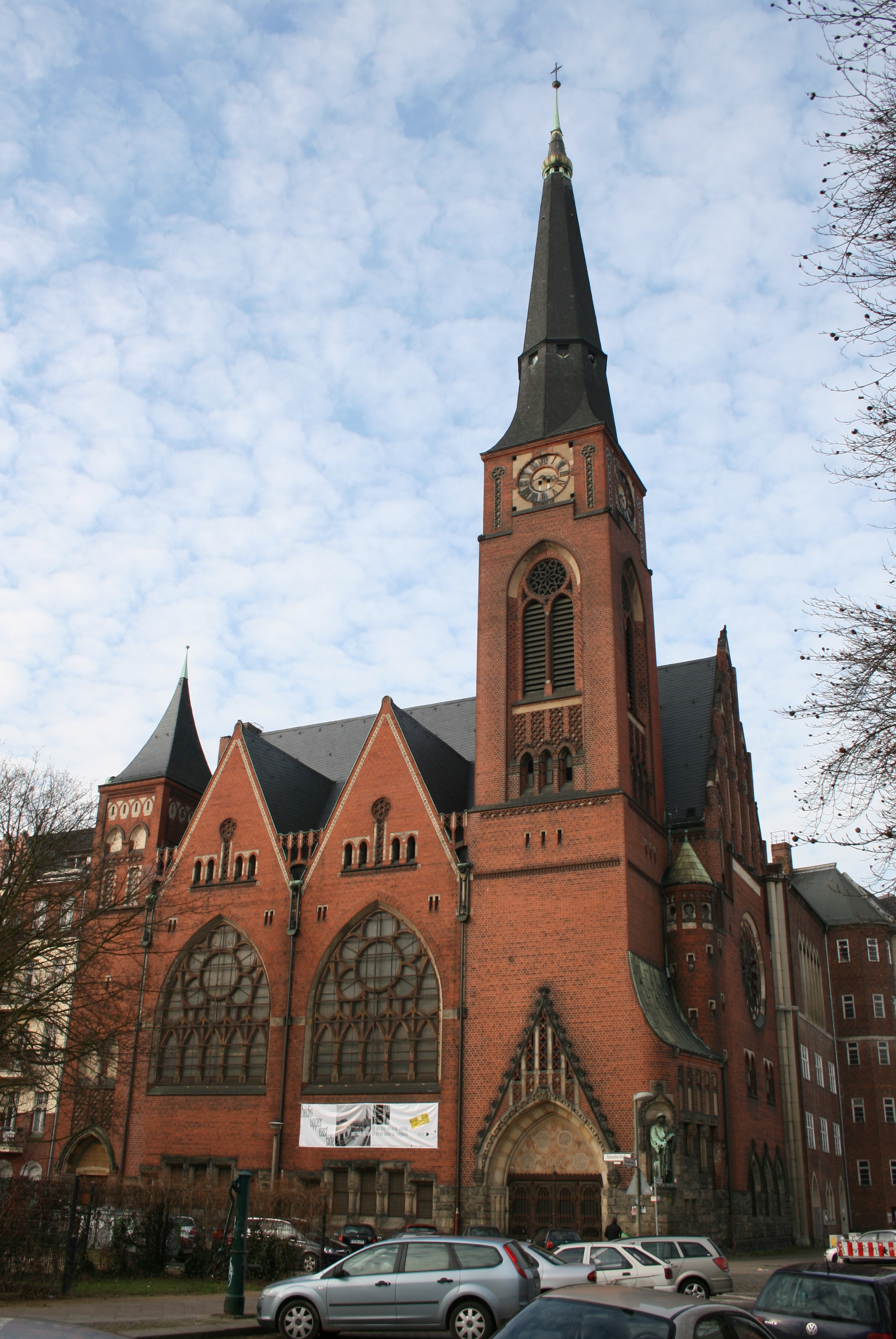
Zwingli-Kirche, Friedrichshain
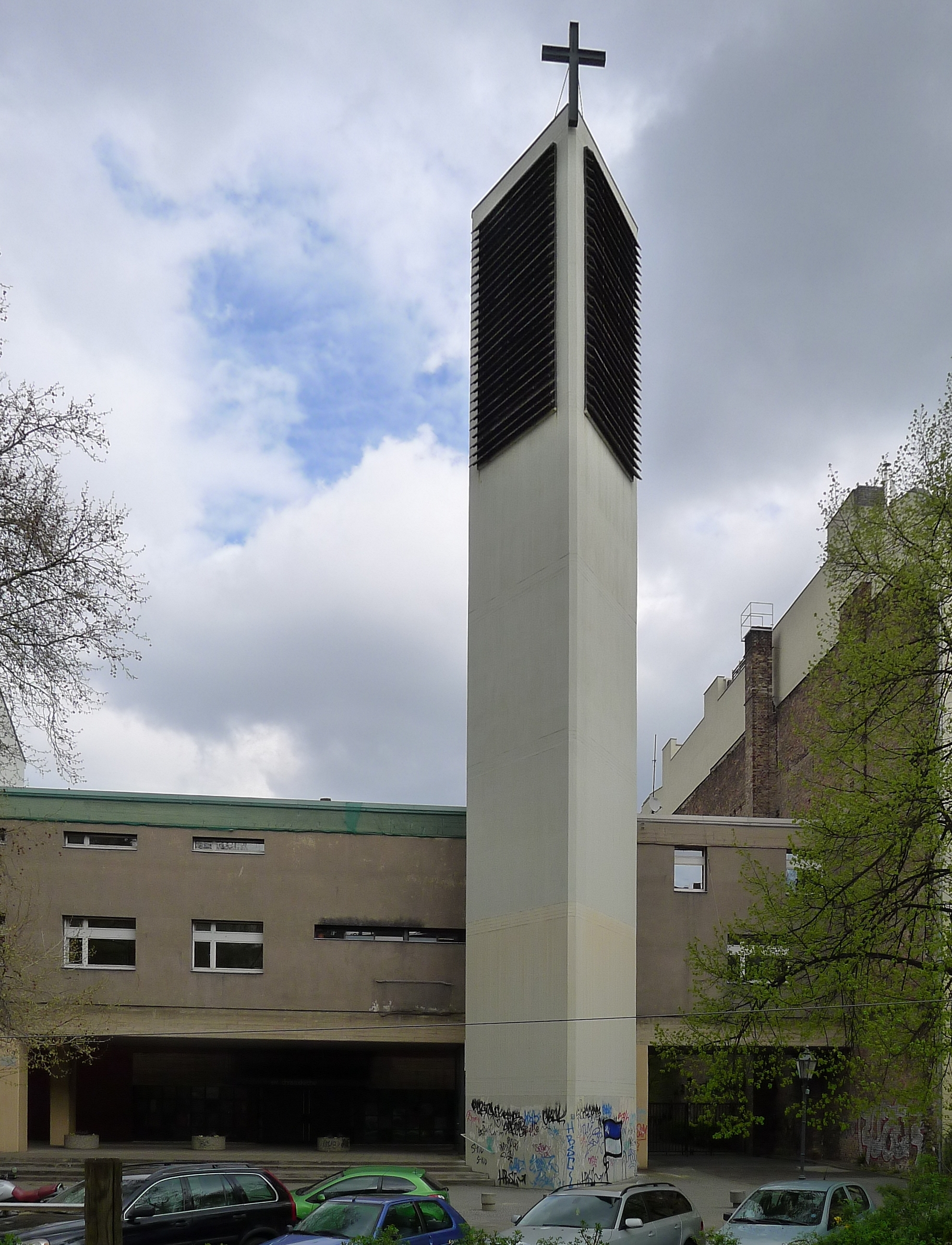
Christuskirche, Kreuzberg
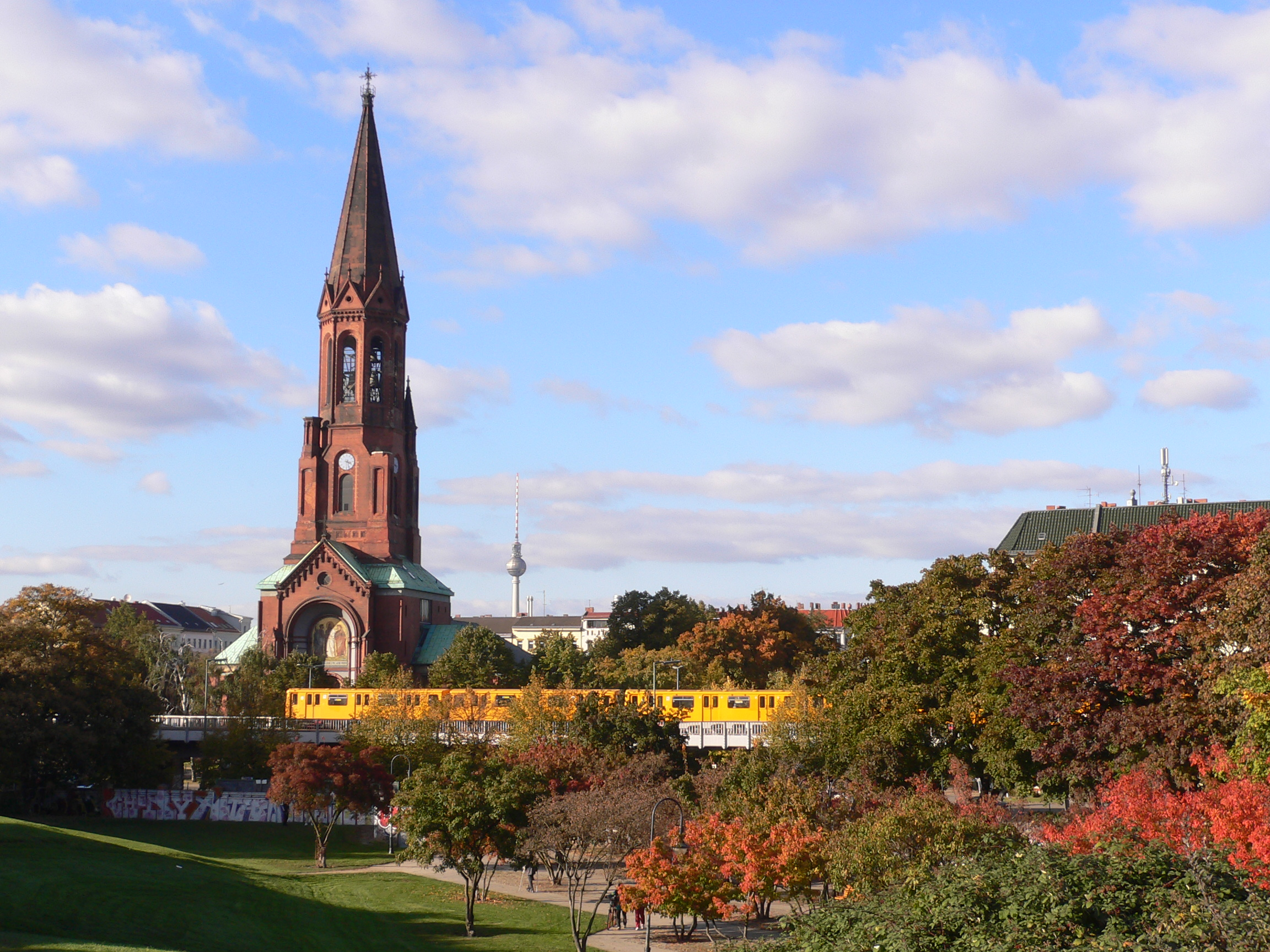
Emmauskirche, Kreuzberg
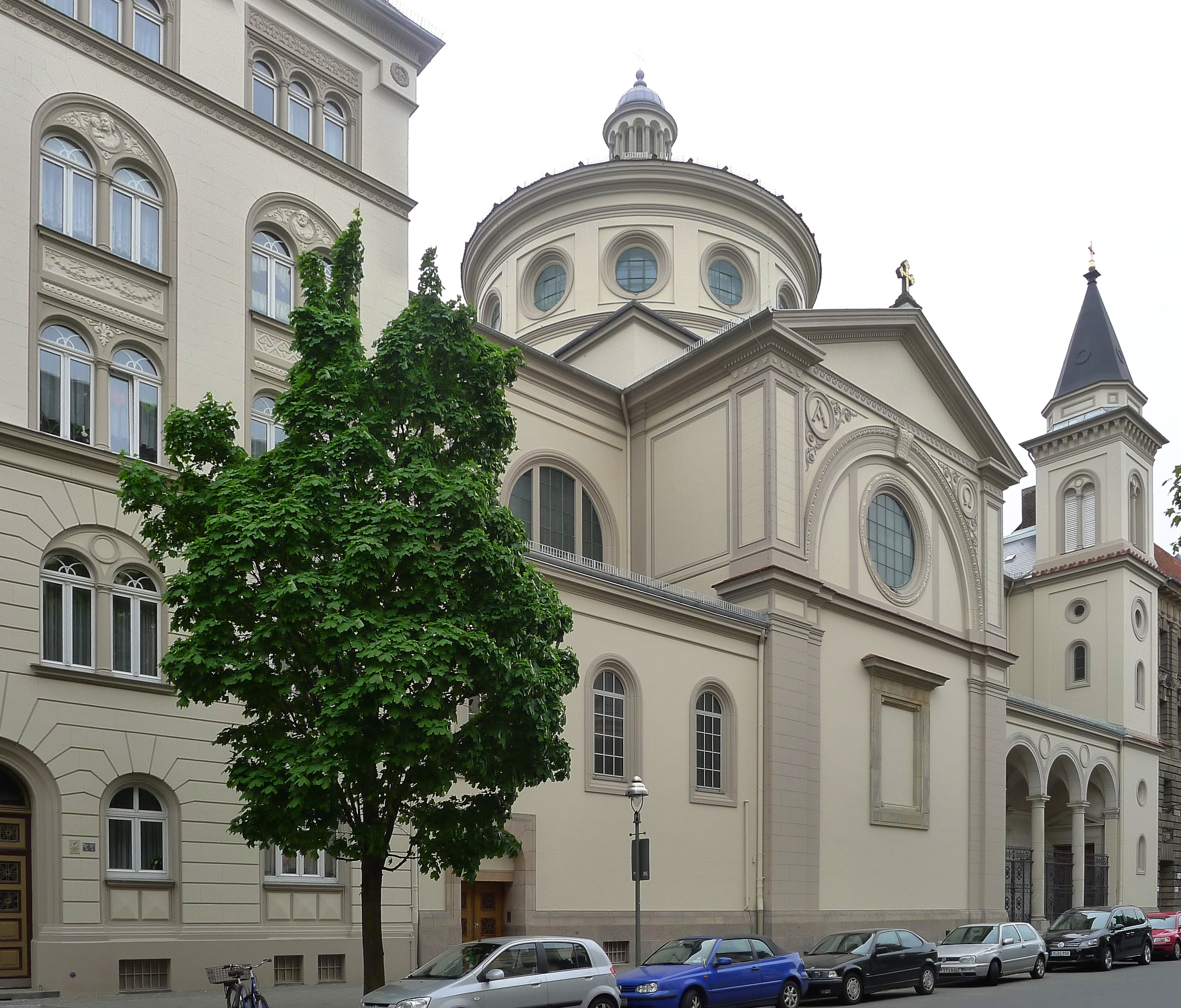
Katholisch-Apostolische Kirche, Kreuzberg
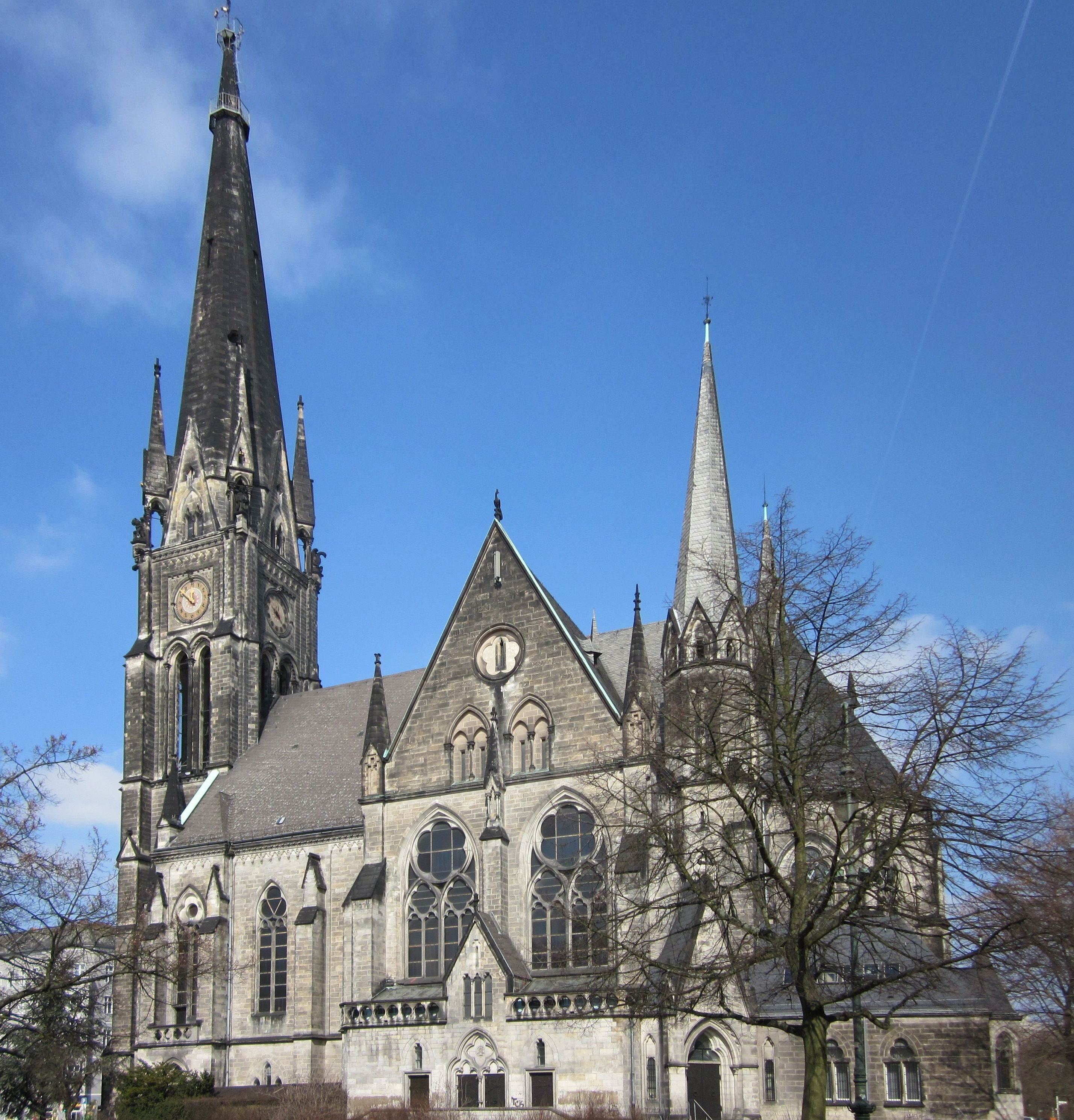
Kirche am Südstern, Kreuzberg
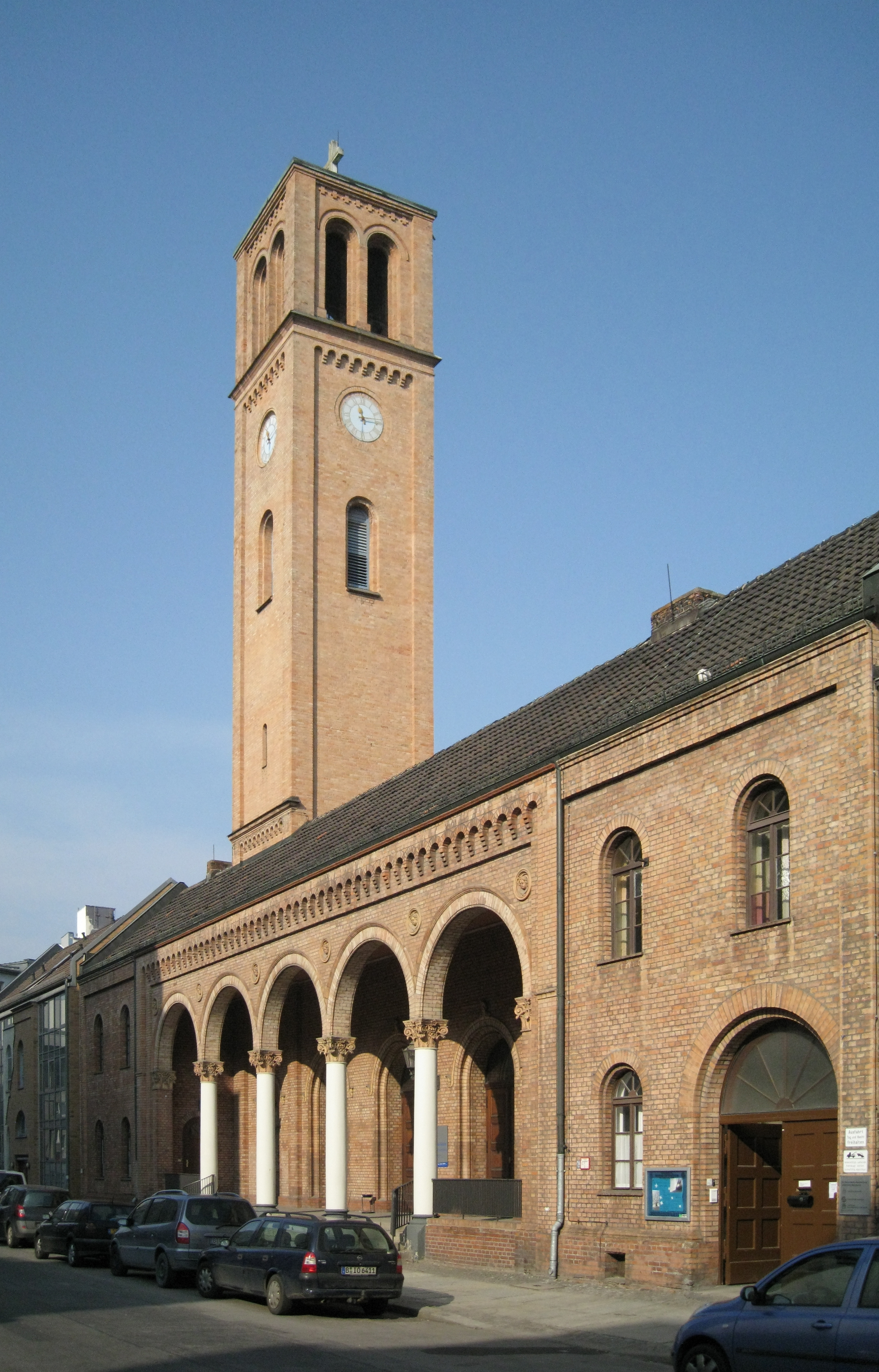
St. Lukas-Kirche, Kreuzberg
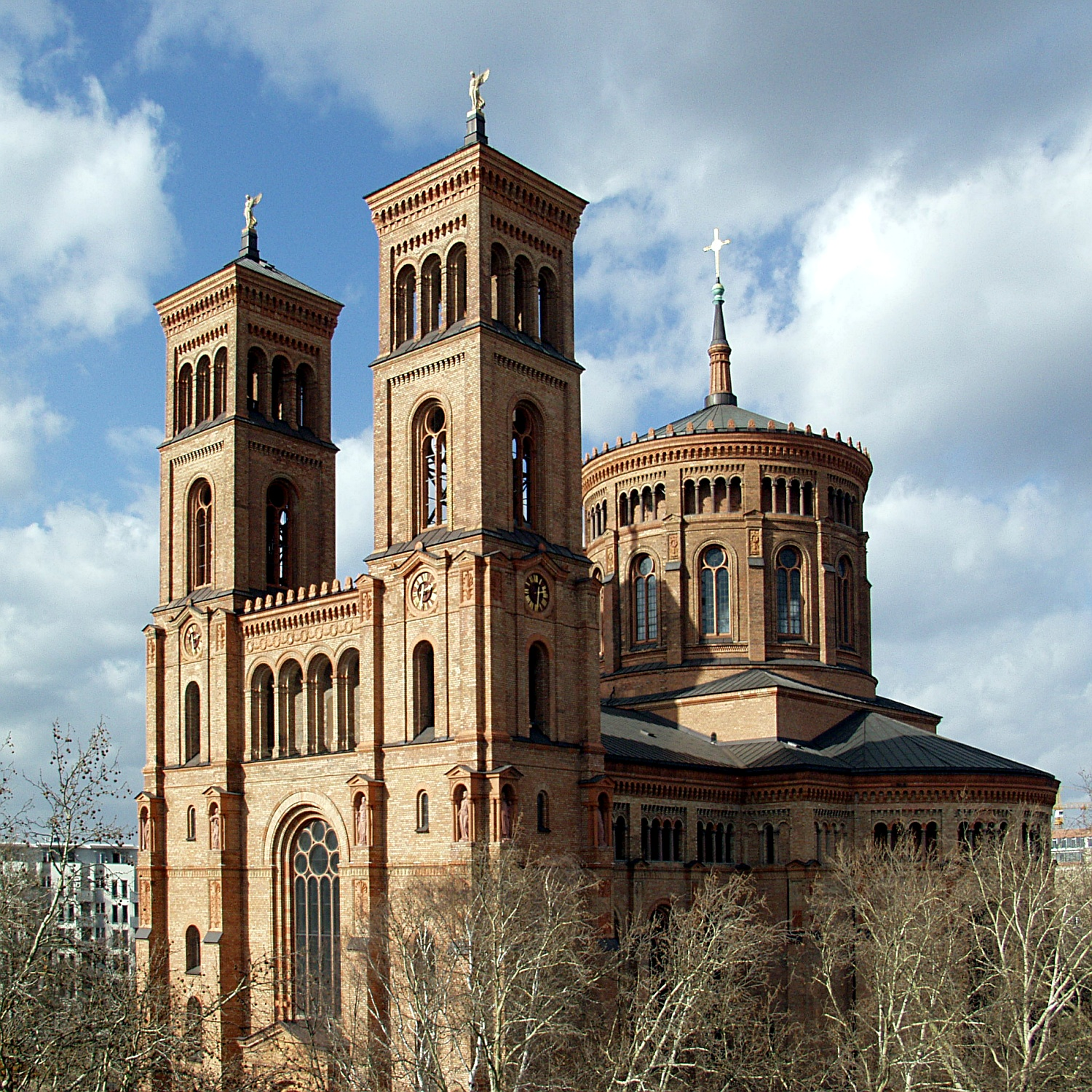
St.-Thomas-Kirche, Kreuzberg
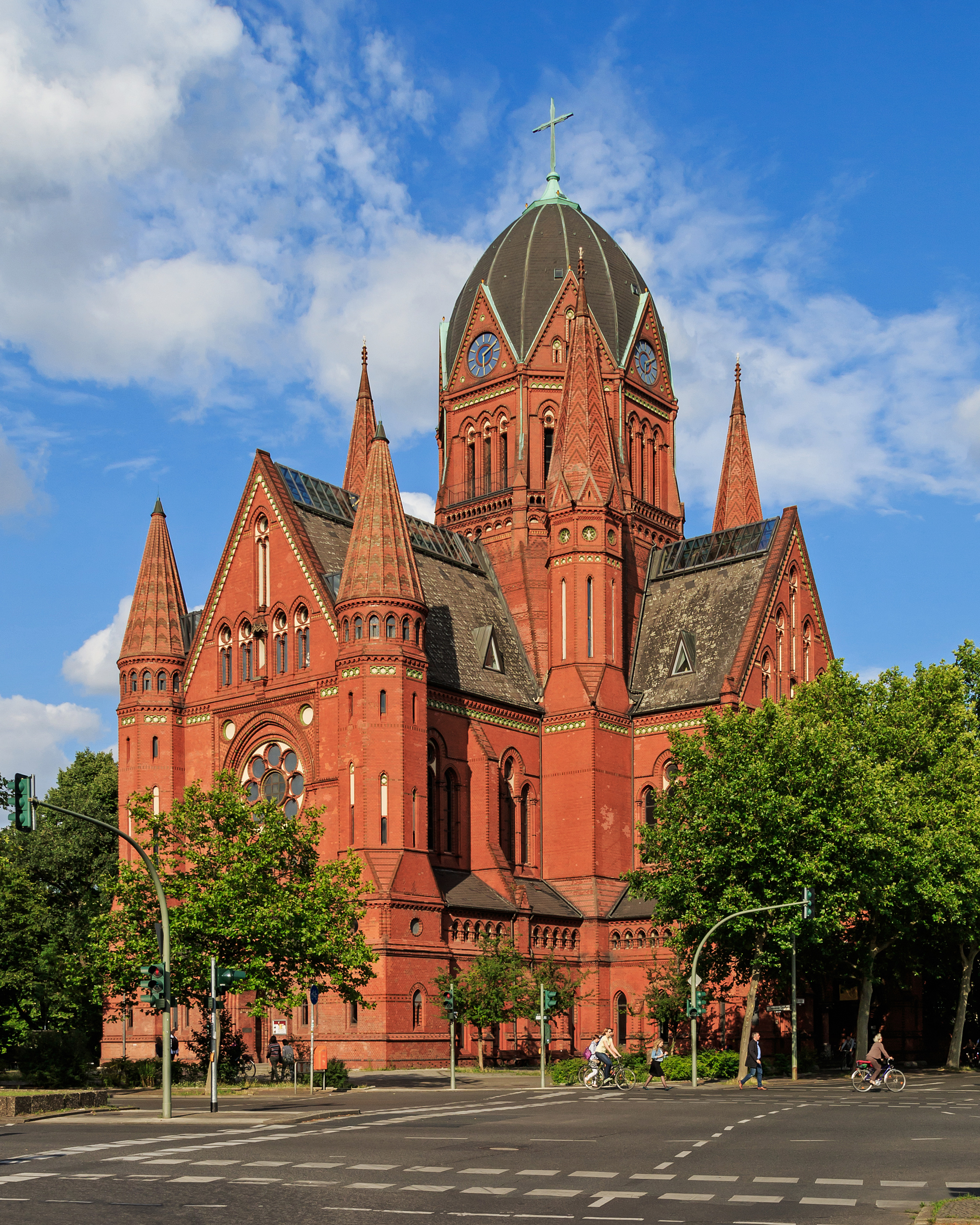
Zum heiligen Kreuz, Kreuzberg

### Bezirk Pankow

#### Ortsteil Blankenburg
- Dorfkirche Blankenburg – Alt-Blankenburg, um 1250, Baudenkmal, evangelisch

#### Ortsteil Blankenfelde
- Dorfkirche Blankenfelde – Hauptstraße/Schildower Straße, um 1400, Baudenkmal, evangelisch

#### Ortsteil Buch
- Mater Dolorosa – Röbellweg/Pölnitzweg, 1934–1935, Baudenkmal, katholisch
- Schlosskirche Buch – Alt-Buch, 1731–1736, Baudenkmal, evangelisch

#### Ortsteil Französisch-Buchholz
- Dorfkirche Französisch Buchholz – Hauptstraße, um 1250, Baudenkmal, evangelisch
- St. Johannes Evangelist – Eddastraße/Elfenallee, 1936–1937, Baudenkmal, katholisch

#### Ortsteil Heinersdorf
- Dorfkirche Heinersdorf – Romain-Rolland-Straße, 1175–1200, Baudenkmal, evangelisch

#### Ortsteil Karow
- Dorfkirche Karow – Alt-Karow, erste Hälfte 13. Jahrhundert, Baudenkmal, evangelisch

#### Ortsteil Niederschönhausen
- Friedenskirche – Ossietzkyplatz/Dietzgenstraße, erster Bau um 1230, Umbau 1869–1871, Baudenkmal, evangelisch
- St. Maria Magdalena – Platanenstraße, 1929–1930, Baudenkmal, katholisch

#### Ortsteil Pankow
- Herz-Jesu-Kapelle – Parkstraße, um 1790 als Gartenhaus, Baudenkmal, katholisch
- Hoffnungskirche – Elsa-Brandström-Straße/Trelleborger Straße, 1911–1913, Baudenkmal, evangelisch
- St.-Georg-Kirche – Kissingenplatz/Kissingenstraße, 1907–1909, Baudenkmal, katholisch
- Zu den vier Evangelisten – Breite Straße, zweite Hälfte 15. Jahrhundert als Dorfkirche Pankow, 1858–1859 Neubau als Erweiterung, Baudenkmal, evangelisch

#### Ortsteil Prenzlauer Berg
- Adventkirche – Danziger Straße/Heinz-Bartsch-Straße, 1910–1911, Baudenkmal, evangelisch
- Eliaskirche – Senefelderstraße, 1907–1910, Baudenkmal, evangelisch
- Gethsemanekirche – Stargarder Straße, 1889–1893, Baudenkmal, evangelisch
- Heilige Familie – Wichertstraße, 1928–1930, Baudenkmal, katholisch
- Herz-Jesu-Kirche – Fehrbelliner Straße/Schönhauser Allee, 1897–1899, Baudenkmal, katholisch
- Immanuelkirche – Immanuelkirchstraße/Prenzlauer Allee, 1892–1893, Baudenkmal, evangelisch
- Kirche im Katharinenstift, auch „St. Gertrud-Kirche“ – Greifswalder Straße, 1895–1896 als Kapelle des Katharinenstifts, Baudenkmal, katholisch
- Neuapostolische Kirche – Zelterstraße/Dunckerstraße, 1933–1934, Baudenkmal, neuapostolisch
- Paul-Gerhardt-Kirche – Wisbyer Straße, 1907–1910, Baudenkmal, evangelisch
- St. Augustinus – Dänenstraße, 1927–1928, Baudenkmal, katholisch
- St. Josefsheim-Kirche – Pappelallee/Greifenhagener Straße/Stargarder Straße, 1894–1896, Baudenkmal, katholisch
- Segenskirche – Schönhauser Allee, 1905–1908, Baudenkmal, evangelisch
- Ss. Corpus Christi – Conrad-Blenkle-Straße, 1904–1920, Baudenkmal, katholisch

#### Ortsteil Rosenthal
- Dorfkirche Rosenthal – Hauptstraße, um 1300, Baudenkmal, evangelisch
- Gemeindehaus Nordend – Schönhauser Straße/Kirchstraße, 1909–1910, Baudenkmal, evangelisch

#### Ortsteil Weißensee
- Bethanienkirche – Mirbachplatz, 1900–1902, im Zweiten Weltkrieg bis auf Turm zerstört, Baudenkmal
- Dorfkirche Weißensee – 1286–1300 und 1401–1425, Berliner Allee, Baudenkmal, evangelisch
- Immanuel-Kapelle – Friesickestraße, erbaut 1910, Evangelische Freikirche / Baptisten
- Neuapostolische Kirche – Gartenstraße, 1931–1932, Baudenkmal, neuapostolisch
- St. Josef – Behaimstraße, 1898–1899, Baudenkmal, katholisch

#### Ortsteil Wilhelmsruh
- Lutherkirche – Goethestraße/Hielscherstraße, 1905–1907, Baudenkmal, evangelisch

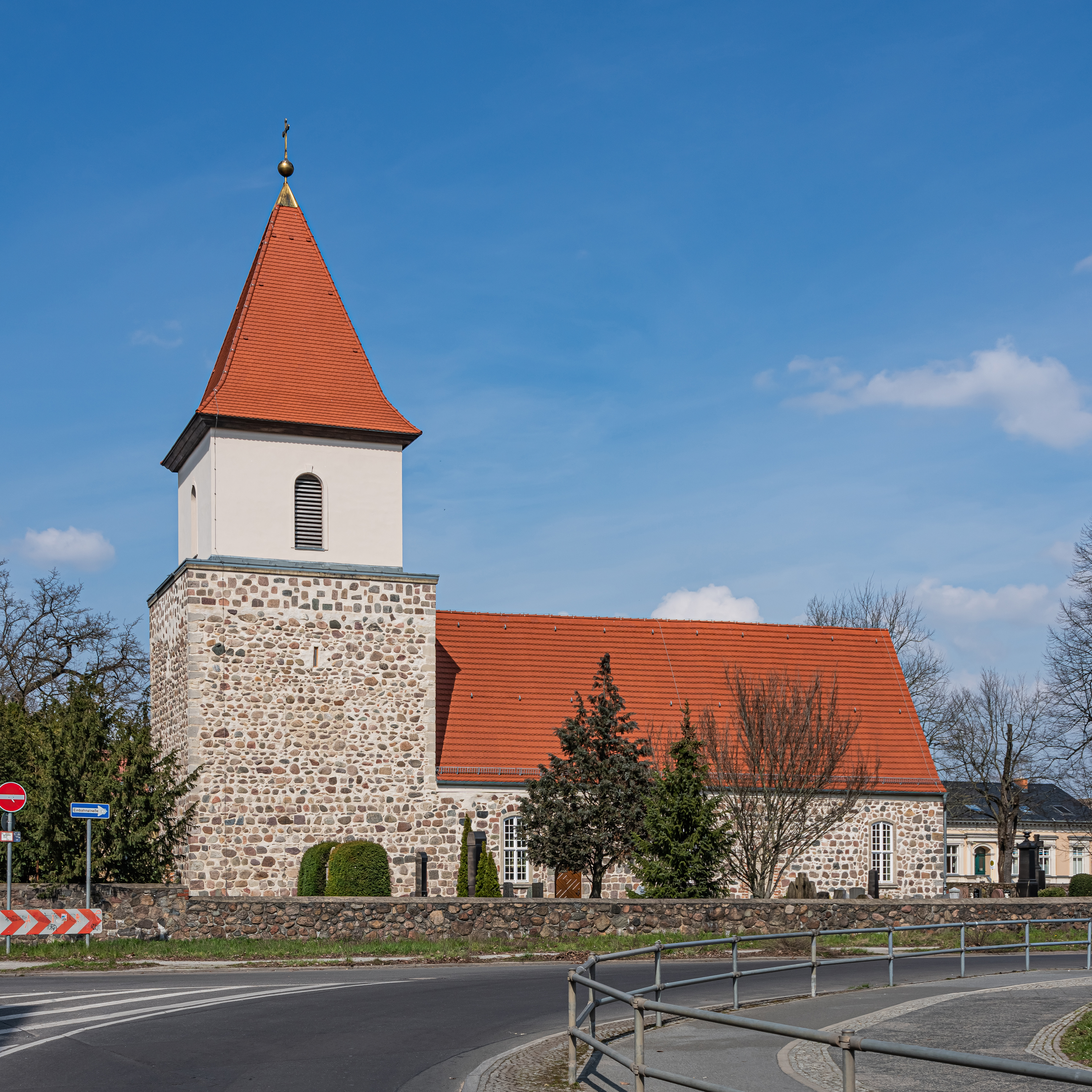
Dorfkirche Blankenburg
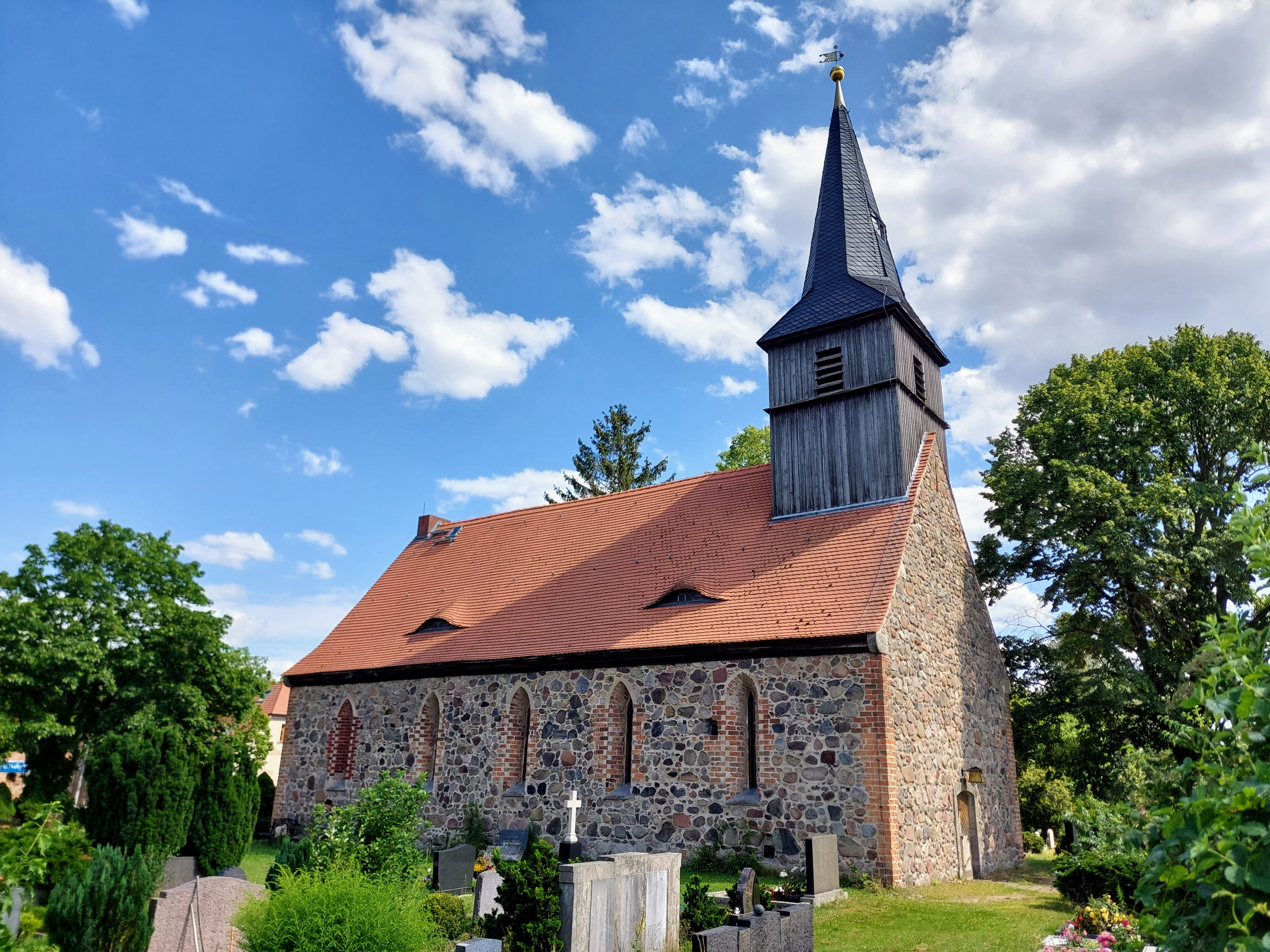
Dorfkirche Blankenfelde
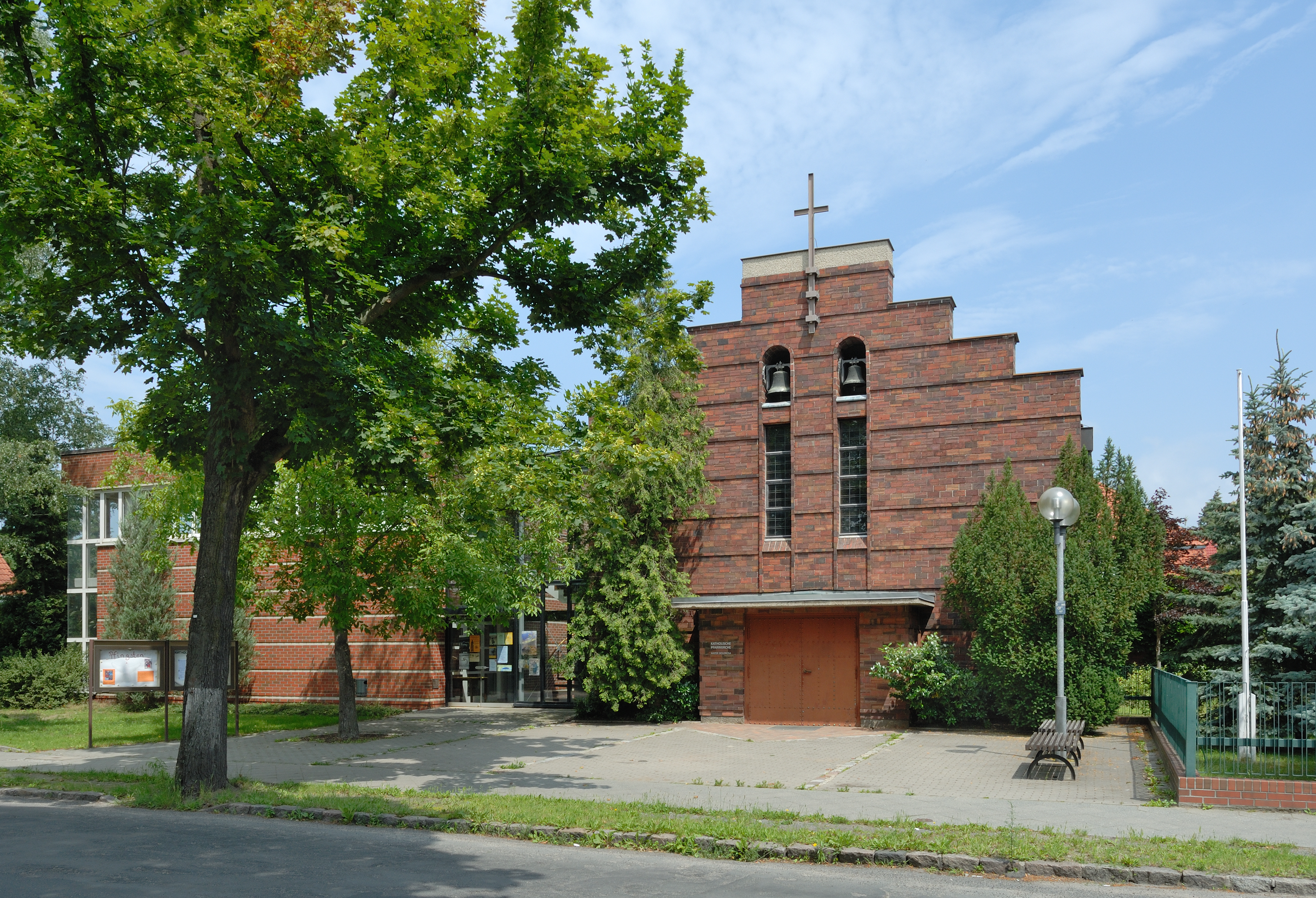
Mater Dolorosa, Buch
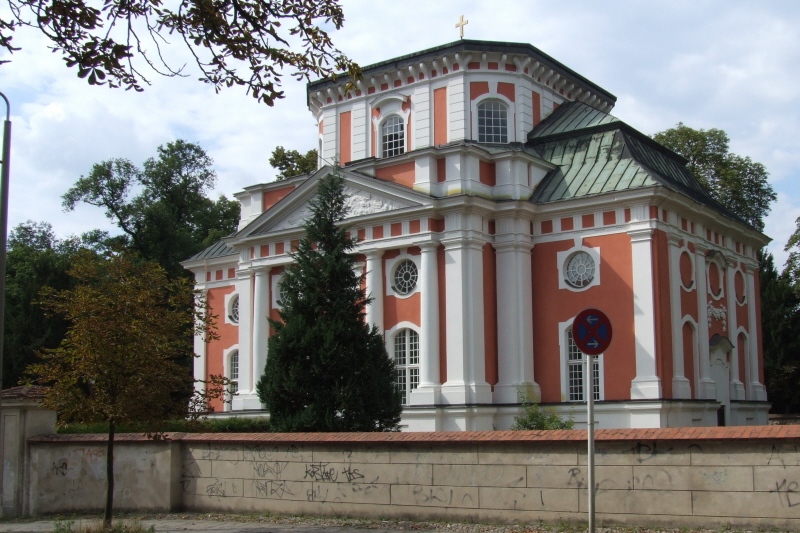
Schlosskirche Buch
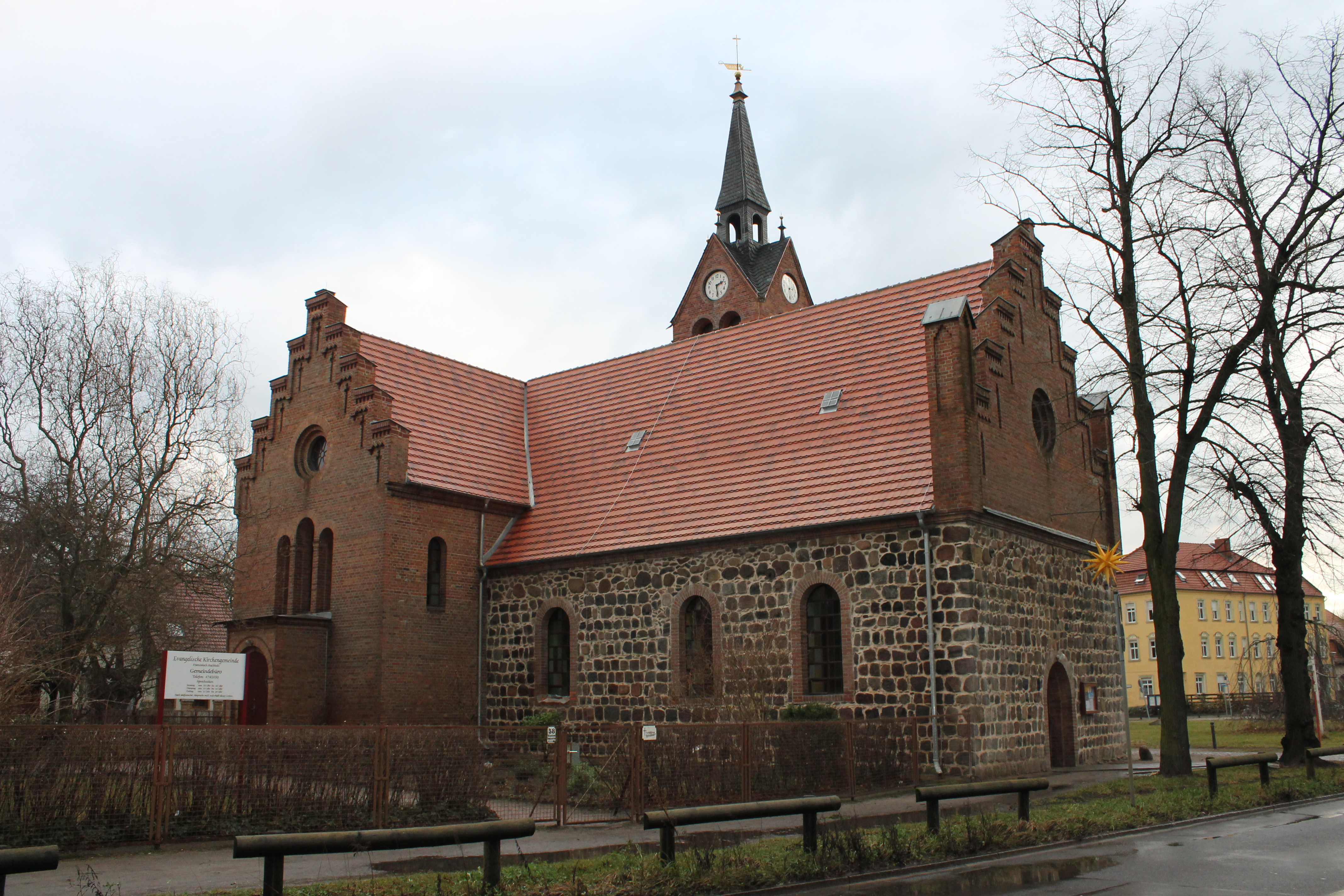
Dorfkirche Französisch Buchholz
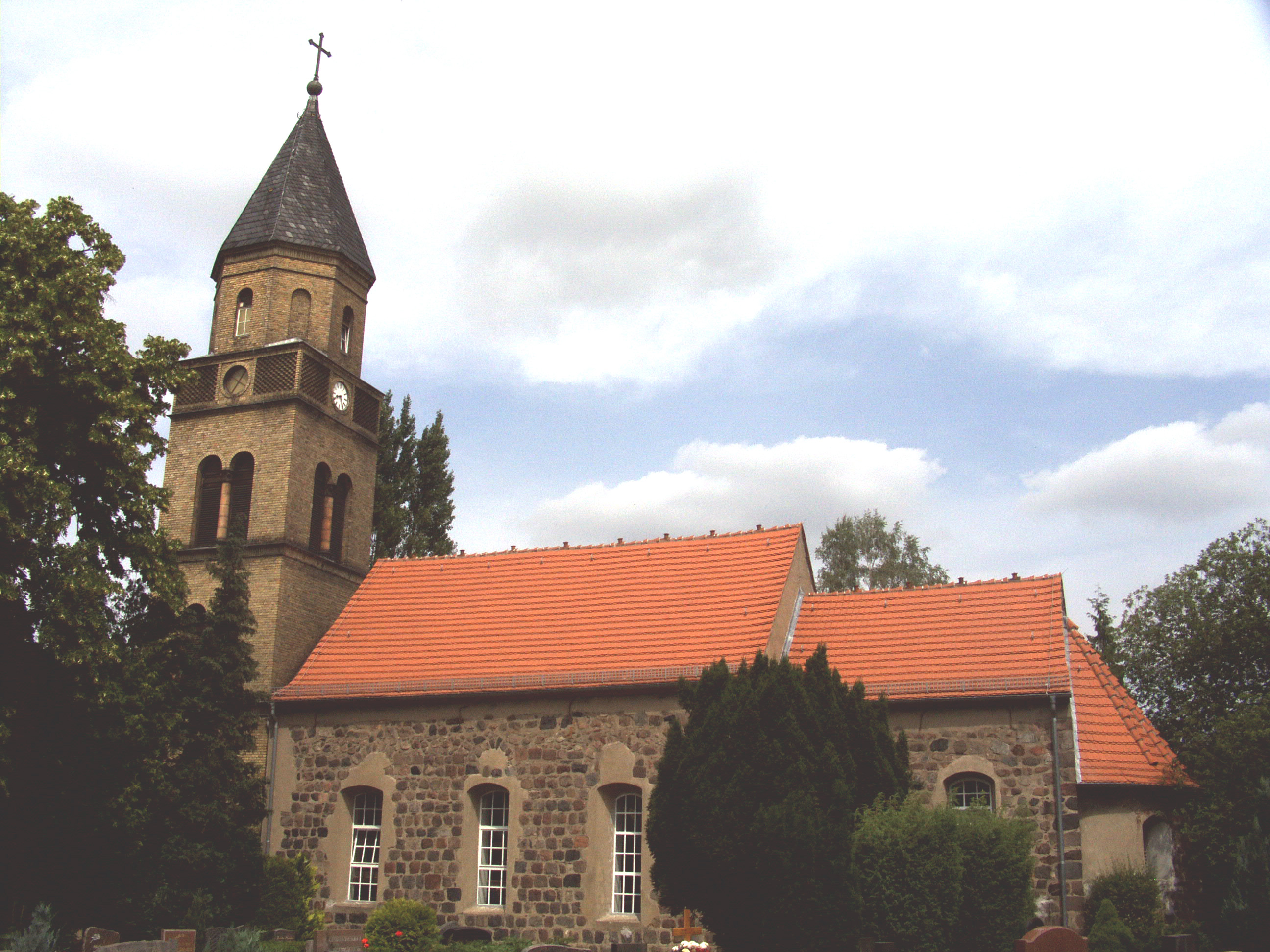
Dorfkirche Karow
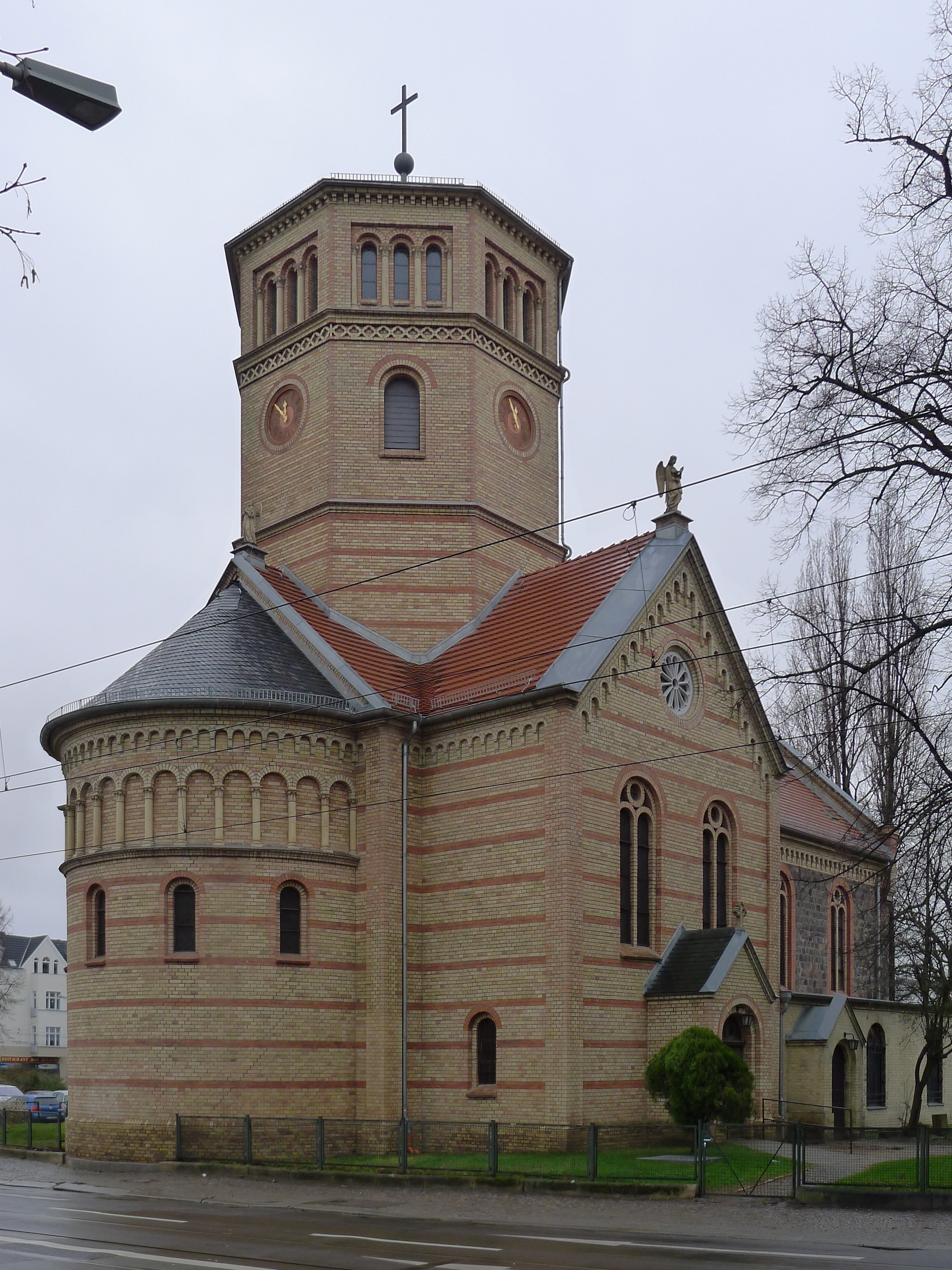
Friedenskirche, Niederschönhausen
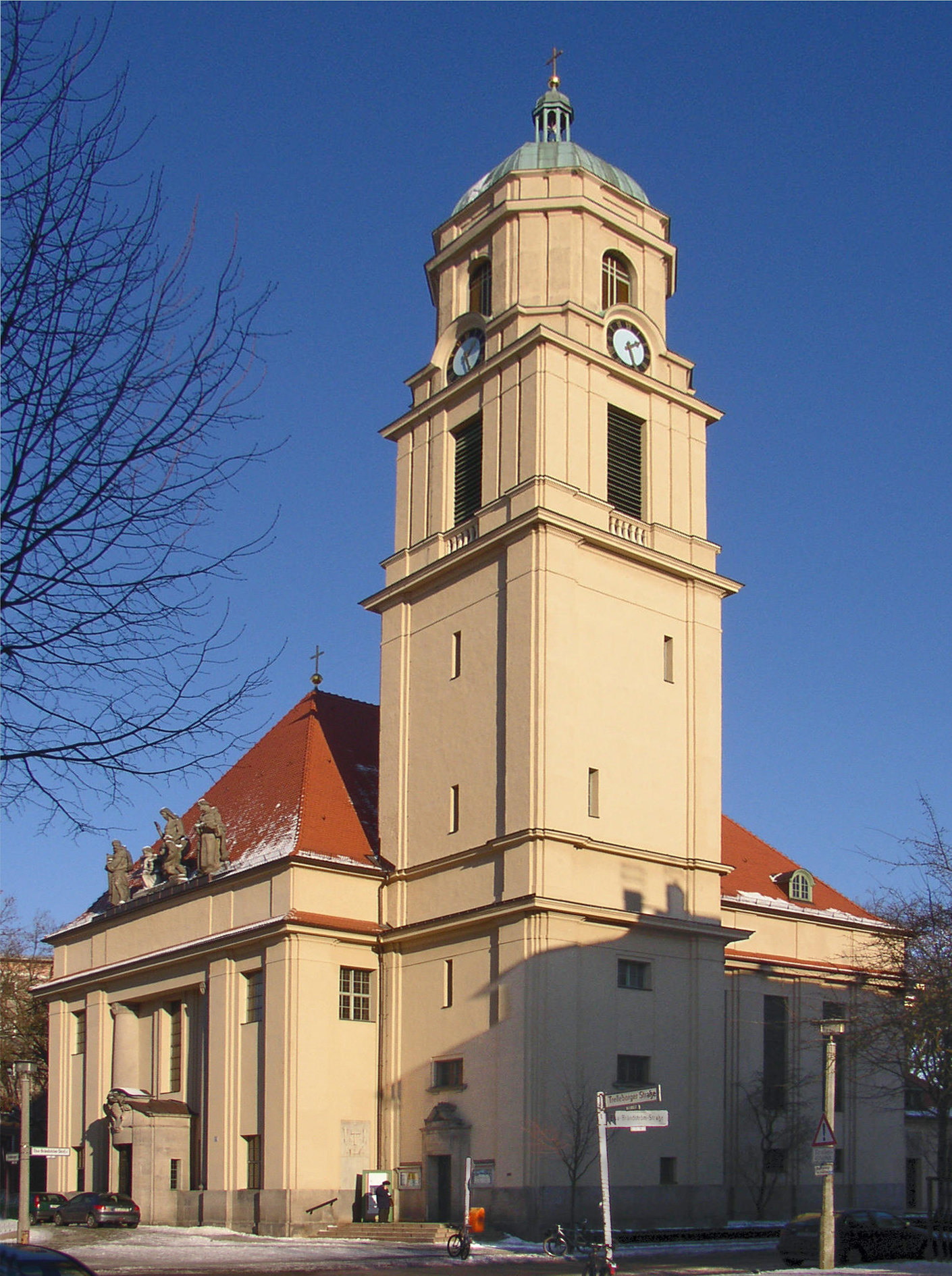
Hoffnungskirche, Pankow
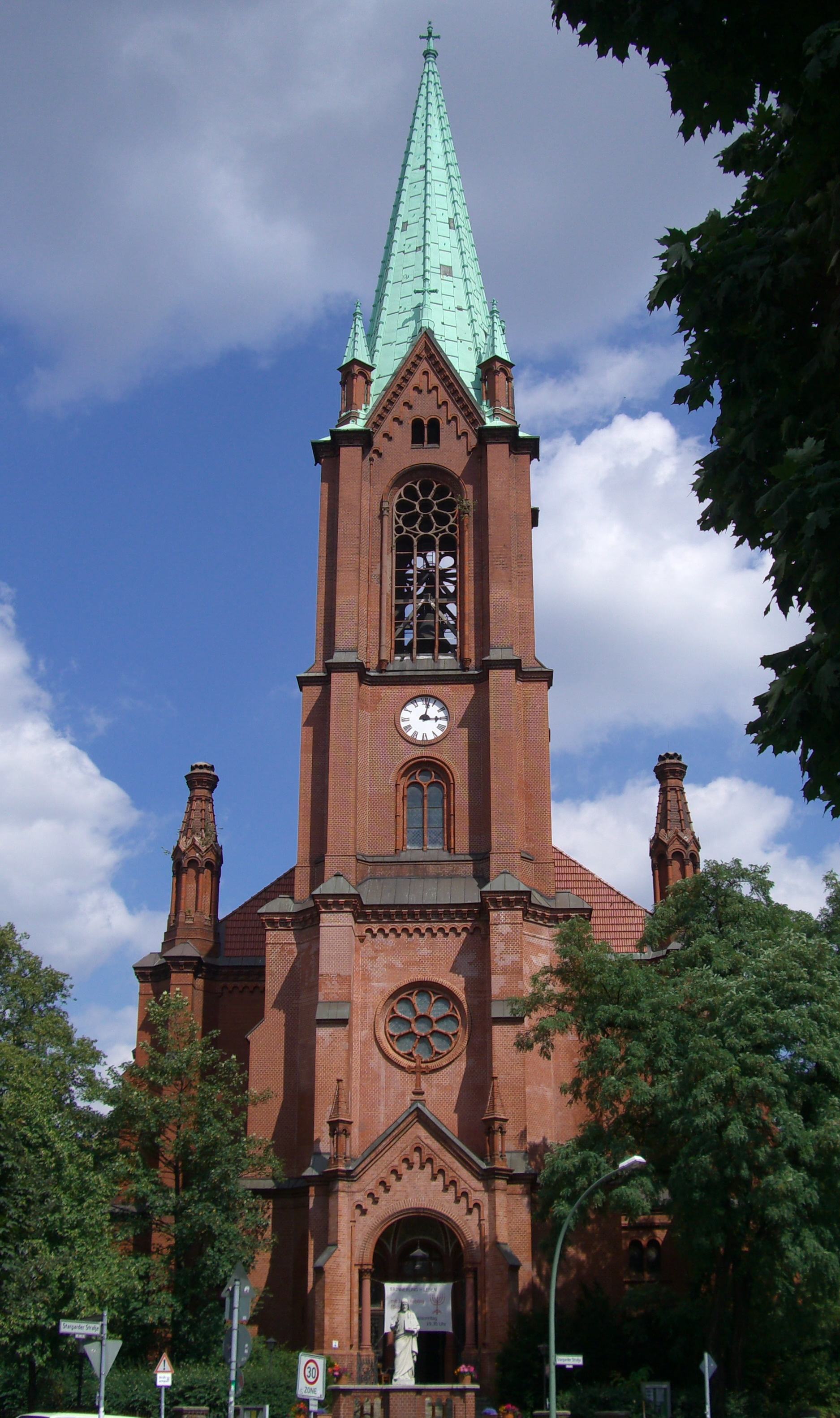
Gethsemanekirche, Prenzlauer Berg
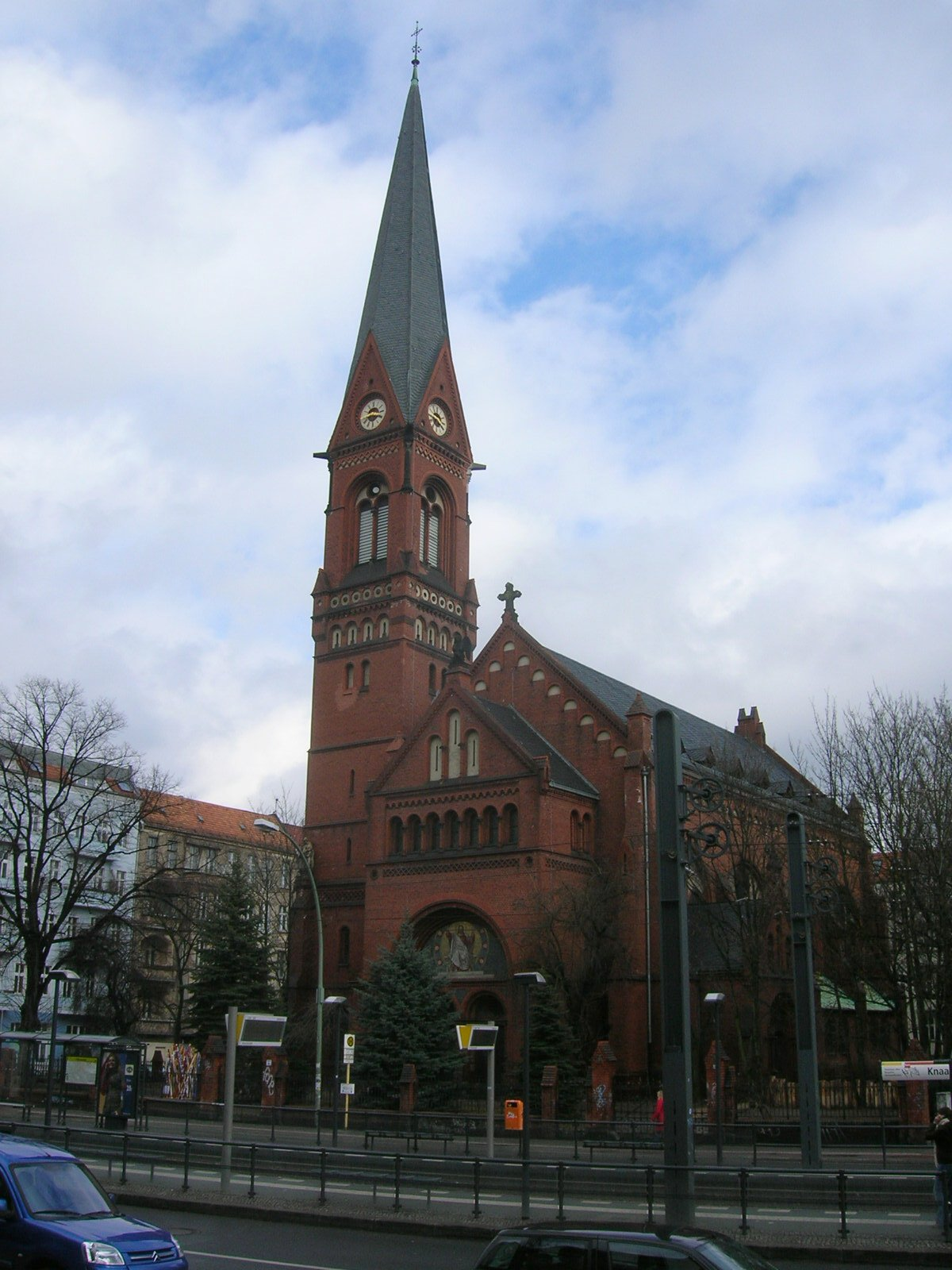
Immanuelkirche, Prenzlauer Berg
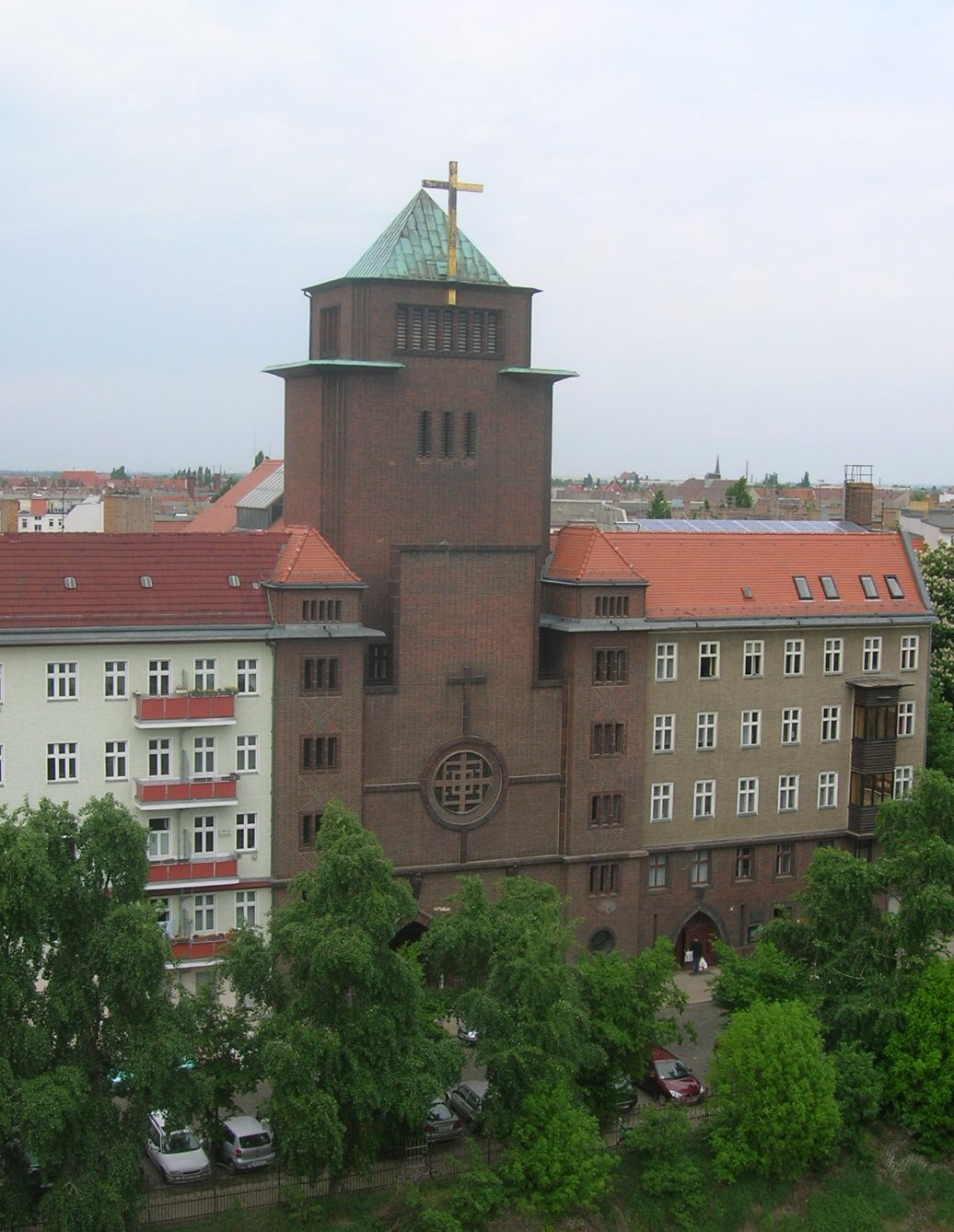
St. Augustinus, Prenzlauer Berg
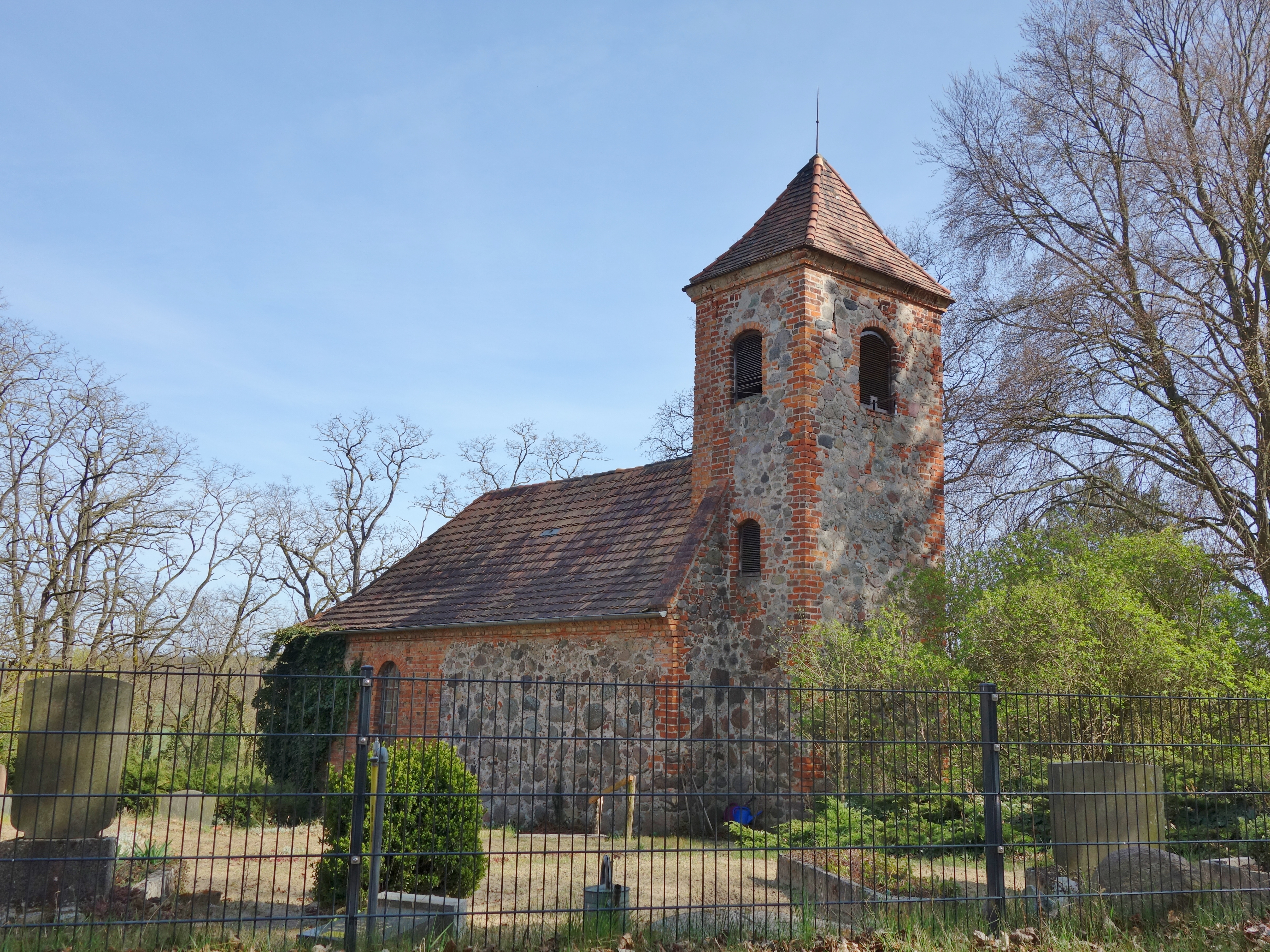
Dorfkirche Rosenthal
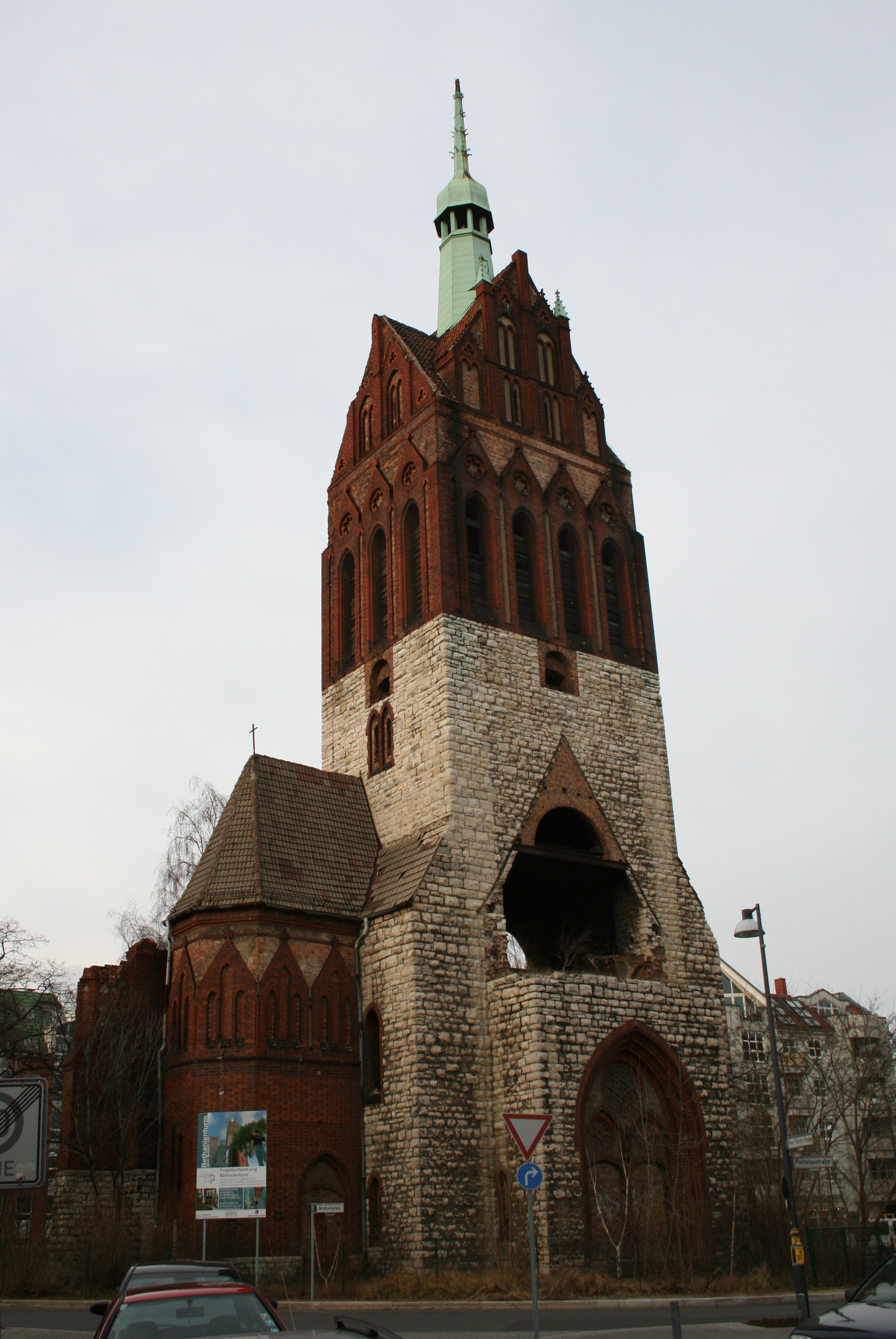
Bethanienkirche, Weißensee
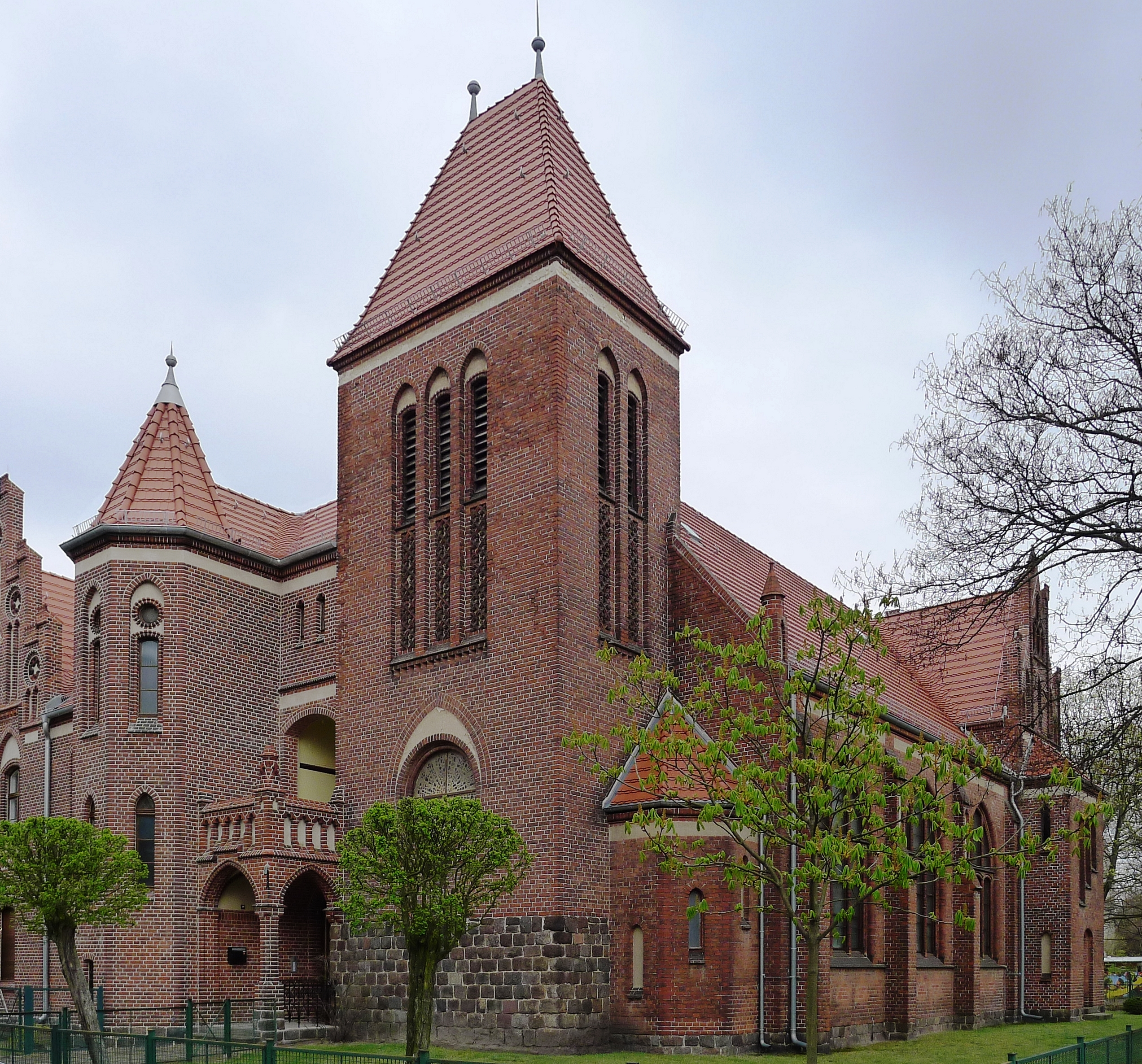
Lutherkirche, Wilhelmsruh

### Bezirk Charlottenburg-Wilmersdorf

#### Ortsteil Charlottenburg
- Adventhaus – Schloßstraße, 1951, Siebenten-Tags-Adventisten
- Auferstehungskirche – Kaiser-Friedrich-Straße, evangelisch-methodistisch
- Friedenskirche – Bismarckstraße, 1898 als apostolische „Eber-Ezer-Kapelle“, Baudenkmal, von 1908 bis 1918 Synagoge, danach Kirche der Pfingstgemeinde, seit 1921 baptistisch
- Gustav-Adolf-Kirche – Brahestraße/Herschelstraße/Fabriciusstraße, 1932–1934, Baudenkmal, evangelisch
- Herz-Jesu-Kirche – Alt-Lietzow, 1875–1877, Baudenkmal, römisch-katholisch
- Jona-Kirche – Roscherstraße/Herbartstraße, 1965–1967, evangelisch
- Kaiser-Wilhelm-Gedächtniskirche – Breitscheidplatz, erster Bau 1891–1895, Neubau, 1959–1963, Baudenkmal, evangelisch
- Kirche Alt-Lietzow, auch „Lietzowkirche“ – Alt-Lietzow, 1960–1962, Baudenkmal, evangelisch
- Kirche am Lietzensee – Herbartstraße, 1957–1959, Baudenkmal, evangelisch
- Luisenkirche – Gierkeplatz, 1712–1716 als „Parochial-Kirche“, neuer Name ab 1826, Baudenkmal, evangelisch
- Maria-Schutz-Kirche – Wintersteinstraße, 2008, russisch-orthodox
- Mor-Afrem-Kirche (nach St. Ephraem dem Syrer) – Mindener Straße/Mierendorffplatz, erster Bau 1925–1926 als katholische „Mariä-Himmelfahrt-Kirche“, Neubau 1964–1966, seit 2005 mit neuem Namen syrisch-orthodox
- Neuapostolische Kirche – Werningeroder Straße 10/Nordhausener Straße 3, 1929–1930, neuapostolisch
- St.-Canisius-Kirche – Witzlebenstraße/Neue Kantstraße, erster Bau 1924 als „St.-Canisius-Kapelle“, zweiter Bau 1954–1957 als Kirche, Neubau 2000–2002, römisch-katholisch
- St. Kamillus – Klausenerplatz, 1930–1932, Baudenkmal, katholisch
- St.-Thomas-von-Aquin-Kirche – Schillerstraße, 1931–1932, Baudenkmal, römisch-katholisch
- Trinitatis-Kirche – Karl-August-Platz, 1896–1898, Baudenkmal, evangelisch

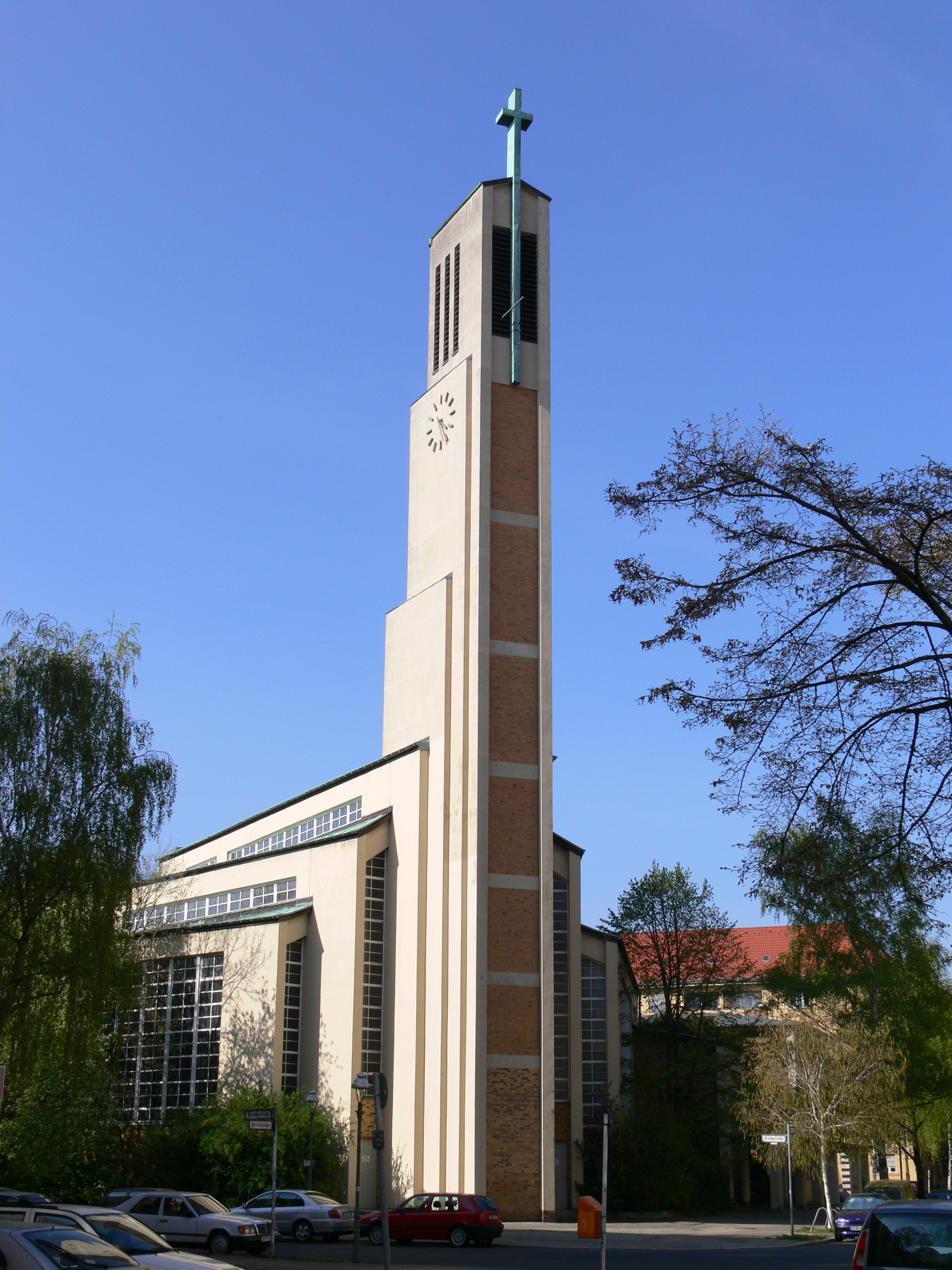
Gustav-Adolf-Kirche, Charlottenburg
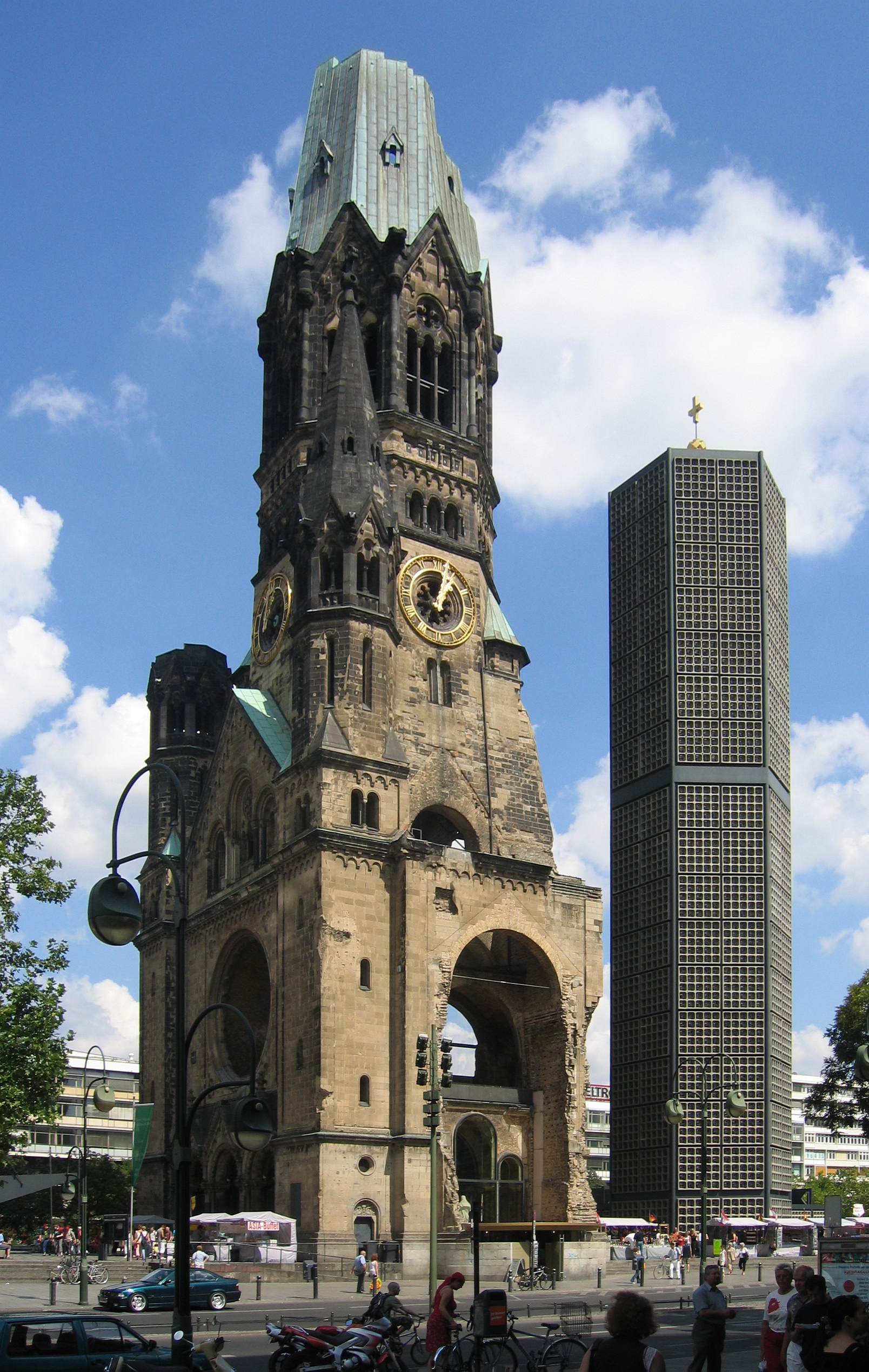
Kaiser-Wilhelm-Gedächtniskirche, Charlottenburg
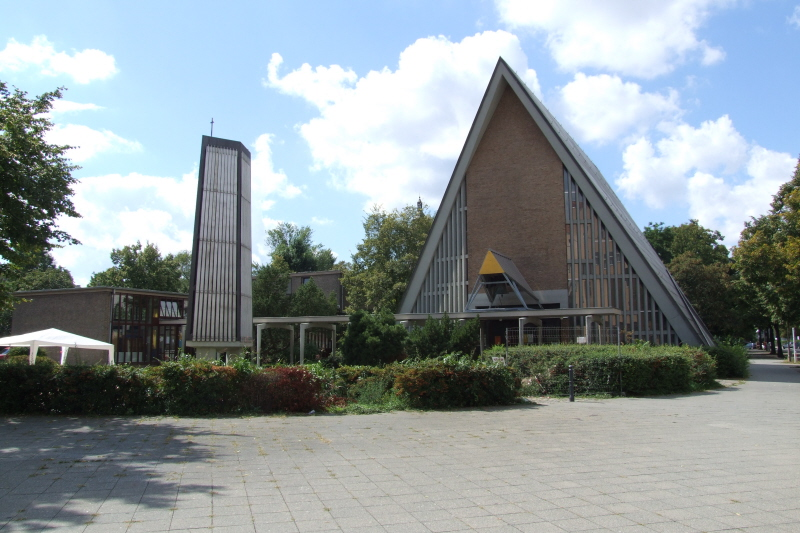
Kirche Alt-Lietzow, Charlottenburg
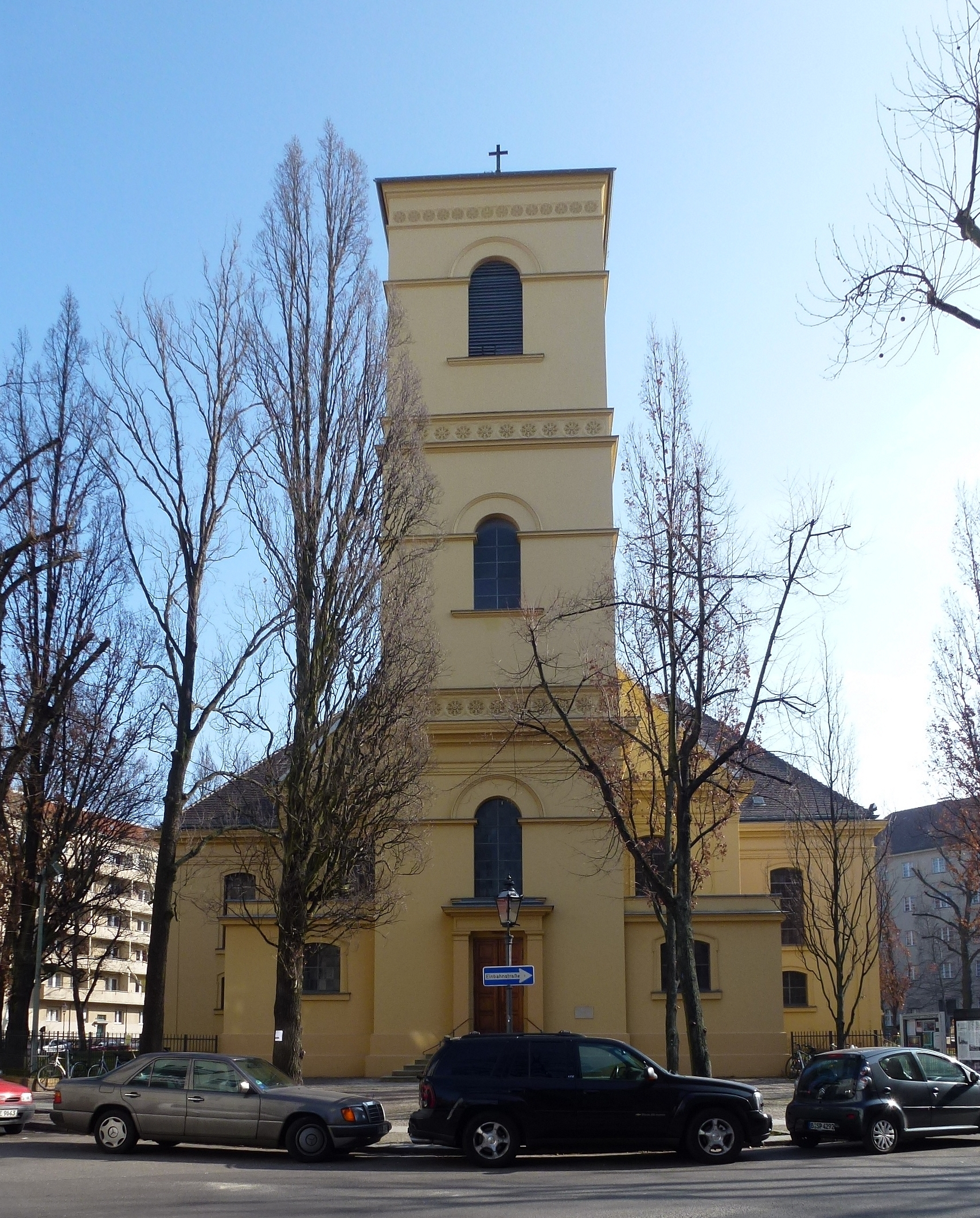
Luisenkirche, Charlottenburg
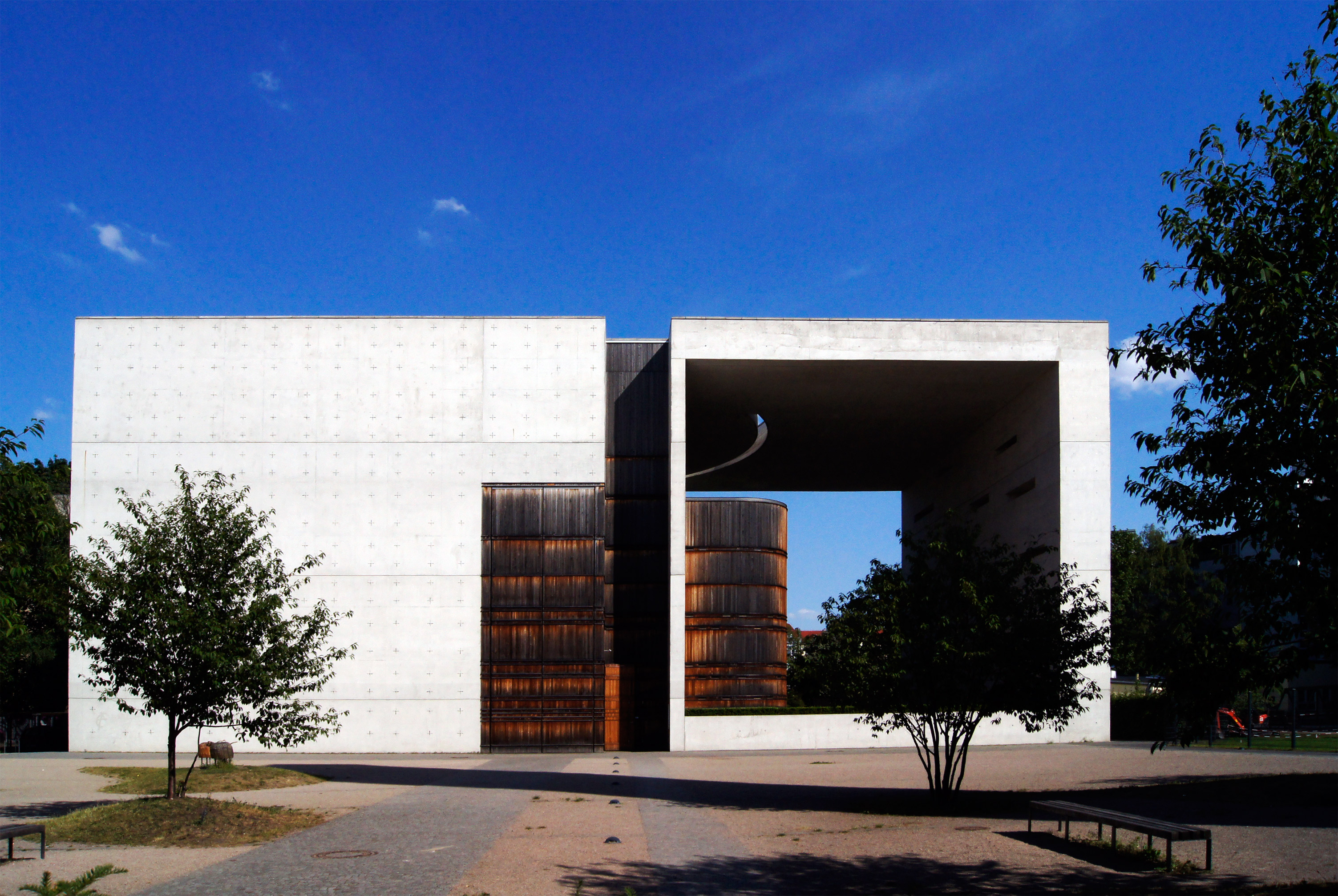
St. Canisius, Charlottenburg
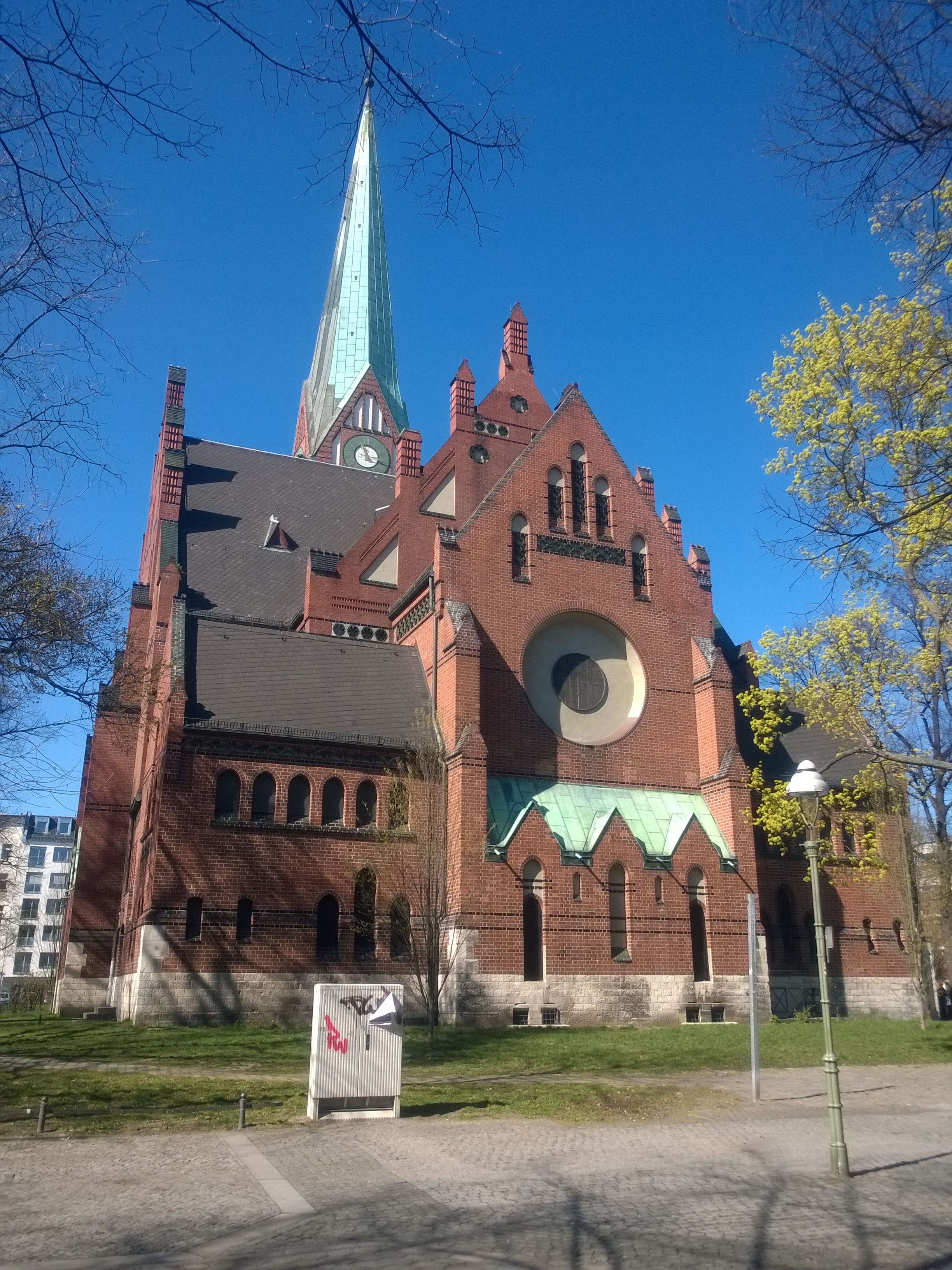
Trinitatiskirche, Charlottenburg

#### Ortsteil Charlottenburg-Nord
- Gemeindezentrum Plötzensee – Heckerdamm, 1968–1970, evangelisch
- Maria Regina Martyrum – Heckerdamm, 1960–1963, Baudenkmal, katholisch
- Sühne-Christi-Kirche – Toeplerstraße/Halemweg, 1962–1964, Baudenkmal, evangelisch

#### Ortsteil Grunewald
- Grunewaldkirche – Bismarckallee/Wernerstraße, 1902–1904, Baudenkmal, evangelisch
- Johannische Kirche – Bismarckallee, erster Bau 1879, Baudenkmal, Neubau 1967, freikirchlich
- St. Karl-Borromäus-Kirche – Delbrückstraße, erster Bau 1929, Neubau 1955, katholisch

#### Ortsteil Halensee
- Hochmeisterkirche – Paulsborner Straße/Hochmeisterplatz/Westfälische Straße/Nestorstraße, 1908–1910, Baudenkmal, evangelisch
- St. Albertus Magnus-Kirche – Nestorstraße, 1959–1962, Baudenkmal, katholisch

#### Ortsteil Schmargendorf
- Dorfkirche Schmargendorf – Breite Straße/Kirchstraße, um 1400, Baudenkmal, evangelisch
- Kreuzkirche – Hohenzollerndamm/Forckenbeckstraße, 1928–1929, Baudenkmal, evangelisch
- Neuapostolische Kirche – Warnemünder Straße, 1972, neuapostolisch
- Salvator-Kirche – Tölzer Straße, 1932–1933, katholisch

#### Ortsteil Westend
- Epiphanien-Kirche – Knobelsdorffstraße, erster Bau 1904–1906, Neubau 1957–1960, Baudenkmal, evangelisch
- Friedenskirche – Tannenbergallee, 1916, Umbau zur Kirche 1928–1933, Baudenkmal, evangelisch
- Heilige Erzengel Mihail und Gavriil – Ortelsburger Allee, rumänisch-orthodox
- Gemeindezentrum Hermann-Stöhr-Haus, auch „Gemeindezentrum ‚Grünes Dreieck‘“ – Angerburger Allee, 1973–1975, evangelisch
- Heilig-Geist-Kirche – Bayernallee/Oldenburgallee, 1931–1932, Baudenkmal katholisch
- Kloster St. Gabriel und Kirche Mariae Verkündigung – Bayernallee/Oldenburgallee/Preußenallee, 1933–1937, Baudenkmal, katholisch
- Neu-Westend-Kirche – Eichenallee, 1958–1960, Baudenkmal, evangelisch
- St. George’s Church – Preußenallee/Badenallee, 1950, Baudenkmal, anglikanisch

#### Ortsteil Wilmersdorf
- Adventhaus – Koblenzer Straße, 1925–1926, Baudenkmal, Siebenten-Tags-Adventisten
- Auenkirche – Wilhelmsaue, 1895–1897, Baudenkmal, evangelisch
- Christianskirken – Brienner Straße, 1967, dänisch, evangelisch-lutherisch
- Christi-Auferstehungs-Kathedrale – Hohenzollerndamm/Berliner Straße, 1936–1938, Baudenkmal, russisch-orthodox
- Daniel-Gemeindezentrum – Brandenburgische Straße, 1966–1967, evangelisch
- Dorfkirche Wilmersdorf – ehem. Deutsch-Wilmersdorf, 17./18. Jahrhundert
- Erste Kirche Christi, Wissenschafter, Berlin – Wilhelmsaue, 1956–1957, Baudenkmal
- Heilig-Kreuz-Kirche – Hildegardstraße, 1910–1912, Baudenkmal, katholisch
- Kirche am Hohenzollernplatz – Hohenzollerndamm/Nassauische Straße/Nikolsburger Straße, 1931–1933, Baudenkmal, evangelisch
- Kirche der Christengemeinschaft – Ruhrstraße, 1962, freikirchlich
- Lindenkirche – Binger Straße/Homburger Straße/Johannisberger Straße, 1934–1936, Baudenkmal, evangelisch
- Neuapostolische Kirche – Ravensberger Straße 15, 1962, neuapostolisch
- St. Ludwig-Kirche – Ludwigkirchplatz/Pariser Straße/Pfalzburger Straße, 1896–1899, Baudenkmal, katholisch
- St. Marien – Bergheimer Platz/Laubacher Straße/Schwalbacher Straße, 1913–1914, Baudenkmal, katholisch
- St.-Petrus-Kirche – Dillenburger Straße, 2001–2005, katholisch (Priesterbruderschaft St. Pius X.)
- Vater-Unser-Kirche – Detmolder Straße/Blissestraße/Koblenzer Straße, 1959–1961, Baudenkmal, evangelisch
- Victoria-Kirche – Landhausstraße 26–28, erster Bau 1920–1924, Neubau 1952–1955, schwedisch, lutherisch
- Zum Heiligen Kreuz – Nassauische Straße, 1908, altlutherisch

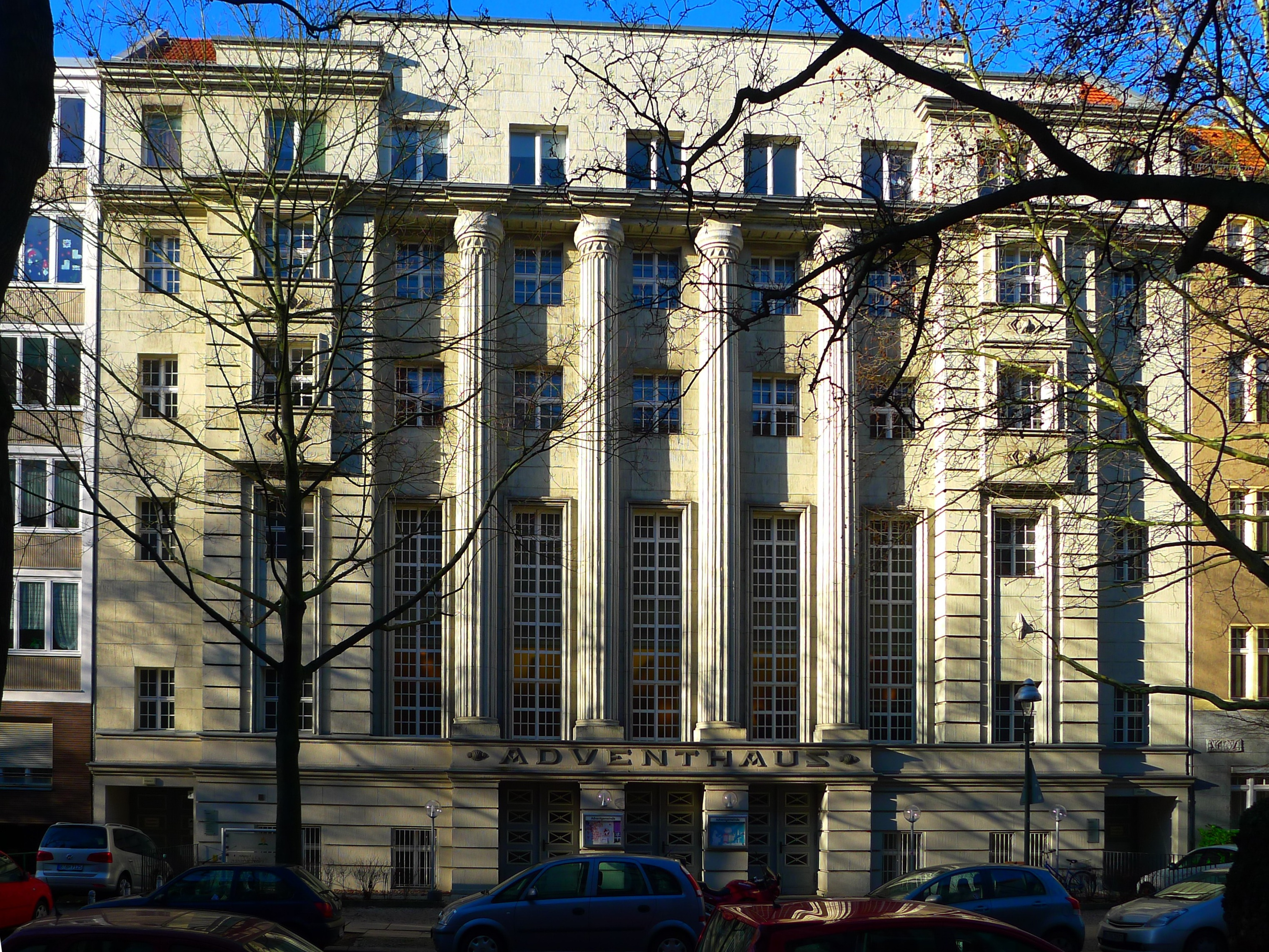
Adventhaus, Wilmersdorf
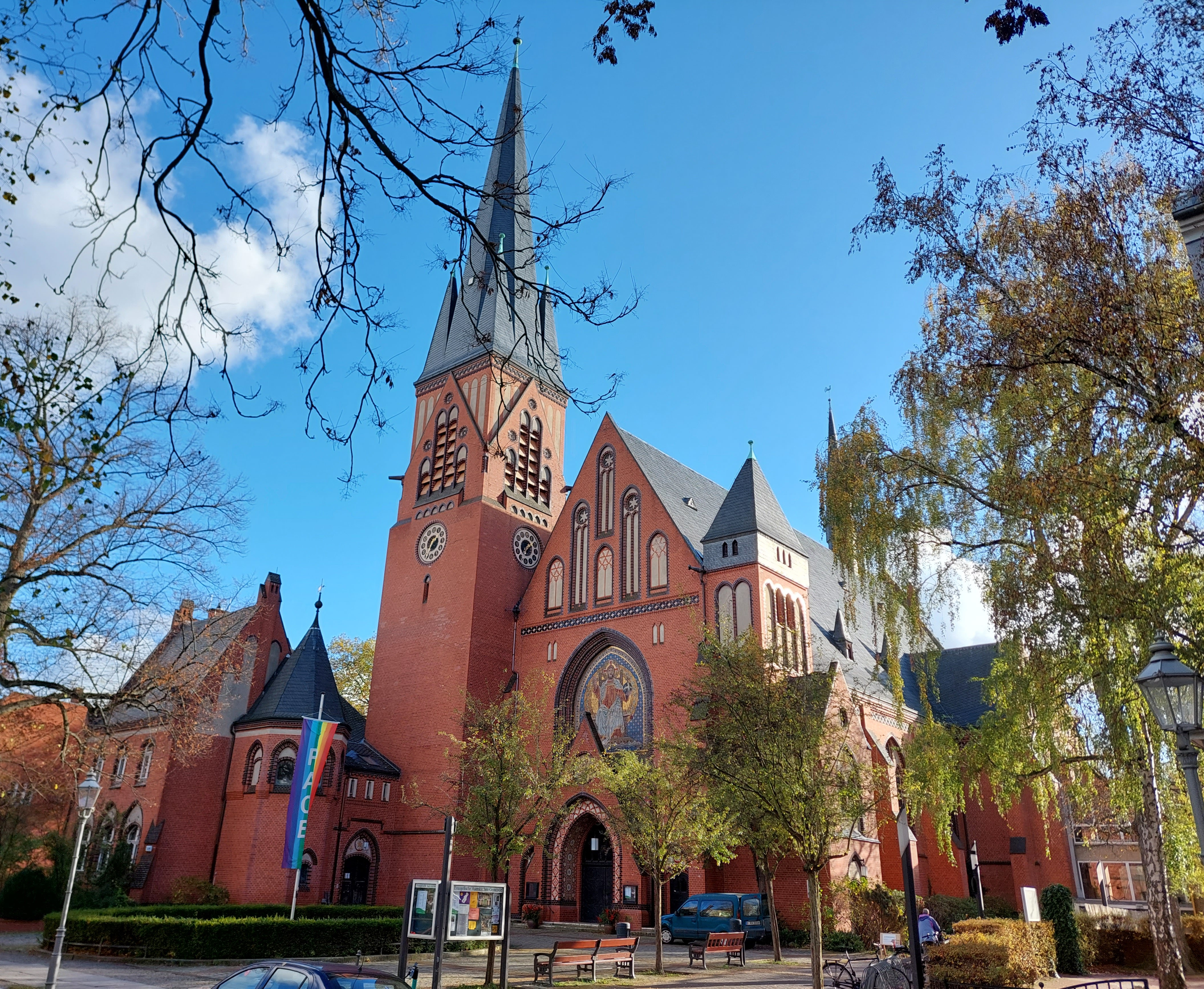
Auenkirche Wilmersdorf
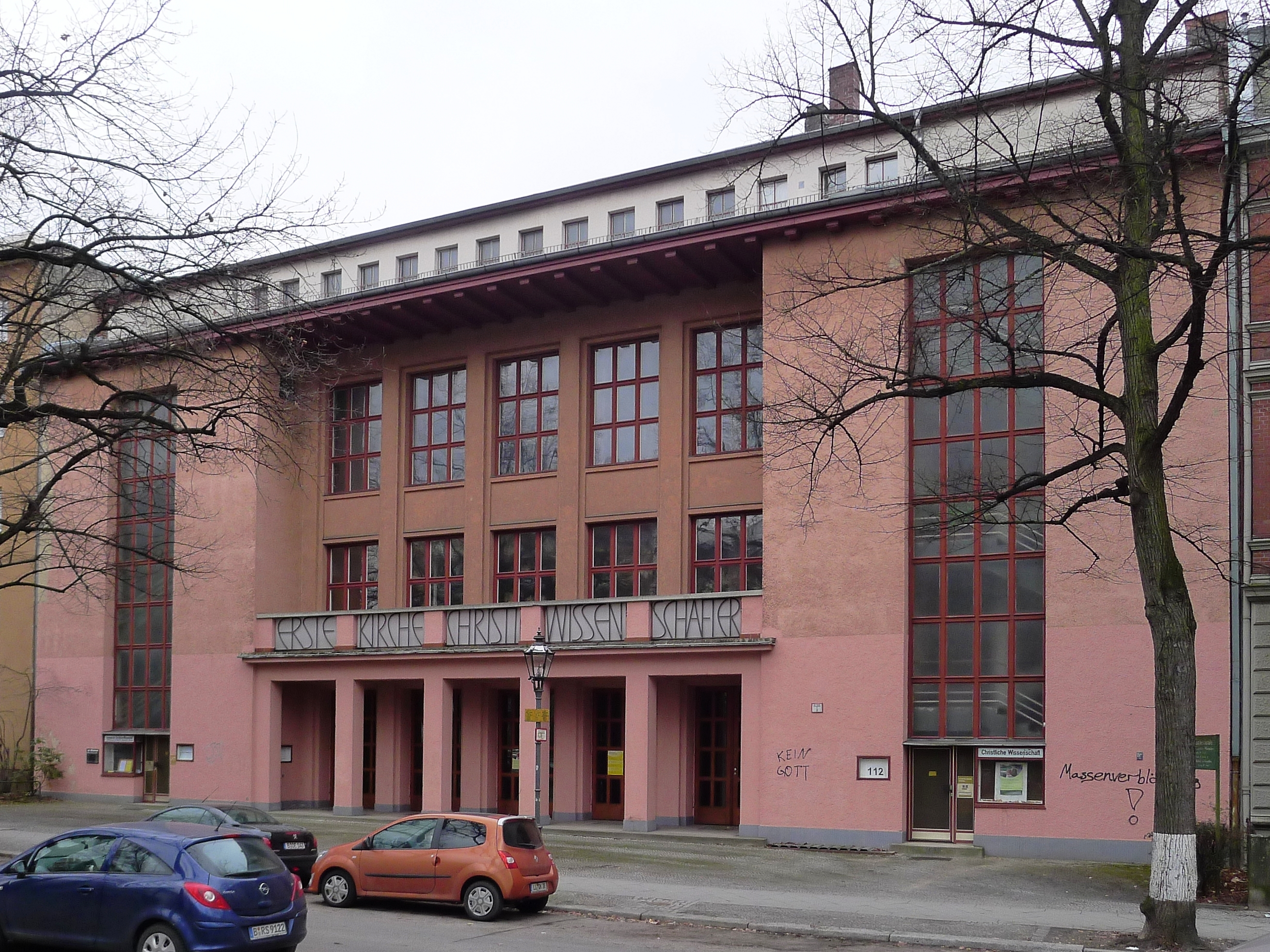
Erste Kirche Christi Wissenschafter, Wilmersdorf
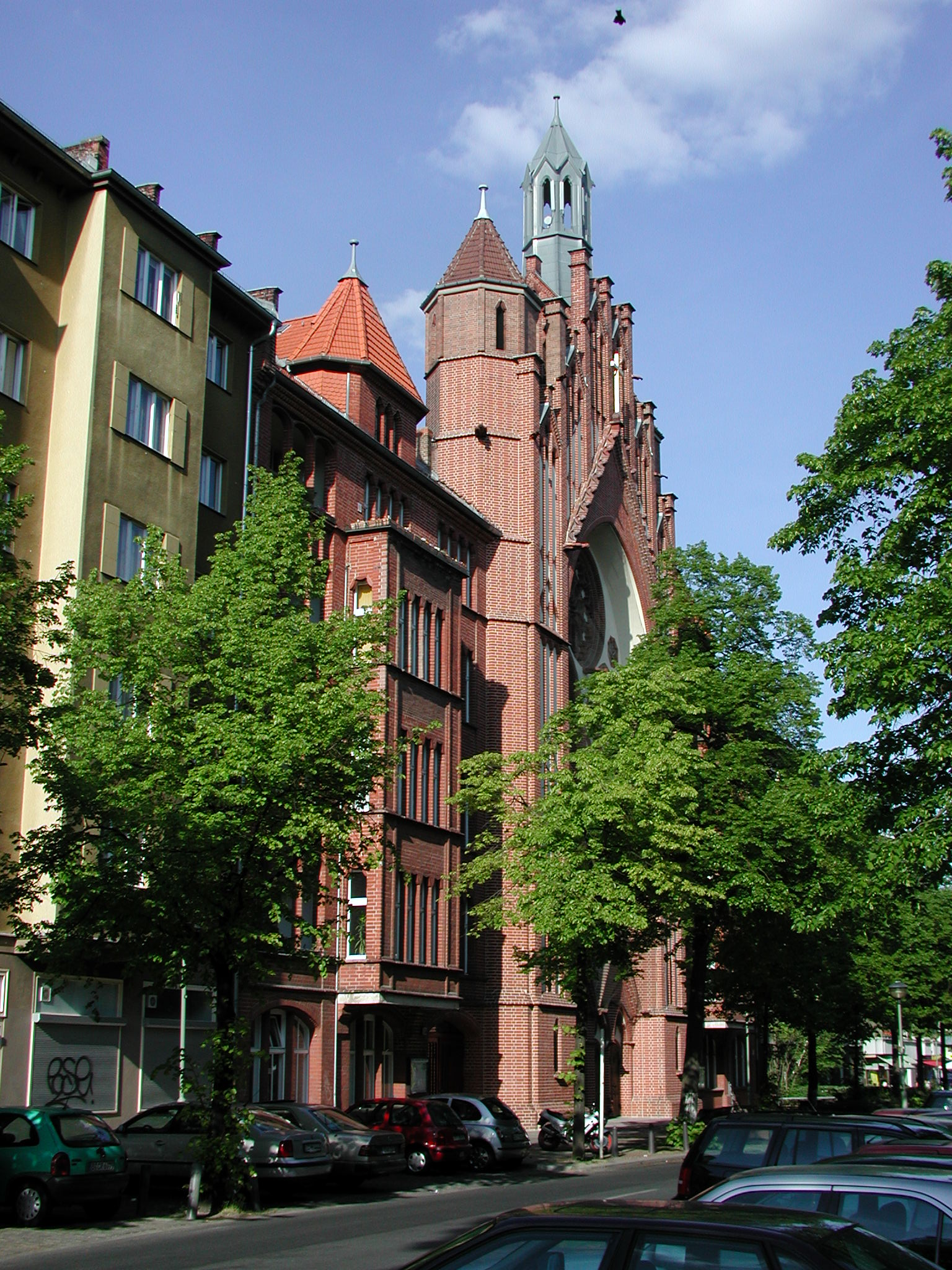
Heilig-Kreuz-Kirche, Wilmersdorf
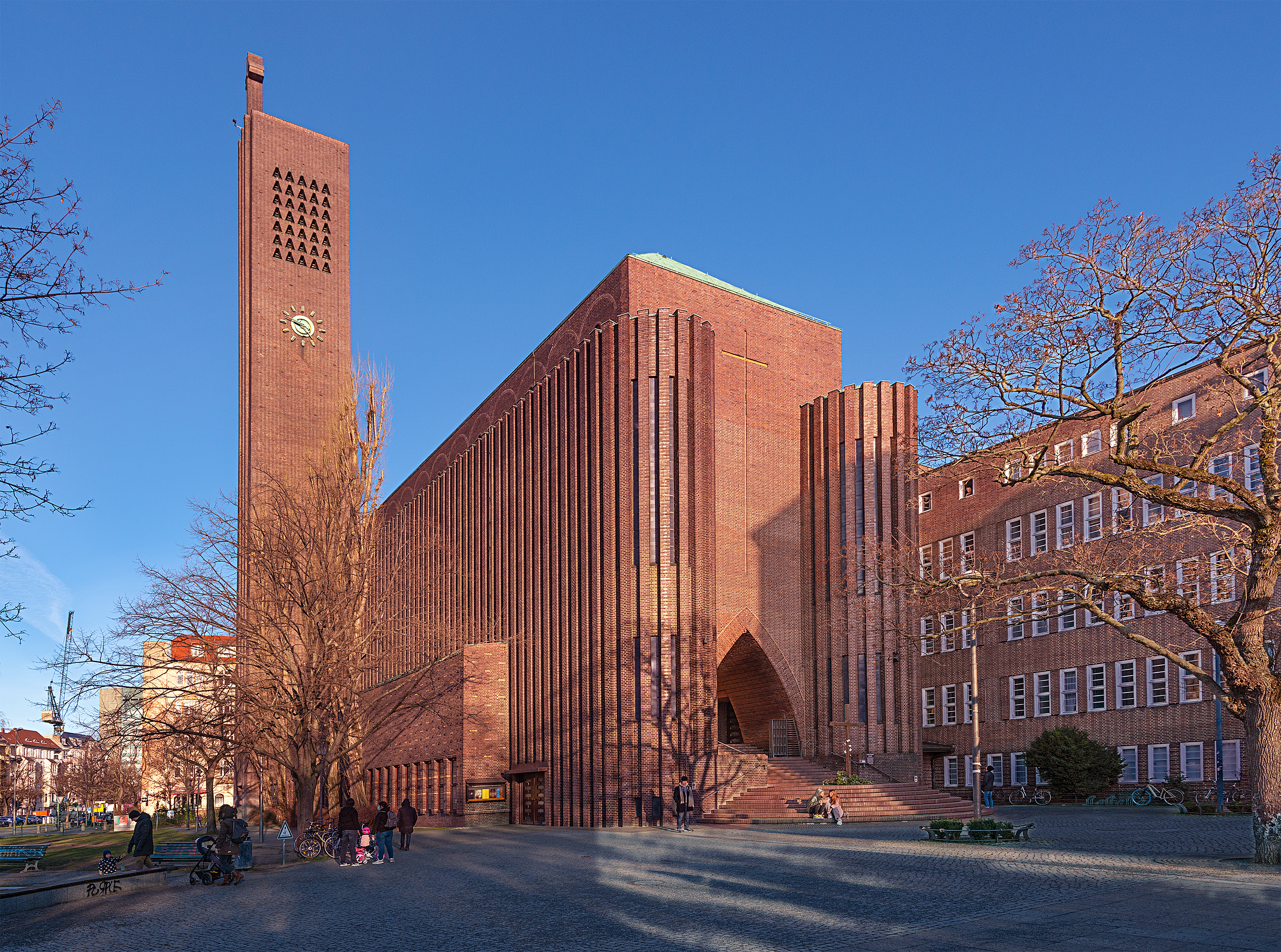
Kirche am Hohenzollernplatz, Wilmersdorf
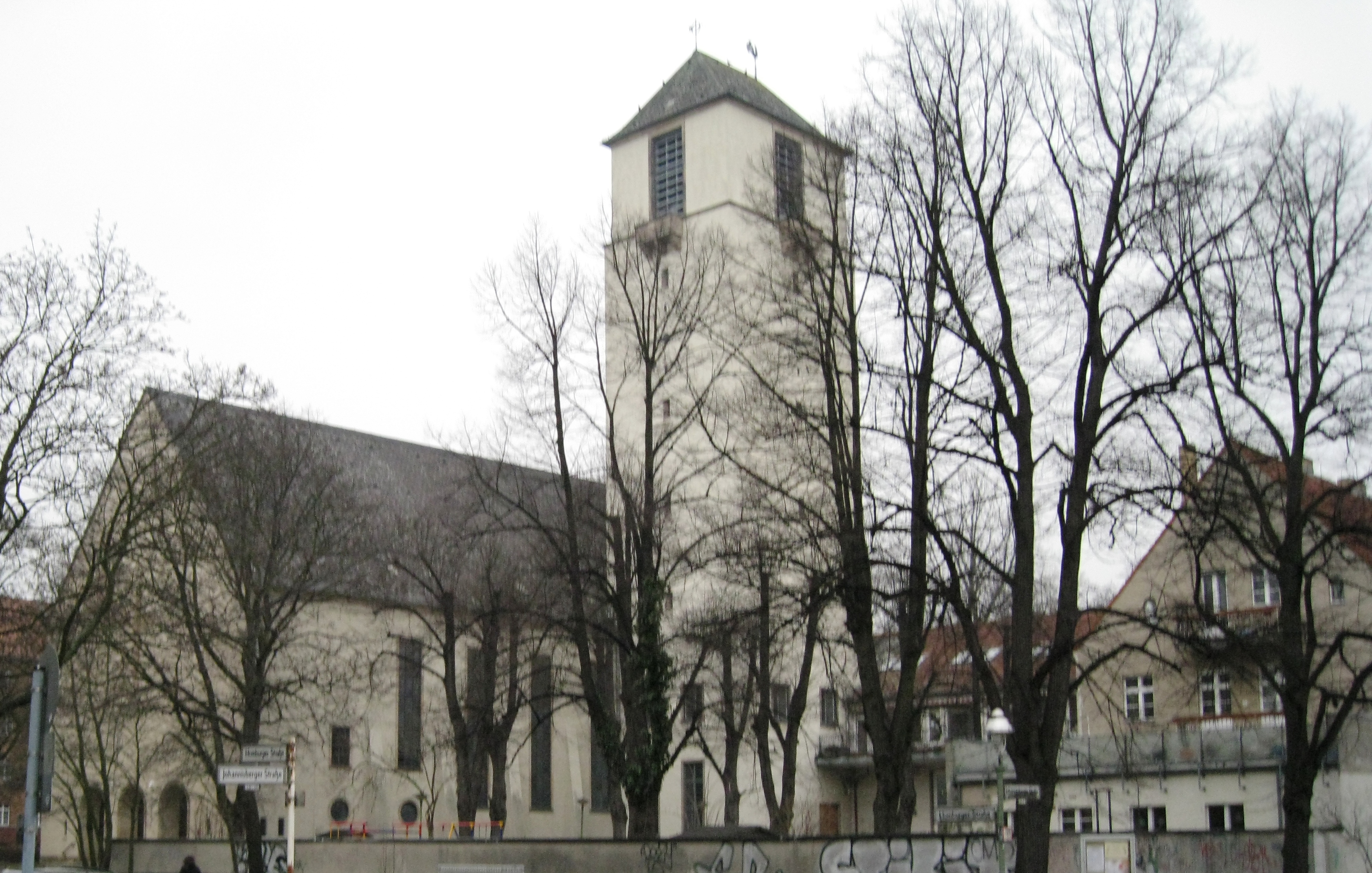
Lindenkirche, Wilmersdorf
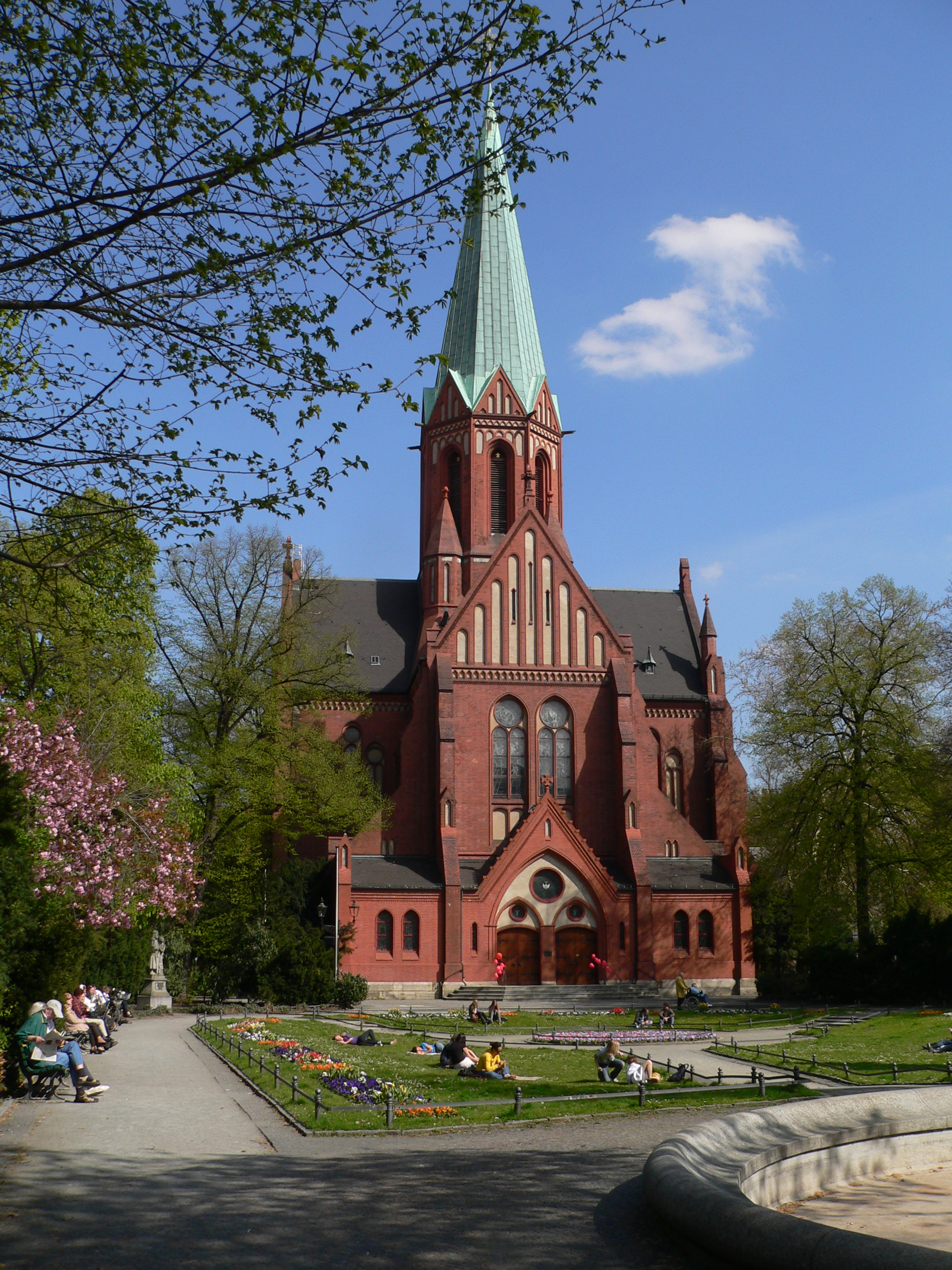
St.-Ludwig-Kirche, Wilmersdorf
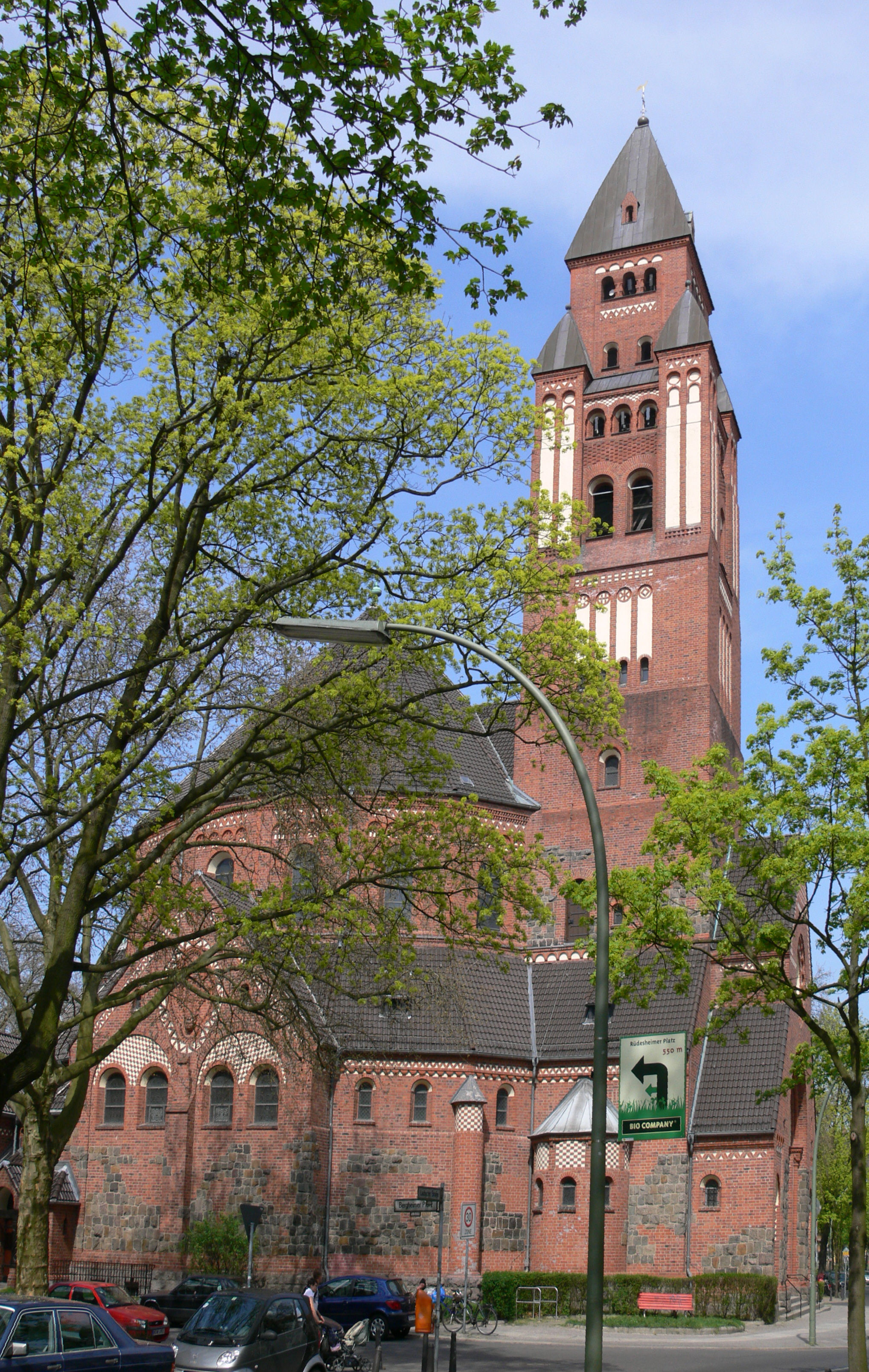
St. Marien, Wilmersdorf
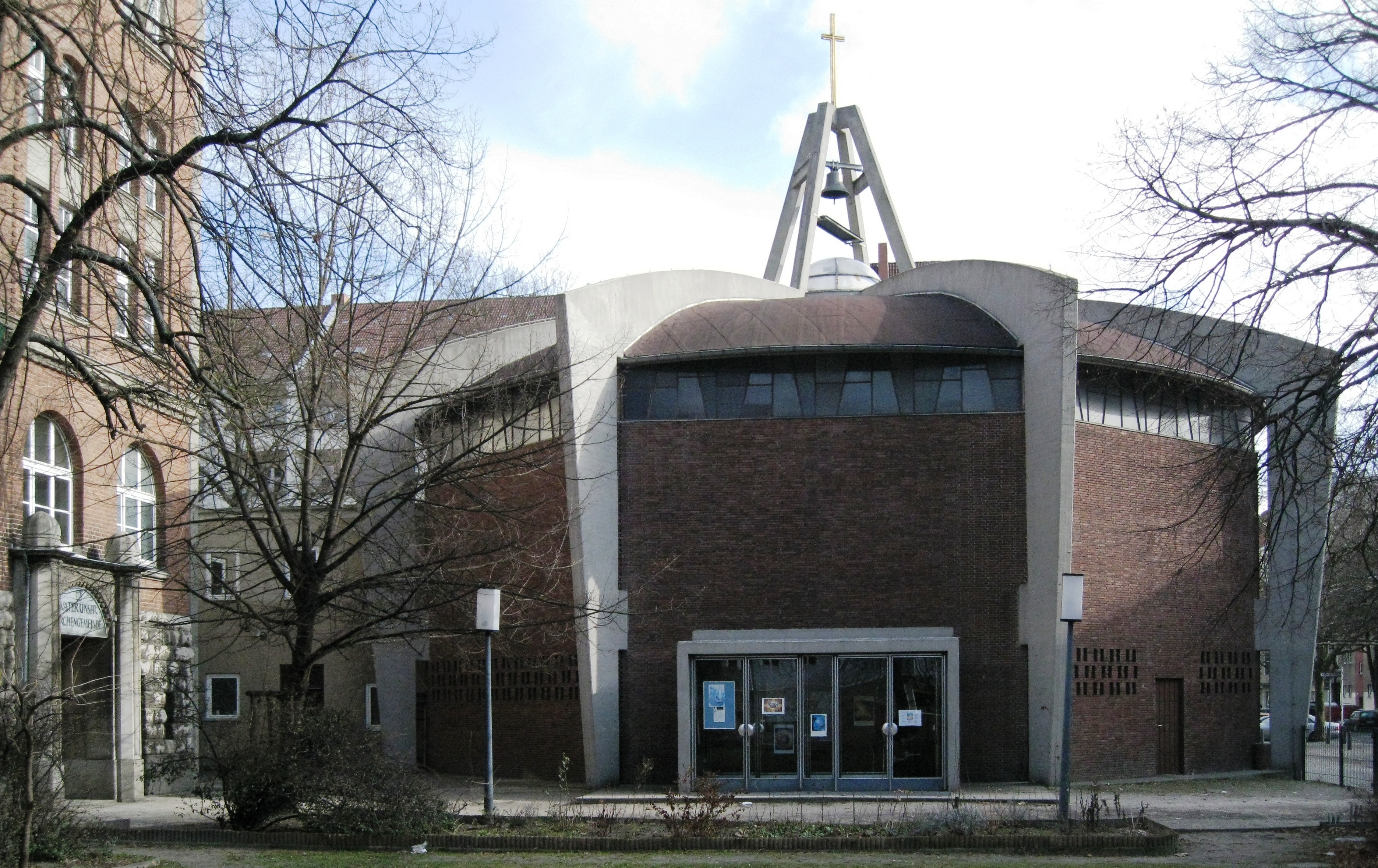
Vater-Unser-Kirche, Wilmersdorf
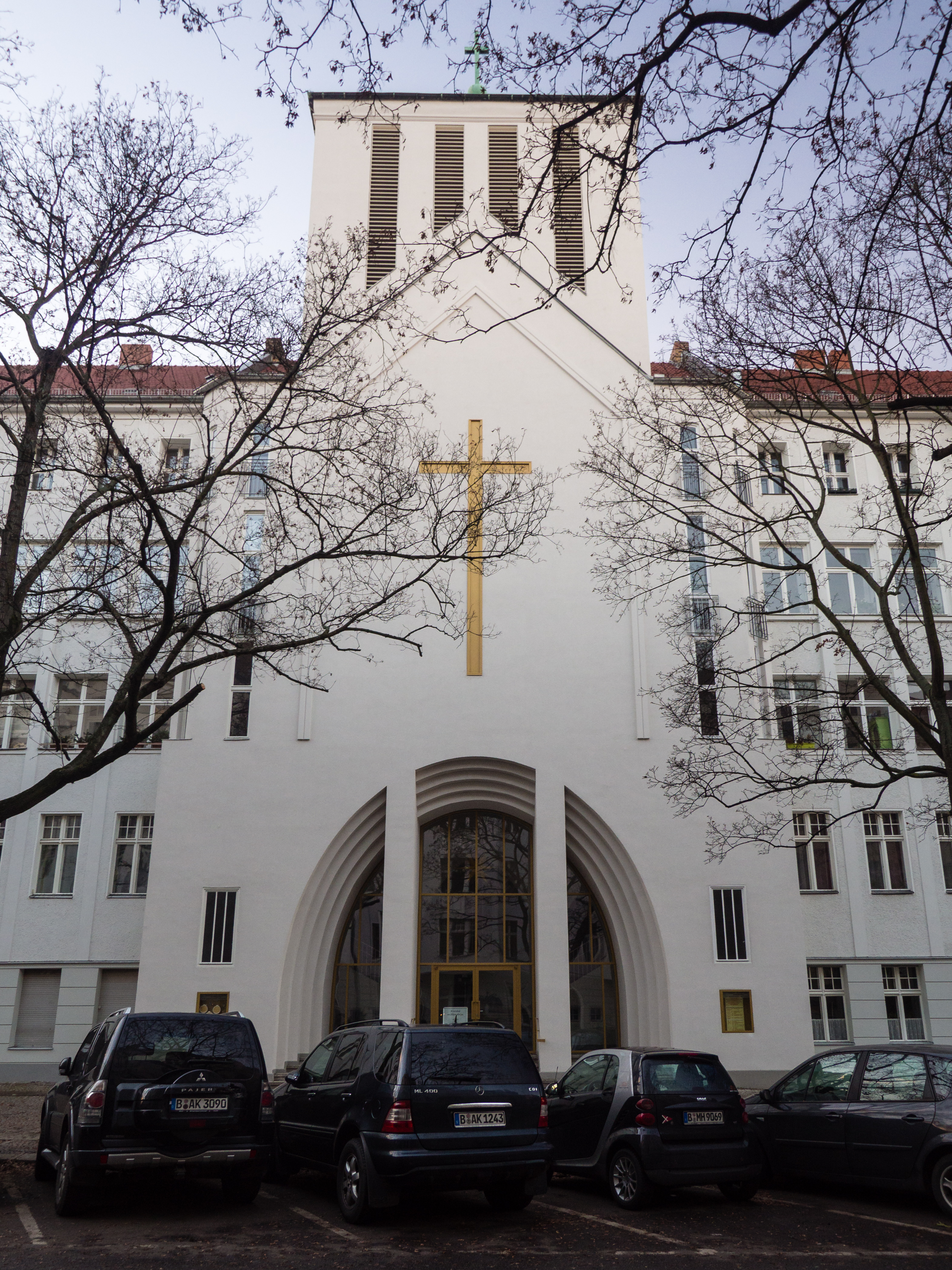
Zum Heiligen Kreuz, Wilmersdorf

### Bezirk Spandau

#### Ortsteil Falkenhagener Feld
- Gemeindehaus Klosterfelde – Seegefelder Straße 116, 1934, evangelisch
- Jeremia-Kirche – Burbacher Weg 2 Ecke Siegener Straße, auf dem Henri-Dunant-Platz, evangelisch
- Kirche im Evangelischen Waldkrankenhaus – Stadtrandstraße, 1976, evangelisch
- Paul-Gerhardt-Gemeindezentrum – Im Spektefeld, 1972–1973, evangelisch
- St.-Markus-Kirche – Am Kiesteich, 1976–1977, Baudenkmal, katholisch
- Zufluchtskirche – Westerwaldstraße, 1965–1967, evangelisch

#### Ortsteil Gatow
- Dorfkirche Gatow – Alt-Gatow, 1301–1315, Baudenkmal, evangelisch
- St.-Raphael-Kirche – Alt-Gatow, 1965, katholisch, 2005 abgerissen

#### Ortsteil Hakenfelde
- Gemeindezentrum Radeland – Schwanter Weg, Gemeindezentrum von 1992, evangelisch
- Gemeindezentrum St. Lambertus – Cautiusstraße, 1975, katholisch
- Kirche im Johannesstift – Schönwalder Allee, 1914–1917, evangelisch, Bestandteil des Baudenkmals Evangelisches Johannesstift Berlin
- Neuapostolische Kirche Berlin-Spandau – Triftstraße/Krienickesteig, 1934–1935, neuapostolisch
- St.-Elisabeth-Kapelle – Fichtenweg, 1928, Hauskapelle des St.-Elisabeth-Seniorenheims, katholisch
- Wichernkirche – Wichernstraße, als Interimskapelle zunächst ab 1897 in Charlottenburg und ab 1908 in Siemensstadt, Neubau 1932, evangelisch

#### Ortsteil Haselhorst
- Kirche auf dem Gewehrplan – Jungfernheideweg, 1722–1848, katholisch
- Neuapostolische Kirche Haselhorst – Gartenfelder Straße, neuapostolisch
- St.-Stephanus-Kirche – Gorgasring/Riensbergstraße, 1951, katholisch
- Weihnachtskirche – Haselhorster Damm, 1934–1935 und 1960–1964, Baudenkmal, evangelisch

#### Ortsteil Kladow
- Dorfkirche Kladow – Alt-Kladow, erster Bau 14. oder 15. Jahrhundert, Neubau 1818–1819, Baudenkmal, evangelisch
- Mariä Himmelfahrt – Sakrower Landstraße, erster Bau 1954 in der Kindlebenstraße, Neubau 1986–1987, katholisch
- Neuapostolische Kirche Kladow – Sakrower Landstraße, neuapostolisch
- Schilfdachkapelle Zum Guten Hirten – Gottfried-Arnold-Weg, 1951–1953, Baudenkmal, evangelisch

#### Ortsteil Siemensstadt
- Christophoruskirche, auch „Siemensstadt-Kirche“ – Schuckertdamm, 1929–1931, Baudenkmal, evangelisch
- St.-Joseph-Kirche – Quellweg/Goebelstraße/Natalissteig, 1934–1935, Baudenkmal, katholisch

#### Ortsteil Spandau

##### Bestehende Gebäude
- Katholisch-Apostolische Kirche – Ackerstraße 15, erbaut 1896, Baudenkmal, katholisch-apostolisch
- Luther-Kirche – Lutherplatz, erbaut 1895–1896, Baudenkmal, evangelisch
- Maria, Hilfe der Christen (Spandau) – Flankenschanze/Galenstraße/Hasenmark, erbaut 1908–1910, Baudenkmal, katholisch
- Petrus-Kirche – Grunewaldstraße 7, erbaut 1964, evangelisch
- St. Marien am Behnitz – Behnitz, erbaut 1845–1848, Baudenkmal, katholisch
- St.-Nikolai-Kirche – Reformationsplatz, erster Bau um 1240, Neubau vor 1369, Baudenkmal, katholische Pfarrkirche, seit der Reformation evangelisch

##### Nicht mehr bestehende Gebäude
- Gertraudenkirche (Stresow), 1640 abgerissen
- Garnisonkirche – Neuendorfer Straße, von 1890 bis 1945 evangelische Garnisonkirche, 1950 gesprengt, evangelisch
- Johanneskirche – Carl-Schurz-Straße/Jüdenstraße, erster Bau um 1670, Neubau 1751, 1902/03 abgerissen, reformiert
- Klosterkirche Beatae Mariae Virginis des Benediktinerinnenklosters, erbaut nach 1239, 1626 mit dem Kloster abgerissen, katholisch
- Moritzkirche – Jüdenstraße/Moritzstraße, 1461 erstmals erwähnt, aber älter, nach 1806 zur Kaserne umgebaut, 1920 abgerissen, katholisch, seit der Reformation evangelisch

#### Ortsteil Staaken
- Dorfkirche Staaken – Nennhauser Damm 72 / Hauptstraße, um 1310, Baudenkmal, evangelisch
- Kirche im Gemeinwesenzentrum Heerstraße Nord, Obstallee 22e, 1969, evangelisch
- Kirche Staaken-Gartenstadt – Am Kirchplatz 3a, 1922, Baudenkmal, evangelisch
- St.-Franziskus-Kirche – Finkenkruger Weg, 1924–1925, katholisch, 1987 abgerissen[3]
- St.-Franziskus-von-Assisi-Kirche – Hackbuschstraße, 1955 als „St. Johannes.-B.-M.-Vianney Kapelle“, seit 1970 auch mit neuem Namen, katholisch
- St.-Maximilian-Kolbe-Kirche – Maulbeerallee, 1975–1976, katholisch
- Zuversichtskirche – Brunsbütteler Damm 312, 1962–1966, evangelisch

#### Ortsteil Wilhelmstadt
- Gnadenkirche – Jaczostraße, 1946–1957, evangelisch
- Laurentius-Kirche – Heerstraße 361, 1956–1958, evangelisch
- Melanchthon-Kirche – Melanchthonplatz/Wilhelmstraße, 1893, Baudenkmal, evangelisch
- Nathan-Söderblom-Kirche – Ulrikenstraße 7, 1968, evangelisch
- St. Wilhelm – Weißenburger Straße, erster Bau 1935, Neubau 1963–1965, katholisch

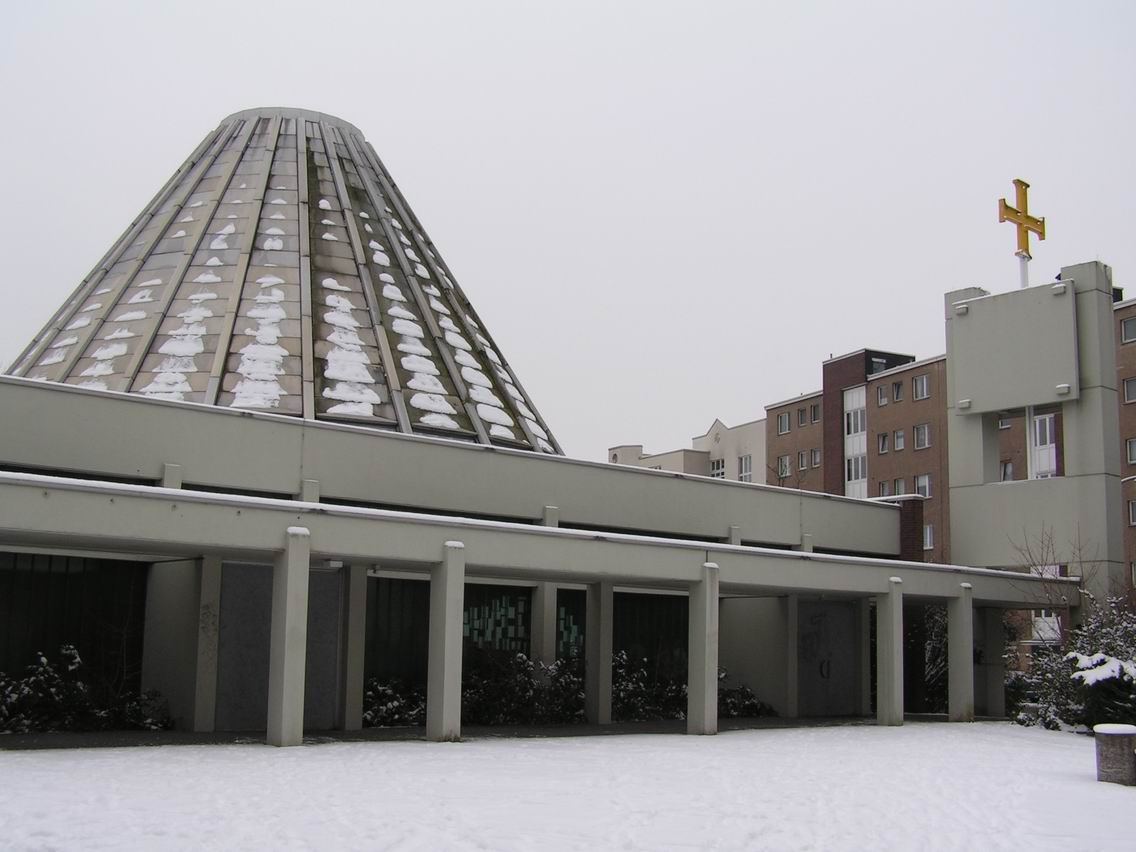
St. Markus-Kirche, Falkenhagener Feld
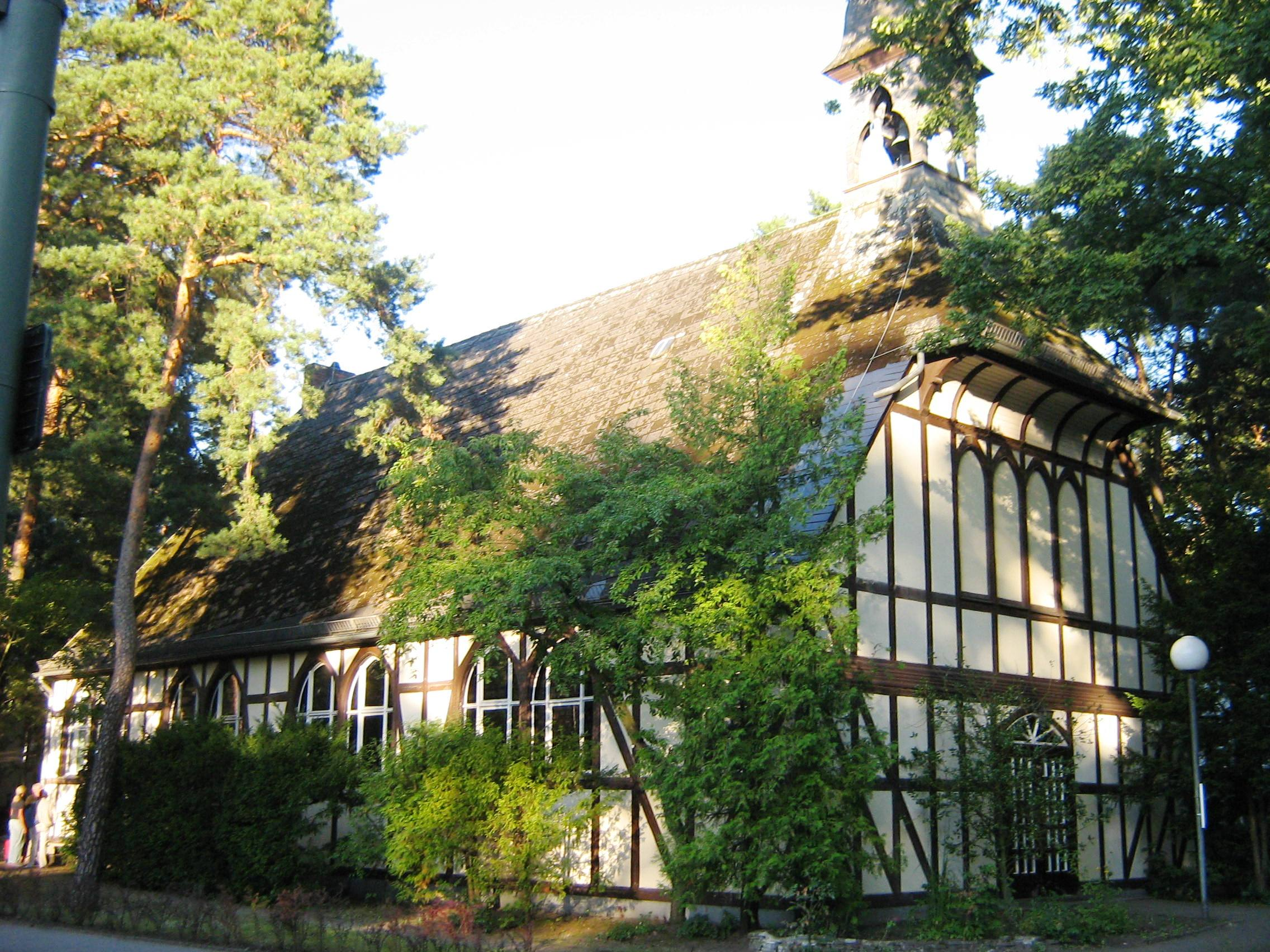
Wichernkirche, Hakenfelde
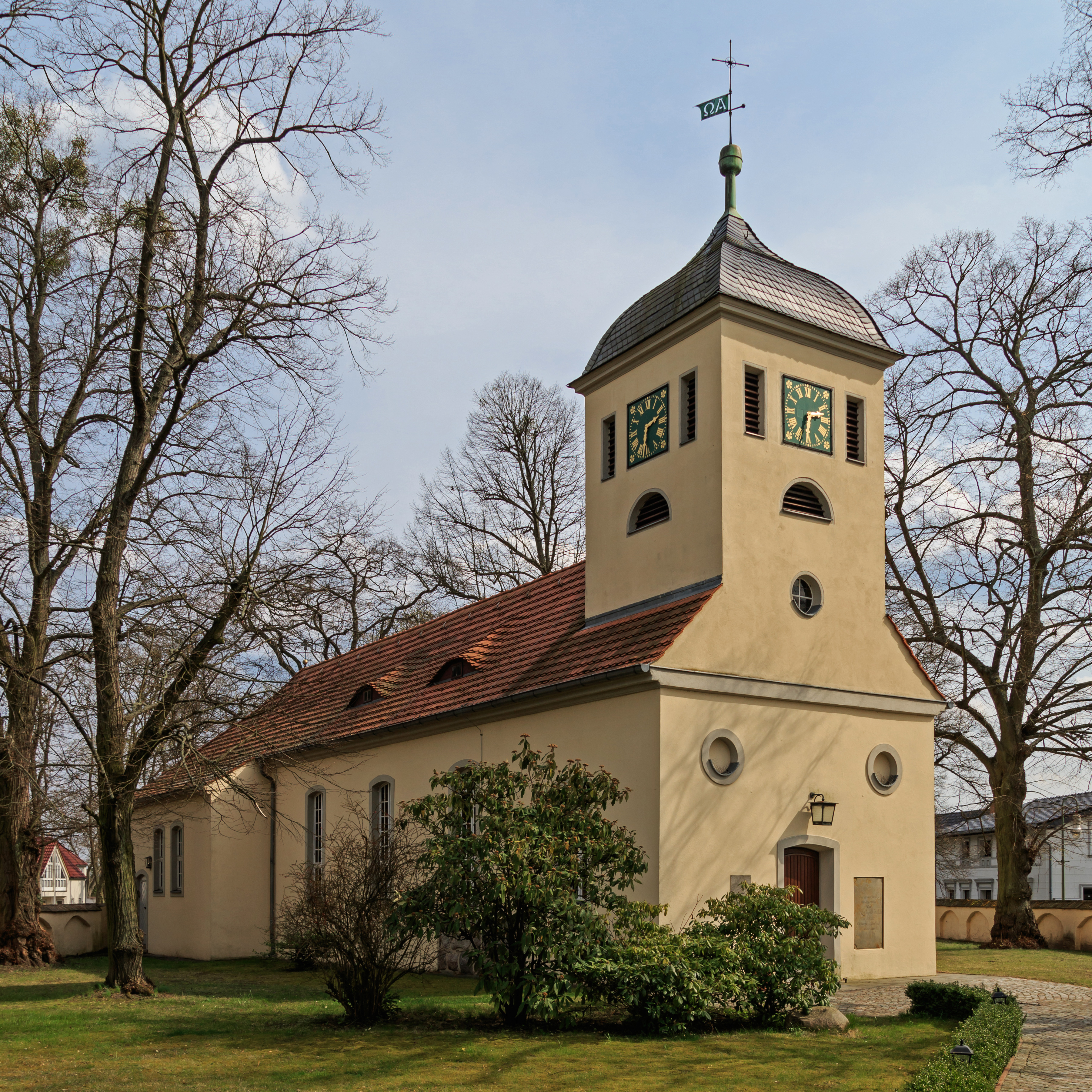
Dorfkirche Kladow
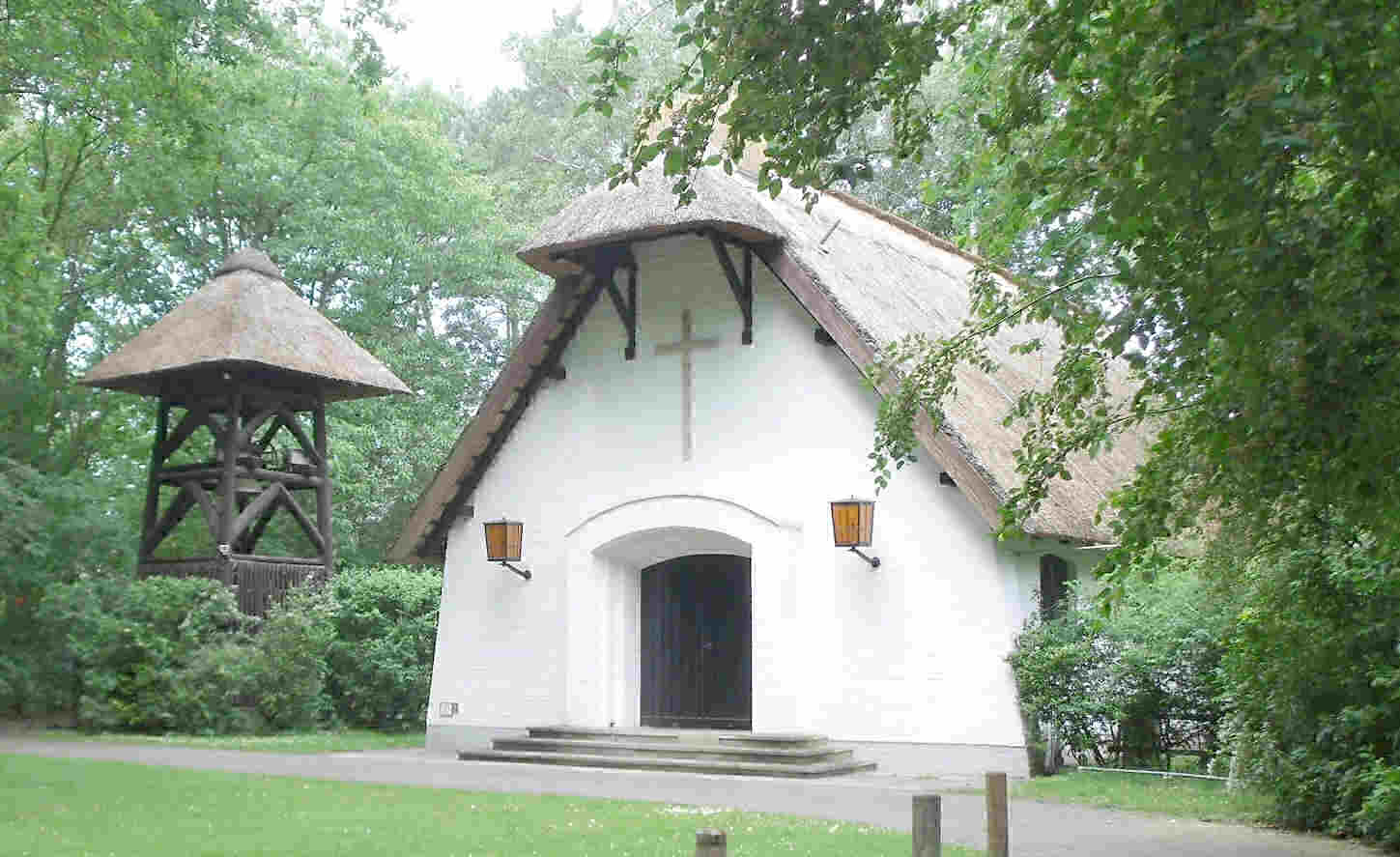
Schilfdachkapelle Zum Guten Hirten, Kladow
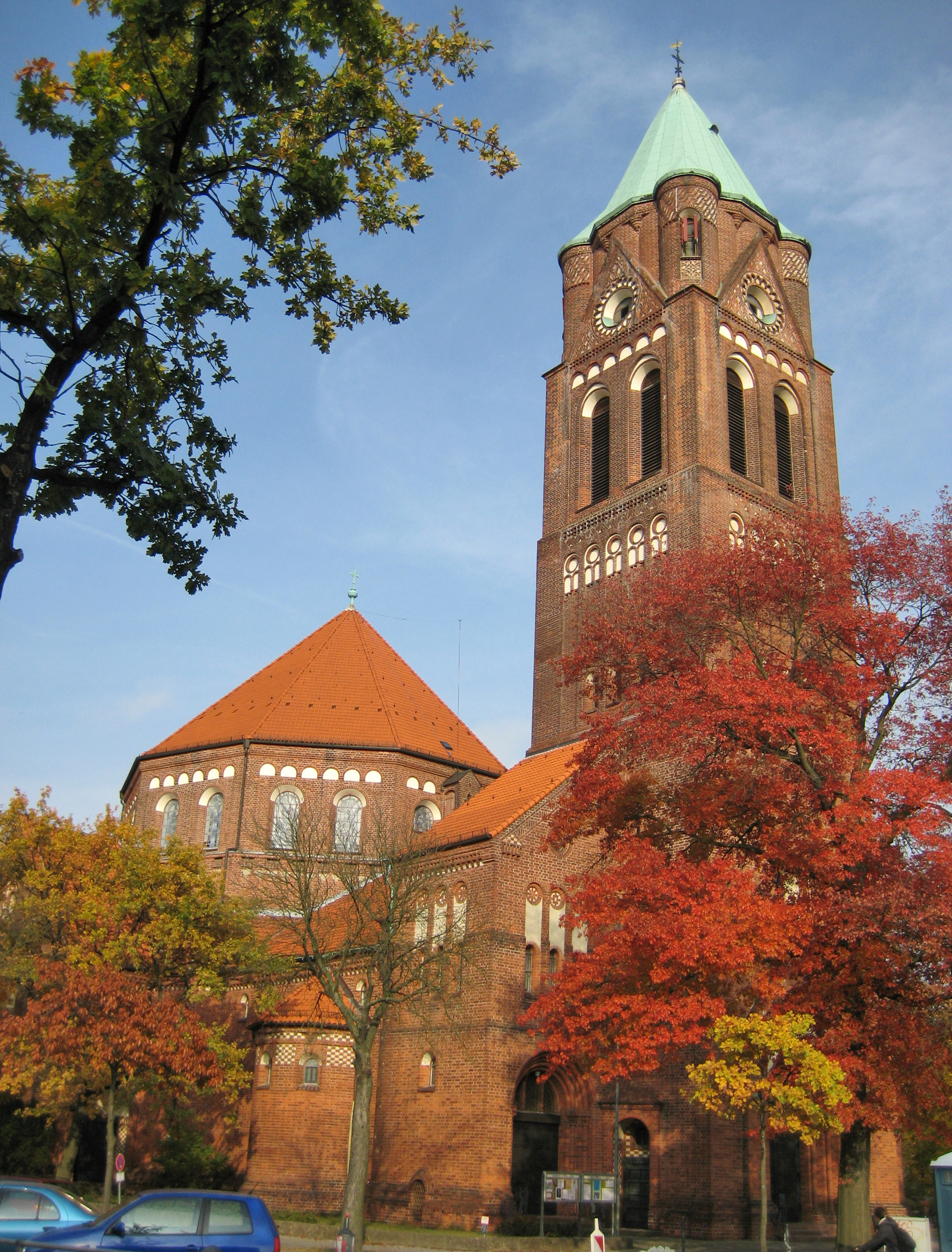
Maria, Hilfe der Christen, Spandau
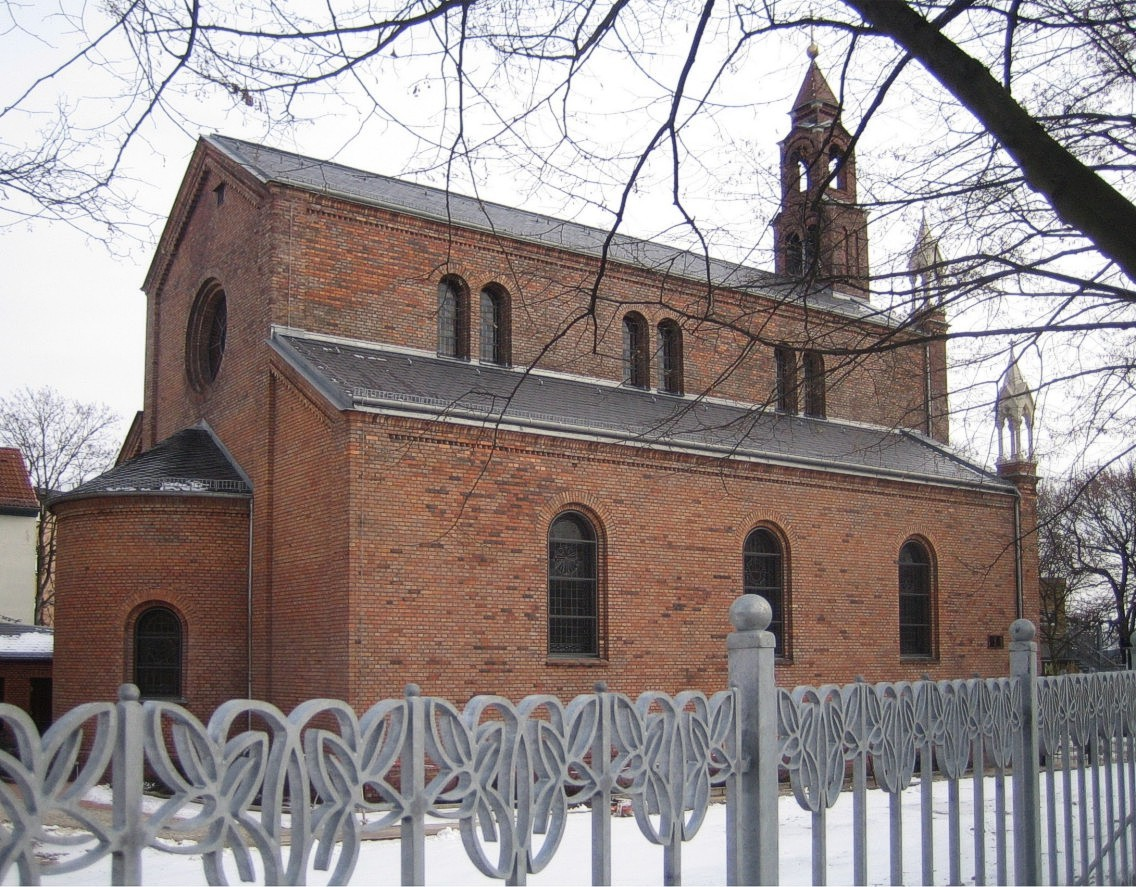
St. Marien am Behnitz, Spandau
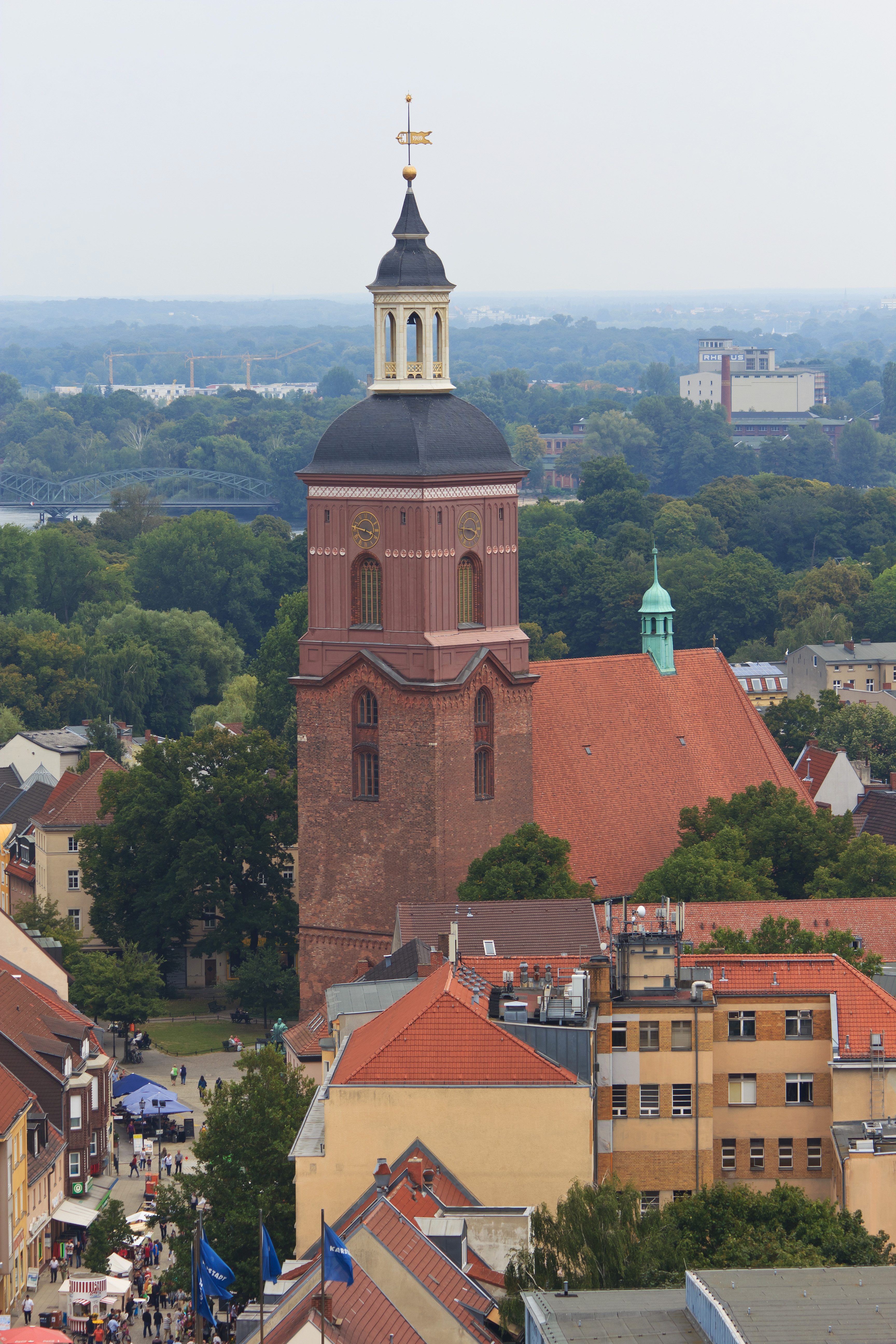
St.-Nikolai-Kirche, Spandau
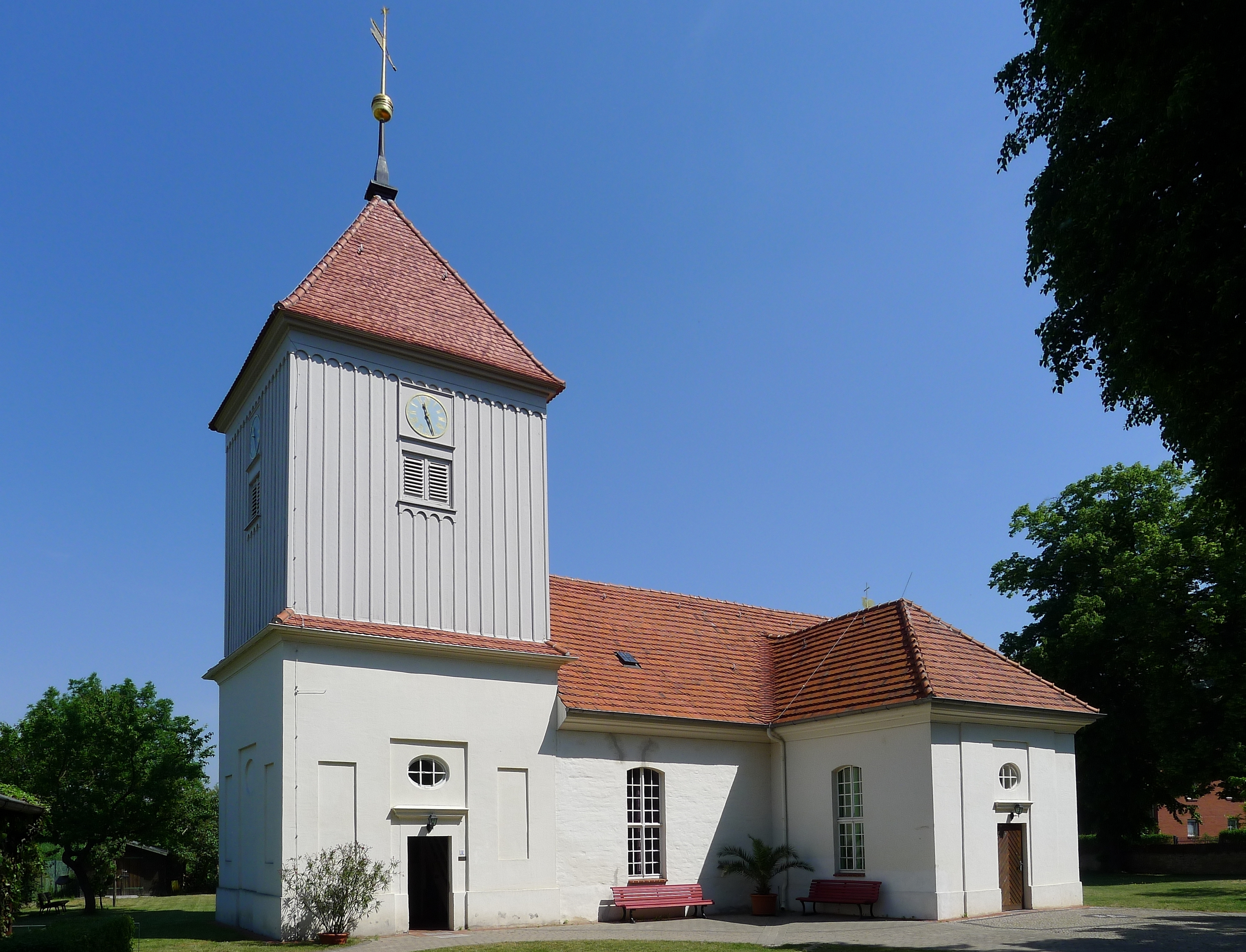
Dorfkirche Staaken
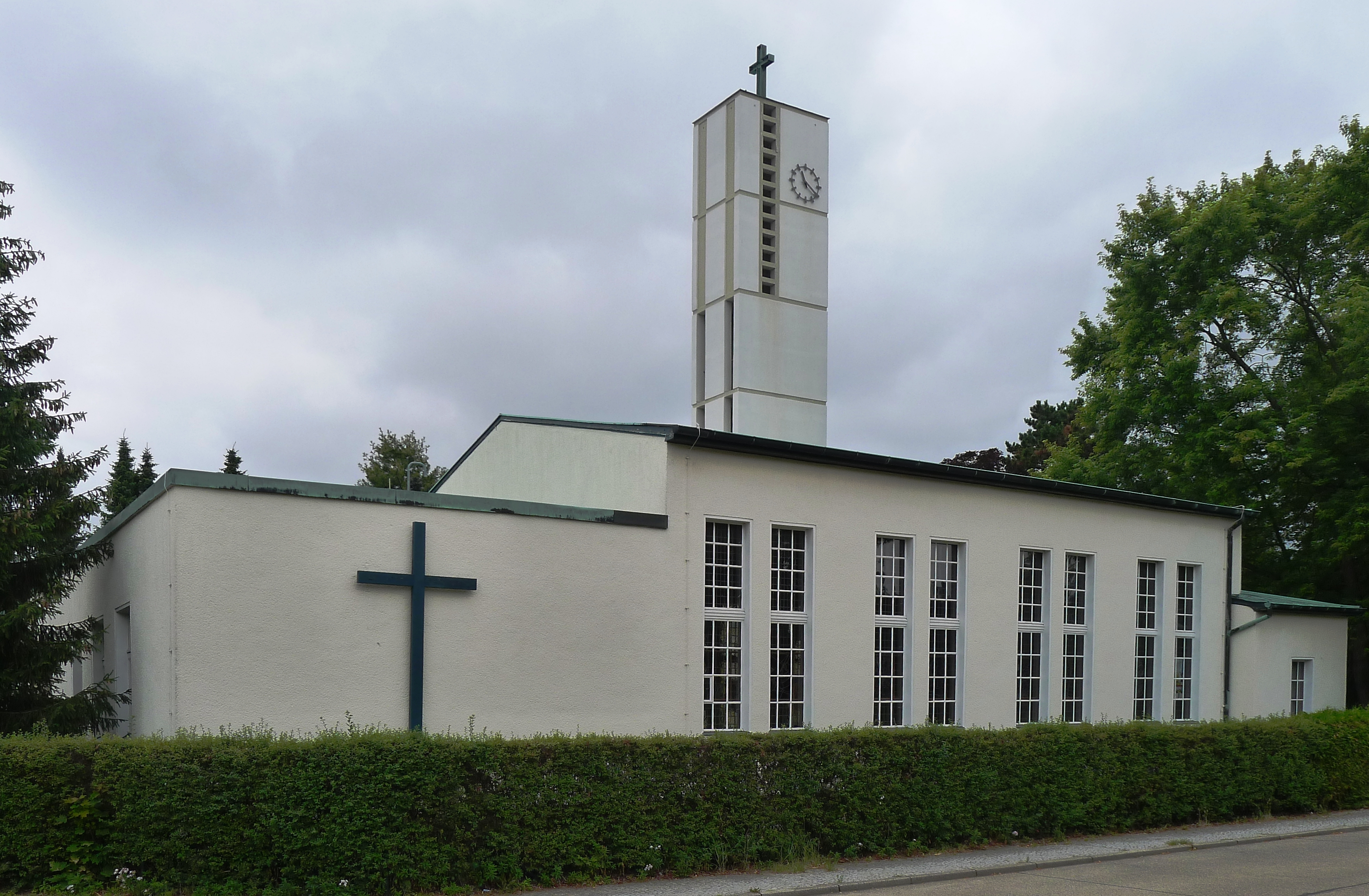
Gnadenkirche, Wilhelmstadt
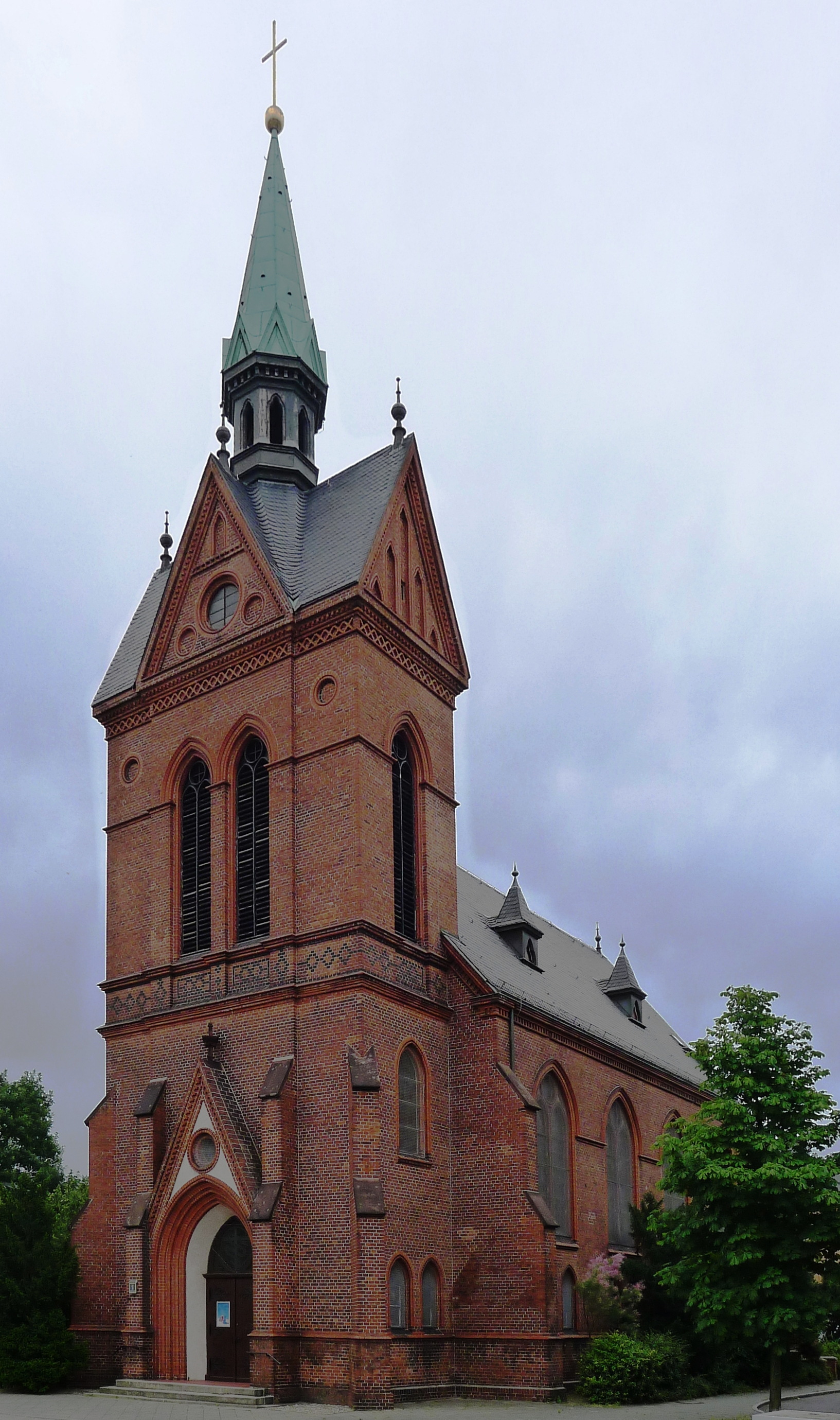
Melanchthon-Kirche, Wilhelmstadt

### Bezirk Steglitz-Zehlendorf

#### Ortsteil Dahlem
- All Saints Church – Hüttenweg, Baudenkmal, katholisch
- Dorfkirche Dahlem, auch „St. Annen-Kirche“ – Königin-Luise-Straße/Pacelliallee, nach 1440, Baudenkmal, evangelisch
- Jesus-Christus-Kirche – Faradayweg/Hittorfstraße, 1930–1931, Baudenkmal, evangelisch
- St.-Bernhard-Kirche – Königin-Luise-Straße, 1933–1934, Baudenkmal, Baudenkmal, katholisch

#### Ortsteil Lankwitz
- Dominikuskloster – Alt-Lankwitz 37–39, 1926, katholisch
- Dorfkirche Lankwitz – Alt-Lankwitz, zwischen 1230 und 1300, Baudenkmal, evangelisch
- Dietrich-Bonhoeffer-Gemeindezentrum – Geraer Straße, 1971, evangelisch
- Dreifaltigkeitskirche – Kaiser-Wilhelm-Straße/Gallwitzallee, 1903–1906, Baudenkmal, evangelisch
- Gemeindezentrum Kreuzkirche – Zietenstraße, 2007–2010, evangelisch-methodistisch
- Gemeindezentrum Von der Auferstehung Christi – Kamenzer Damm, 1970, katholisch
- Mater-Dolorosa-Kirche – Kurfürstenstraße, 1910–1912, Baudenkmal, katholisch
- Paul-Schneider-Gemeindezentrum – Belßstraße, 1957–1967, evangelisch
- St. Benedikt-Kirche – Kaulbachstraße/Corneliusstraße, 1967–1968, Baudenkmal, katholisch

#### Ortsteil Lichterfelde
- Dorfkirche Giesensdorf – Ostpreußendamm/Osdorfer Straße, um 1300, Baudenkmal, evangelisch
- Dorfkirche Lichterfelde – Hindenburgdamm, 14. Jahrhundert, Baudenkmal, evangelisch
- Eben-Ezer-Kapelle – Celsiusstraße, 1980, evangelisch, früher katholisch
- Heilige-Familie-Kirche – Kornmesserstraße, 1902–1906, Baudenkmal, katholisch
- Johanneskirche – Johanneskirchplatz/Ringstraße/Pfleidererstraße, 1913–1914, Baudenkmal, evangelisch
- Johann-Sebastian-Bach-Kirche – Luzerner Straße, 1980–1981, evangelisch
- Martin-Luther-Kirche – Tulpenstraße/Hortensienstraße, 1930–1936, Baudenkmal, evangelisch
- Paulus-Kirche – Hindenburgdamm, 1898–1900, Baudenkmal, evangelisch
- Petrus-Kirche – Oberhofer Platz, 1897–1898, Baudenkmal, evangelisch
- St. Annen-Kirche – Gardeschützenweg, 1935–1937, Baudenkmal, katholisch

#### Ortsteil Nikolassee
- Kirche Nikolassee – Kirchweg, 1909–1910, Baudenkmal, evangelisch
- Zu den Heiligen Zwölf Aposteln – Wasgenstraße, 1954, katholisch

#### Ortsteil Schlachtensee
- Johanneskirche – Matterhornstraße/Schopenhauerstraße, 1911–1912, Baudenkmal, evangelisch

#### Ortsteil Steglitz
- Baptistenkirche – Rothenburgstraße, 1952–1953, freikirchlich
- Dreieinigkeitskirche – Filandastraße/Südendstraße, 1928–1929, altlutherisch
- Lukas-Kirche – Friedrichsruher Straße/Friedrichsruher Platz/Schönhauser Straße, 1907–1908, Baudenkmal, evangelisch
- Markuskirche – Markusplatz, 1911–1912, evangelisch
- Matthäuskirche – Schloßstraße/Rothenburgstraße, 1876–1880, Baudenkmal, evangelisch
- Patmos-Kirche – Gritznerstraße/Treitschkestraße, 1961–1964, Baudenkmal, evangelisch
- Rosenkranz-Basilika – Kieler Straße, 1899–1900, Baudenkmal, katholisch
- St. Johannes-Evangelist-Kirche – Sembritzkistraße, erster Bau 1929, Neubau 1951, Baudenkmal, katholisch
- Zur Wiederkunft Christi – Ellwanger Straße, erster Bau 1911–1913 als „Südendkirche“, Neubau 1957–1958, evangelisch

#### Ortsteil Wannsee
- Andreaskirche – Lindenstraße, 1895–1896 als „Neue Kirche“, neuer Name seit 1965, Baudenkmal, evangelisch
- Baptistenkirche Berlin-Wannsee – Königstraße, 1993, baptistisch
- Kirche am Stölpchensee, Wilhelmplatz, 1858–1859, Baudenkmal, evangelisch
- St.-Michael-Kirche – Königstraße, 1926–1927, Baudenkmal, katholisch
- St. Peter und Paul-Kirche – Nikolskoe, 1834–1837, Baudenkmal, evangelisch

#### Ortsteil Zehlendorf
- Dorfkirche Zehlendorf – Potsdamer Chaussee/Clayallee, 1768, Baudenkmal, evangelisch
- Emmaus-Kirche – Onkel-Tom-Straße/Wilskistraße, 1934–1935, Baudenkmal, evangelisch
- Gemeindezentrum am Buschgraben – Ludwigsfelder Straße 30, 1965, ehemals evangelisch, später antiochenisch-orthodox (2019 abgebrochen!)
- Herz-Jesu-Kirche – Riemeisterstraße, 1907–1908, Baudenkmal, katholisch
- Kapelle im St. Theresienstift – Altvaterstraße, 1987–1989, katholisch
- Kirche Schönow-Buschgraben – Andréezeile, 1960–1961, Baudenkmal, evangelisch
- Paulus-Kirche – Kirchstraße/Martin-Buber-Straße, 1903–1905, Baudenkmal, evangelisch
- St.-Marien-Kirche – Riemeisterstraße, 1959 zunächst Notkapelle, Neubau 1973, altlutherisch
- St.-Otto-Kirche – Heimat, 1954–1955, katholisch
- Stephanus-Kirche – Mühlenstraße, 1960–1961, evangelisch
- Zur Heimat – Heimat, 1956–1957, Baudenkmal, evangelisch

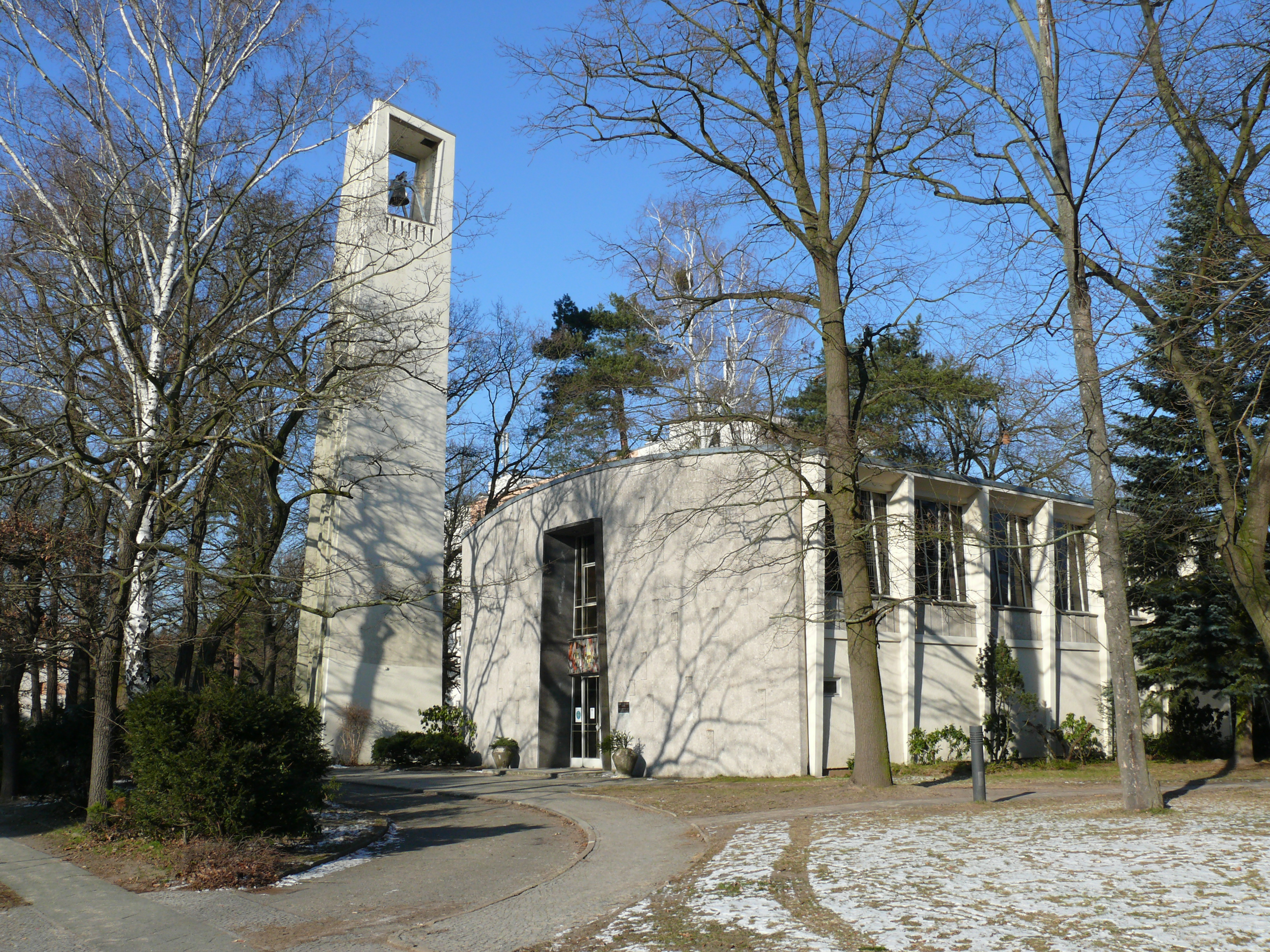
All Saints Church, Dahlem
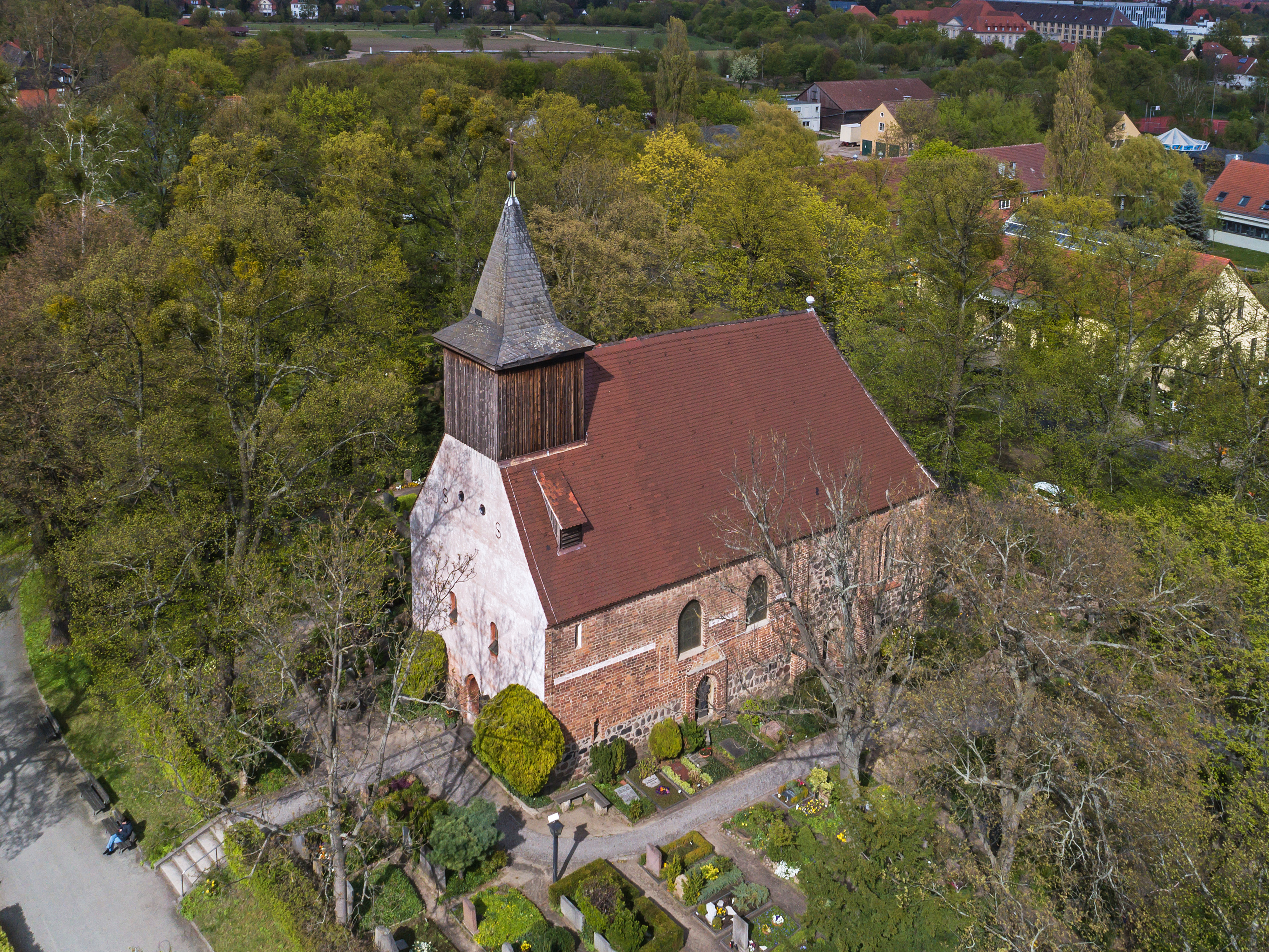
Dorfkirche Dahlem
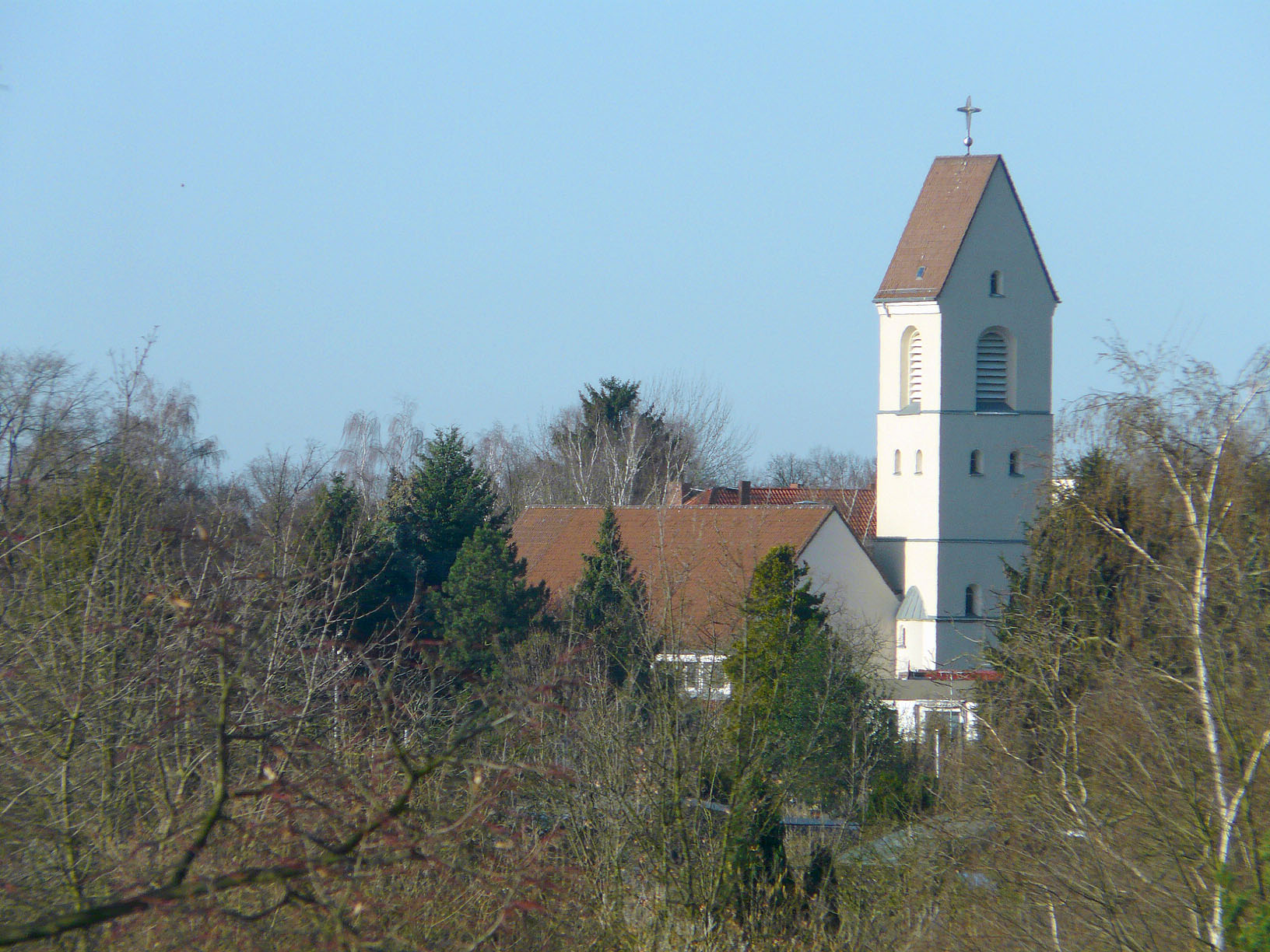
Mater-Dolorosa-Kirche, Lankwitz
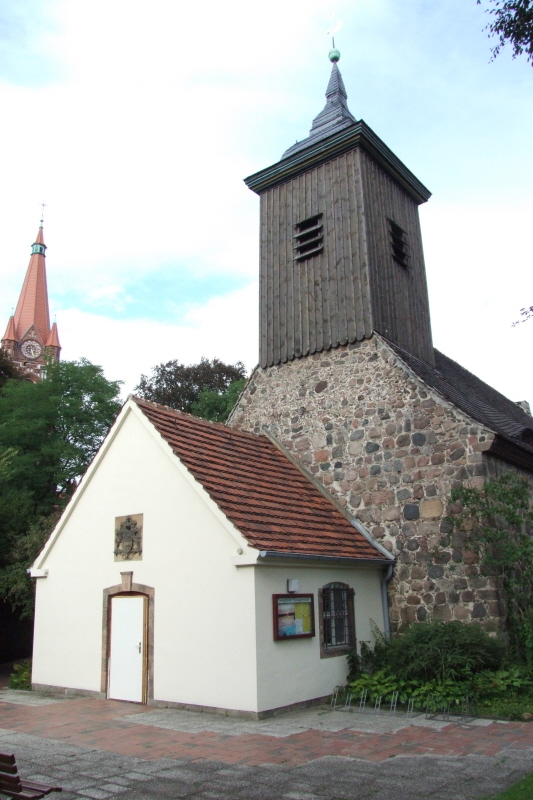
Dorfkirche Lichterfelde
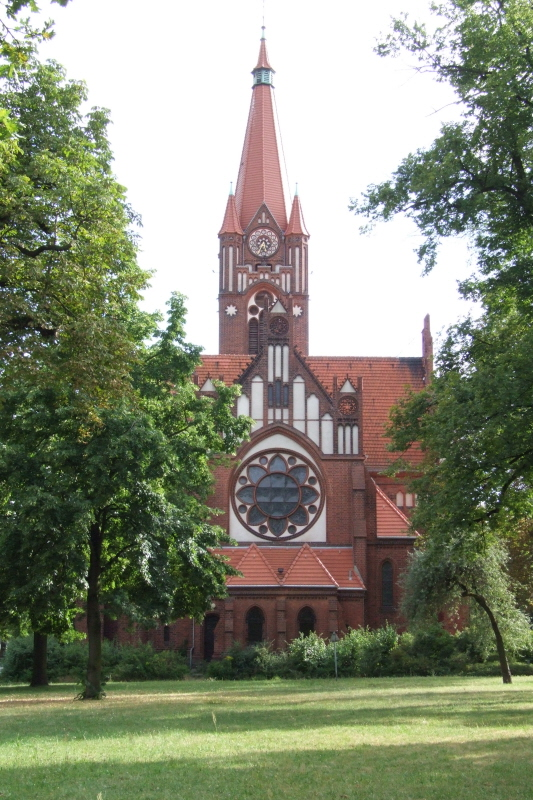
Pauluskirche, Lichterfelde
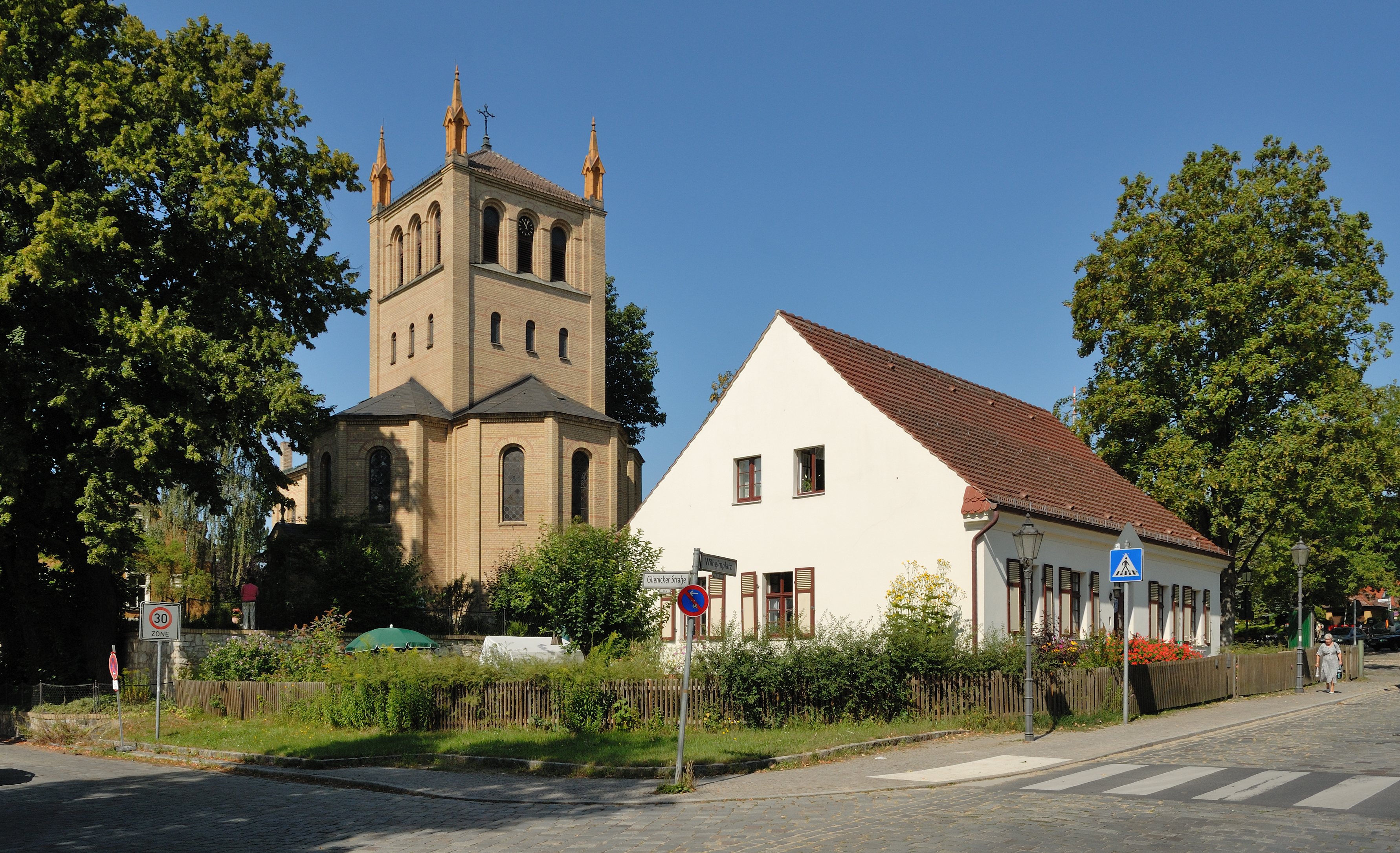
Kirche am Stölpchensee, Wannsee
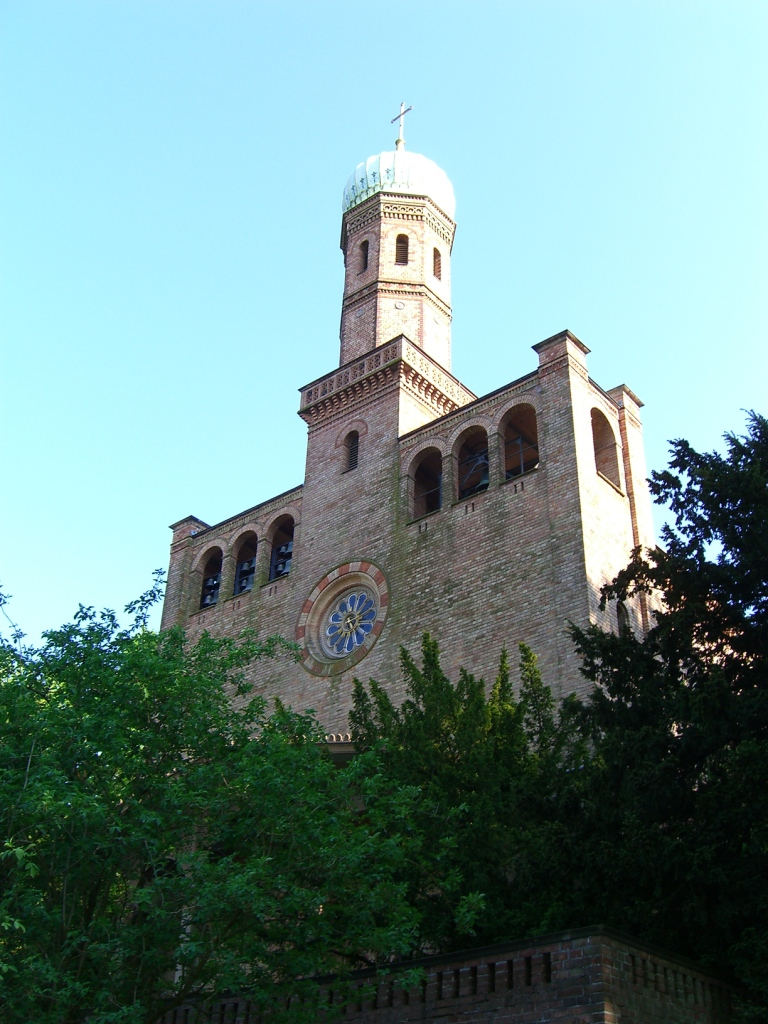
St. Peter und Paul, Wannsee
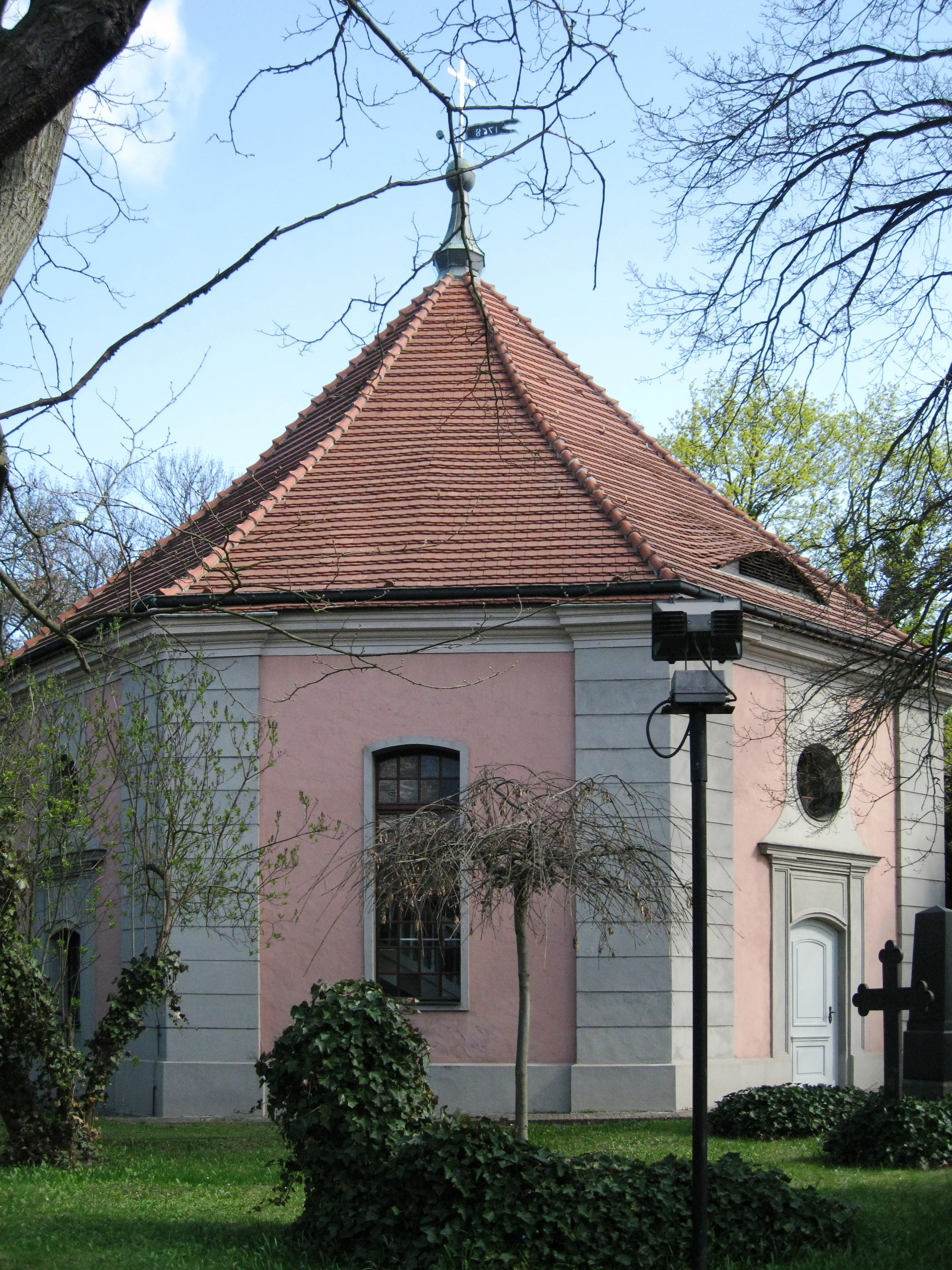
Dorfkirche Zehlendorf
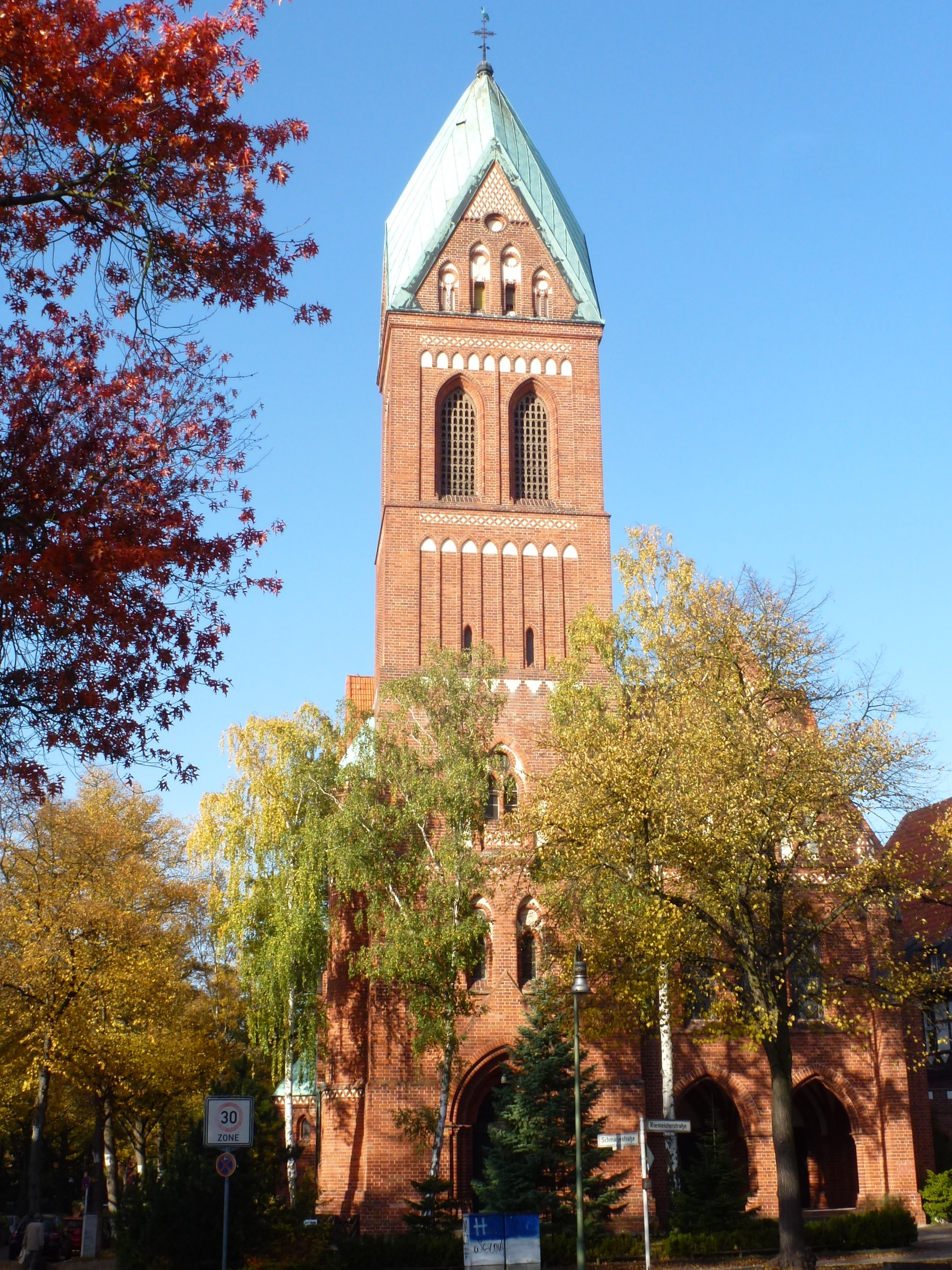
Herz-Jesu-Kirche, Zehlendorf
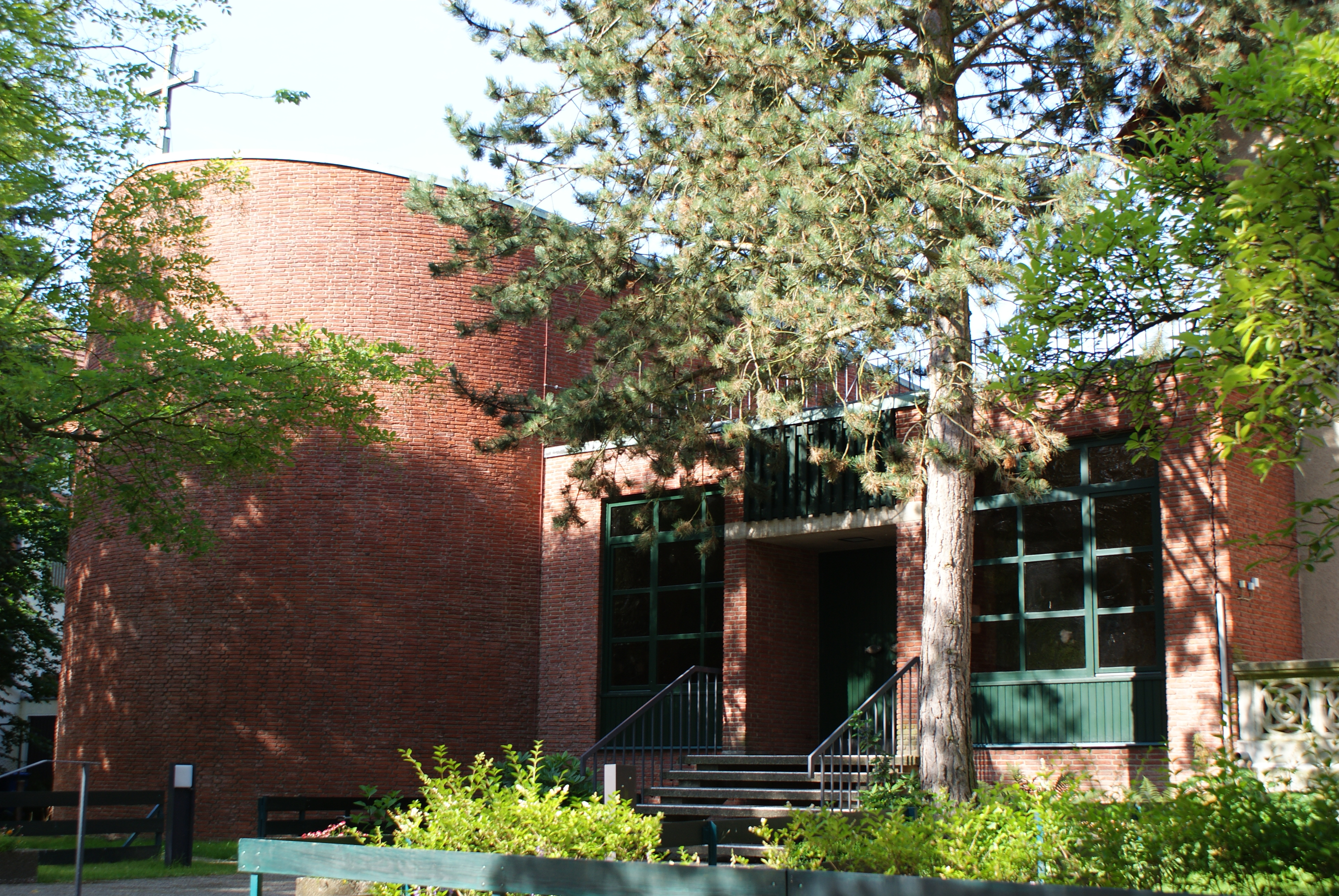
St. Marienkirche, Zehlendorf

### Bezirk Tempelhof-Schöneberg

#### Ortsteil Friedenau
- Friedenskirche – Handjerystraße, 1949–1950, evangelisch-methodistisch
- Philippus-Kirche – Stierstraße, 1959–1962, evangelisch
- Zum Guten Hirten – Friedrich-Wilhelm-Platz, 1891–1894, Baudenkmal, evangelisch

#### Ortsteil Mariendorf
- Dorfkirche Mariendorf – Alt-Mariendorf, um 1240, Baudenkmal, evangelisch
- Gemeindezentrum Mariendorf-Ost – Liviusstraße, 1964–1966, evangelisch
- Maria Frieden – Kaiserstraße, erster Bau 1919, zweiter Bau 1934, Neubau 1968–1969, Baudenkmal, katholisch
- Martin-Luther-Gedächtniskirche – Kaiserstraße/Rathausstraße/Riegerzeile, 1933–1935, Baudenkmal, evangelisch
- Nathan-Söderblom-Haus, 1959, evangelisch
- St. Fidelis – Röblingstraße, erster Bau 1926–1927, Neubau 1948–1953, katholisch

#### Ortsteil Marienfelde
- Dorfkirche Marienfelde – Alt-Marienfelde, um 1240, Baudenkmal, evangelisch
- St. Alfons – Emilienstraße/Beyrodtstraße, 1931–1932, katholisch
- Vom Guten Hirten – Marienfelde, Malteserstraße, 1903–1905, Baudenkmal, katholisch

#### Ortsteil Lichtenrade
- Dietrich-Bonhoeffer-Kirche – Rackebüller Weg, 1955/1956 und 1958, evangelisch
- Dorfkirche Lichtenrade – Alt-Lichtenrade, um 1300, Baudenkmal, evangelisch
- Salvator-Kirche – Bahnhofstraße/Pfarrer-Lütkehaus-Platz 1, 1932–1933, katholisch
- Zu den heiligen Märtyrern von Afrika – Schwebelstraße, 1976–1977, Baudenkmal, katholisch, ab 2008 Pfingstgemeinde

#### Ortsteil Schöneberg
- Apostel-Paulus-Kirche – Akazienstraße/Grunewaldstraße, 1892–1894, Baudenkmal, evangelisch
- Baptistenkirche – Hauptstraße, 1970, baptistisch
- Dorfkirche Schöneberg – Hauptstraße, 1764–1766, Baudenkmal, evangelisch
- Königin-Luise-Gedächtniskirche – Gustav-Müller-Platz, 1910–1912, Baudenkmal, evangelisch
- Lutherkirche – Bülowstraße/Dennewitzplatz, 1891–1894, Baudenkmal, evangelisch, Stätte der American Church in Berlin
- Michaelskirche – Eythstraße/Bessemerstraße, 1955, Baudenkmal, evangelisch
- Nathanael-Kirche – Grazer Platz, 1902–1903, Baudenkmal, evangelisch
- Neuapostolische Kirche – Erfurter Straße – 1926–28, neuapostolisch
- Paul-Gerhardt-Kirche – Hauptstraße, erster Bau 1908–1910, Neubau 1958–1962, Baudenkmal, evangelisch
- St. Elisabeth – Kolonnenstraße, 1910–1911, Baudenkmal, katholisch
- St. Konrad – Rubensstraße, 1956–1957, Baudenkmal, katholisch
- St. Matthias – Winterfeldtplatz, 1893–1896, Baudenkmal, katholisch
- St. Norbert – Dominicusstraße, 1913–1918, modernisierender Umbau 1958–1962, Baudenkmal, katholisch
- Zum Heilsbronnen – Heilbronner Straße, 1910–1913, Baudenkmal, evangelisch
- Zwölf-Apostel-Kirche – An der Apostelkirche/Kurfürstenstraße, 1871–1874, Baudenkmal, evangelisch

#### Ortsteil Tempelhof
- Christi-Auferstehungs-Kirche – Schwanheimer Straße, 1956, früher evangelisch, heute serbisch-orthodox
- Dorfkirche Tempelhof – Reinhardtplatz/Parkstraße, um 1250, Baudenkmal, evangelisch
- Glaubenskirche – Friedrich-Franz-Straße/Kaiserin-Augusta-Straße, 1914–1915, Baudenkmal, evangelisch
- Herz-Jesu-Kirche – Friedrich-Wilhelm-Straße, 1898, Baudenkmal, katholisch
- Kirche auf dem Tempelhofer Feld – Wolffring/Badener Ring, 1927–1928, Baudenkmal, evangelisch
- Kirche der Evangelisch-Freikirchlichen Gemeinde – Borussiastraße/Tempelhofer Damm, baptistisch
- St. Johannes Capistran – Götzstraße/Felixstraße, 1968, katholisch, 2004 abgerissen
- St. Judas Thaddäus – Bäumerplan/Loewenhardtdamm, 1958–1959, Baudenkmal, katholisch

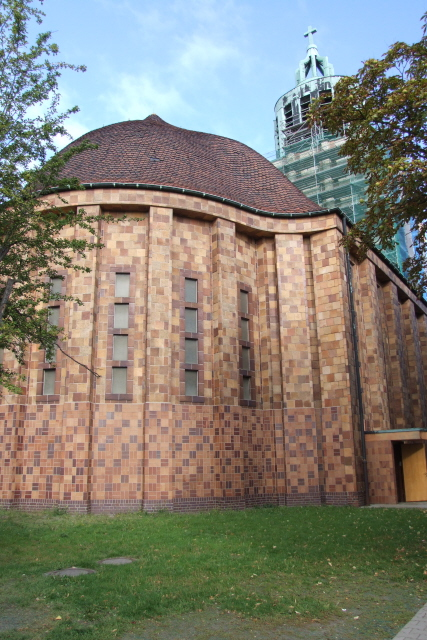
Martin-Luther-Gedächtnis-Kirche, Mariendorf
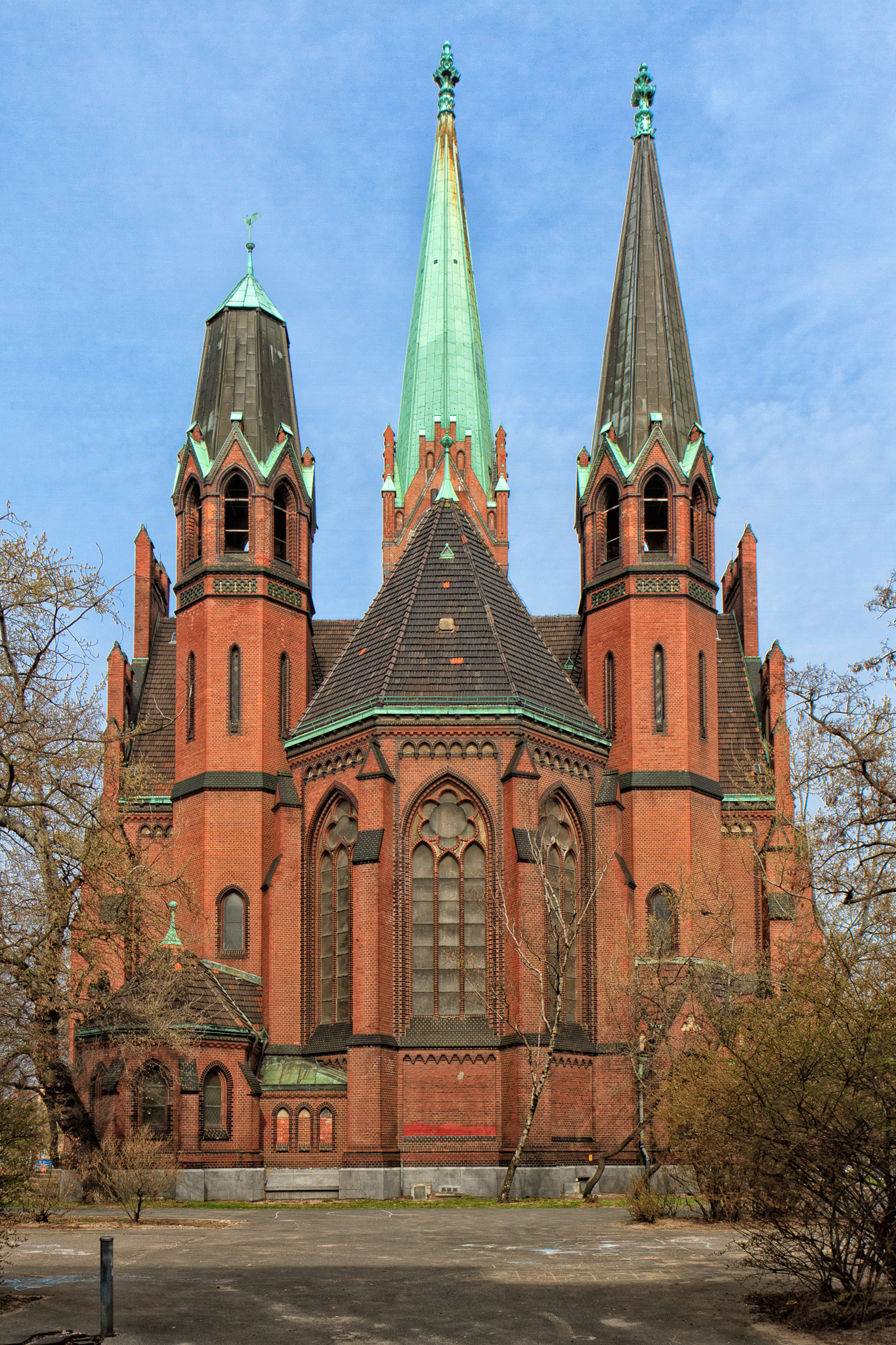
Apostel-Paulus-Kirche, Schöneberg
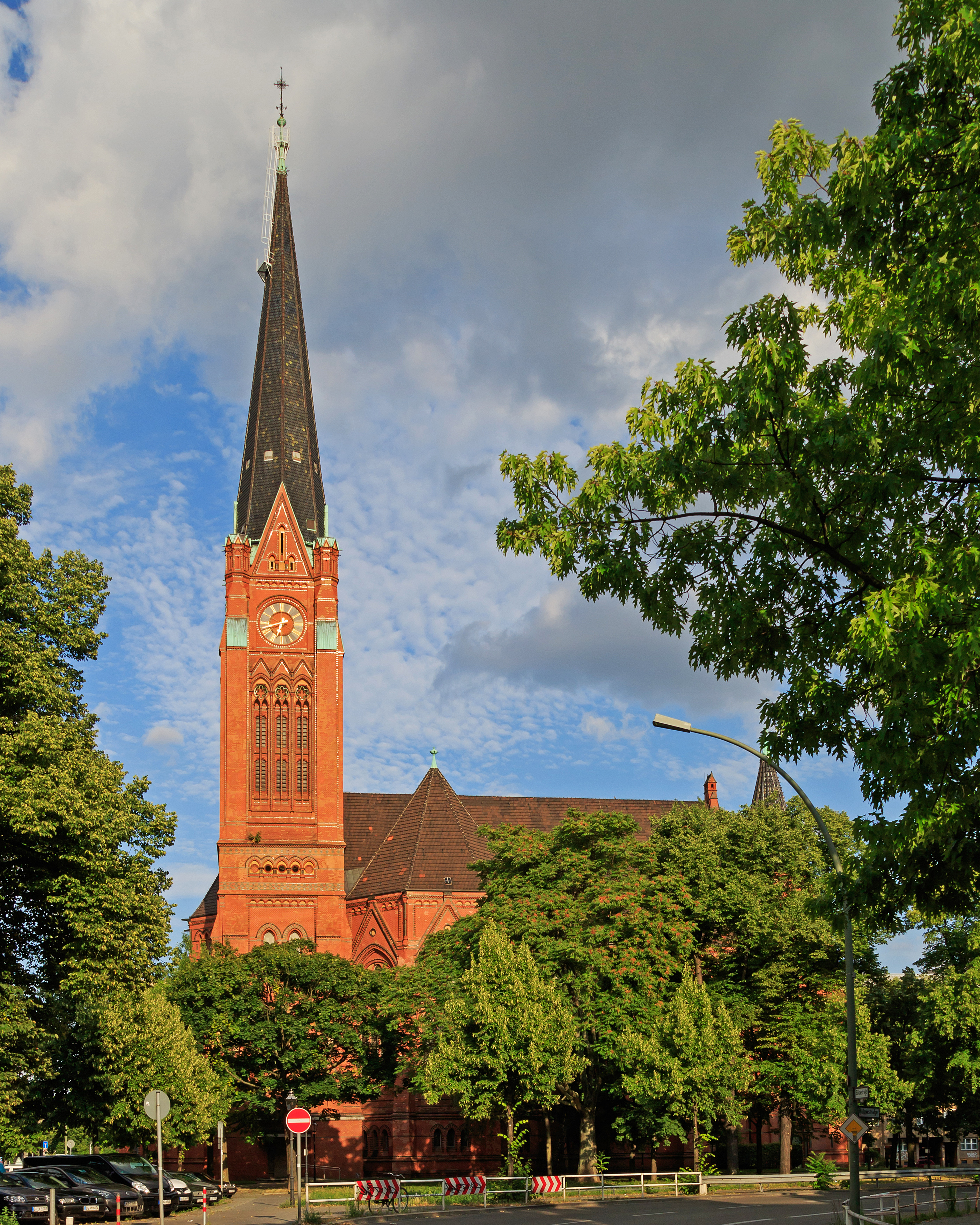
Lutherkirche, Schöneberg
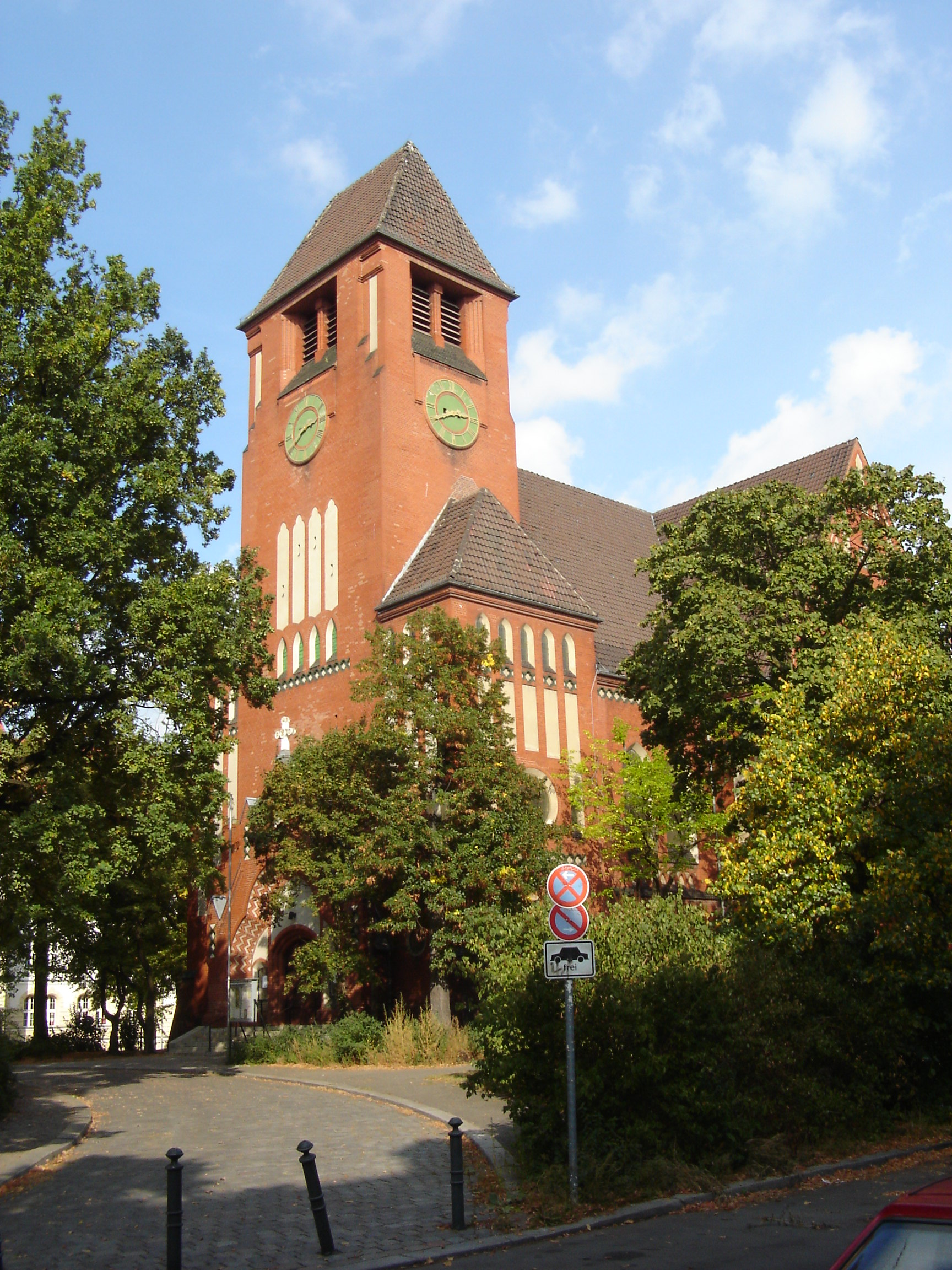
Nathanaelkirche, Schöneberg
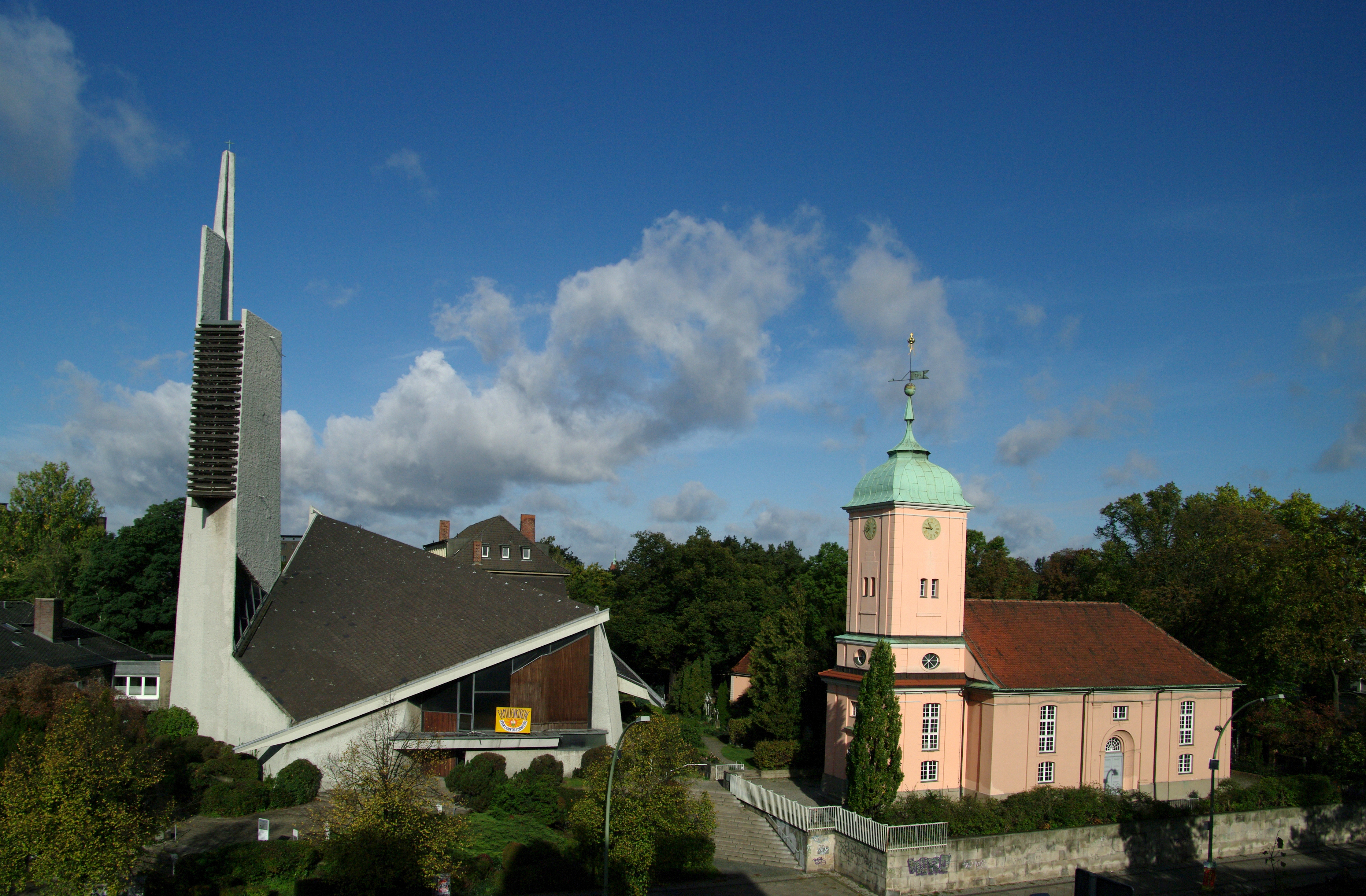
Paul-Gerhardt-Kirche und Dorfkirche Schöneberg
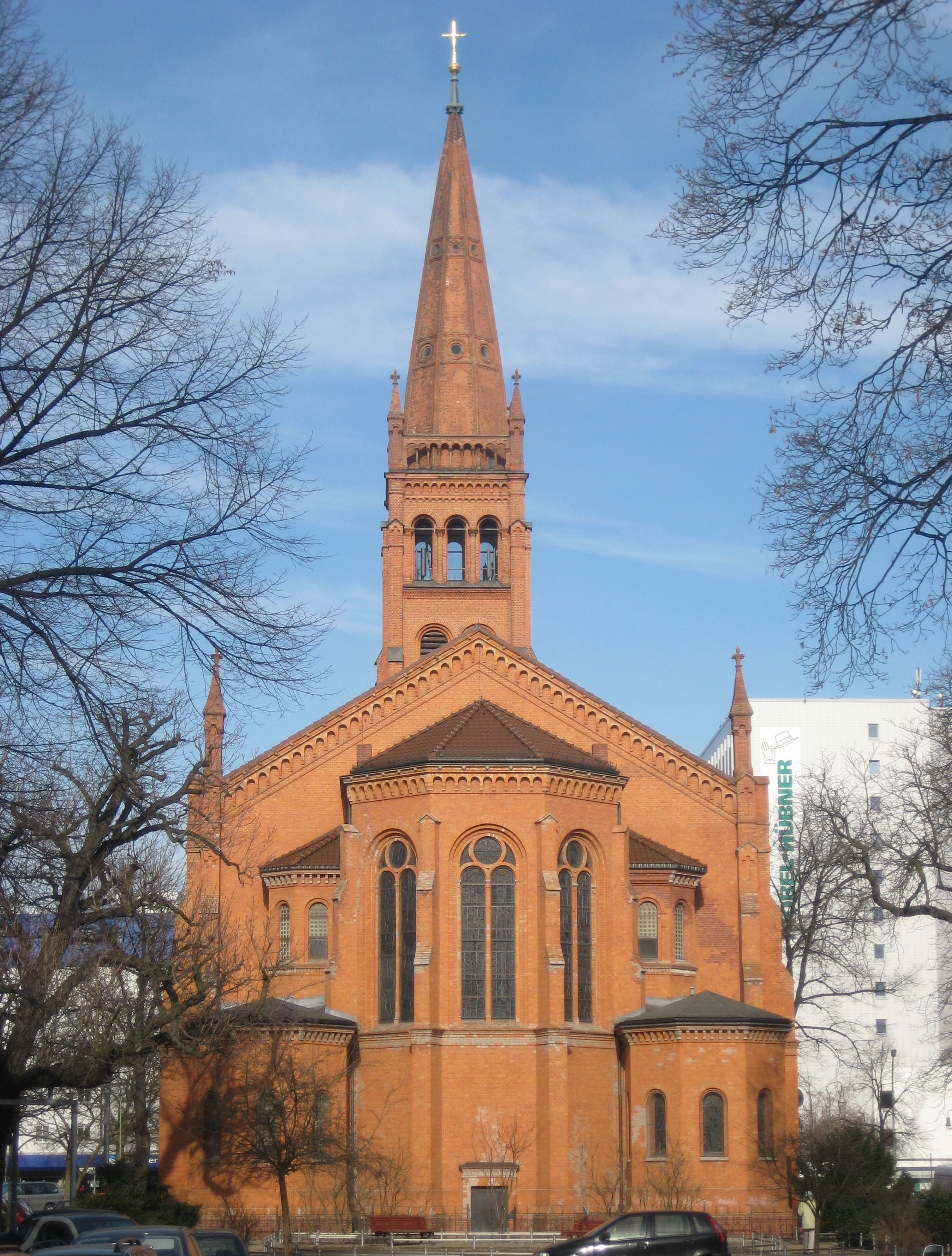
Zwölf-Apostel-Kirche, Schöneberg
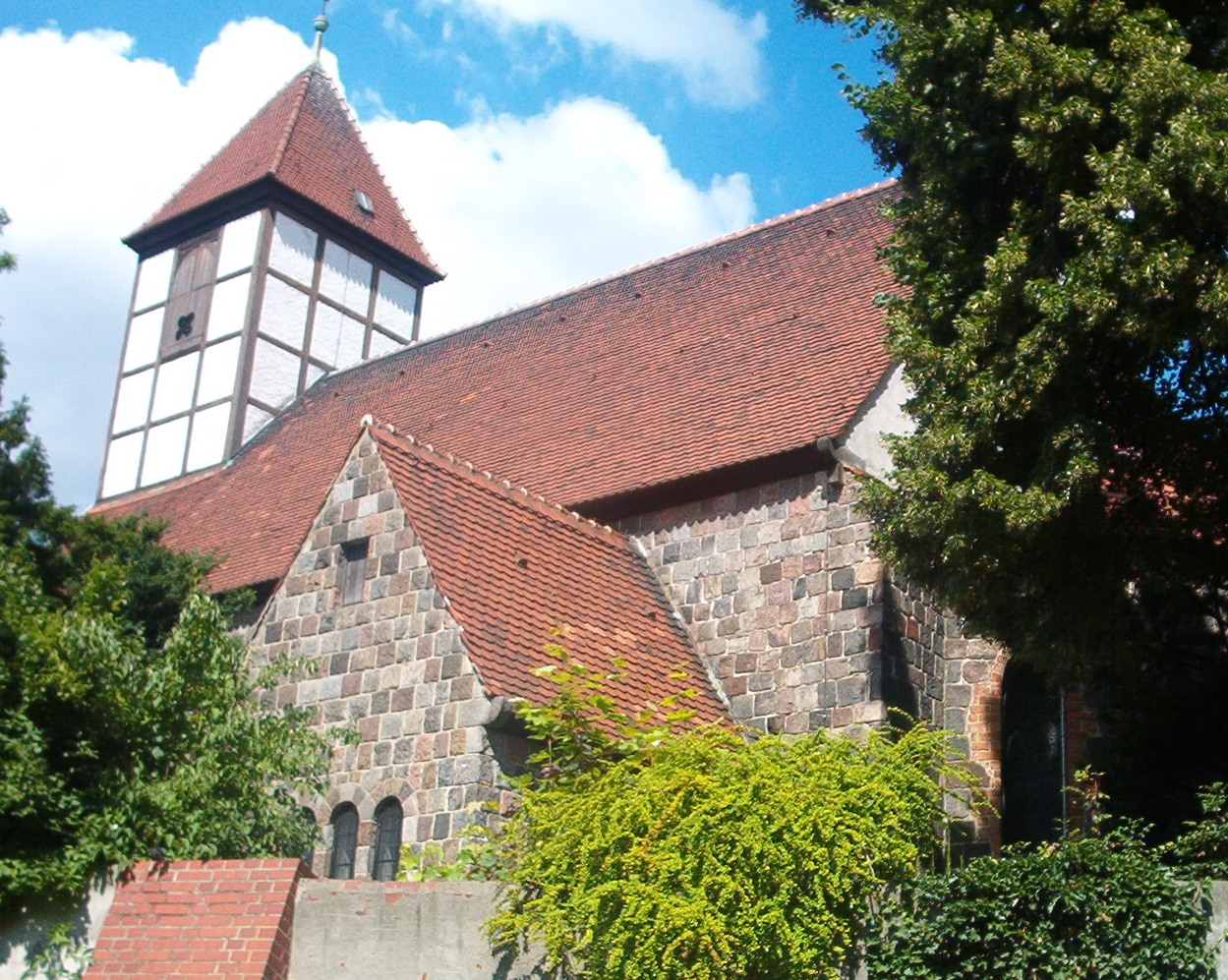
Dorfkirche Tempelhof
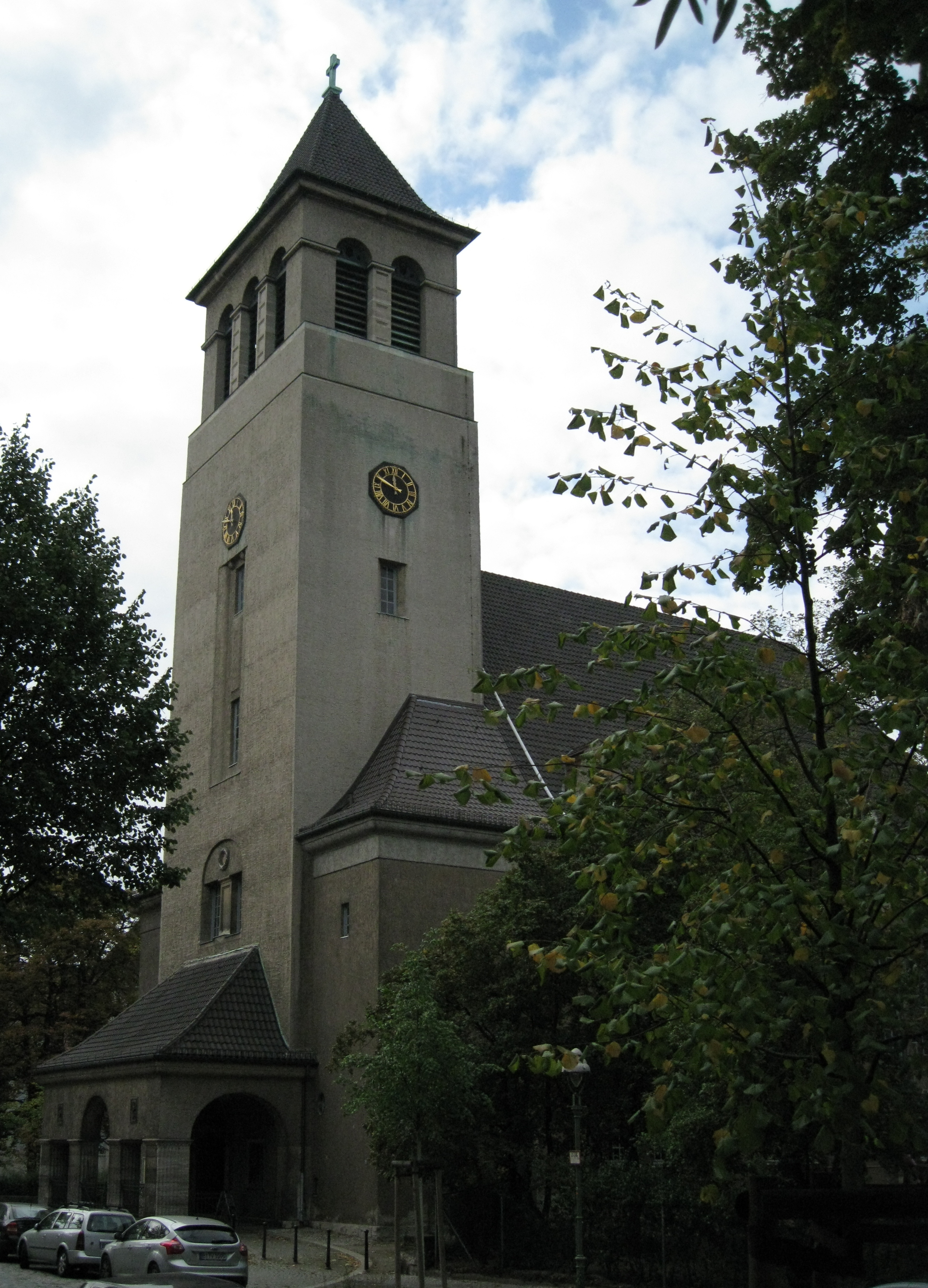
Glaubenskirche, Tempelhof
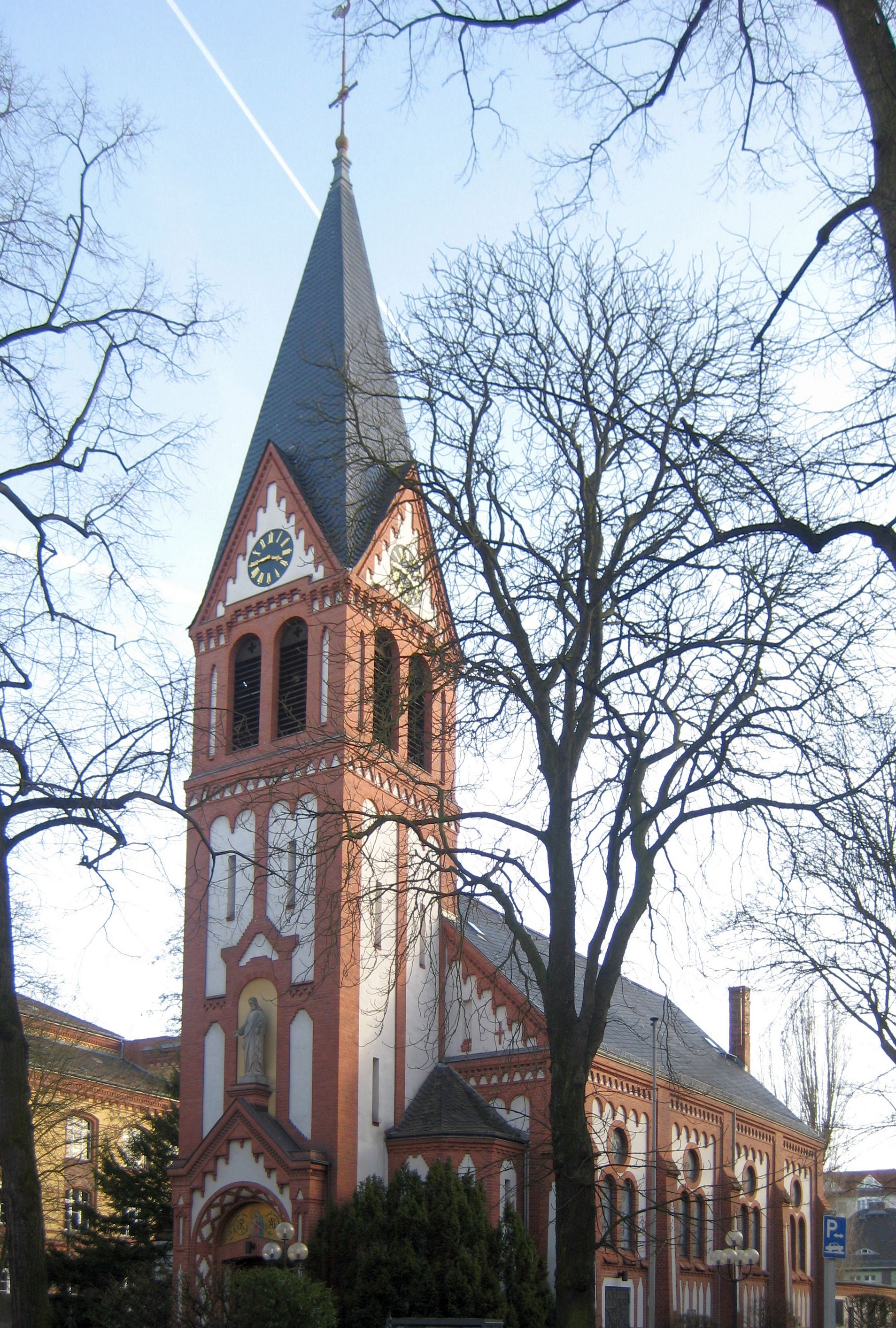
Herz-Jesu-Kirche, Tempelhof
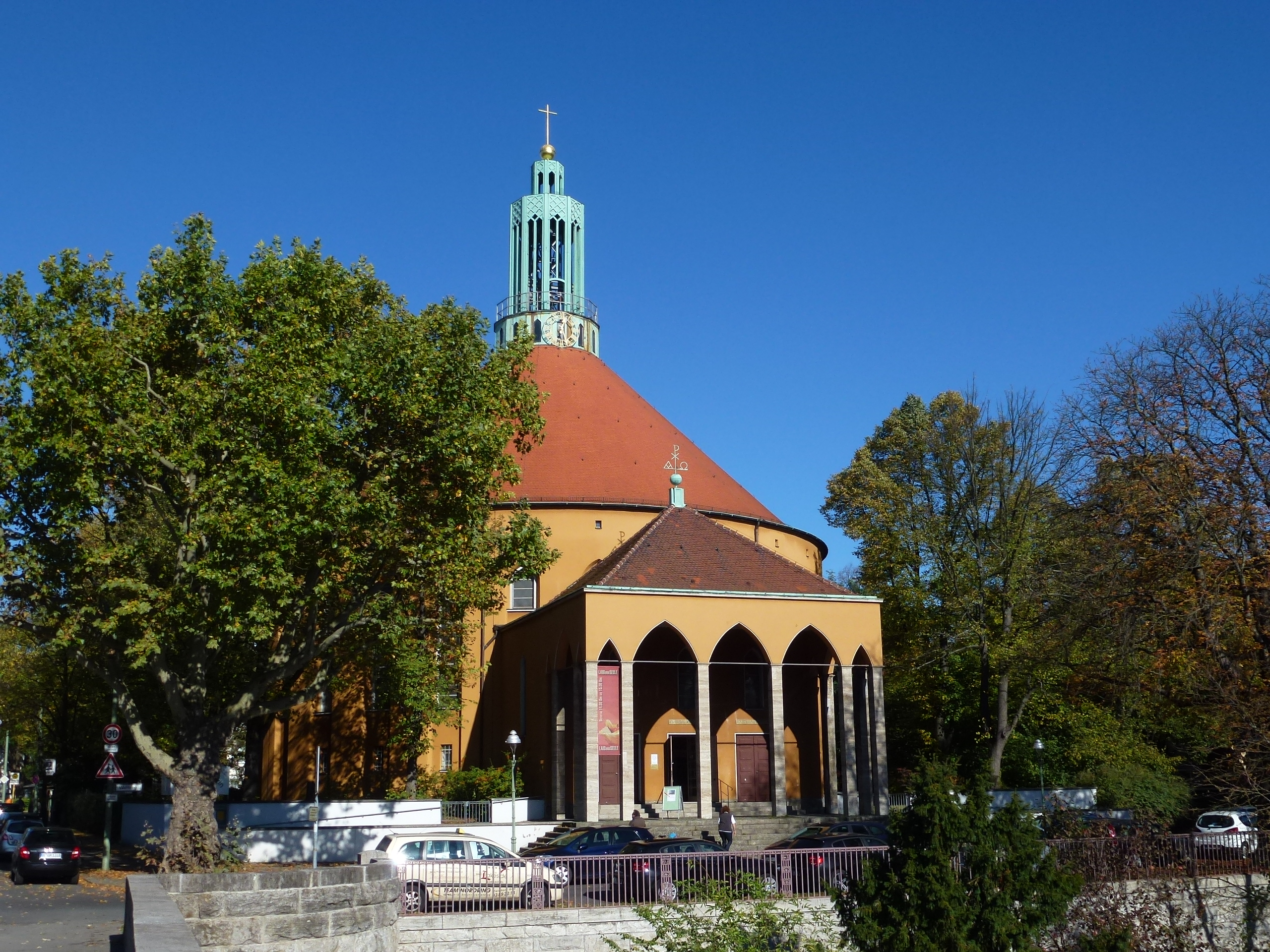
Kirche auf dem Tempelhofer Feld

### Bezirk Neukölln

#### Ortsteil Britz
- Bruder-Klaus-Kirche – Bruno-Taut-Ring/Fritz-Reuter-Allee, erster Bau 1958–1960, Neubau 1987–1989, katholisch
- Dorfkirche Britz – Backbergstraße, zweite Hälfte 13. Jahrhundert, Baudenkmal, evangelisch
- Fürbitt-Kirche – Andreasberger Straße, 1966, evangelisch
- Heiliger-Schutzengel-Kirche – Alt-Britz, 1959–1961 Baudenkmal, katholisch
- Hephatha-Kirche – Fritz-Reuter-Allee, 1954–1955, evangelisch
- Johann-Christoph-Blumhardt-Kirche – Buckower Damm/Schlosserweg, 1963–1964, evangelisch
- Neuapostolische Kirche – Backbergstraße, neuapostolisch

#### Ortsteil Buckow
- Dorfkirche Buckow – Alt-Buckow, 1246–1255, Baudenkmal, evangelisch
- Gemeindezentrum Neu-Buckow – Marienfelder Chaussee 66, 1963–1964, evangelisch
- St. Theresia vom Kinde Jesu – Warmensteinacher Straße/Töpchiner Weg, 1967, katholisch

#### Ortsteil Gropiusstadt
- Dreieinigkeitskirche – Lipschitzallee, 1969–1971, evangelisch
- Martin-Luther-King-Kirche – Johannisthaler Chaussee, 1966–1968, evangelisch
- St.-Dominicus-Kirche – Lipschitzallee/Hugo-Heimann-Straße, 1976–1977, katholisch

#### Ortsteil Neukölln
- Bethlehemskirche – Richardplatz/Schudomastraße, 15. Jahrhundert als Dorfkirche Rixdorf, neuer Name seit 1887, Baudenkmal, böhmisch-lutherisch
- Evang.-Freikirchliche Gemeinde – Hertzbergstraße, 1954, baptistisch
- Gemeindehaus der Herrnhuter Brüdergemeine – Kirchgasse/Donaustraße, 1961–1962, Baudenkmal, Herrnhuter
- Genezarethkirche – Herrfurthplatz, 1903–1905, evangelisch
- Kathedralkirche St. Boris des Täufers – Hermannstraße, 1899–1900 als Friedhofskapelle, bulgarisch-orthodox
- Magdalenenkirche – Karl-Marx-Straße/Kirchhofstraße, 1877–1879, Baudenkmal, evangelisch
- Martin-Luther-Kirche – Fuldaer Straße, 1907–1910, Baudenkmal, evangelisch
- Nikodemuskirche – Nansenstraße, 1912–1913, Baudenkmal, evangelisch
- Pauluskirche, Kranoldplatz, evangelisch-lutherisch
- Philipp-Melanchthon-Kirche – Kranoldstraße/Hertastraße, 1914–1916, Baudenkmal, evangelisch
- St.-Christophorus-Kirche – Nansenstraße, 1929–1932, Baudenkmal, katholisch
- St.-Clara-Kirche – Bornsdorfer Straße/Briesestraße, 1896–1897, Baudenkmal, katholisch
- St.-Eduard-Kirche – Kranoldstraße, 1906–1907, Baudenkmal, katholisch
- St.-Johannes-Basilika – Lilienthalstraße, 1895–1897, Baudenkmal, katholisch
- St.-Richard-Kirche – Braunschweiger Straße/Schudomastraße, erster Bau 1930, Neubau 1975, katholisch

#### Ortsteil Rudow
- Dorfkirche Rudow – Köpenicker Straße, um 1400, Baudenkmal, evangelisch
- Philipp-Melanchthon-Kapelle – Orchideenweg, 1935, evangelisch
- St. Joseph – Alt-Rudow/Neuköllner Straße, erster Bau 1884 als „St. Joseph-Kapelle“, 1967 Neubau als Kirche, katholisch

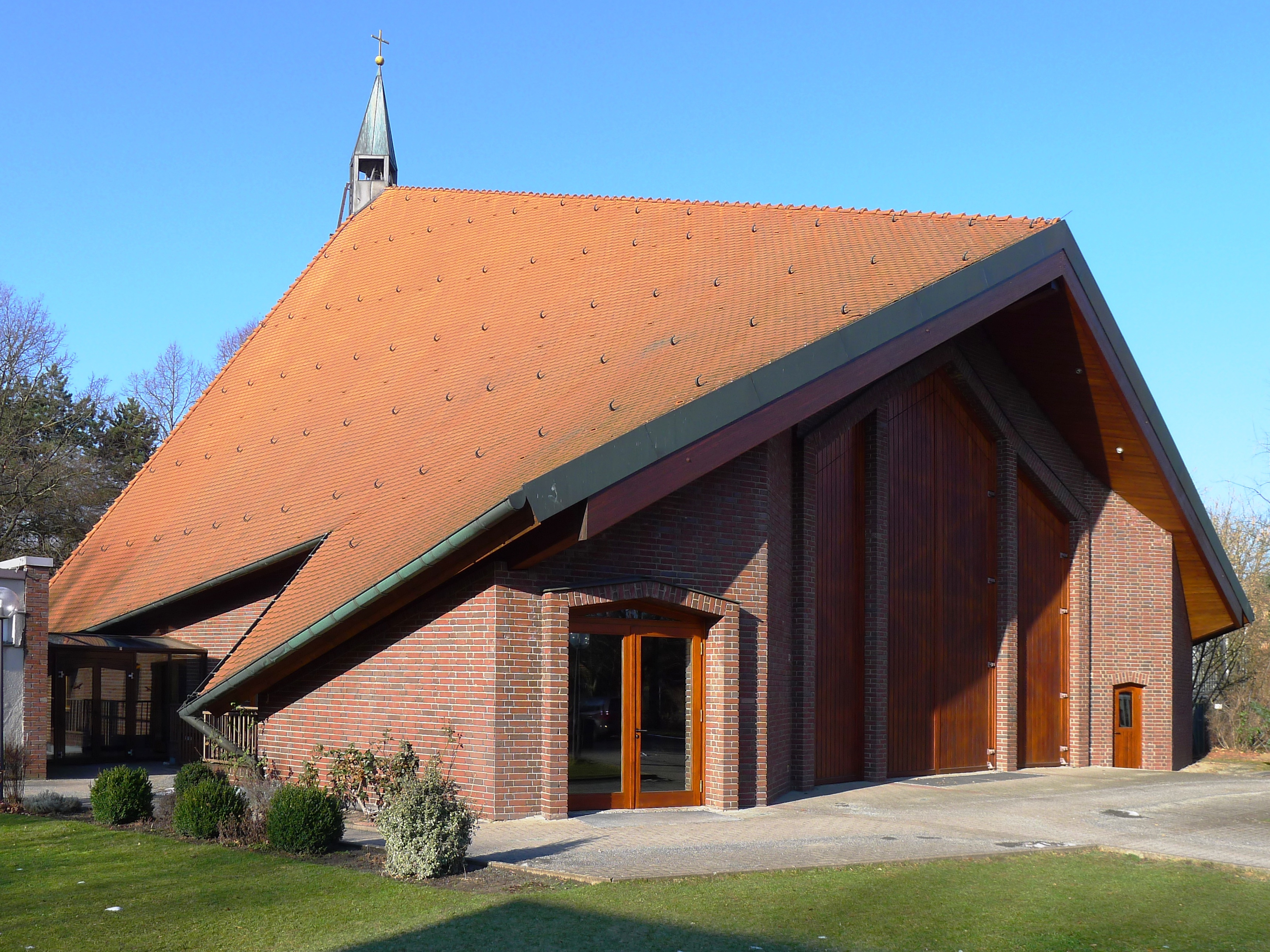
Bruder-Klaus-Kirche, Britz
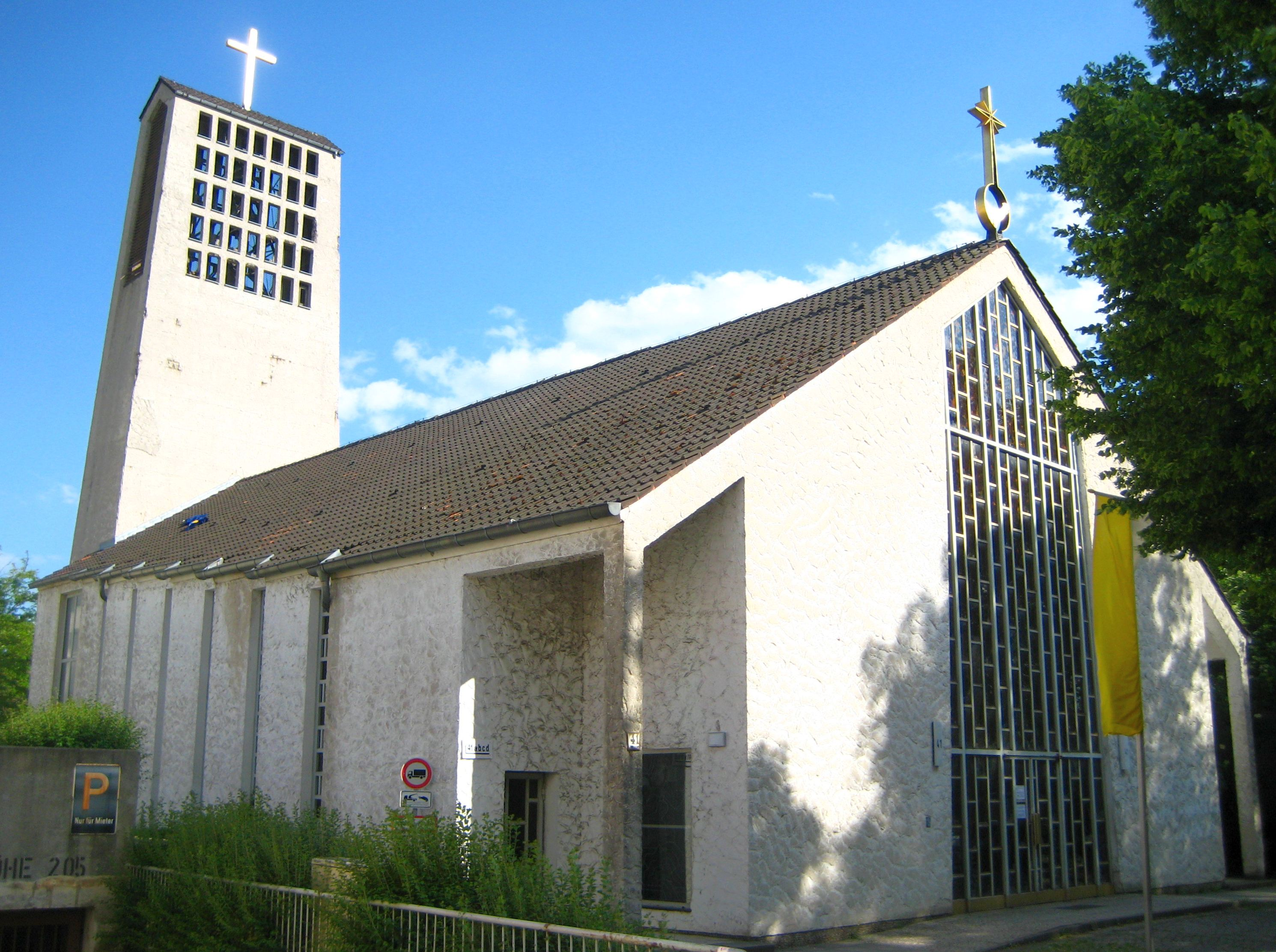
Heiliger-Schutzengel-Kirche, Britz
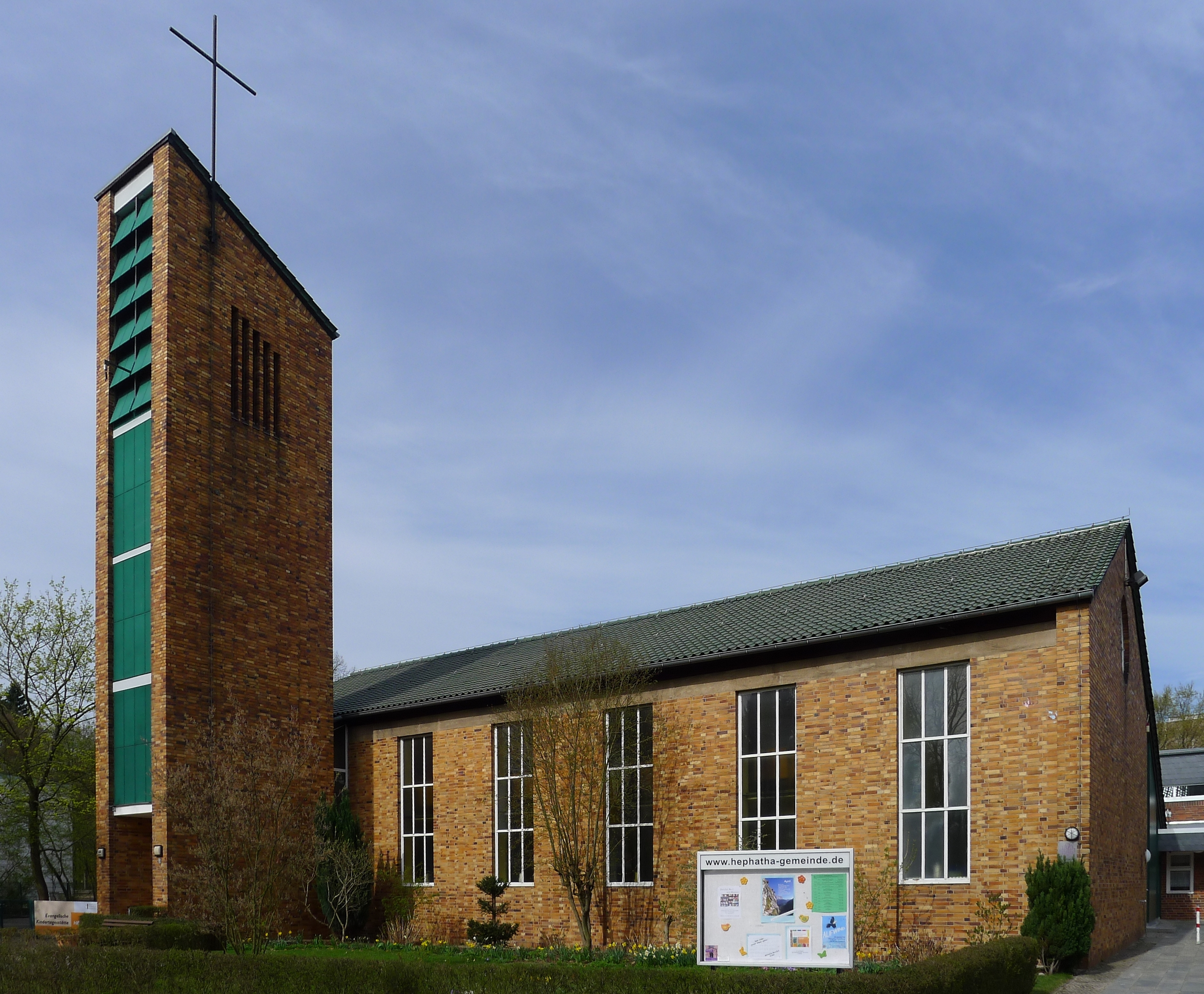
Hepatha-Kirche, Britz
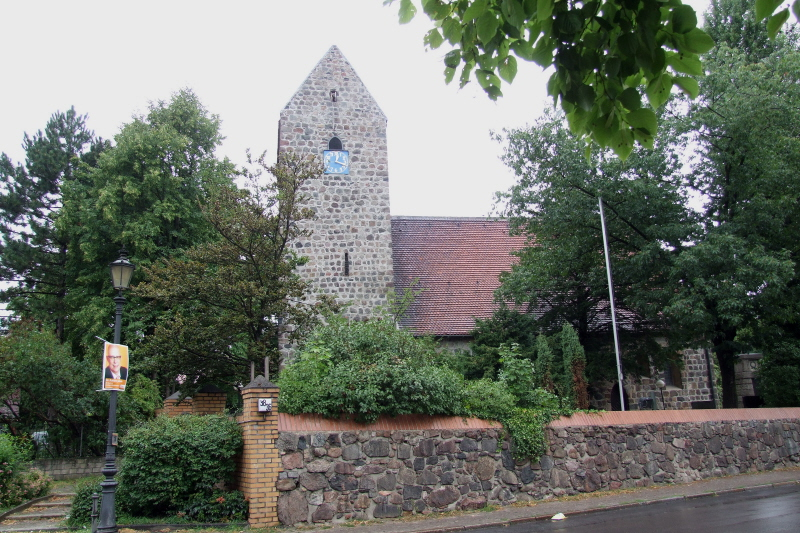
Dorfkirche Buckow
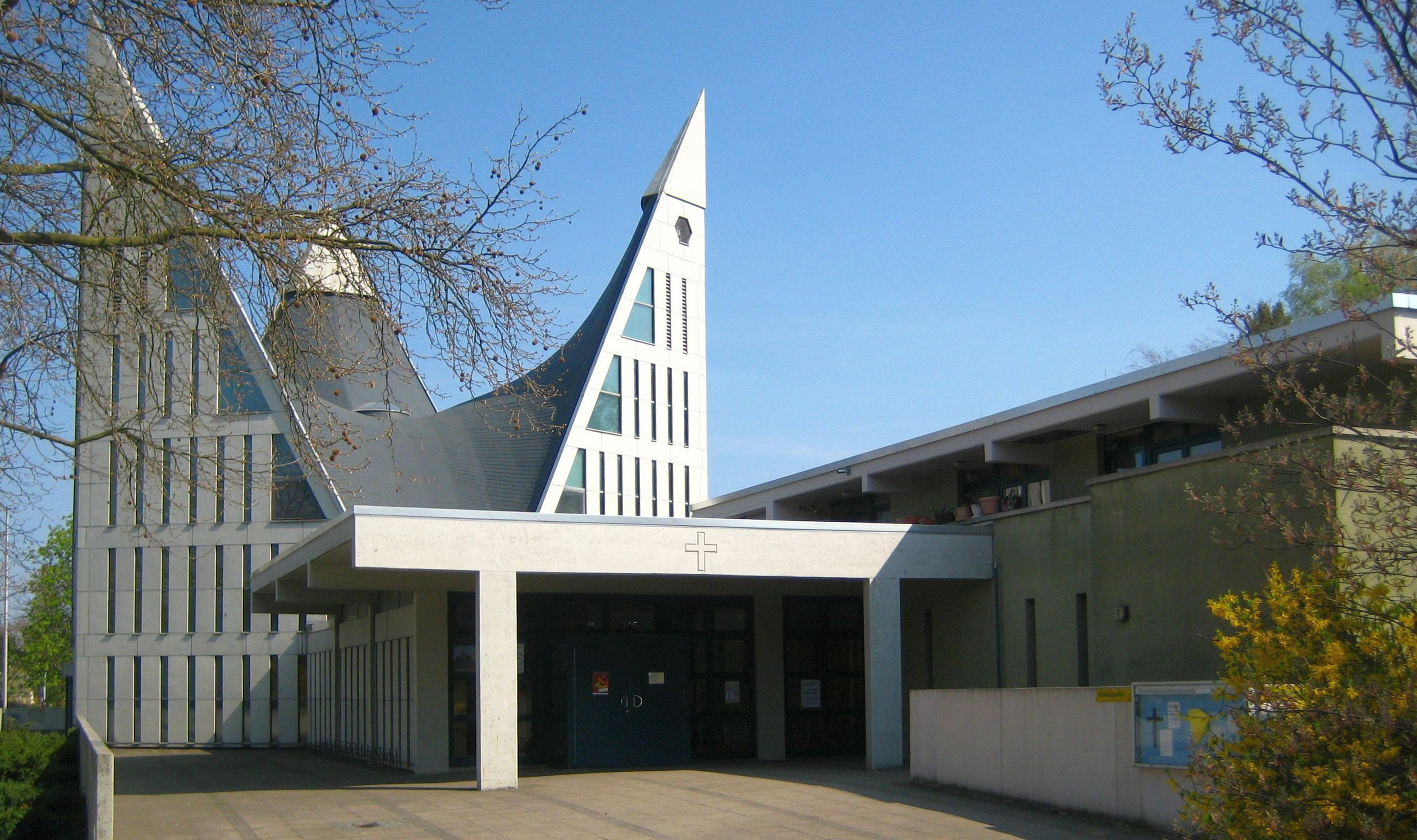
Dreieinigkeitskirche, Gropiusstadt
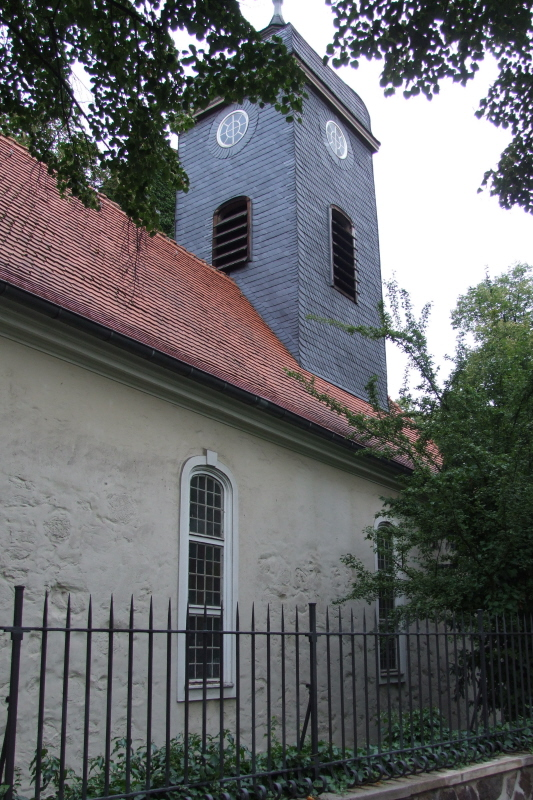
Bethlehemskirche, Neukölln
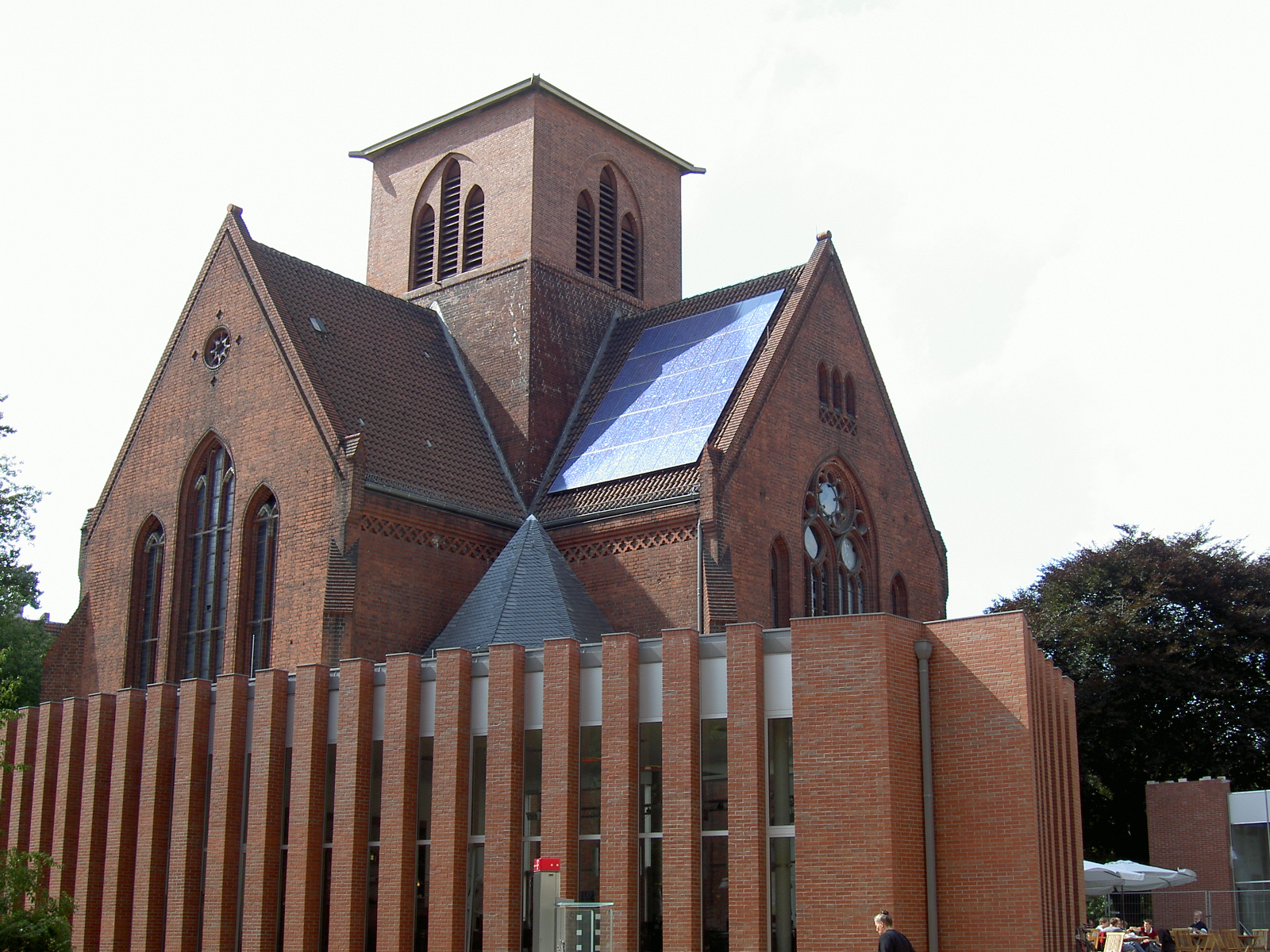
Genezarethkirche, Neukölln
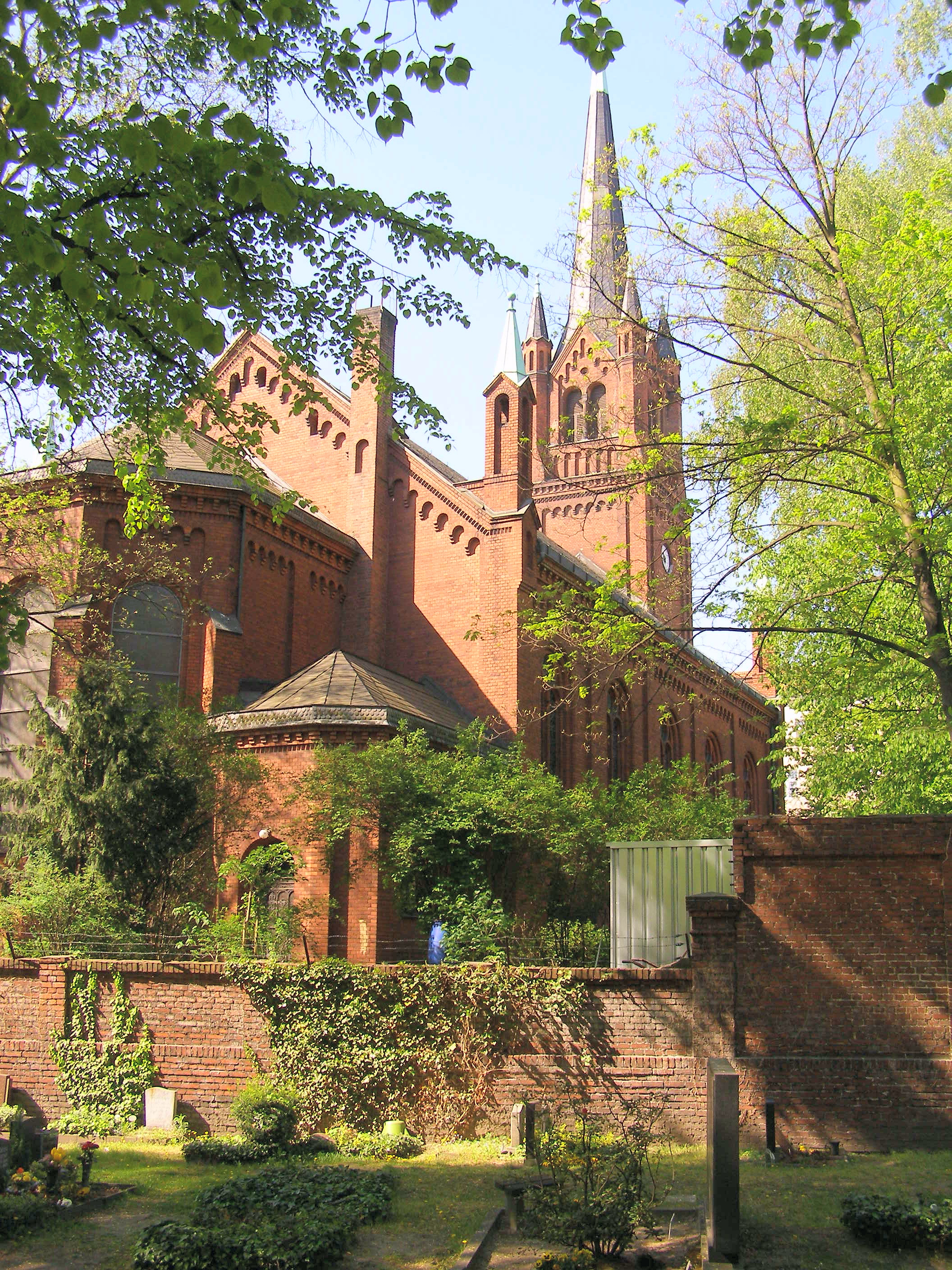
Magdalenenkirche, Neukölln
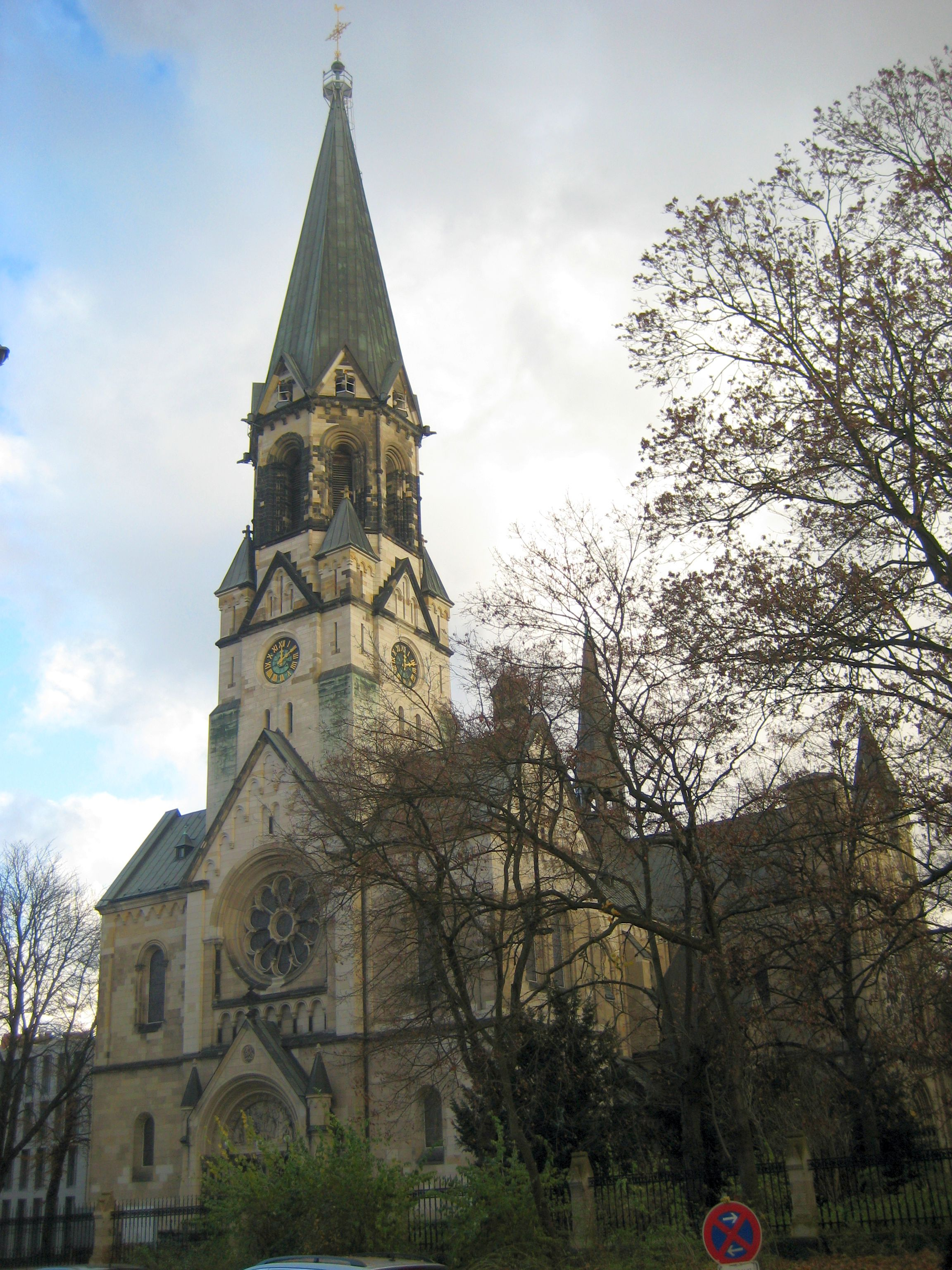
St.-Johannes-Basilika, Neukölln
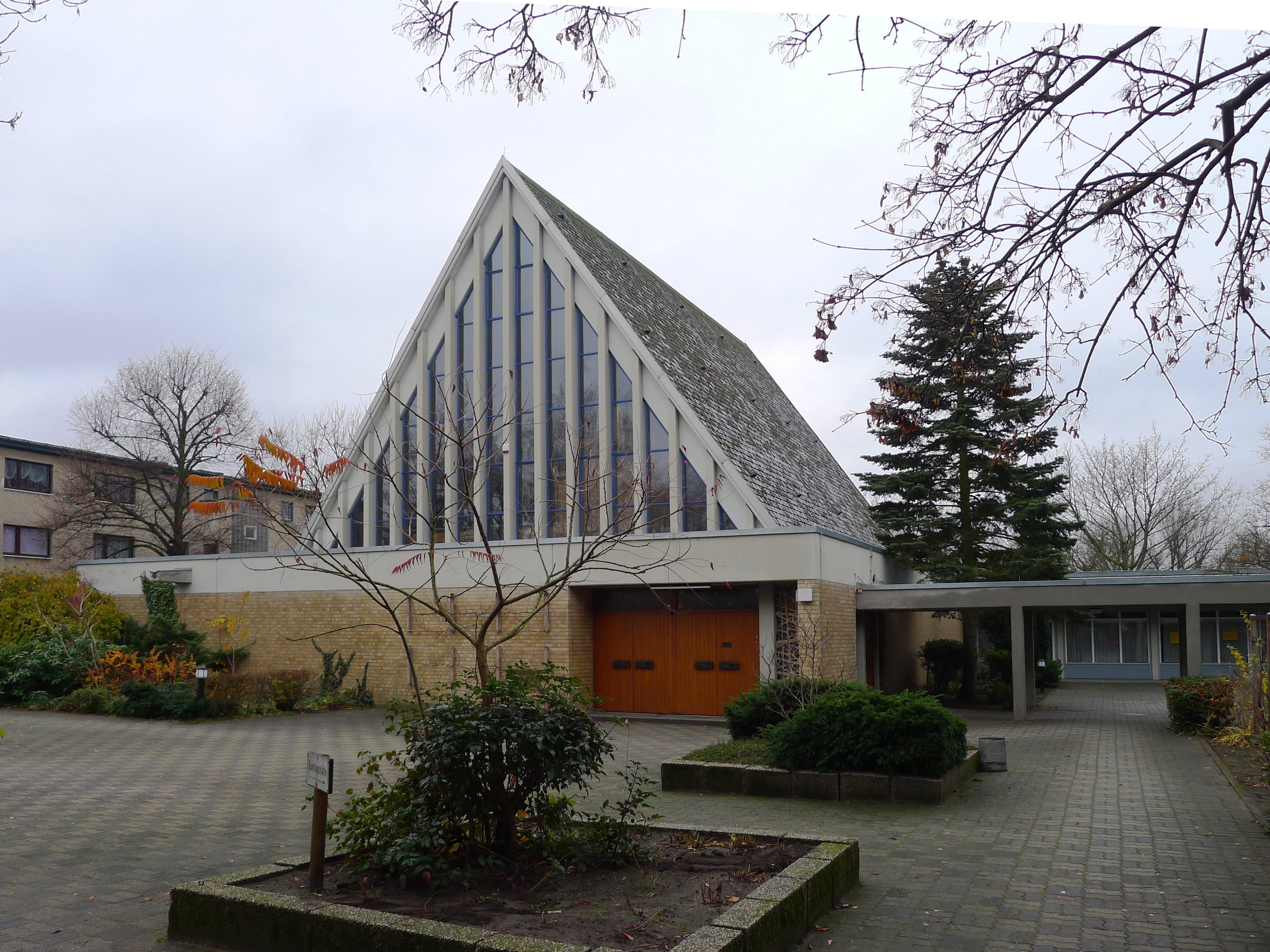
St. Joseph, Rudow

### Bezirk Treptow-Köpenick

#### Ortsteil Adlershof
- Christus König – Nipkowstraße, 1928–1931, Baudenkmal, katholisch
- Neuapostolische Kirche Adlershof – Handjerystraße 27, neuapostolisch
- Verklärungskirche – Arndtstraße/Handjerystraße, 1899–1900, Baudenkmal, evangelisch

#### Ortsteil Altglienicke
- Dorfkirche Altglienicke – Semmelweisstraße/Köpenicker Straße, erster Bau 1759, Neubau 1894–1895, Baudenkmal, evangelisch
- Maria-Hilf-Kirche – Lianenweg/Cimbernstraße, 1937, katholisch
- Werner-Sylten-Kapelle – Am Alten Friedhof 34, 1905, evangelisch

#### Ortsteil Alt-Treptow
- Bekenntniskirche – Plesserstraße, 1930–1931, Baudenkmal, evangelisch
- Neuapostolische Kirche (Berlin-Alt-Treptow) – Schmollerplatz 3, neuapostolisch

#### Ortsteil Baumschulenweg
- St.-Anna-Kirche – Frauenlobstraße, 1929–1930, katholisch
- Zum Vaterhaus – Baumschulenwegstraße/Mörikestraße, 1910–1912, Baudenkmal, evangelisch

#### Ortsteil Bohnsdorf
- Dorfkirche Bohnsdorf – Dorfplatz, 1755–1757, Baudenkmal, evangelisch
- Paul-Gerhardt-Gemeindezentrum – Reihersteg, 1936–1937, Baudenkmal, evangelisch

#### Ortsteil Friedrichshagen
- Christophoruskirche – Bölschestraße/Aßmannstraße, 1901–1903, Baudenkmal, evangelisch
- Friedenskapelle – Kluthstraße, 1891/1892, evangelisch-freikirchlich
- St. Franziskus-Kirche – Scharnweberstraße 9/10, erster Bau 1906, 1950–1952 in Anlehnung an den Originalbau wieder errichtet, Baudenkmal, katholisch

#### Ortsteil Grünau
- Friedenskirche – Kochelseestraße/Eibseestraße, 1904–1906, Baudenkmal, evangelisch

#### Ortsteil Johannisthal
- Kirche Johannisthal – Sterndamm, 1921, evangelisch
- St.-Johannes-Evangelist-Kirche – Waldstraße, 1927, katholisch

#### Ortsteil Köpenick
- Martin-Luther-Kapelle – Eitelsdorfer Straße, 1933–1934, evangelisch
- St.-Joseph-Kirche – Lindenstraße, 1898–1899, katholisch
- St.-Laurentius-Stadtkirche – Alt-Köpenick/Kirchstraße, erster Bau erste Hälfte 13. Jahrhundert, Neubau 1838–1841, Baudenkmal, evangelisch
- Schlosskirche Köpenick – Schloßinsel, 1682–1684 als Schlosskapelle, Baudenkmal, evangelisch-reformiert
- Neuapostolische Kirche Köpenick – Köpenick, Zu den sieben Raben; neuapostolisch

#### Ortsteil Müggelheim
- Dorfkirche Müggelheim – Alt-Müggelheim, 1803–1804, Baudenkmal, evangelisch

#### Ortsteil Niederschöneweide
- Friedenskirche – Grünauer Straße/Britzer Straße, 1928–1930, Baudenkmal, evangelisch

#### Ortsteil Oberschöneweide
- Christuskirche – Firlstraße, 1906–1908, Baudenkmal, evangelisch
- St.-Antonius-von-Padua-Kirche – Roedernstraße/Griechische Allee/Antoniuskirchstraße, 1906–1907, Baudenkmal, katholisch

#### Ortsteil Rahnsdorf
- Dorfkirche Rahnsdorf – Dorfstraße, erster Bau 1728, Neubau 1886–1887, Baudenkmal, evangelisch
- Heilige-Drei-Könige-Kirche – Fredersdorfer Weg, 1933–1934, katholisch
- Taborkirche – Schönblicker Straße, 1910–1911, Baudenkmal, evangelisch
- Waldkapelle Zum anklopfenden Christus – Rahnsdorf, Waldstraße, 1910, Baudenkmal, evangelisch

#### Ortsteil Schmöckwitz
- Dorfkirche Schmöckwitz – Alt-Schmöckwitz, 1798–1799, Baudenkmal, evangelisch

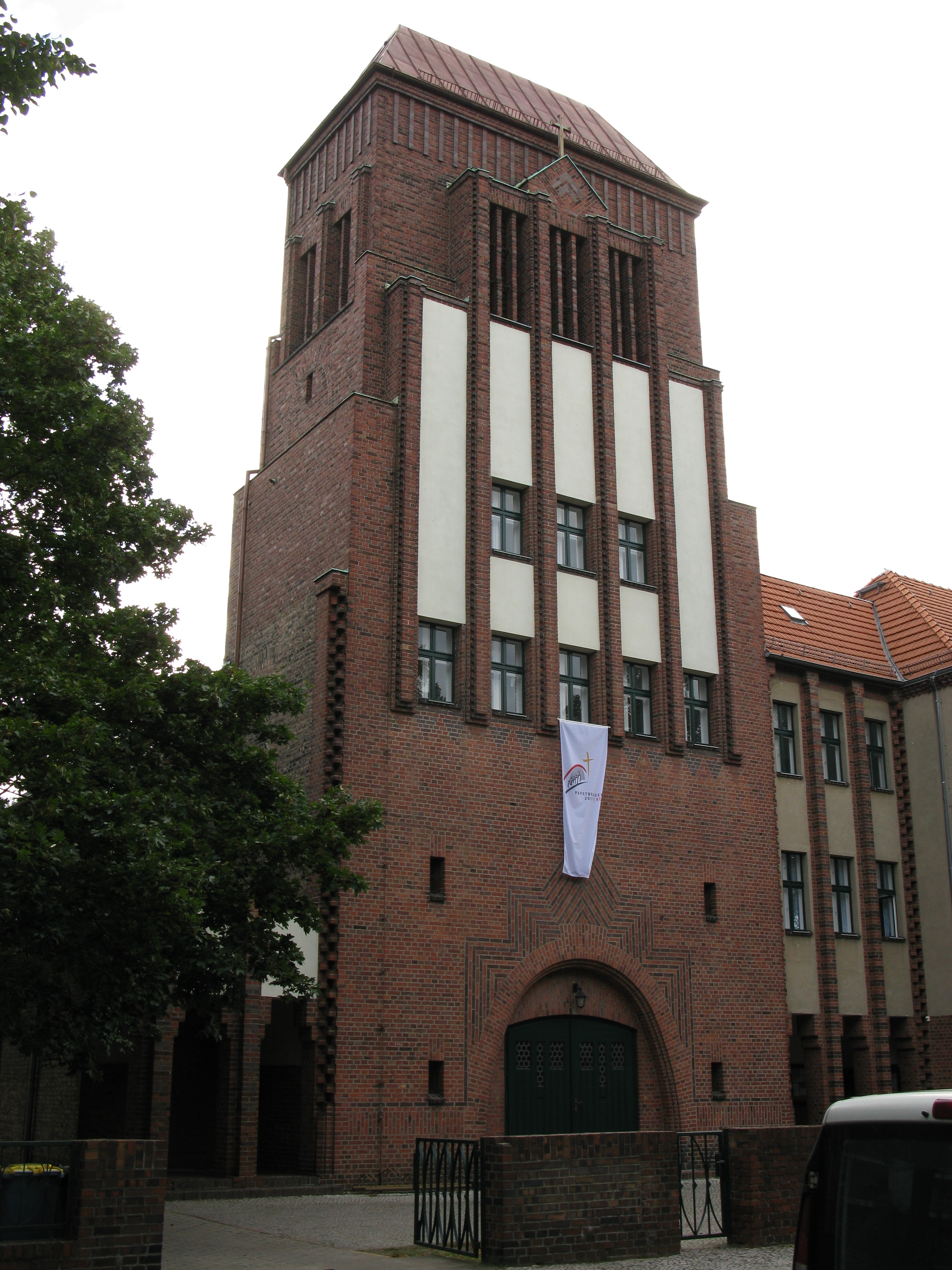
Christus König, Adlershof
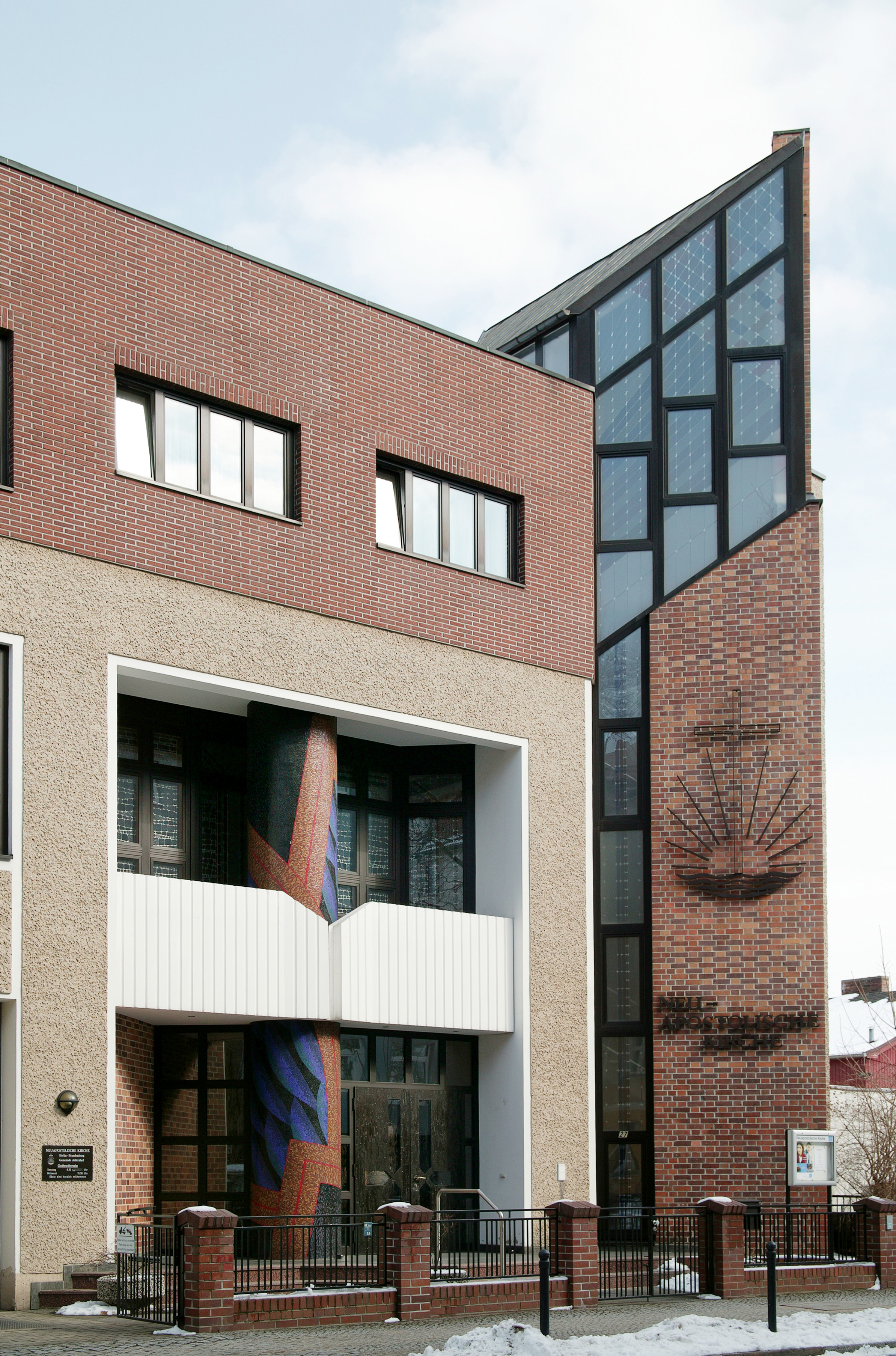
Neuapostolische Kirche, Adlershof
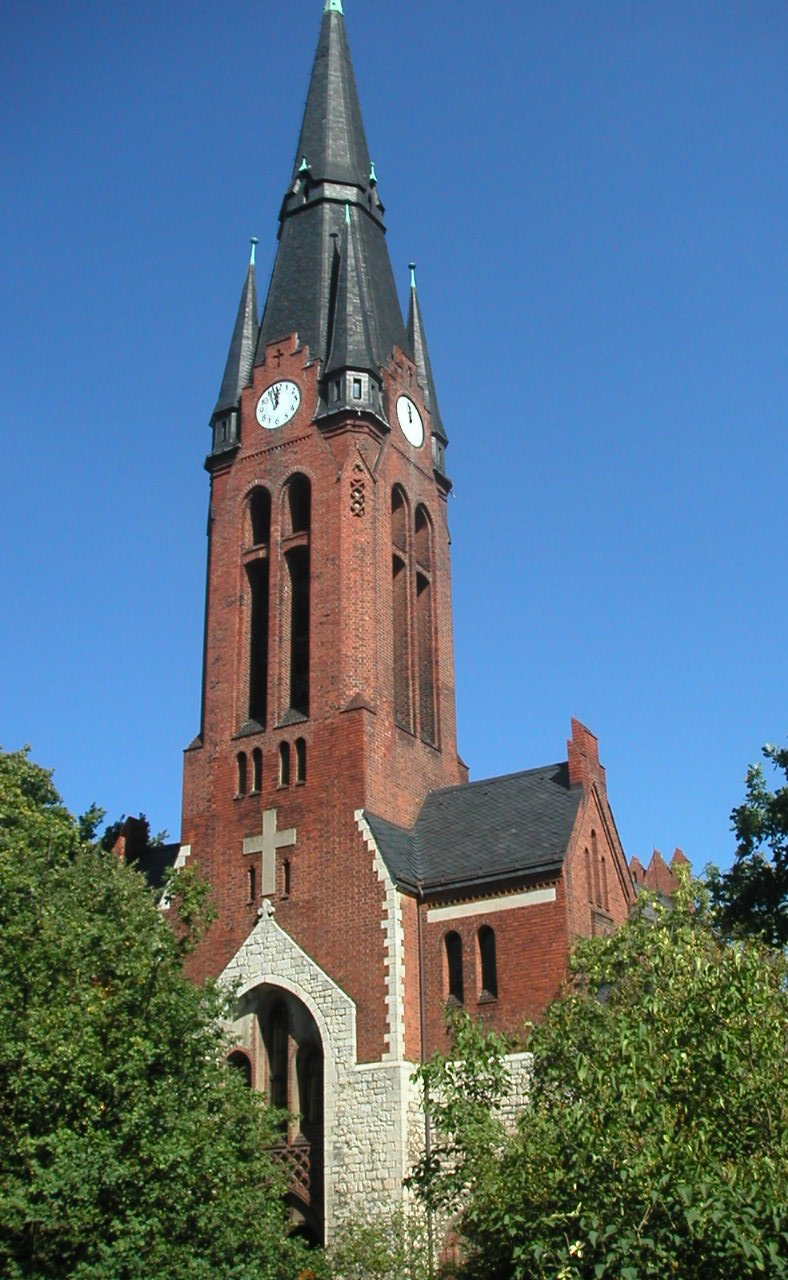
Verklärungskirche, Adlershof
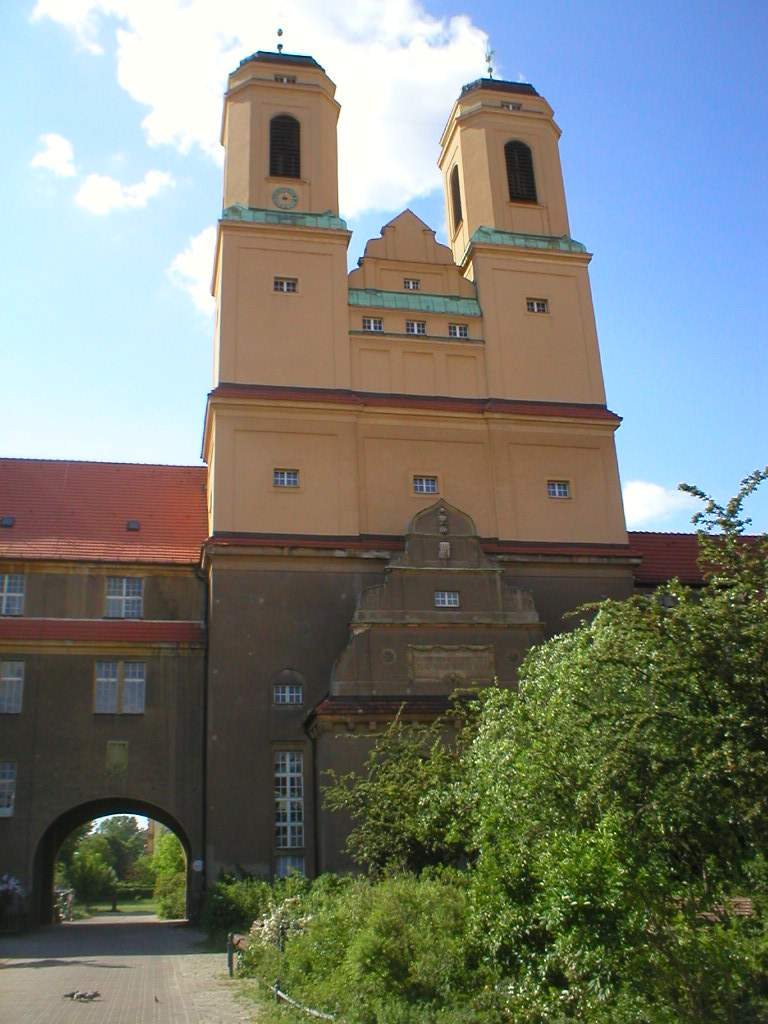
Zum Vaterhaus, Baumschulenweg
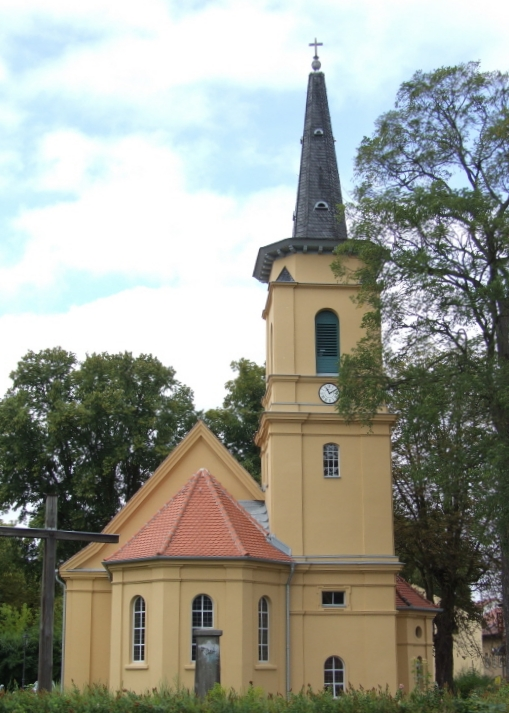
Dorfkirche Bohnsdorf
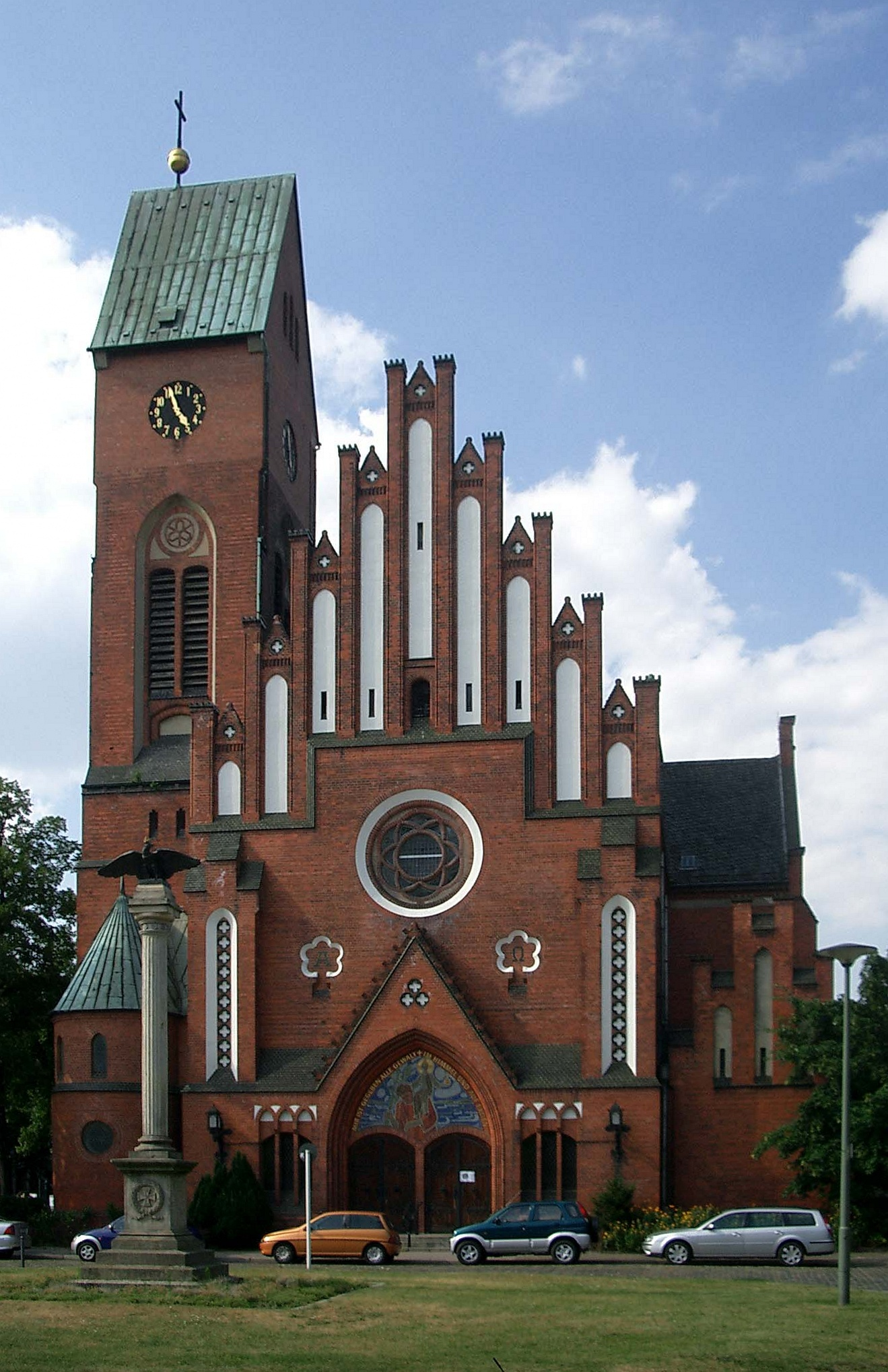
Christophoruskirche, Friedrichshagen
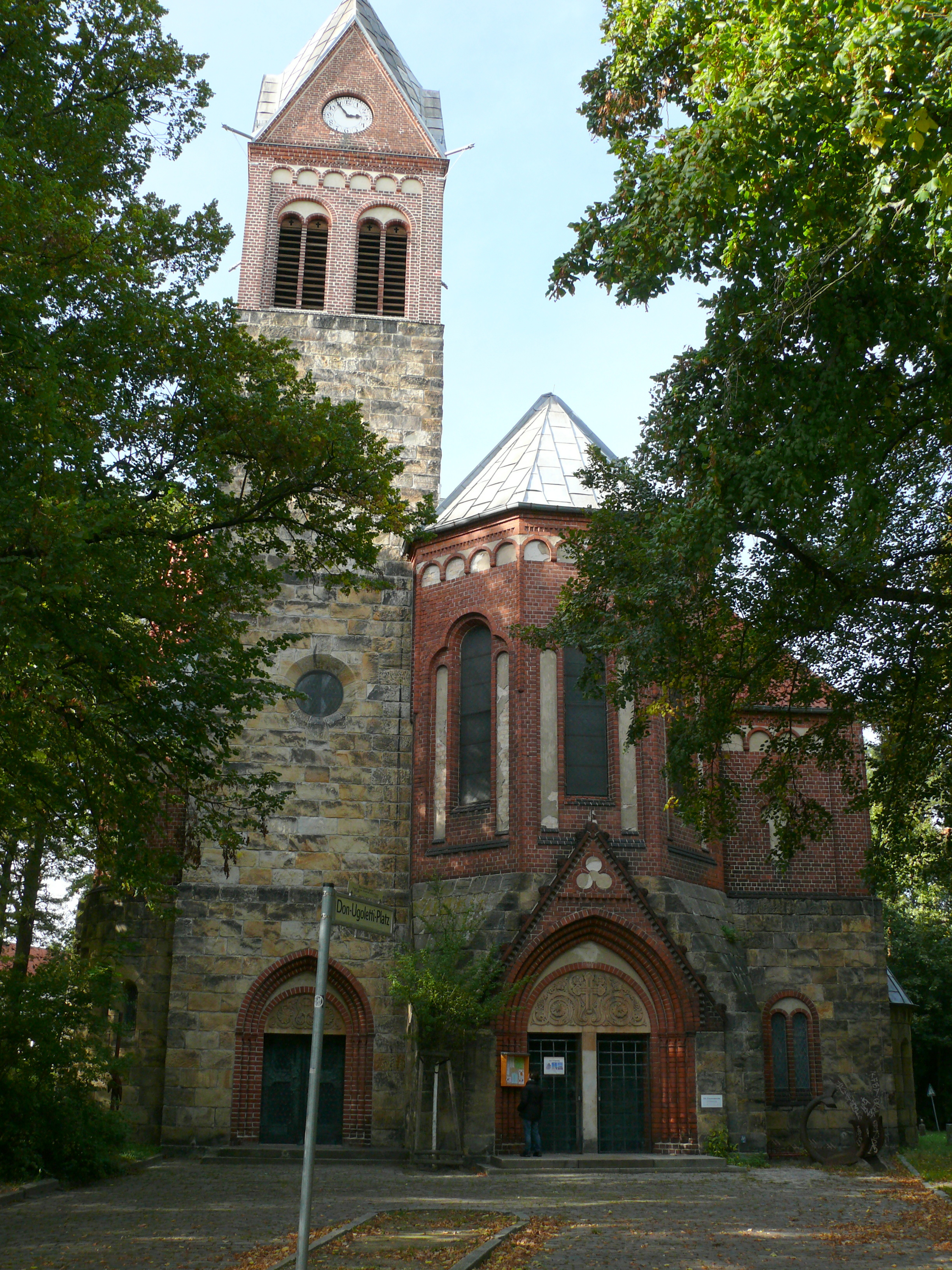
Friedenskirche, Grünau
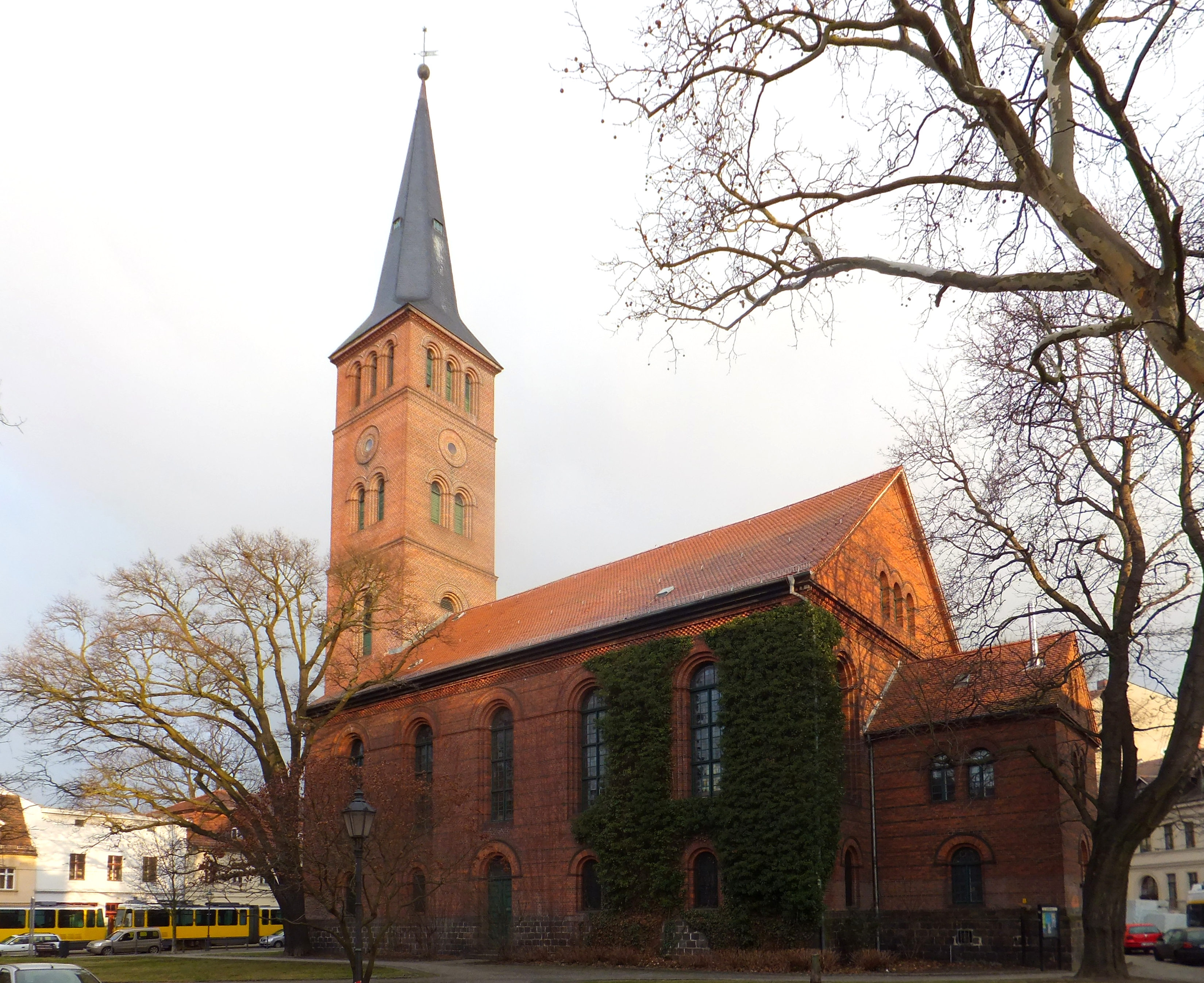
St. Laurentius, Köpenick
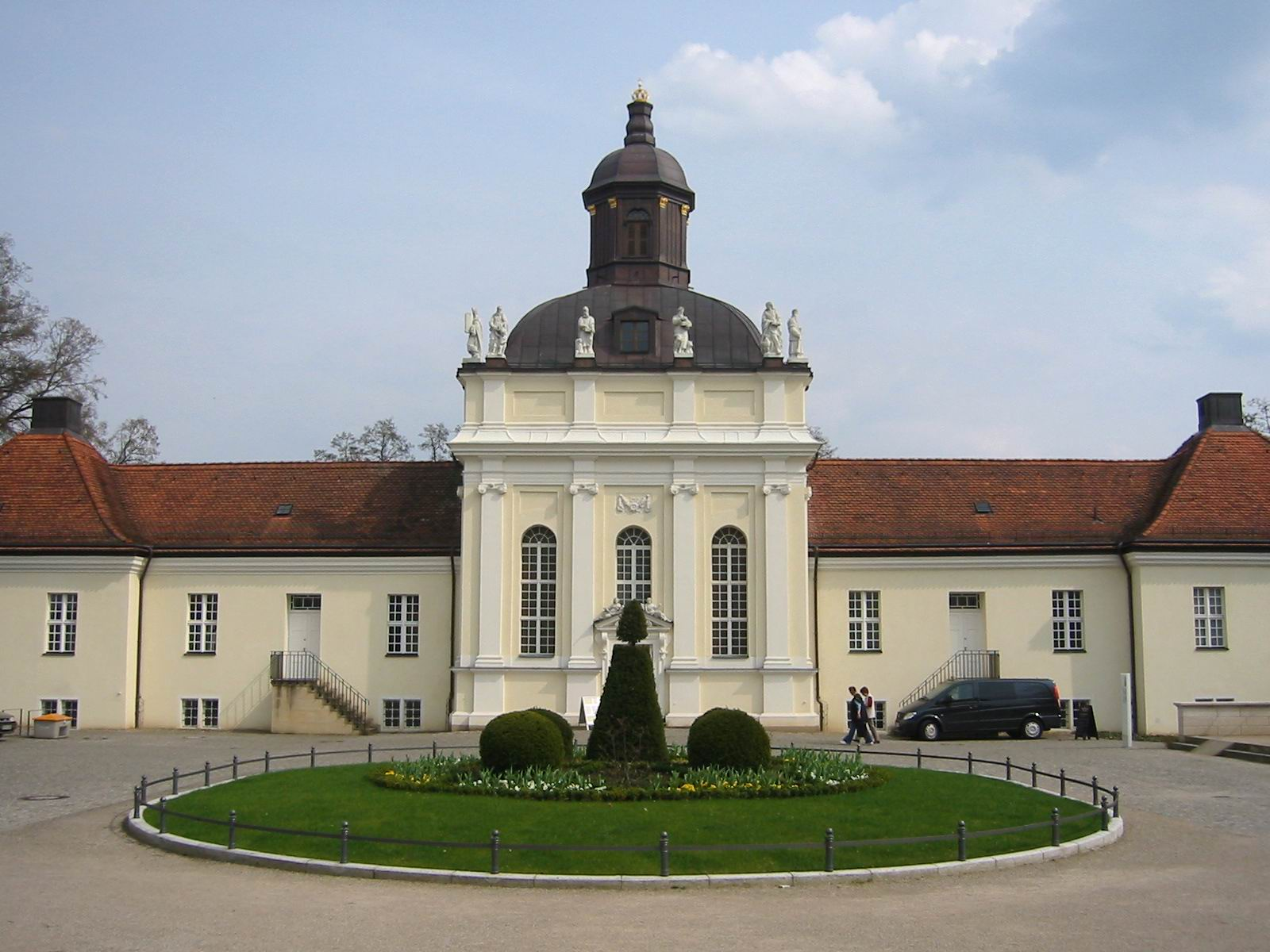
Schlosskirche, Köpenick
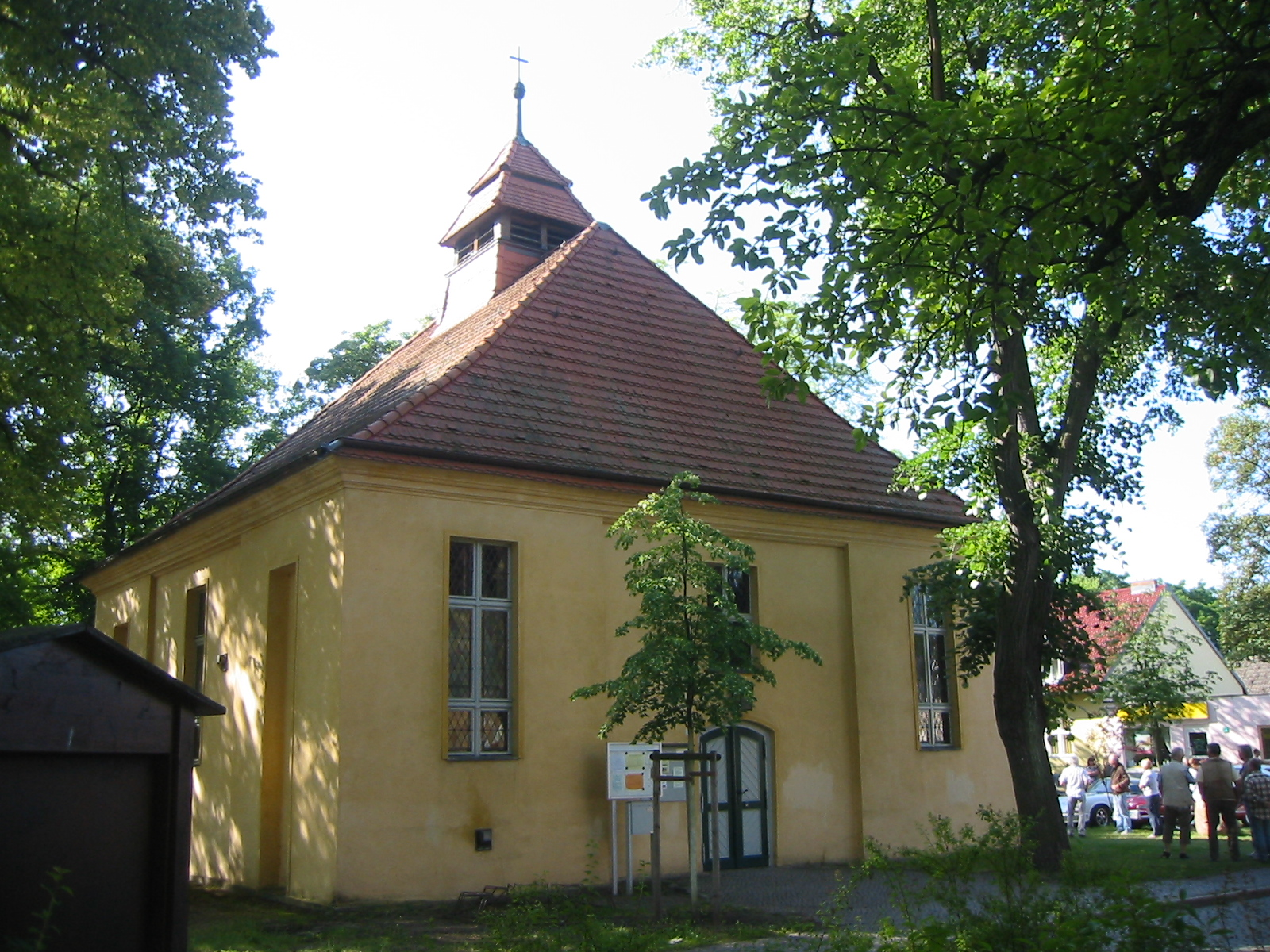
Dorfkirche Müggelheim
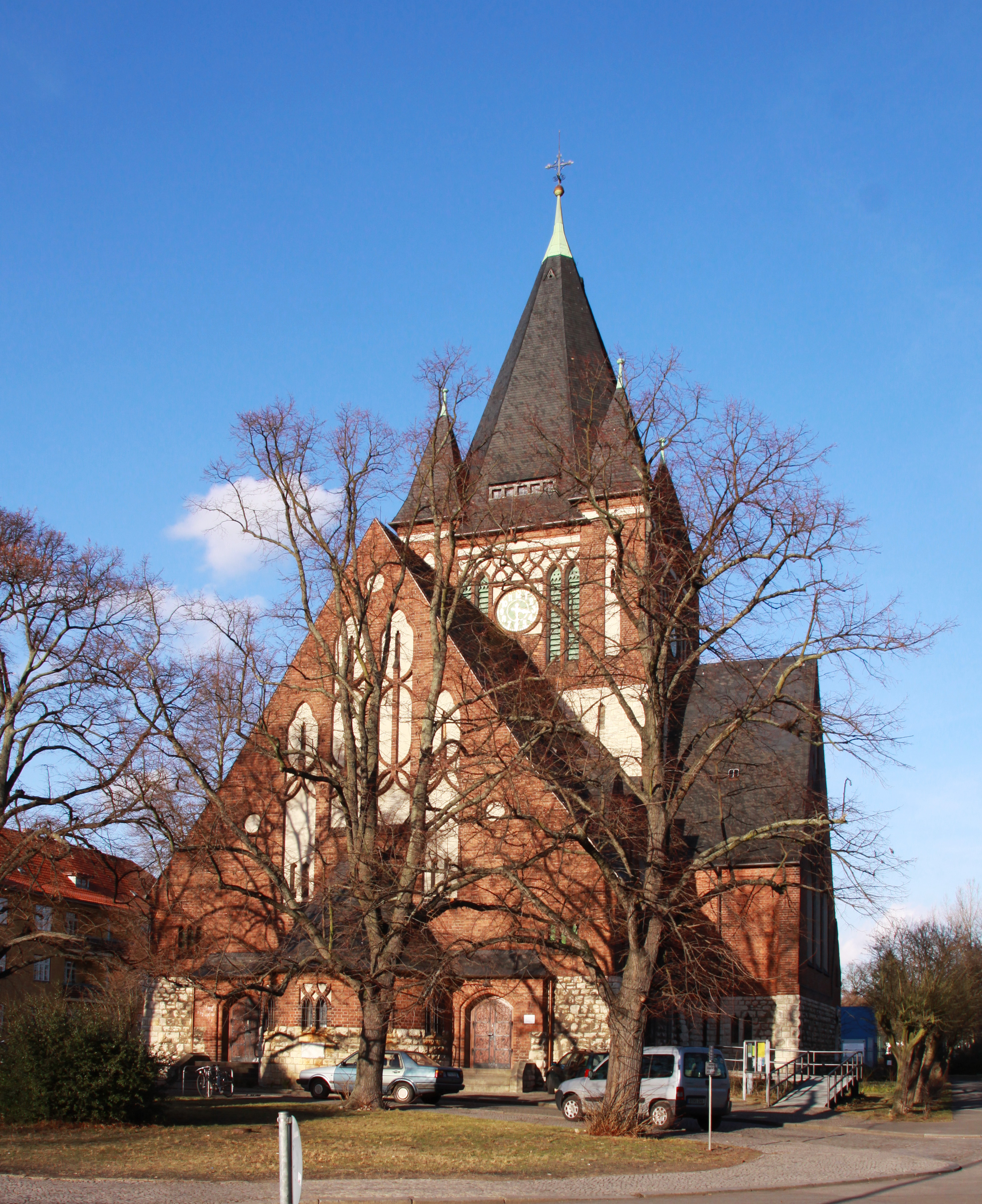
Christuskirche, Oberschöneweide
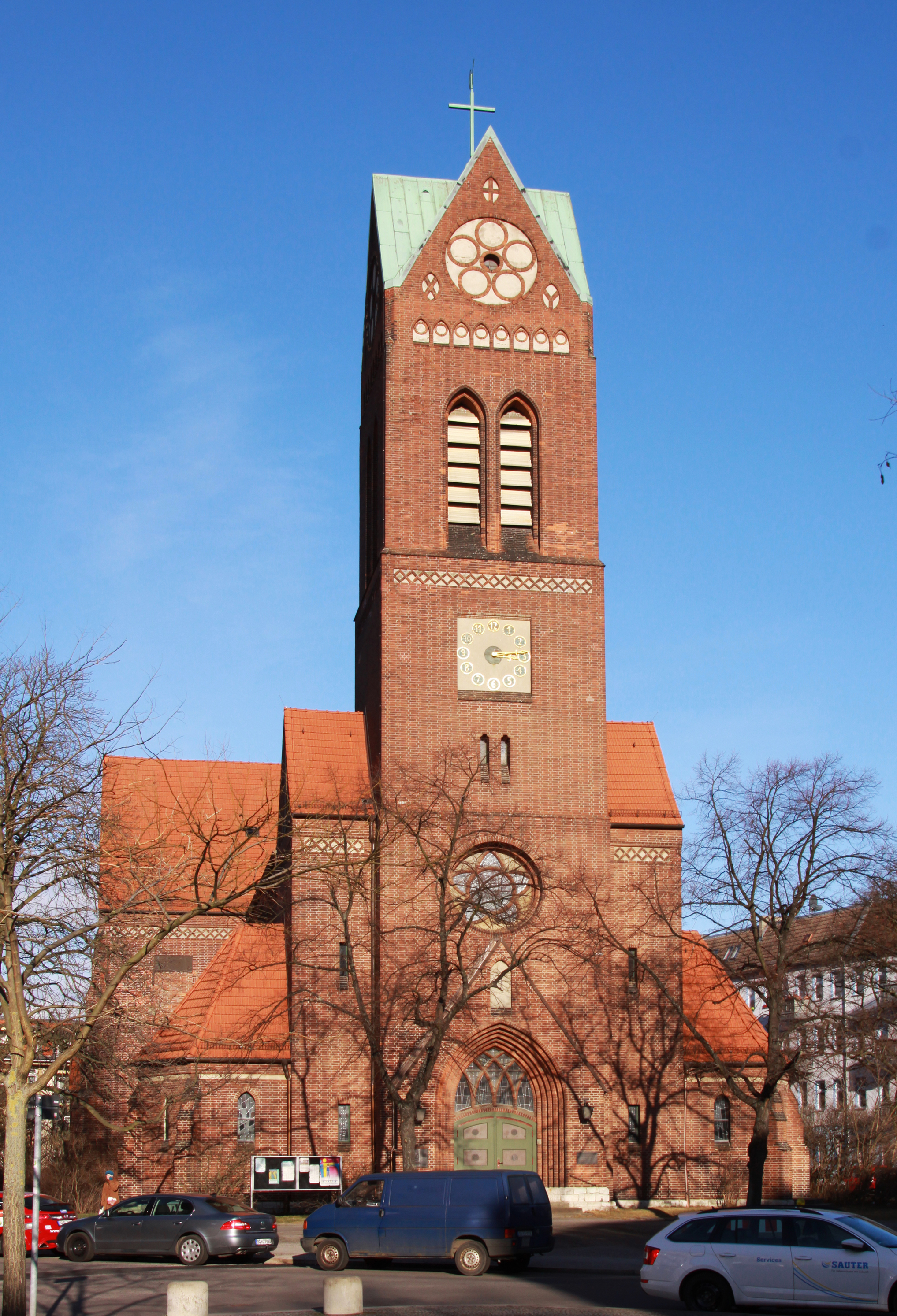
St. Antonius, Oberschöneweide
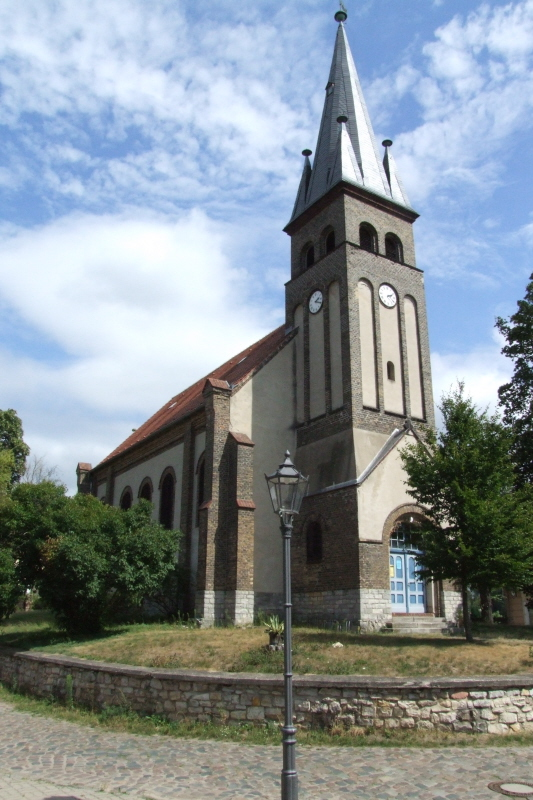
Dorfkirche Rahnsdorf
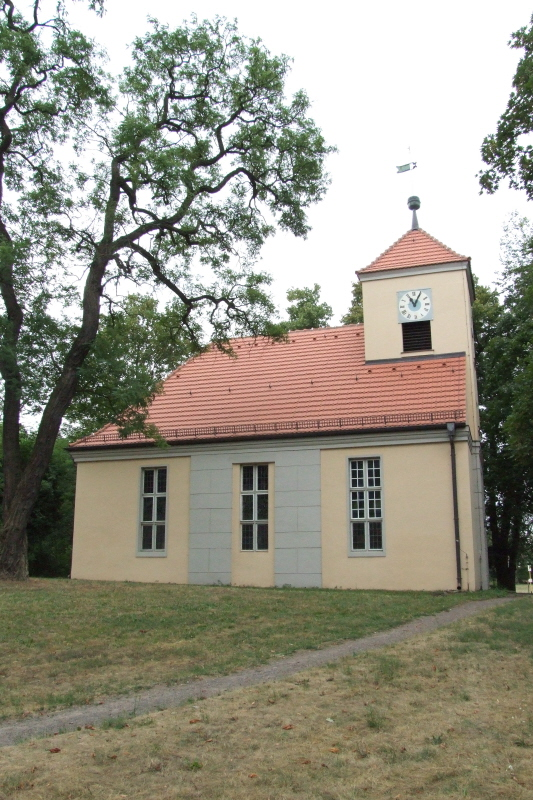
Dorfkirche Schmöckwitz

### Bezirk Marzahn-Hellersdorf

#### Ortsteil Biesdorf
- Dorfkirche Biesdorf, auch „Gnadenkirche“ – Alt-Biesdorf, zweite Hälfte 13. Jahrhundert, Baudenkmal, evangelisch
- Maria, Königin des Friedens – Oberfeldstraße, eingeweiht 1983, katholisch
- Versöhnungskirche – Maratstraße, 1986–1988, evangelisch

#### Ortsteil Hellersdorf
- Evangelisches Gemeindezentrum Hellersdorf – Glauchauer Straße, 1990–1991, evangelisch

#### Ortsteil Kaulsdorf
- Dorfkirche Kaulsdorf (auch: „Jesuskirche“) – Dorfstraße, zweite Hälfte 13. Jahrhundert, Baudenkmal, evangelisch
- Johannische Kirche – Dorfstraße, um 1879 als Bauernhaus, Umbau zur Kirche 1988–1991, Baudenkmal, freikirchlich
- Neuapostolische Kirche – Alt-Kaulsdorf, 1888 und um 1960, Baudenkmal, neuapostolisch
- St.-Martins-Kirche – Giesestraße/Nentwigstraße, 1929–1930, Baudenkmal, katholisch

#### Ortsteil Mahlsdorf
- Alte Pfarrkirche Mahlsdorf – Hönower Straße, um 1250, Baudenkmal, evangelisch
- Kreuzkirche – Albrecht-Dürer-Straße/Pfarrhufenweg, 1934–1936, Baudenkmal, evangelisch
- Theodor-Fliedner-Heim – Schrobsdorffstraße, 1936–1937 als „Gemeindehaus Mahlsdorf-Süd“, Baudenkmal, evangelisch

#### Ortsteil Marzahn
- Dorfkirche Marzahn – Alt-Marzahn, 1870–1871, Baudenkmal, evangelisch
- Kirche Marzahn/Nord – Schleusinger Straße, 1987–1989, evangelisch
- Von der Verklärung des Herrn – Neufahrwasserweg, 1984–1987, katholisch

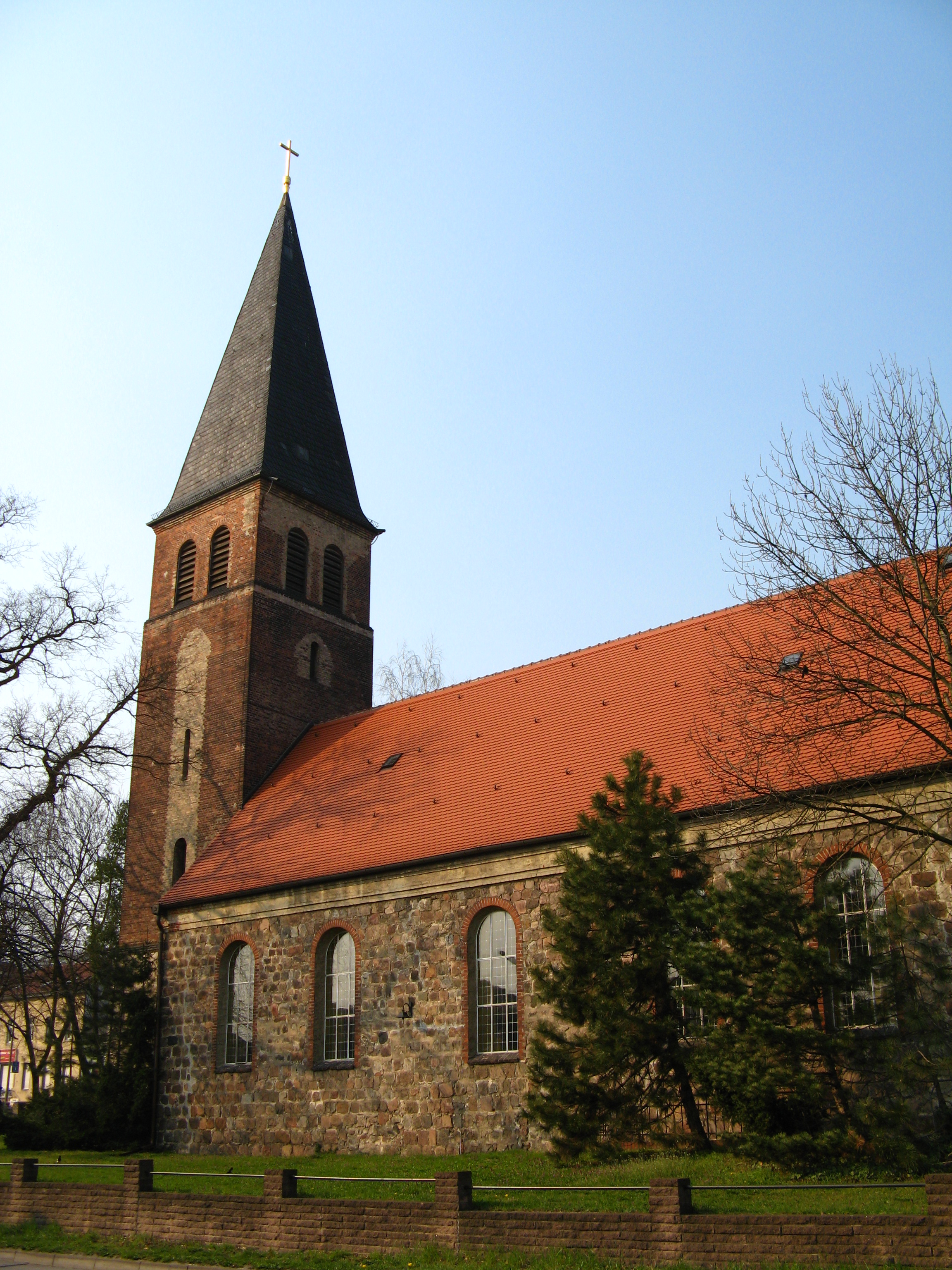
Dorfkirche Biesdorf
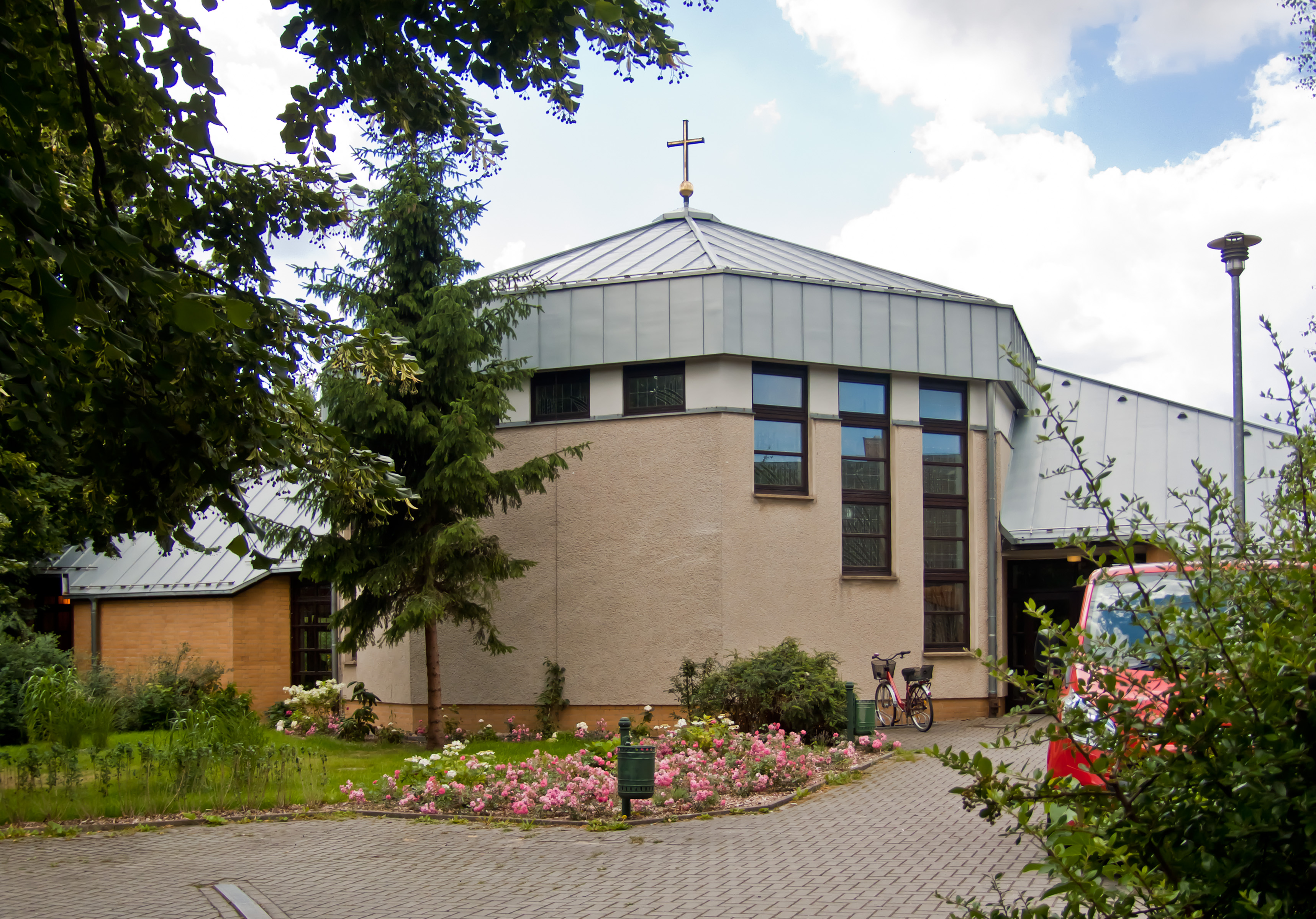
Gemeindezentrum Hellersdorf
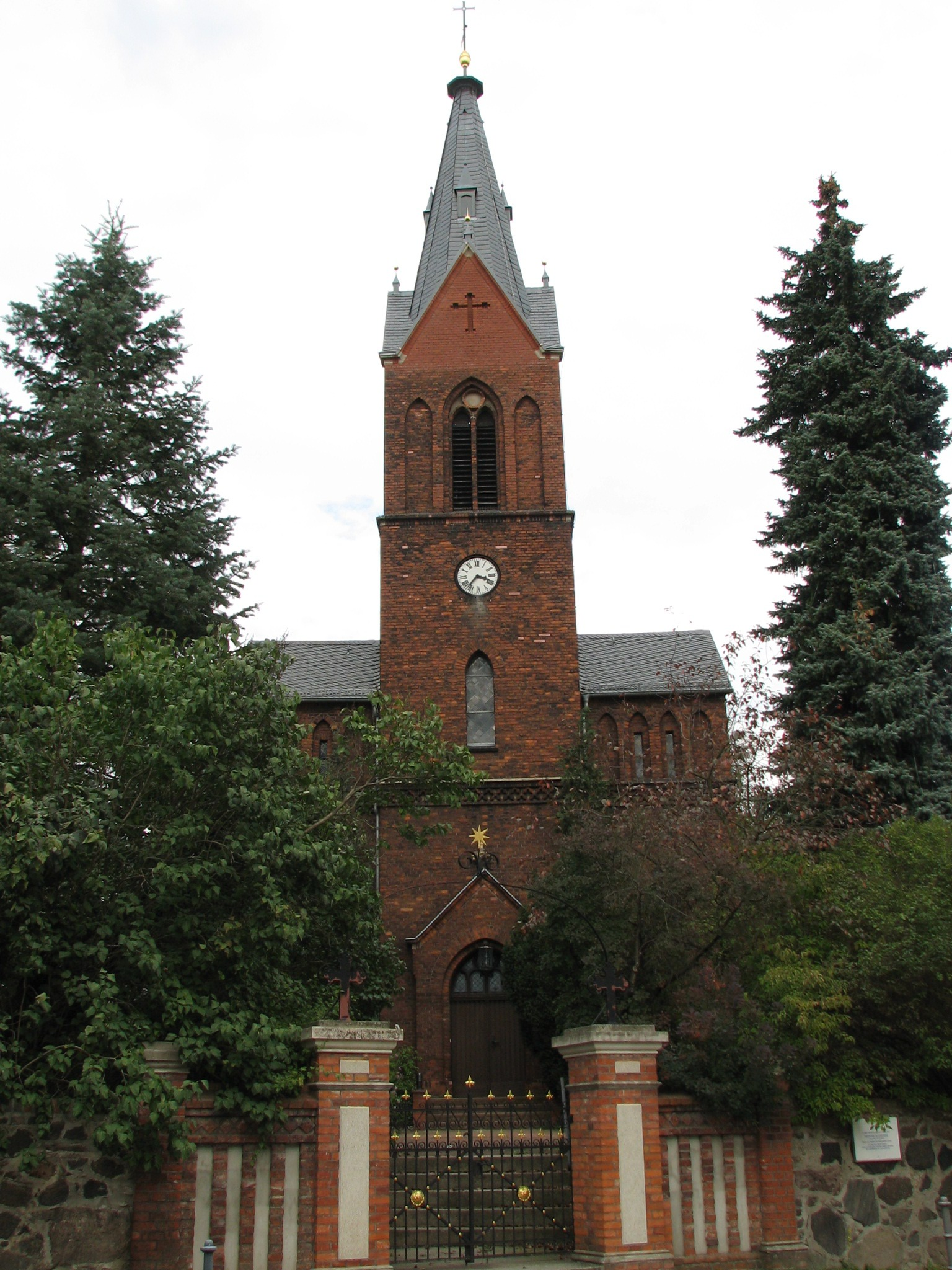
Dorfkirche Kaulsdorf
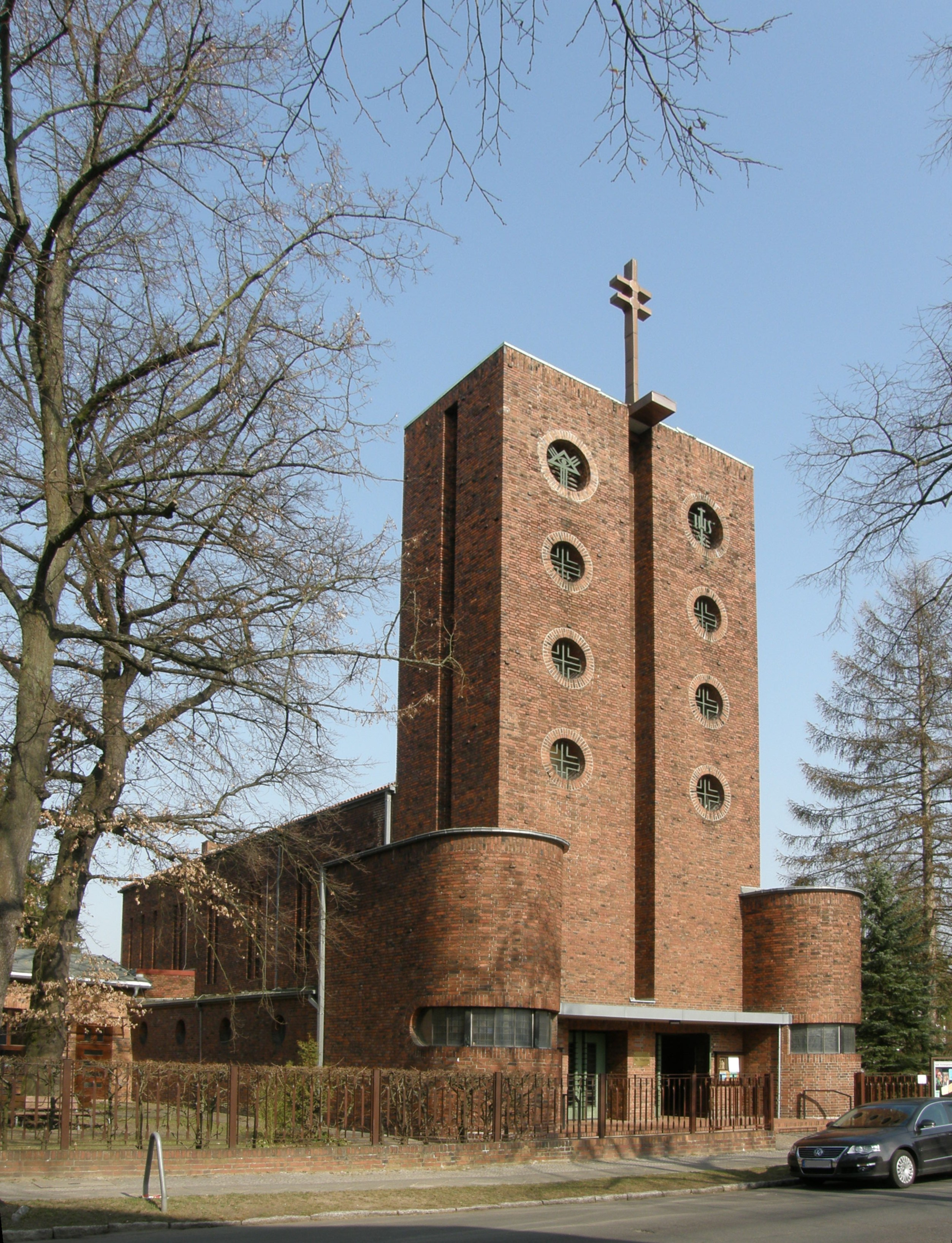
St.-Martins-Kirche, Kaulsdorf
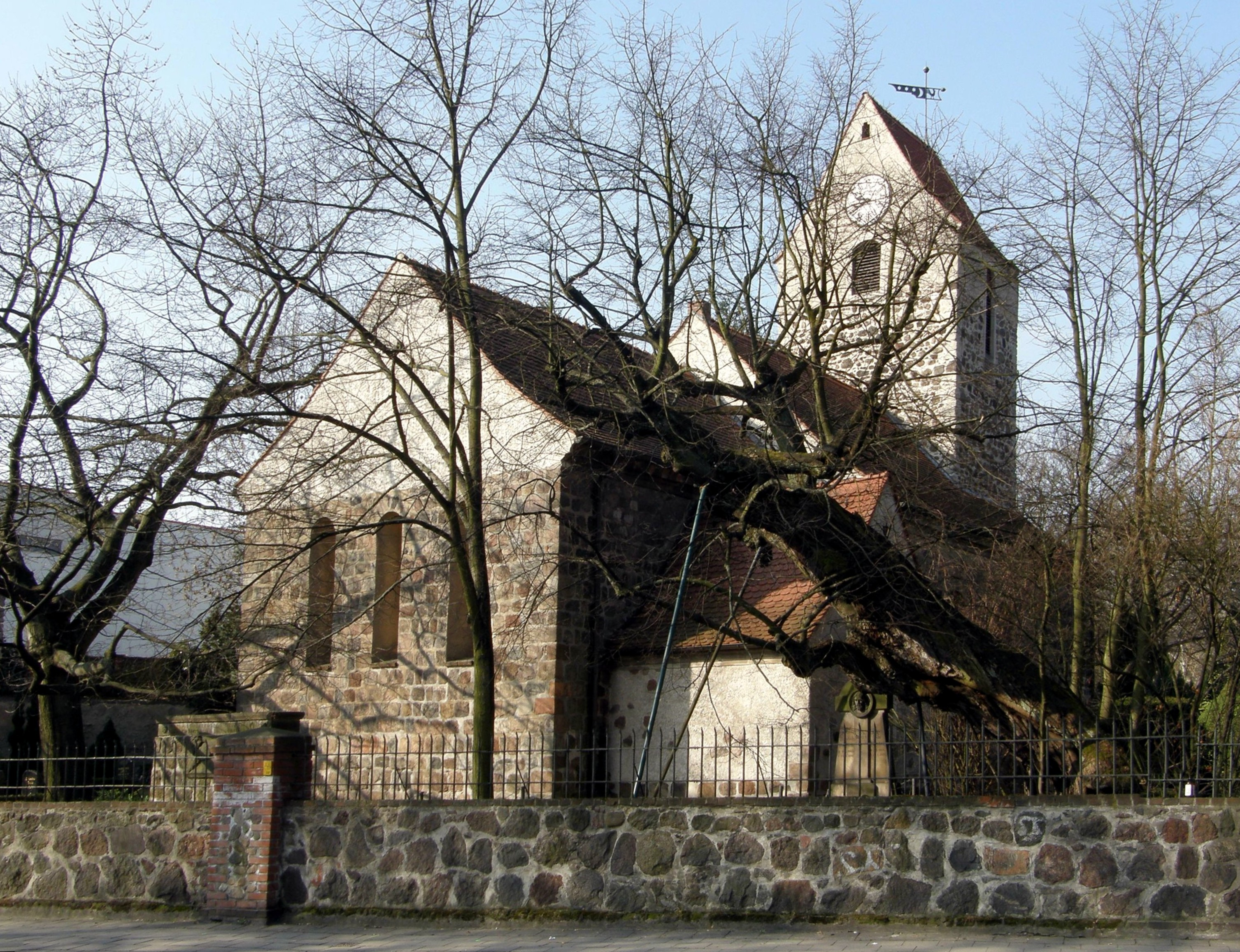
Alte Pfarrkirche, Mahlsdorf
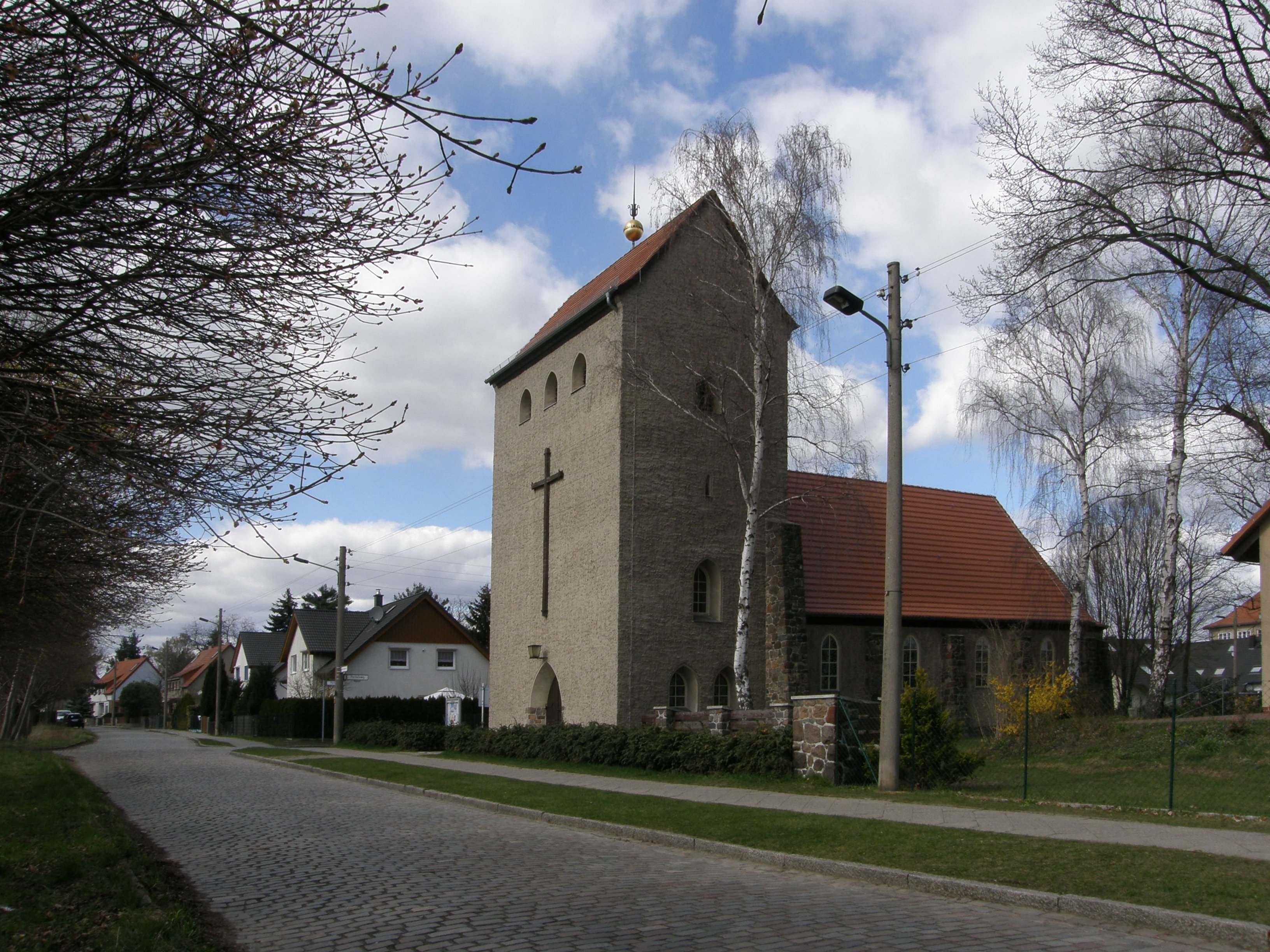
Kreuzkirche, Mahlsdorf
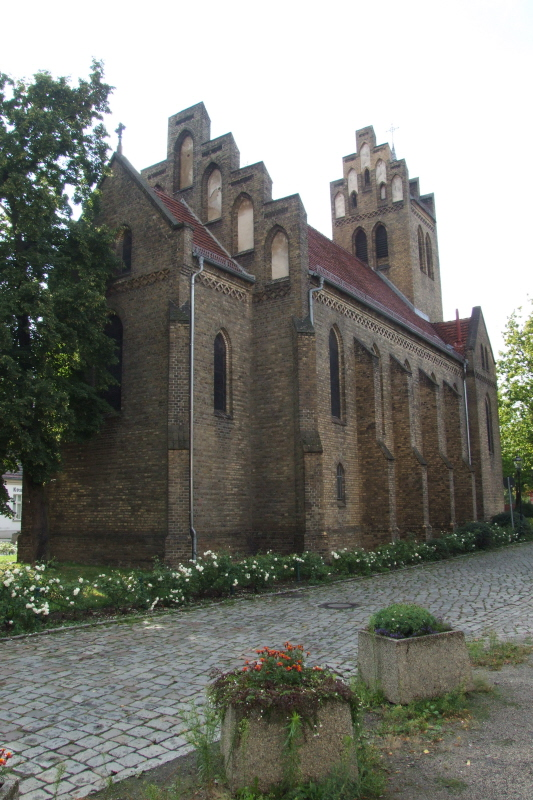
Dorfkirche Marzahn

### Bezirk Lichtenberg

#### Ortsteil Alt-Hohenschönhausen
- Heilig-Kreuz-Kirche – Malchower Weg, 1988, katholisch
- Philippus-Kapelle – Treffurter Straße, 1954, evangelisch
- Taborkirche – Hauptstraße, spätes 13. Jahrhundert als Dorfkirche Hohenschönhausen, Baudenkmal, evangelisch

#### Ortsteil Falkenberg
- St.-Konrad-von-Parzham-Kirche – Ahrensfelder Chaussee, 1939–1940, Baudenkmal, katholisch

#### Ortsteil Fennpfuhl
- Gemeindezentrum Am Fennpfuhl – Paul-Junius-Straße, 1982–1984, evangelisch

#### Ortsteil Friedrichsfelde
- Dorfkirche Friedrichsfelde – Am Tierpark/Alfred-Kowalke-Straße, erster Bau 1887–1890, Neubau 1950–1952, Baudenkmal, evangelisch
- Zum Guten Hirten – Kurze Straße, erster Bau 1906–1907, Neubau 1985, katholisch

#### Ortsteil Karlshorst
- St. Marien – Gundelfinger Straße, 1935–1936, Baudenkmal, katholisch
- Zur frohen Botschaft – Weseler Straße, 1909–1910, Baudenkmal, evangelisch

#### Ortsteil Lichtenberg
- Dorfkirche Lichtenberg – Loeperplatz/Möllendorffstraße, zweite Hälfte 13. Jahrhundert, Baudenkmal, evangelisch
- St. Antonius und St. Schenouda – Roedeliusplatz, 1903–1905, Baudenkmal, früher evangelisch (Glaubenskirche), heute koptisch
- St.-Mauritius – Mauritiuskirchstraße/John-Sieg-Straße, 1891–1992, Baudenkmal, katholisch

#### Ortsteil Malchow
- Dorfkirche Malchow – Dorfstraße, zweite Hälfte 13. Jahrhundert, im Zweiten Weltkrieg zerstört, Ruine

#### Ortsteil Rummelsburg
- Erlöserkirche – Nöldnerstraße, 1890–1892, Baudenkmal, evangelisch
- Neuapostolische Kirche – Wönnichstraße/Münsterlandplatz, erster Bau 1932 in der Normannenstraße, Neubau 1977–1979, neuapostolisch

#### Ortsteil Wartenberg
- Dorfkirche Wartenberg – Falkenberger Chaussee, erster Bau um 1230 in der Dorfstraße, im Zweiten Weltkrieg zerstört, Neubau 1999–2000, evangelisch

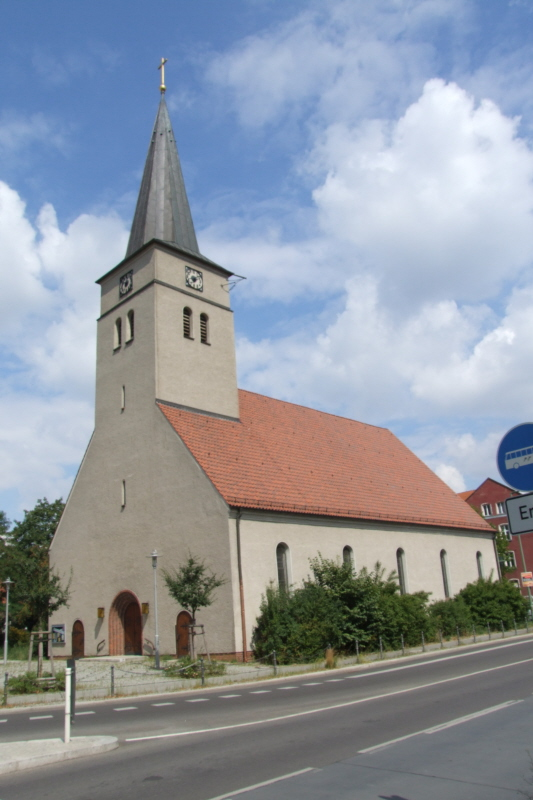
Dorfkirche Friedrichsfelde
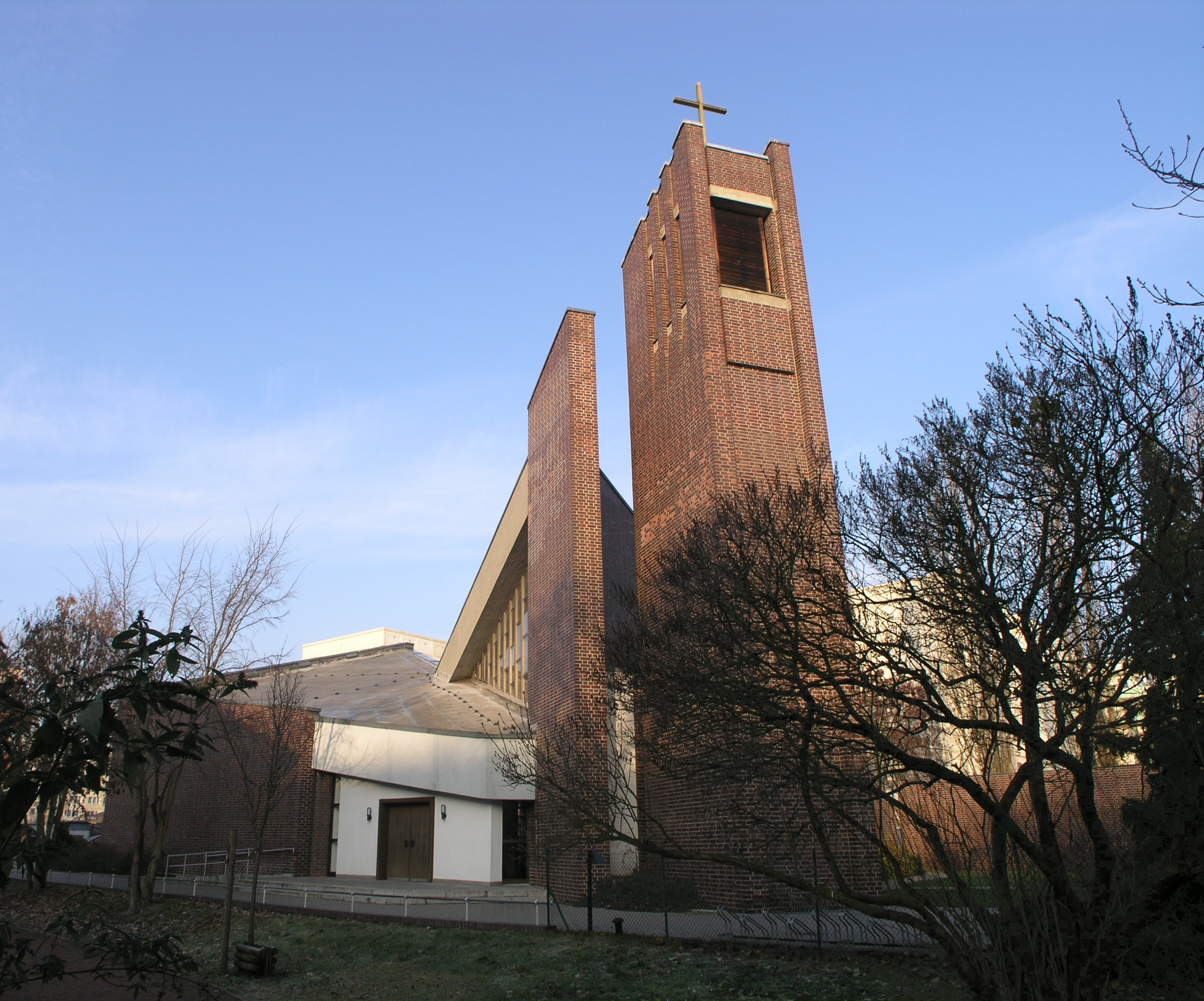
Zum Guten Hirten, Friedrichsfelde
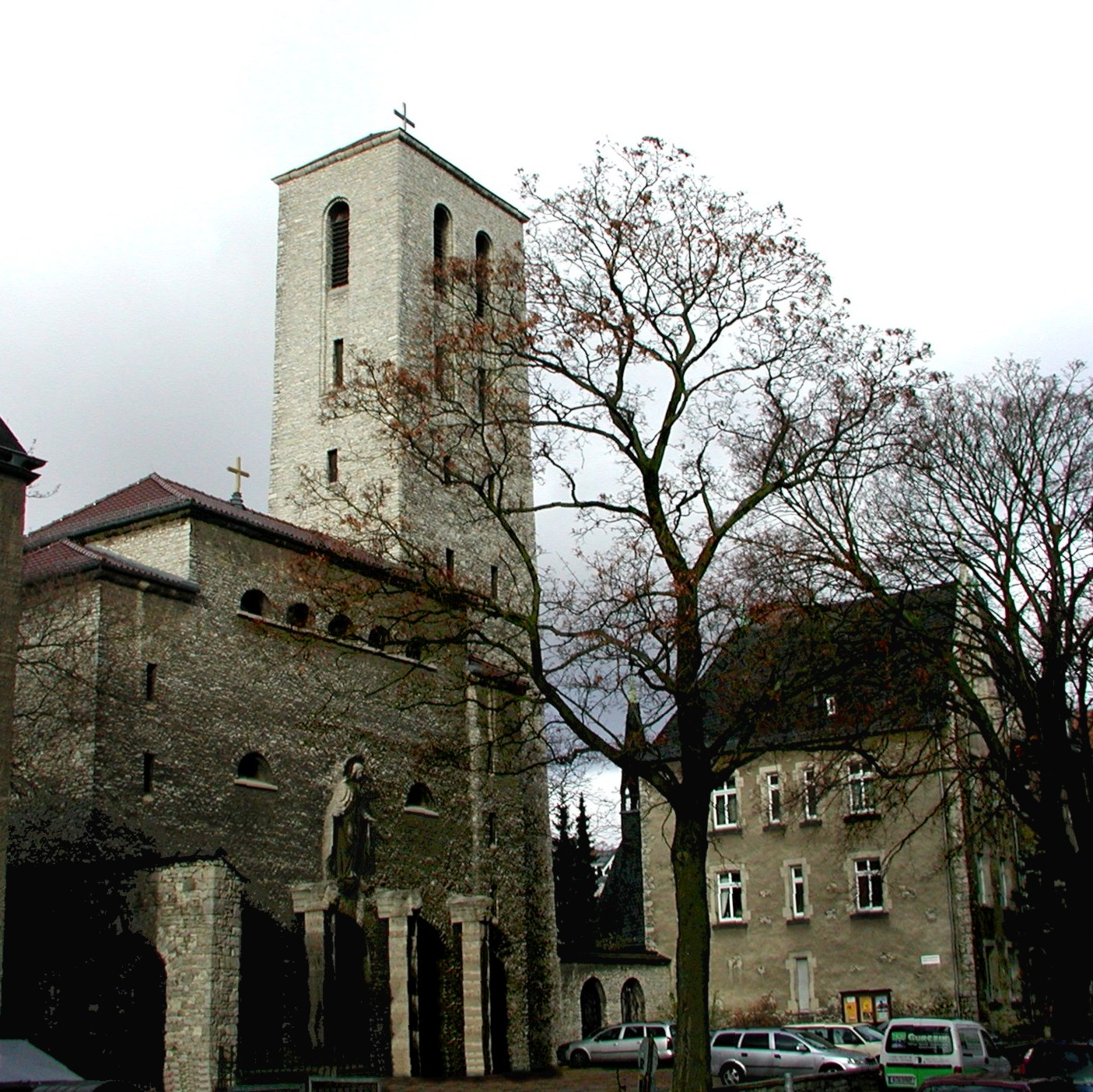
St. Marien, Karlshorst
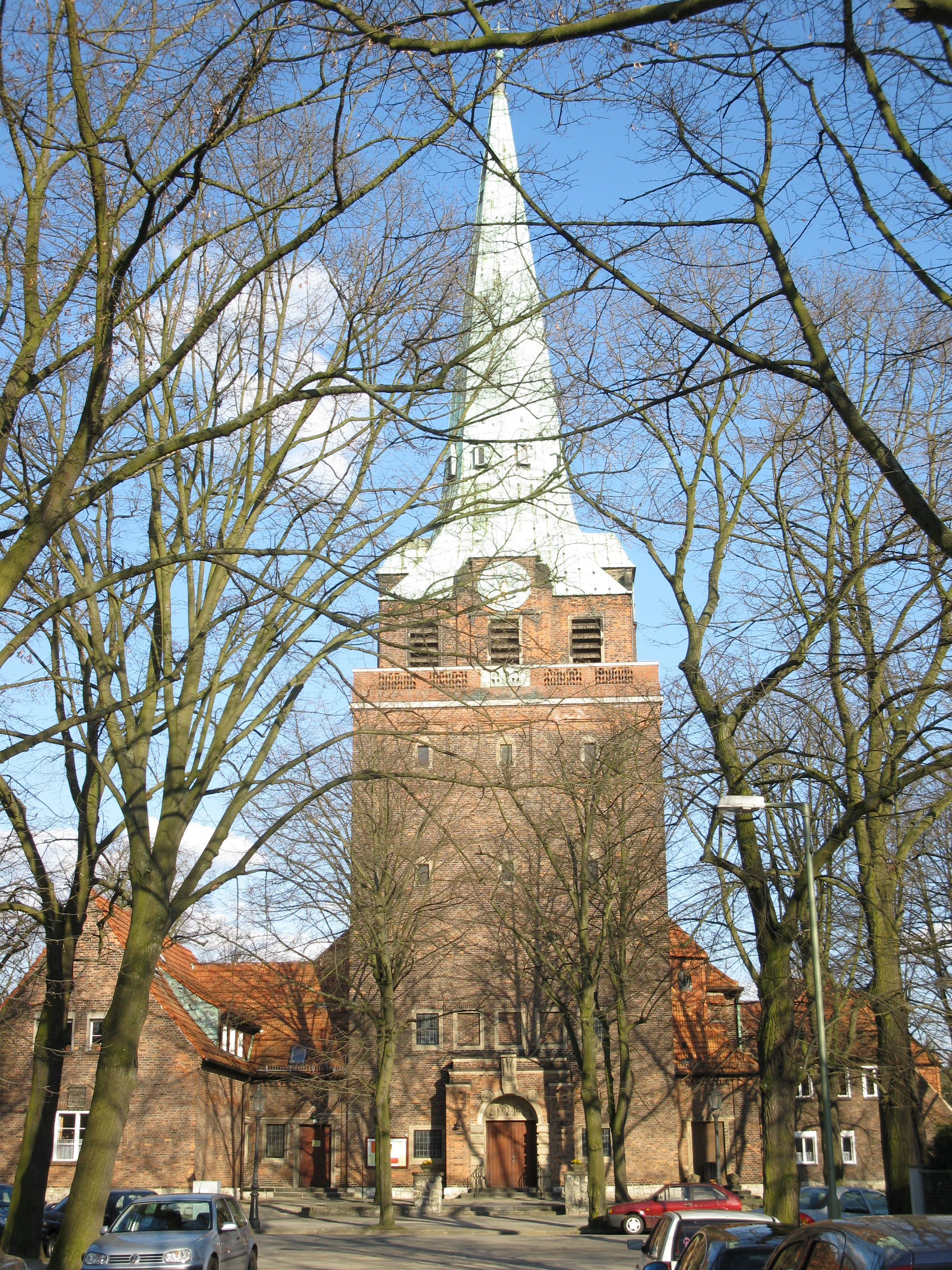
Zur frohen Botschaft, Karlshorst
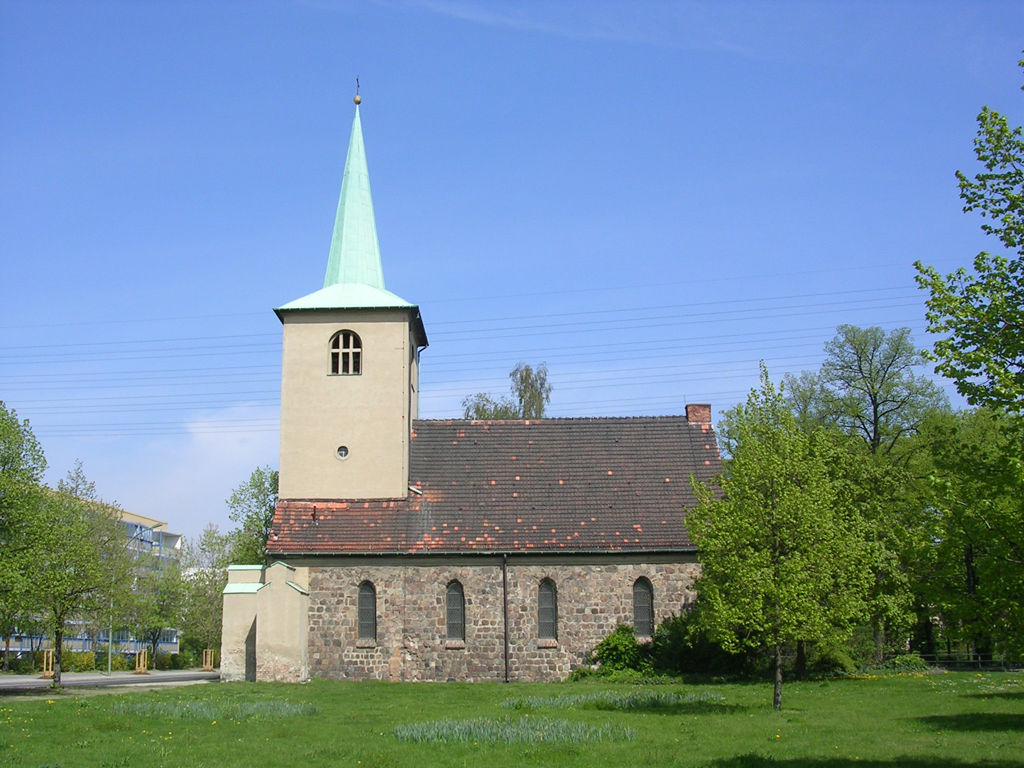
Dorfkirche Lichtenberg
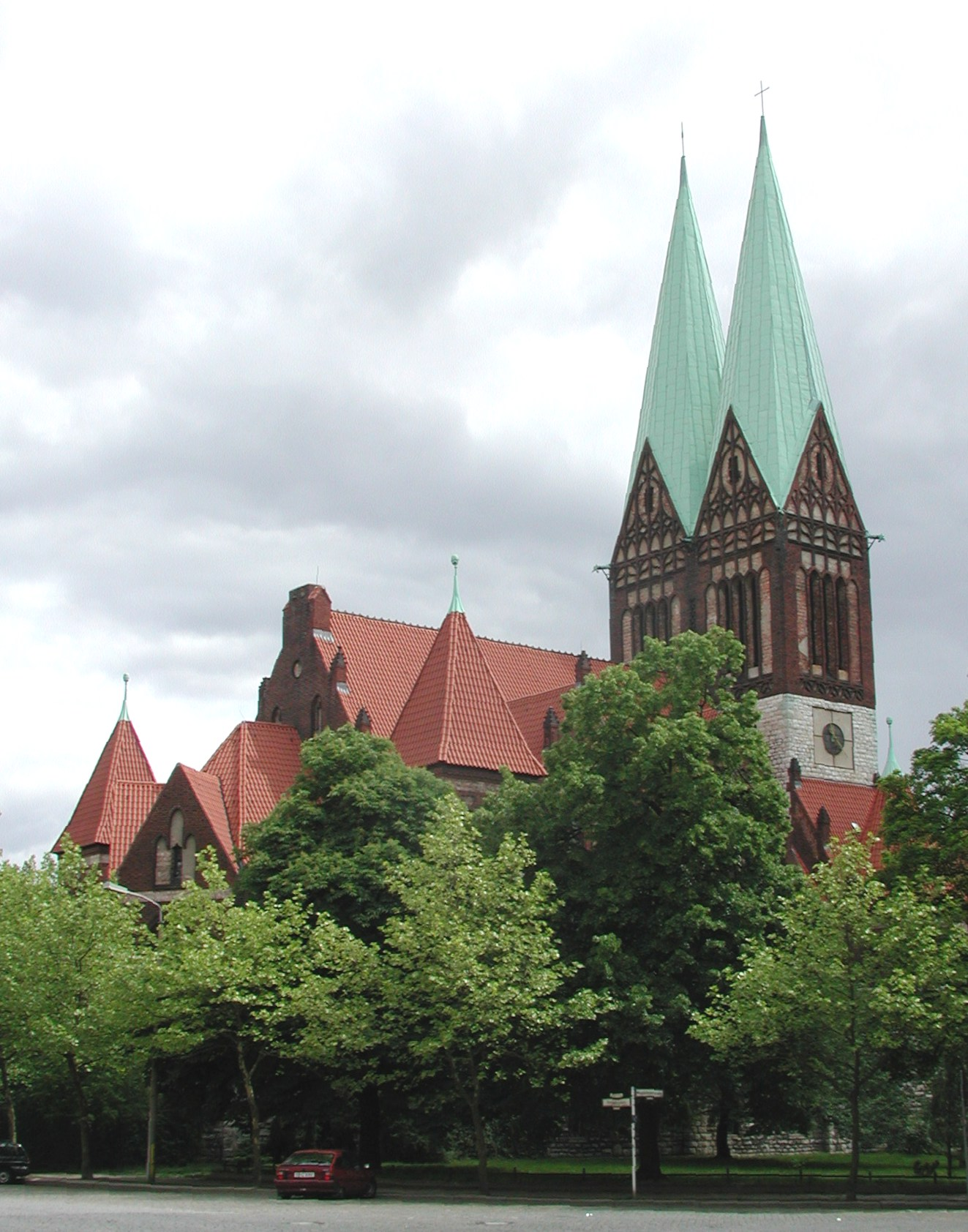
Glaubenskirche, Lichtenberg
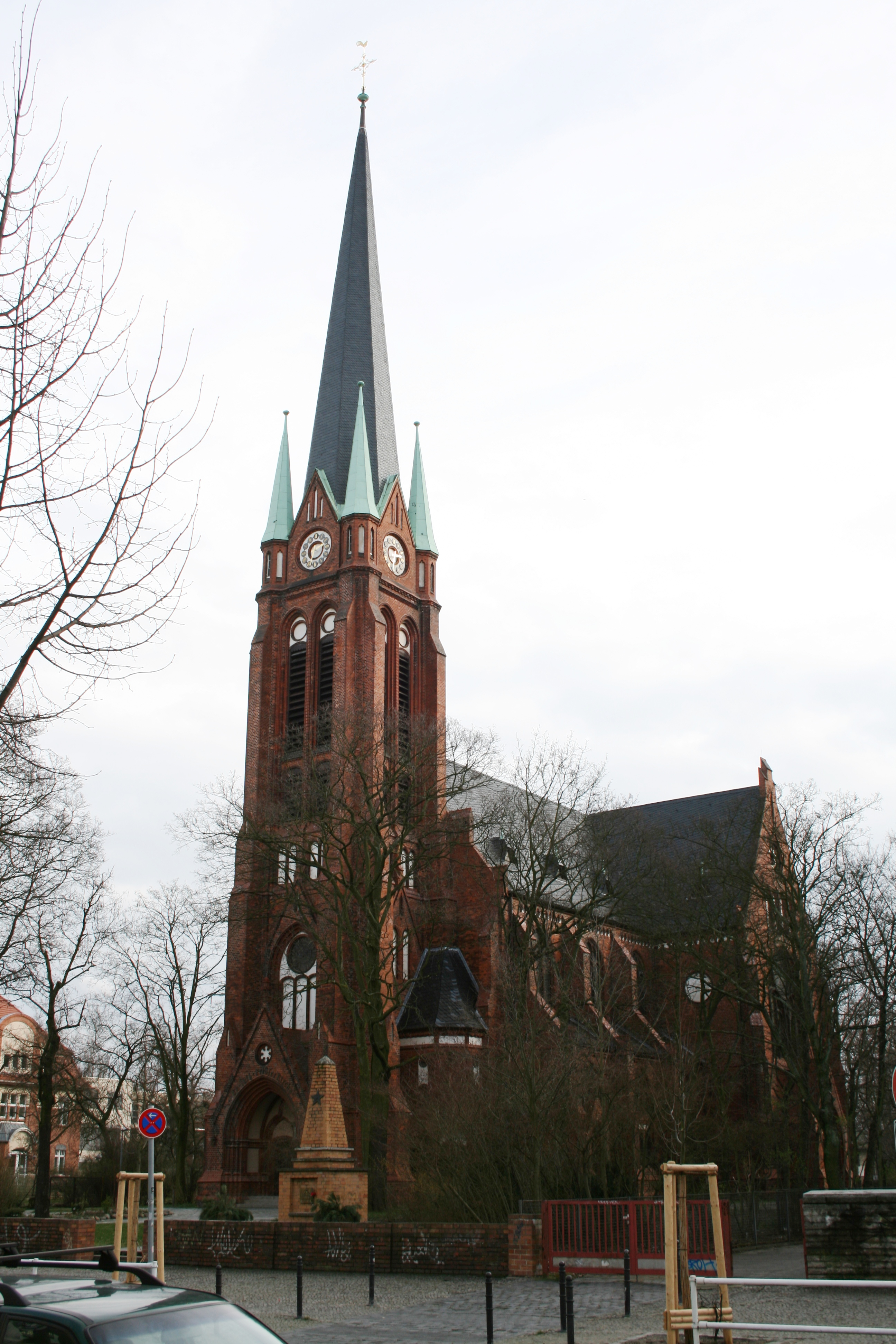
Erlöserkirche, Rummelsburg

### Bezirk Reinickendorf

#### Ortsteil Borsigwalde
- Allerheiligen-Kirche – Räuschstraße, 1954–1955, Baudenkmal, katholisch
- Gnade-Christi-Kirche – Tietzstraße, erster Bau um 1925 als Kapelle, Neubau 1969–1970, evangelisch

#### Ortsteil Frohnau
- Johanneskirche – Zeltinger Platz, 1934–1937, Baudenkmal, evangelisch
- St. Hildegard – Senheimer Straße, 1936–1938 als Umbau einer 1913–1914 errichteten Turnhalle, Baudenkmal, katholisch

#### Ortsteil Heiligensee
- Dorfkirche Heiligensee – Alt-Heiligensee, um 1400, Baudenkmal, evangelisch
- Matthias-Claudius-Kirche – Schulzendorfer Straße/Damkitzstraße, 1937–1938, evangelisch
- St.-Marien-Kirche, auch Maternitas Beatae Maria Virginis – Schulzendorfer Straße, 1936, katholisch
- Waldkirche – Stolpmünder Weg, 1954–1955, evangelisch
- Friedhofskapelle Heiligensee – Sandhauser Straße; 
von hier entwendeten Diebe im Januar 2025 die 100 kg schwere Kirchenglocke[4]

#### Ortsteil Hermsdorf
- Apostel-Paulus-Kirche – Wachsmuthstraße/Schloßstraße, 1934–1935 als „Hindenburg-Gedächtnis-Kirche“, Baudenkmal, evangelisch
- Dorfkirche Hermsdorf – Almutstraße, 1756, evangelisch
- Maria Gnaden – Hermsdorfer Damm/Olafstraße, 1933–1934, Baudenkmal, katholisch
- St.-Joseph-Kapelle – Kurhausstraße, 1898–1899, Baudenkmal, katholisch

#### Ortsteil Konradshöhe
- Jesus-Christus-Kirche – Schwarzspechtweg/Wildtaubenweg, 1937–1938, Baudenkmal, evangelisch
- St.-Agnes-Kapelle – Eichelhäherstraße, 1929, katholisch

#### Ortsteil Lübars
- Christkönig – Zabel-Krüger-Damm, 1951, katholisch
- Dorfkirche Lübars – Alt-Lübars, 1791–1793, Baudenkmal, evangelisch
- Evangelisches Gemeindehaus Lübars – Zabel-Krüger-Damm, 1938–1940, evangelisch

#### Ortsteil Märkisches Viertel
- Apostel-Andreas-Kirche – Schlitzer Straße/Eichhorster Weg, 1936–1937 als „Adolf-Stöcker-Gemeindeheim“, neuer Name seit 1969, evangelisch
- Apostel-Johannes-Gemeindezentrum – Dannenwalder Weg, 1970–1971, evangelisch
- Gemeindezentrum Apostel-Petrus – Wilhelmsruher Damm, 1961–1963, evangelisch
- Kirche am Seggeluchbecken – Finsterwalder Straße, 1969–1972, evangelisch
- St.-Martin-Kirche – Wilhelmsruher Damm, 1972–1973, katholisch

#### Ortsteil Reinickendorf
- Adventhaus – Am Schäfersee, 1949–1950, Freikirche der Siebenten-Tags-Adventisten
- Albert-Schweitzer-Kirche – Auguste-Viktoria-Allee, 1966–1968, evangelisch
- Begegnungskirche – Gotthardstraße, 1962–1966, multikonfessionel, ehemals evangelische Luther-Kirche
- Dorfkirche Reinickendorf – Alt-Reinickendorf, um 1486–1500, Baudenkmal, evangelisch
- Evangeliumskirche – Kamekestraße/Winterstraße/Hausotterplatz, 1955–1956, evangelisch
- Neuapostolische Kirche – Romanshorner Weg/Gotthardstraße, 1959–1960, neuapostolisch
- St.-Marien-Kapelle – Letteallee, 1903–1904, Baudenkmal, katholisch
- St.-Marien-Kirche – Klemkestraße, 1913–1914, Baudenkmal, katholisch
- St. Rita – General-Woyna-Straße, 1952, katholisch
- Segenskirche – Auguste-Viktoria-Allee, 1891–1892, Baudenkmal, evangelisch

#### Ortsteil Tegel
- Dorfkirche Tegel – Alt-Tegel, erster Bau 1756, Neubau 1911–1912, Baudenkmal, evangelisch
- Dreieinigkeitskirche – An der Mäckeritzbrücke, 1954, evangelisch
- Erlöserkirche – Gorkistraße, 1939, evangelisch-methodistisch
- Herz-Jesu-Kirche – Brunowstraße/Medebacher Straße, 1904–1905, Baudenkmal, katholisch
- Hoffnungskirche – Tile-Brügge-Weg, 1959–1960, evangelisch
- Martinus-Kirche – Sterkrader Straße/Namslaustraße, 1962–1963 als „Kirche Tegel-Süd“, neuer Name seit 1967, Baudenkmal, evangelisch
- Philippus-Kirche – Ascheberger Weg, 1956–1957 als „Tegel-Süd“, neuer Name seit 1967, evangelisch
- St. Bernhard – Bernauer Straße/Sterkrader Straße, 1959–1960, Baudenkmal, katholisch
- St. Joseph – Bonifaziusstraße/Liebfrauenweg, 1932–1933, Baudenkmal, katholisch

#### Ortsteil Waidmannslust
- Gemeindezentrum Rollberge – Titiseestraße, 1972–1974, evangelisch
- Königin-Luise-Kirche – Bondickstraße/Hochjagdstraße, 1912–1913, Baudenkmal, evangelisch
- Regina-Mundi-Kapelle – Oraniendamm, 1971, katholisch

#### Ortsteil Wittenau
- Dorfkirche Wittenau – Alt-Wittenau, 1482–1489 als Dorfkirche Dalldorf, Baudenkmal, evangelisch
- Lindenkirche – Tessenowstraße, evangelisch-methodistisch
- St.-Nikolaus-Kirche – Techowpromenade/Spießweg/Alt-Wittenau, 1959–1961, Baudenkmal, katholisch
- Thomas-Kirche – Blunckstraße, 1968–1969, ehemals evangelisch

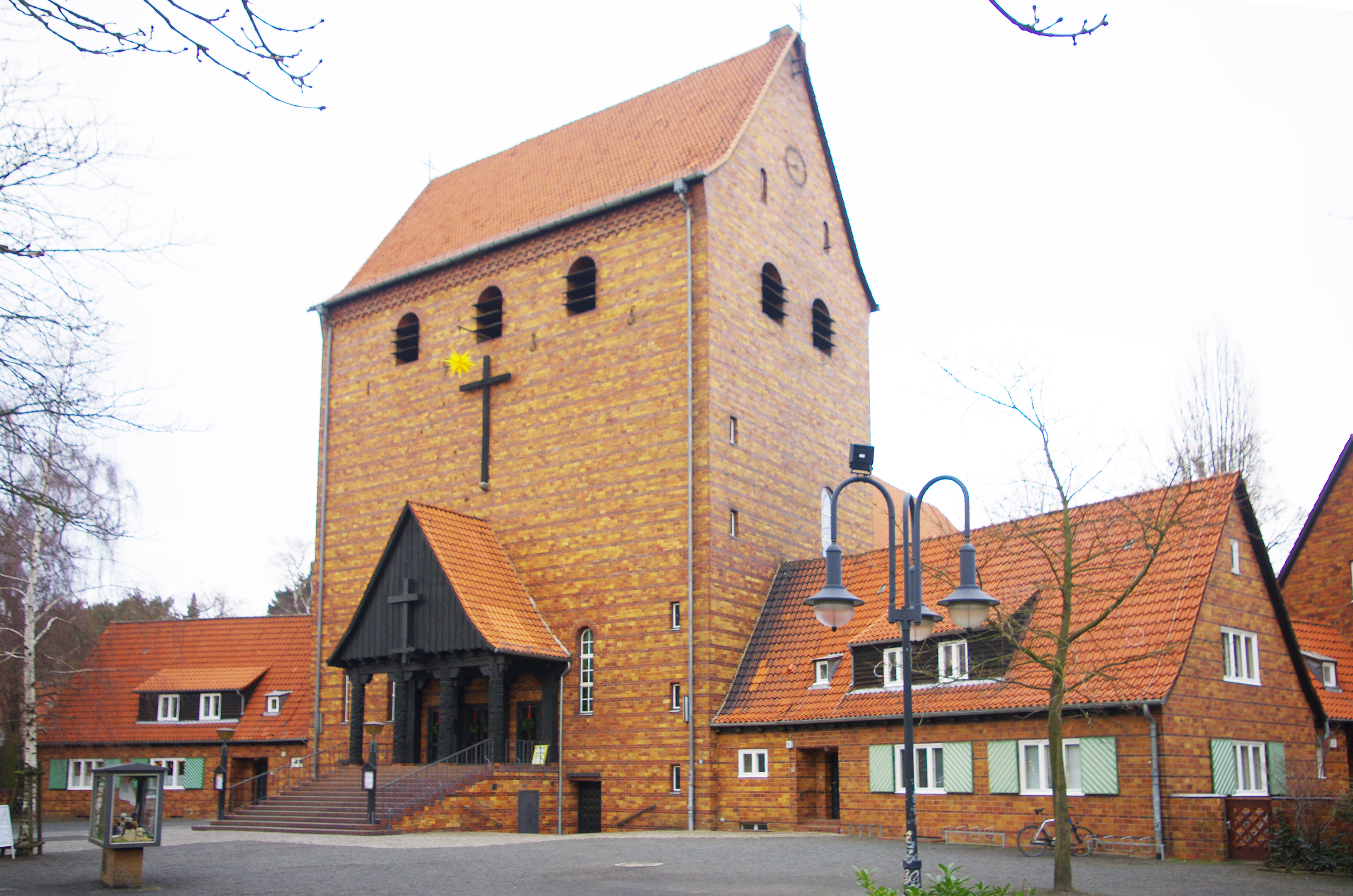
Johanneskirche, Frohnau
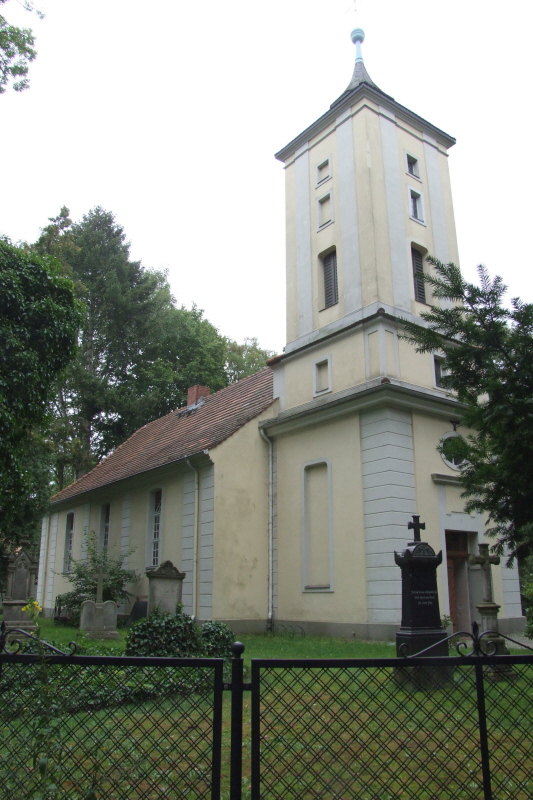
Dorfkirche Heiligensee
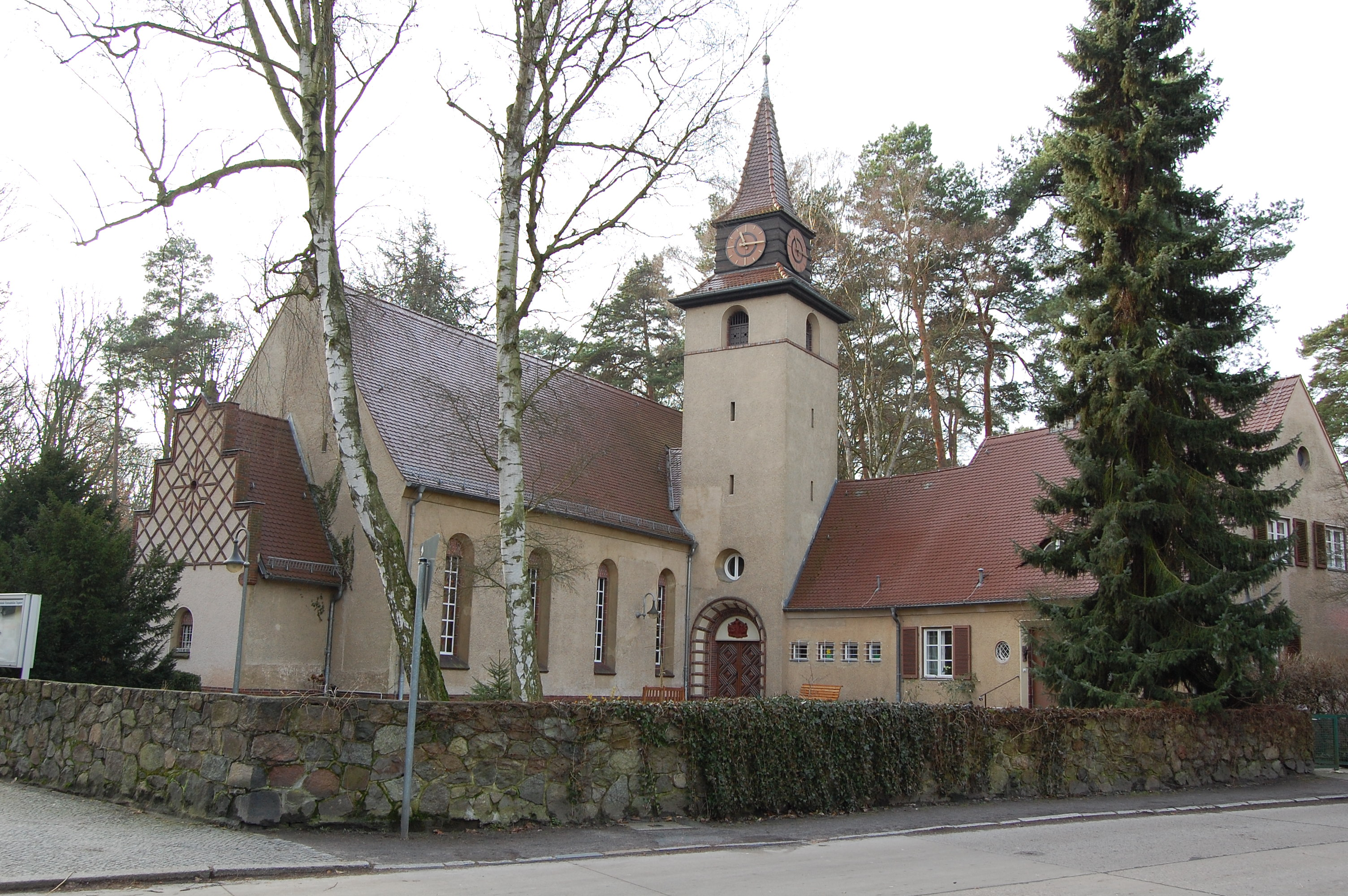
Jesus-Christus-Kirche, Konradshöhe
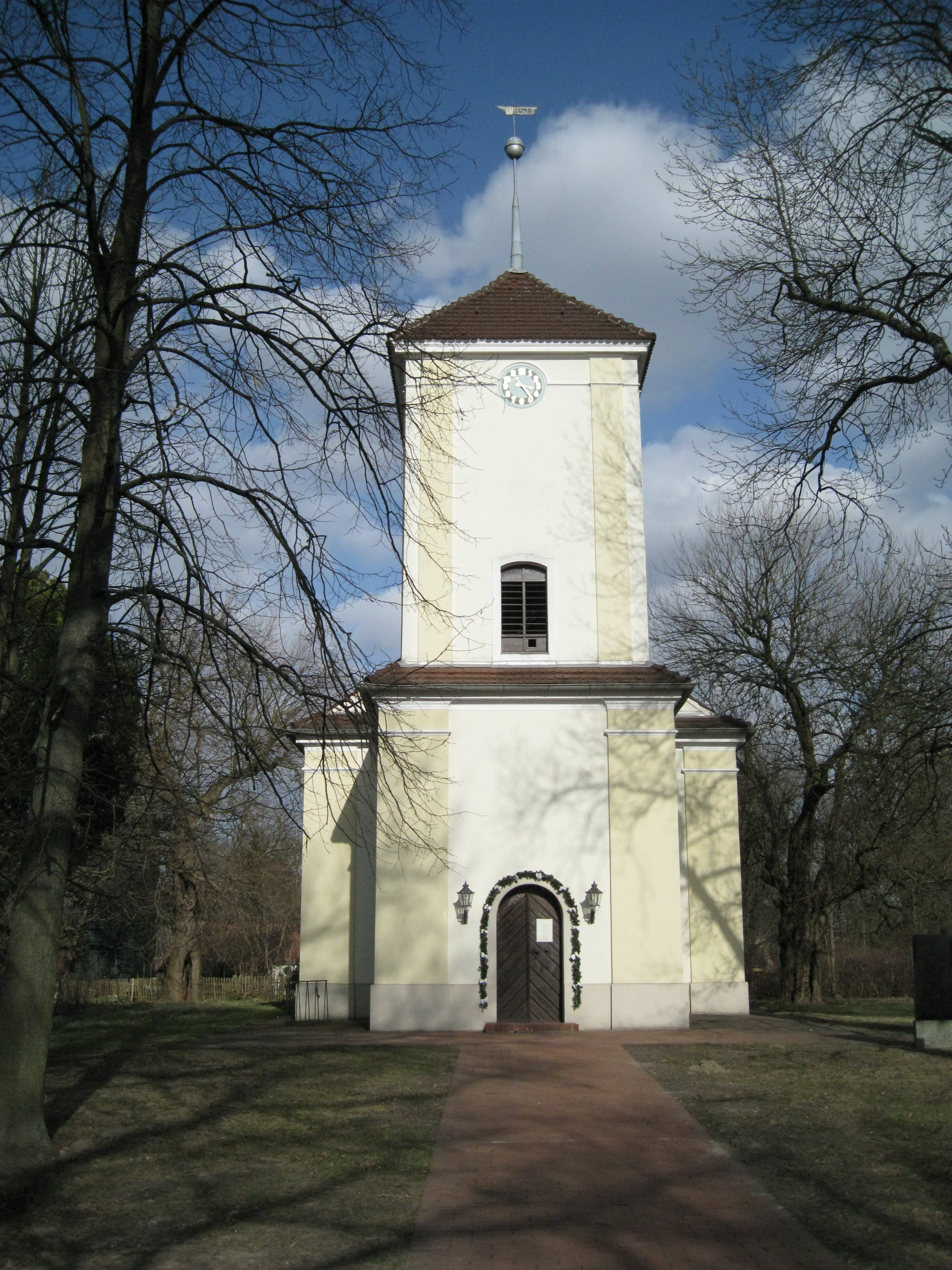
Dorfkirche Lübars
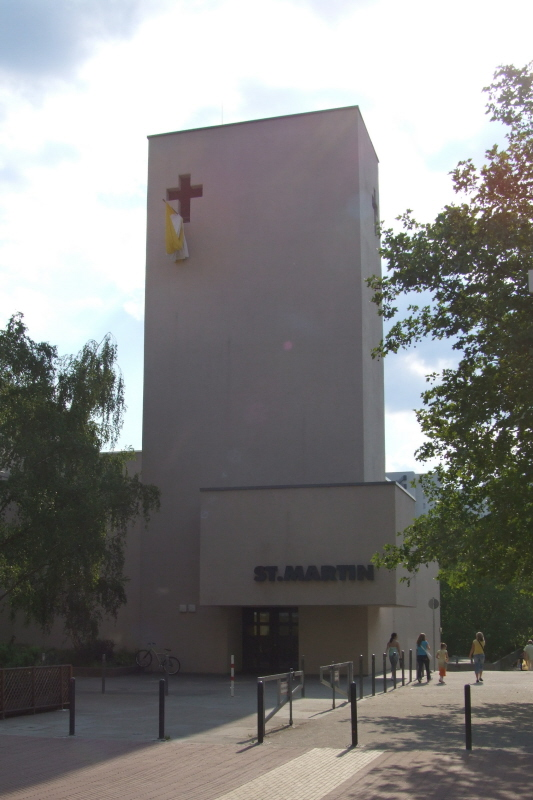
St. Martin-Kirche, Märkisches Viertel
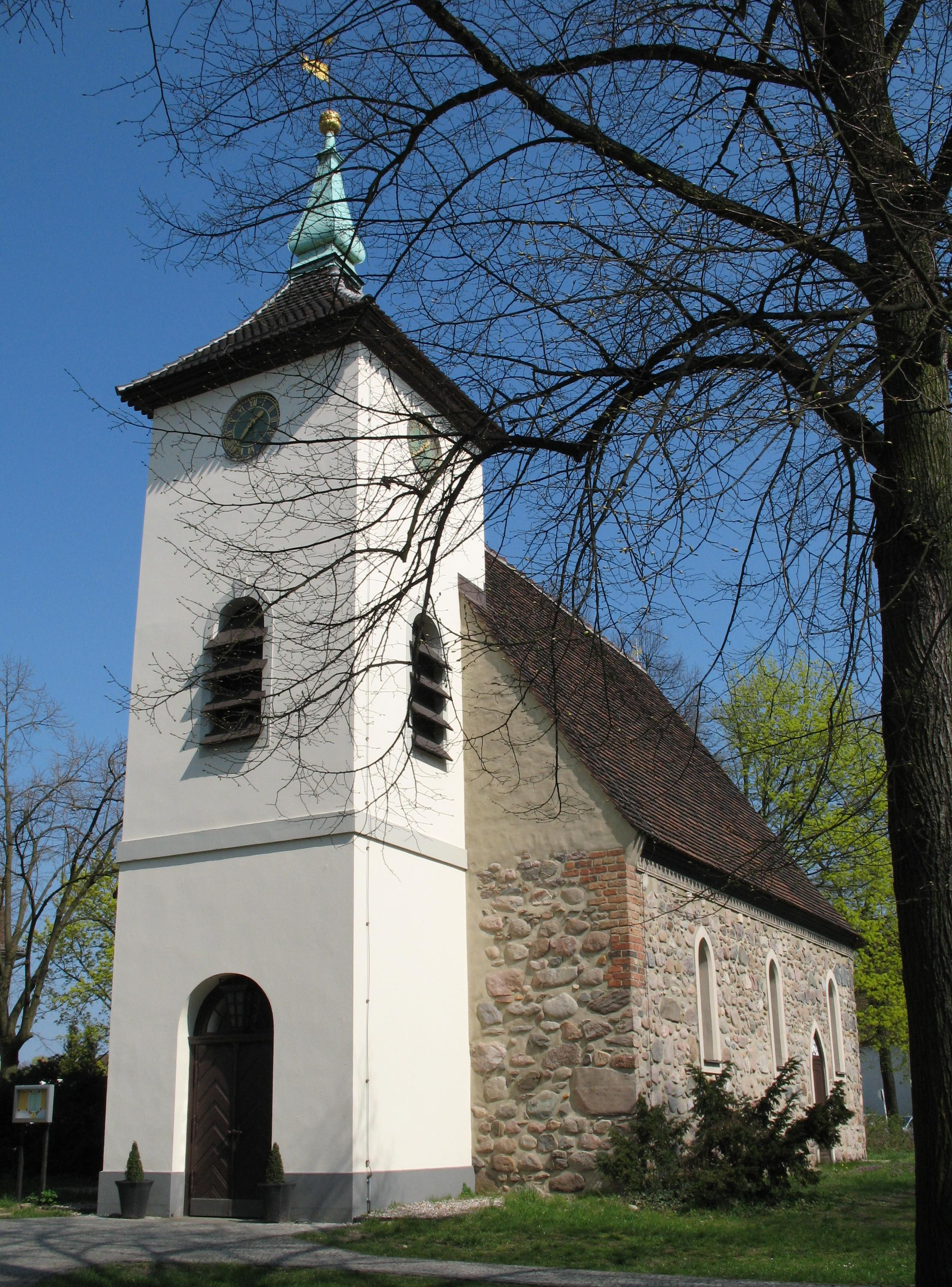
Dorfkirche Reinickendorf
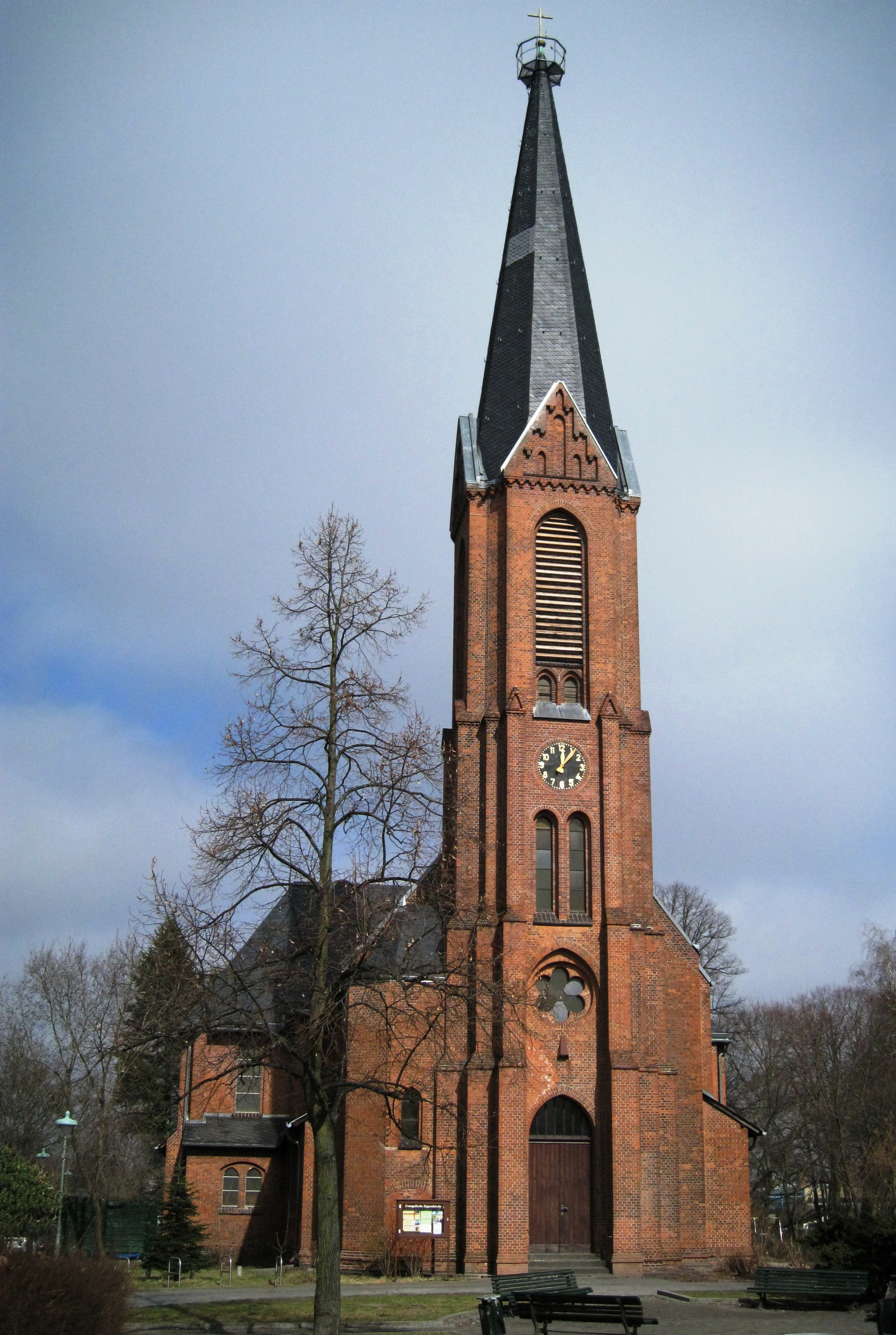
Segenskirche, Reinickendorf
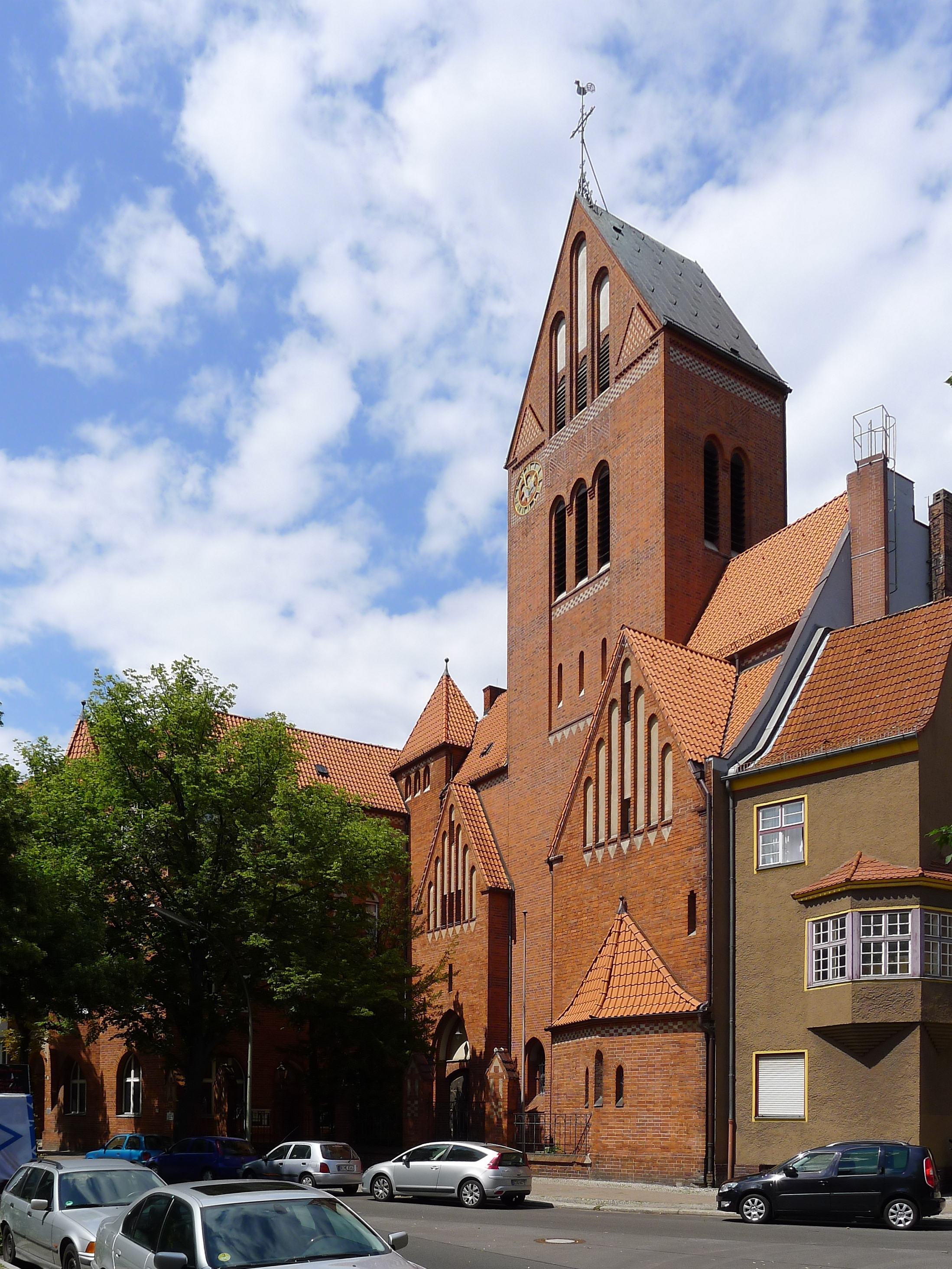
St. Marien-Kirche, Reinickendorf
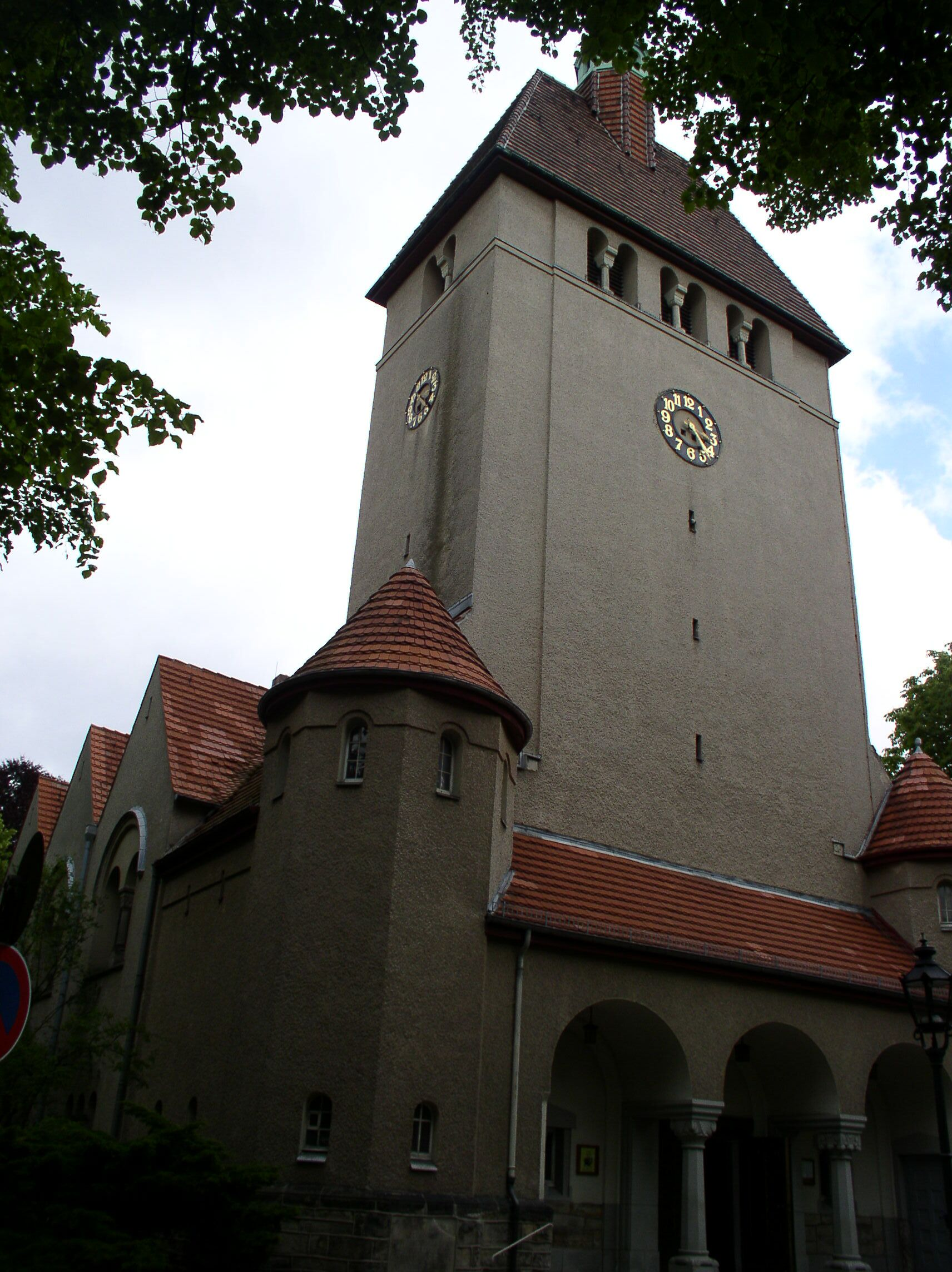
Dorfkirche Tegel
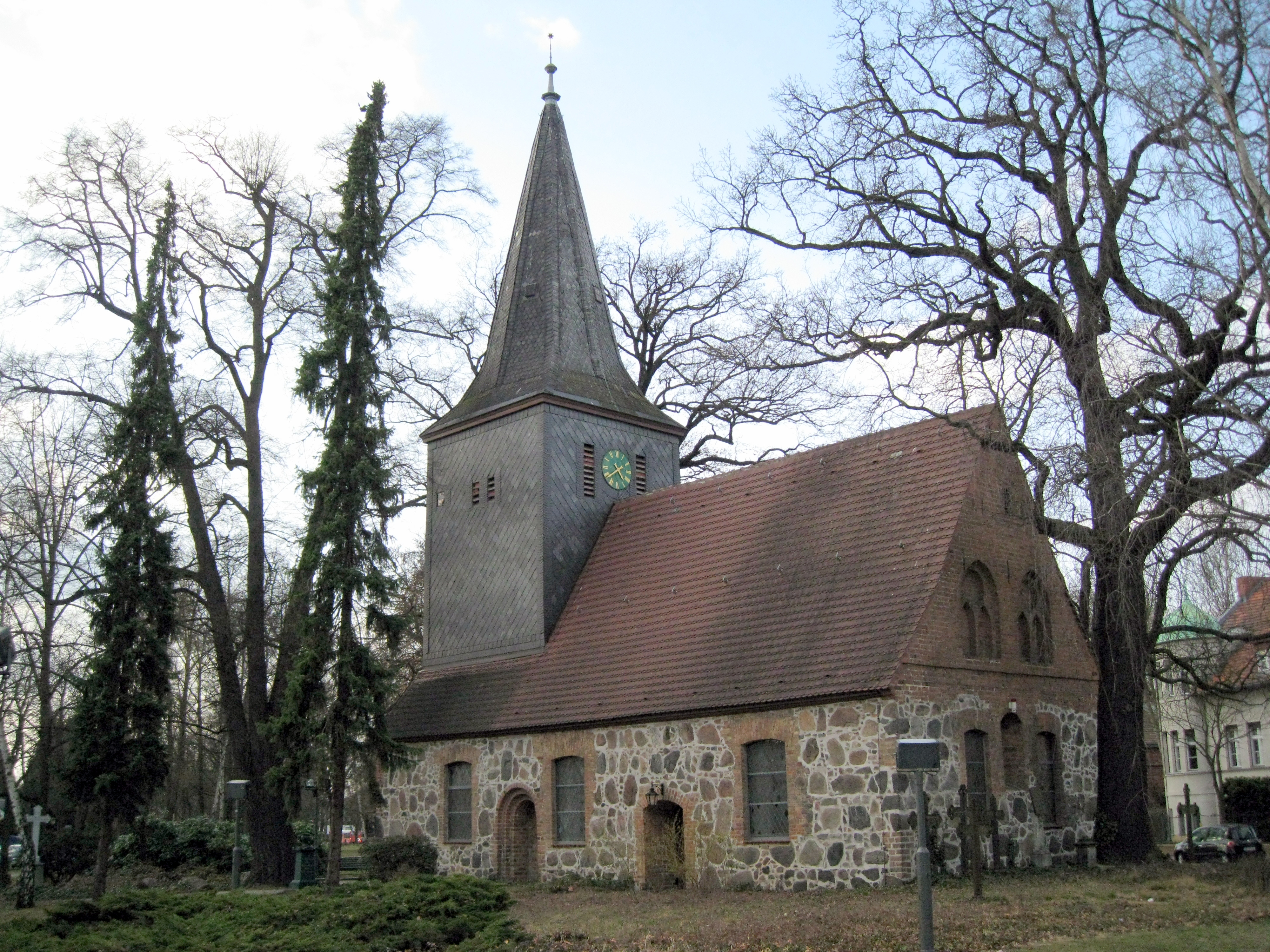
Dorfkirche Wittenau

### Klosterkirchen
- Berlin-Charlottenburg, Kirche Mariae Verkündigung im Anbetungskloster St. Gabriel, Bayernallee 31
- Berlin-Pankow, Kapelle im Franziskanerkloster Berlin-Pankow, Wollankstraße 19

### Kapellen in Krankenhäusern und Seniorenheimen
- Tiergarten, Kapelle im Franziskus-Krankenhaus, Budapester Straße 15–19
- Lichtenberg, Kapelle im Evangelischen Krankenhaus Königin Elisabeth Herzberge
- Bohnsdorf, St. Hedwigskapelle im Krankenhaus Hedwigshöhe, Buntzelstraße 38
- Berlin-Spandau, Kirche im Evangelischen Waldkrankenhaus
- Hakenfelde, St.-Elisabeth-Kapelle im Sankt Elisabeth Seniorenheim

## Moscheen

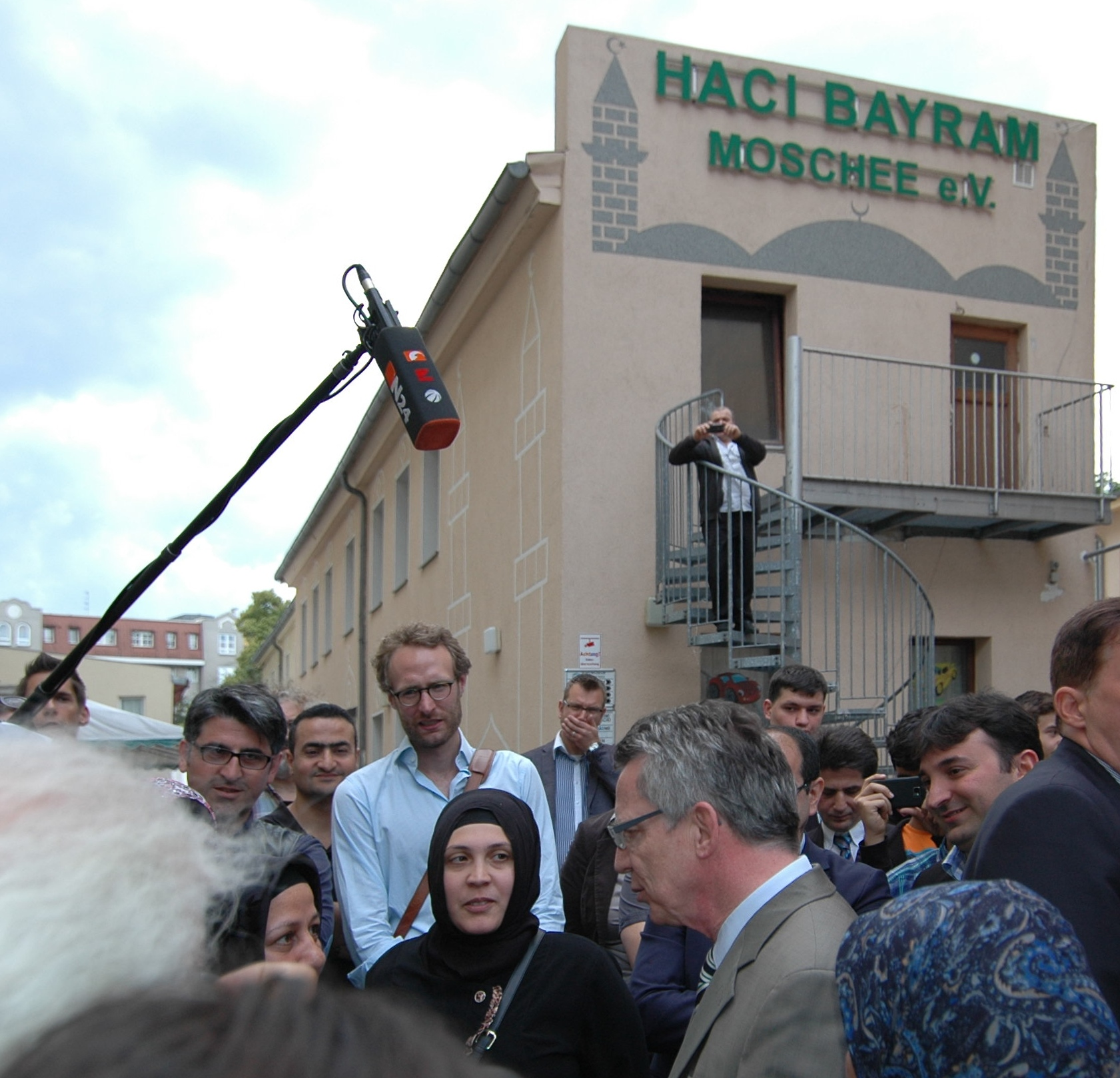
Haci Bayram-Moschee

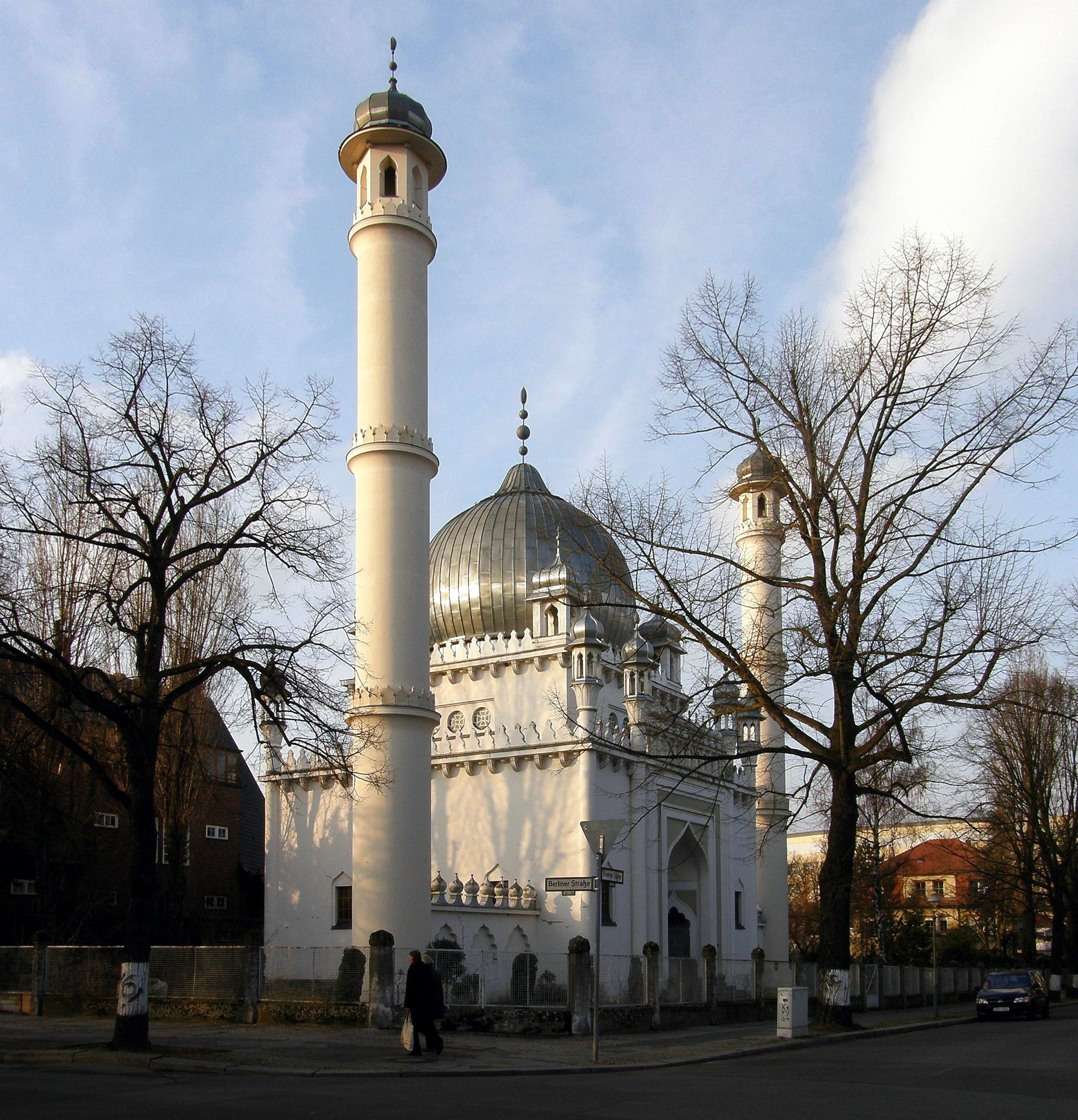
Wilmersdorfer Moschee von 1924, älteste deutsche Moschee

### Bezirk Mitte
- Gesundbrunnen, Aksa-Moschee, Soldiner Straße,
- Gesundbrunnen, Aksemseddin-Moschee, Bellermannstraße
- Wedding, as-Sahaba-Moschee, Torfstraße
- Gesundbrunnen, Bilal-Moschee, Drontheimer Straße
- Gesundbrunnen, Haci Bayram-Moschee, Koloniestraße
- Gesundbrunnen, Imam Cafer Sadik-Moschee, Koloniestraße
- Moabit, Ayasofya-Moschee, Stromstraße

### Bezirk Friedrichshain-Kreuzberg
- Kreuzberg, Fatih-Moschee, Pfuelstraße
- Kreuzberg, Mevlana-Moschee, Skalitzer Straße
- Kreuzberg, Omar-Ibn-Al-Khattab-Moschee, Skalitzer Straße

### Bezirk Pankow
- Heinersdorf, Khadija-Moschee, Tiniusstraße

### Bezirk Charlottenburg-Wilmersdorf
- Wilmersdorf, Wilmersdorfer Moschee, Brienner Straße, älteste Moschee Deutschlands (historisch: Berliner Moschee)

### Bezirk Schöneberg-Tempelhof
- Tempelhof, Ibrahim-al-Khalil-Moschee, Colditzstraße

### Bezirk Neukölln
- Neukölln, Şehitlik-Moschee, Columbiadamm
- Neukölln, Al-Nur-Moschee, Haberstraße

## Synagogen

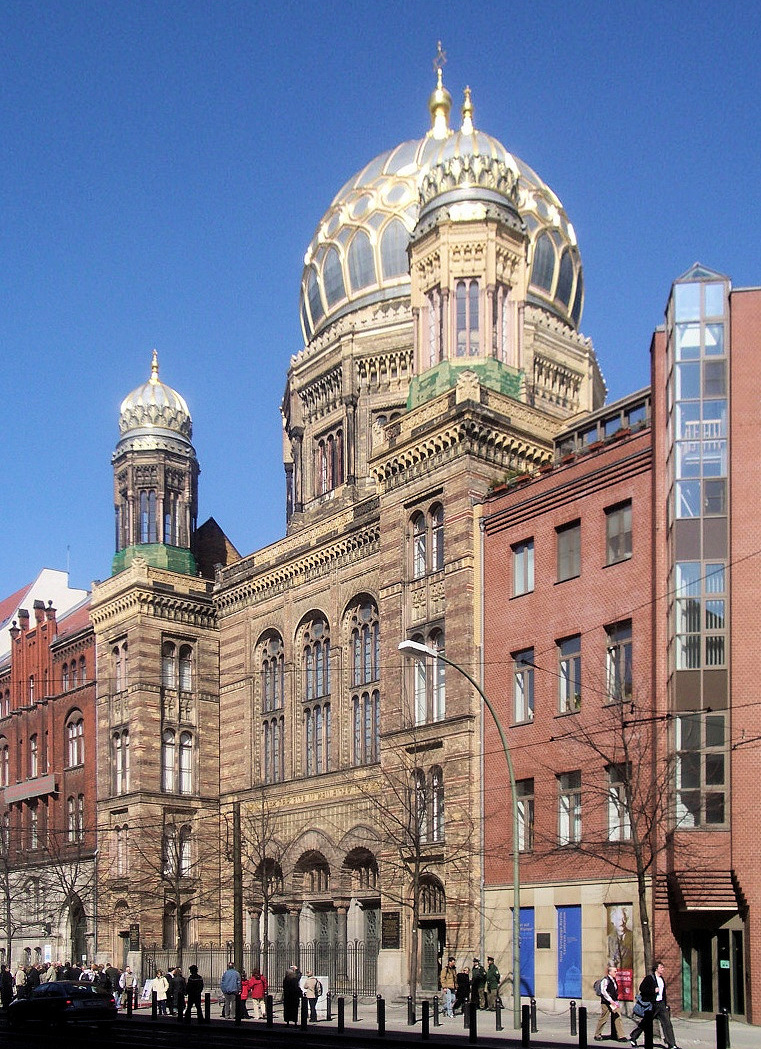
Neue Synagoge, Oranienburger Straße

### Heutige Synagogen

#### Bezirk Mitte
- Mitte, Neue Synagoge, Oranienburger Straße, 1859–1866, 1988–1995 (kriegszerstört, Teile als Museum wiedererrichtet)
- Mitte, Synagoge der Israelitische Synagogen-Gemeinde Adass Jisroel, Tucholskystraße 40
- Mitte, Synagoge Kahal Adass Jisroel, Brunnenstraße 33

#### Bezirk Friedrichshain-Kreuzberg
- Kreuzberg, Synagoge Fraenkelufer 10–12

#### Bezirk Pankow
- Prenzlauer Berg Synagoge Rykestraße 53
- Prenzlauer Berg, Gebetssaal Kahal Adass Jisroel, Rykestraße 53

#### Bezirk Charlottenburg-Wilmersdorf
- Charlottenburg, liberale Synagoge Pestalozzistraße, 1911–1912, 1947
- Charlottenburg, liberal-egalitäre Synagoge Sukkat Schalom, Herbartstraße 26, 1981[5]
- Charlottenburg, orthodoxe Synagoge Joachimsthaler Straße, Joachimsthaler Straße 13
- Wilmersdorf, Synagoge Chabad Lubawitsch, Münstersche Straße 6
- Schmargendorf, Synagoge Lev Tov, Karlsbader Straße 16

#### Bezirk Tempelhof-Schöneberg

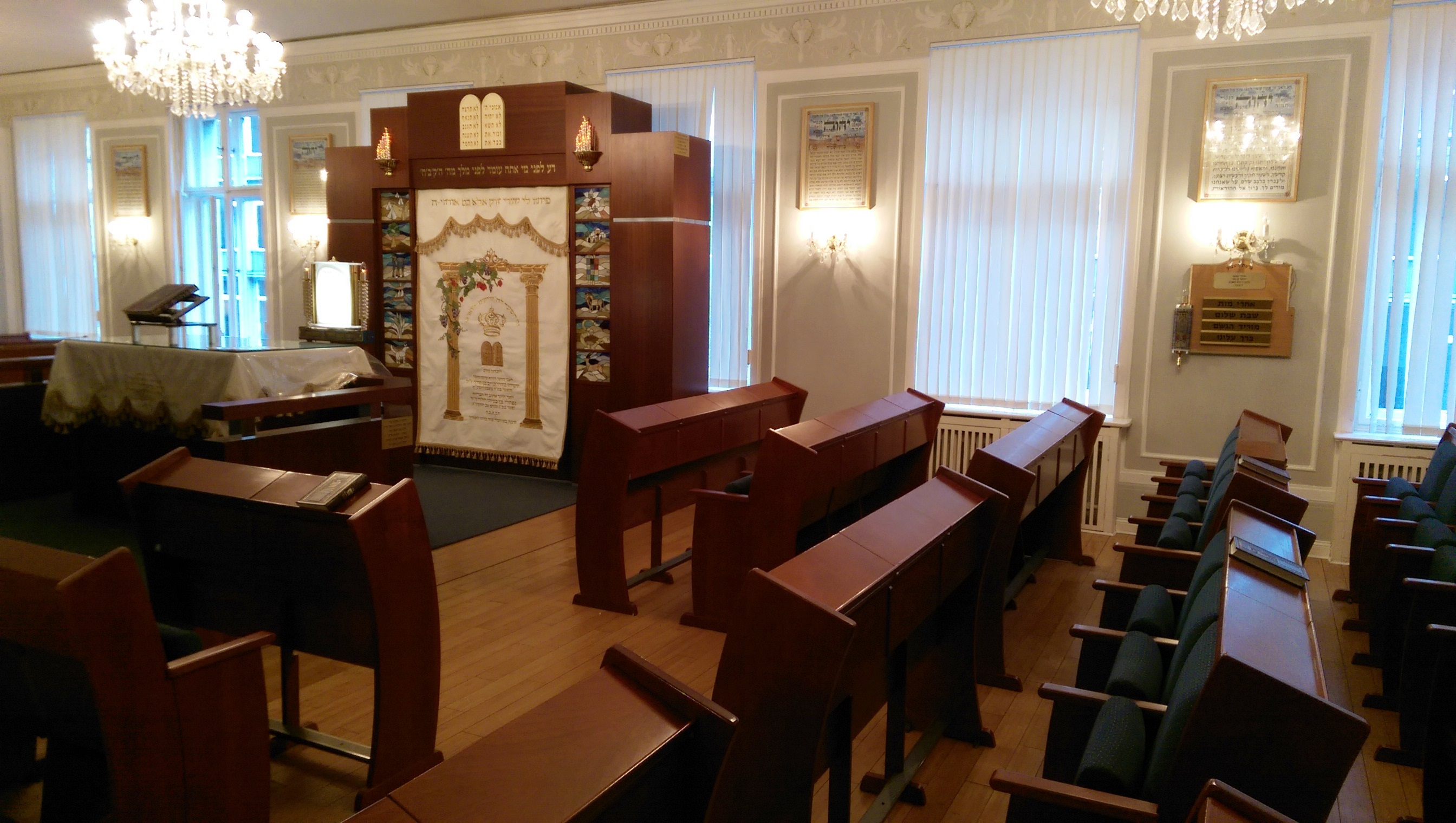
Sephardische Synagoge Tiferet Israel, Schöneberg

- Schöneberg, Sephardische Synagoge Tiferet Israel, Passauer Straße 4

### Zerstörte und andere frühere Synagogen

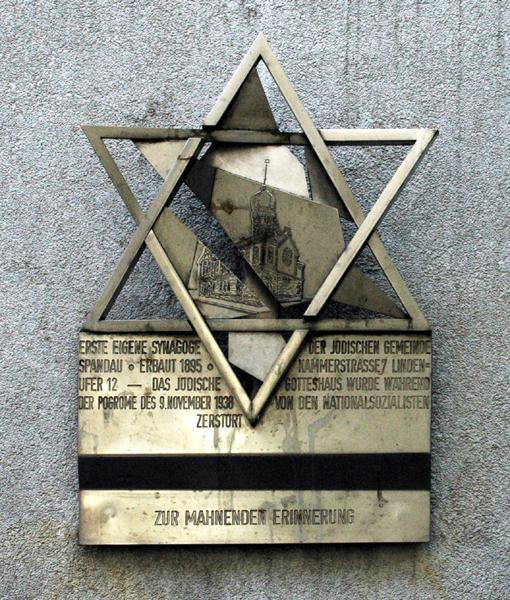
Gedenktafel in Spandau

Quelle

#### Bezirk Mitte
- Mitte, Alte Synagoge, Heidereutergasse 4 (älteste Synagoge Berlins, Gedenktafel)
- Mitte, Johannisstraße 16, Tempel der Jüdischen Reformgemeinde zu Berlin (Gedenktafel)
- Mitte, Lippmann-Tauss-Synagoge, gegründet 1776
- Mitte, frühere Gollnowstraße 12, 1893–1937
- Mitte, frühere Landwehrstraße 19–21 (Judengasse) Ecke frühere Gerlachstraße, Synagoge des Jüdischen Altersheimes
- Mitte, Synagoge Kaiserstraße, frühere Kaiserstraße 29–30
- Mitte, Synagoge Rosenstraße 16
- Mitte, Synagoge Große Hamburger Straße 16
- Mitte, Synagoge Gipsstraße 12a
- Mitte, Synagoge Kleine Auguststraße 10
- Mitte, Synagoge Artilleriestraße 31
- Moabit, Synagoge Levetzowstraße, Levetzowstraße 7–8 (Gedenktafel, Mahnmal Flammenwand)
- Hansaviertel, Lessingstraße 6 (Gedenktafel)
- Hansaviertel, Siegmunds Hof 11 (Gedenktafel)
- Tiergarten, Synagoge Lützowstraße, Lützowstraße 16 (Berliner Gedenktafel)
- Tiergarten, Synagoge Flensburger Straße 14
- Tiergarten, Synagoge Schöneberger Ufer 26
- Gesundbrunnen, Synagoge Prinzenallee 87 (Gedenktafel)
- Gesundbrunnen Synagoge Beth Zion, Brunnenstraße 33, nun ein Beit Midrasch der Yeshivas Beis Zion

#### Bezirk Friedrichshain-Kreuzberg
- Friedrichshain, Friedenstraße 3, 1937–39 (Gedenktafel)
- Kreuzberg, Synagoge Lindenstraße (Axel-Springer-Straße 48–50 Mahnmal Blatt, Informationstafel)
- Kreuzberg, Synagoge Fraenkelufer, Fraenkelufer 10–16 (Gedenktafel)
- Kreuzberg, Synagoge Dresdener Straße 127

#### Bezirk Charlottenburg-Wilmersdorf
- Charlottenburg, Synagoge Charlottenburg Schulstraße 7, heute: Behaimstraße 11 (Gedenktafel)
- Charlottenburg Synagoge Fasanenstraße, Fasanenstraße 79–80, heute: ehemaliges Jüdisches Gemeindehaus
- Wilmersdorf, Synagoge Prinzregentenstraße, Prinzregentenstraße 69–70 (Gedenktafel)
- Halensee, Synagoge „Friedenstempel“ Halensee, Markgraf-Albrecht-Straße 11–12 (Gedenktafel)
- Grunewald Synagoge Grunewald, Franzensbader Straße 7–/8 (Gedenktafel und Informationstafeln)

#### Bezirk Spandau
- Spandau, Spandauer Vereinssynagoge, Kammerstraße 7 Ecke Lindenufer (Gedenktafel in der Kammerstraße und Mahnmal am Lindenufer)

#### Bezirk Steglitz-Zehlendorf
- Steglitz, Synagoge Düppelstraße 41

#### Bezirk Tempelhof-Schöneberg
- Schöneberg, Münchener Straße 36 (Gedenkstein)
- Schöneberg, Passauer Straße 1–3 (Gedenktafel)

#### Bezirk Neukölln
- Synagoge Isarstraße, Neukölln, Isarstraße 8 (Gedenktafel)

#### Bezirk Treptow-Köpenick
- Köpenick, Freiheit 8 (Gedenktafel)

## Buddhistische Tempel und Zentren
- Das Buddhistische Haus (buddhistisches Vihâra), Edelhofdamm 54, Frohnau
- Wat Buddharama, Schönagelstraße 24, Marzahn
- Wat Buddhavihara, Malchowerstraße 23, Heinersdorf
- Fo-guang-shan Tempel, Chinesische Tradition, Ackerstraße 85/86, Gesundbrunnen
- Linh Thuu Pagode – Buddhistisch-Vietnamesische Gemeinde, Heidereuterstraße 30, Spandau
- Tu An Pagode, Dorfstraße 28, Wartenberg

## Hindutempel

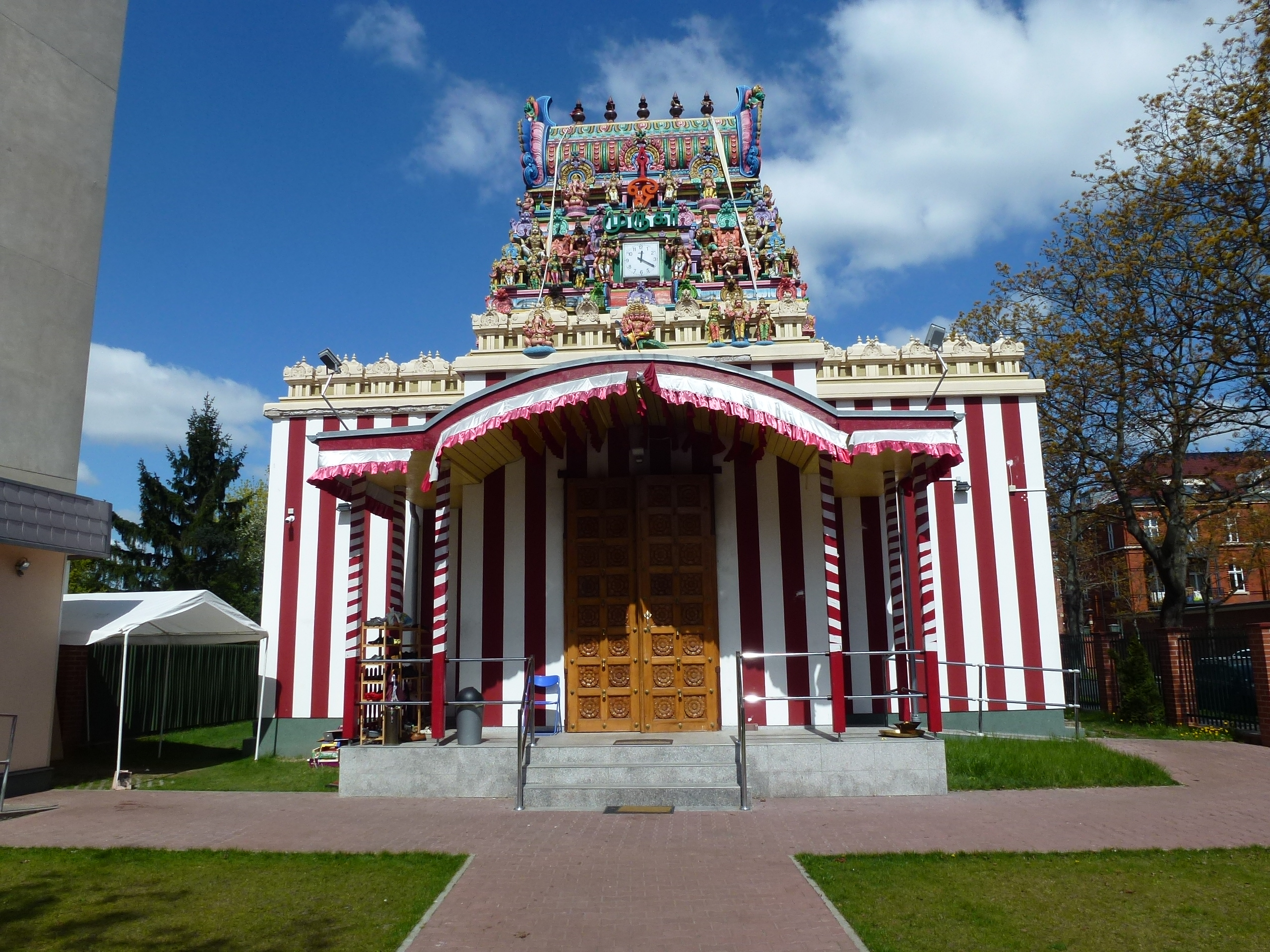
Sri Mayurapathy Murugan Tempel Berlin

- Sri Mayurapathy Murugan Tempel Berlin, Blaschkoallee 148, Britz
- Sri Ganesha Hindu Tempel (im Bau), Hasenheide 106, Neukölln